# Olympische Geschichte Brasiliens
| Gelbes Symbol für Goldmedaillen mit stilisierten Olympischen Ringen | Graues Symbol für Silbermedaillen mit stilisierten Olympischen Ringen | Braundes Symbol für Bronzemedaillen mit stilisierten Olympischen Ringen |
| ------------------------------------------------------------------- | --------------------------------------------------------------------- | ----------------------------------------------------------------------- |
| 40                                                                  | 49                                                                    | 81                                                                      |

Brasilien, dessen NOK, das Comitê Olímpico Brasileiro, 1935 gegründet wurde, nahm erstmals 1920 an Olympischen Spielen teil. Seitdem wurden Athleten, mit Ausnahme der Spiele von 1928, zu sämtlichen Sommerspielen entsandt. Seit 1992 nimmt Brasilien auch an den Winterspielen teil.

## Allgemeine Übersicht der Teilnahmen
Die erste Teilnahme Brasiliens an Olympischen Spielen fand 1920 in Antwerpen statt. Schon 1900 war mit Adolphe Klingelhoefer ein Brasilianer angetreten. Doch wird er weder vom IOC noch vom brasilianischen NOK als Teilnehmer Brasiliens geführt. Klingelhoefer wurde am 5. Mai 1880 in Paris als Sohn eines brasilianischen Diplomaten geboren. Er war Mitglied des Racing Club de France und trat 1900 in drei Disziplinen der Leichtathletik an. Ein Sporthistoriker konnte 2009 nachweisen, dass Klingelhoefer die brasilianische Staatsangehörigkeit hatte, dennoch wird er als Franzose gelistet. Die ersten offiziellen Olympioniken waren 1920 die Sportschützen Guilherme Parãense, Afrânio da Costa, Sebastião Wolf, Fernando Soledade, Demerval Peixoto, Dario Barbosa und Mário Maurity, die am 2. August 1920 ihre Wettkämpfe bestritten. Die erste Frau aus Brasilien bei Olympischen Spielen war 1932 in Los Angeles die Schwimmerin Maria Lenk, die am 7. August 1932 über 100 Meter Freistil antrat.
Der erste Wintersportler Brasiliens bei Olympischen Winterspielen war am 9. Februar 1992 in Albertville Lothar Munder im Abfahrtslauf. Evelyn Schuler trat am 18. Februar 1992 als erste Frau des Landes bei Winterspielen im Super-G an.
In Antwerpen 1920 konnten die ersten Medaillen gewonnen werden. Erster Medaillengewinner war der Sportschütze Afrânio da Costa, der mit der freien Pistole die Silbermedaille gewann. Erster Olympiasieger wurde sein Teamkamerad Guilherme Parãense, der mit der Militärpistole siegte. Bei Winterspielen konnte bislang keine Medaille gewonnen werden.
Die erste Olympiamannschaft umfasste zwölf Athleten. Die Mannschaftsgröße wuchs immer mehr an und hatte 1952 in Helsinki mit 97 Teilnehmern ihren vorläufigen Höhepunkt.
1980 in Moskau wurden erstmals mehr als 100 Teilnehmer entsandt. 1996 in Atlanta waren es erstmals mehr als 200. 13 Athleten waren 2014 in Sotschi: Teilnehmerrekord Brasiliens bei Winterspielen. Die mit Abstand größte Delegation mit 465 Athleten kam bei den Heimspielen 2016 in Rio de Janeiro zum Einsatz. Die größte Delegation, die außerhalb des Heimatlandes teilnahm, wurde 2020 nach Tokio entsandt. Hier nahmen insgesamt 302 Athleten teil.
Erfolgreichster Teilnehmer ist der Segler Robert Scheidt, der zwischen 1996 und 2016 zwei Gold-, zwei Silber- und eine Bronzemedaille gewinnen konnte. Torben Grael, ebenfalls Segler, gewann zwischen 1984 und 2004 ebenfalls fünf Medaillen. Auch er war zwei Mal Olympiasieger, gewann jedoch eine Silber- und zwei Bronzemedaillen. Erfolgreichste Mannschaft ist die Volleyballnationalmannschaft der Männer. Seit 1984 gewannen sie drei Gold- und drei Silbermedaillen. Die Frauen steuerten zwei Gold-, eine Silber und zwei Bronzemedaillen bei. Erfolgreichste Sportart jedoch ist das Segeln. Insgesamt 19 Medaillen konnten brasilianische Segler gewinnen: acht Gold-, drei Silber- und acht Bronzemedaillen. Die meisten Silbermedaillen gewannen die Beachvolleyballer mit sieben, die meisten Bronzemedaillen mit 17 die Judoka, die zudem auch insgesamt die meisten Medaillen gewannen, nämlich 24.
Die zweiterfolgreichste Teilnahme fand 2016 in Rio de Janeiro statt. Bei den Heimspielen gewannen die brasilianischen Athleten 19 Medaillen, davon sieben Gold-, sechs Silber- und sechs Bronzemedaillen. Die erfolgreichste Teilnahme fand 2021 in Tokio statt. Gesamtleistung der Nation bei den Olympischen Spielen fand bei den Olympischen Sommerspielen 2020 statt. Mit 2016 Spielen in Bezug auf die Anzahl der Goldmedaillen (7) und Silbermedaillen (6), aber mit 2 weiteren Bronzemedaillen (8), wurde Brasilien die zweite Nation, die ihre Medaillenzahl bei den Olympischen Spielen übertraf, unmittelbar nach einer, die sie ausrichtete (die andere einer war Großbritannien bei den Olympischen Spielen 2016). Brasilien brach den Rekord für 21 Medaillen und war auch auf dem Medaillenspiegel auf dem höchsten Platz (12. Platz).

## Übersicht der Teilnahmen

### Sommerspiele
| Jahr      | Athleten           | Athleten           | Athleten           | Flaggenträger                        | Medaillen          | Medaillen          | Medaillen          | Medaillen          | Medaillen          |
| Jahr      | Gesamt             | m                  | w                  | Flaggenträger                        |                    |                    |                    | Gesamt             | Rang               |
| --------- | ------------------ | ------------------ | ------------------ | ------------------------------------ | ------------------ | ------------------ | ------------------ | ------------------ | ------------------ |
| 1896      | nicht teilgenommen | nicht teilgenommen | nicht teilgenommen | nicht teilgenommen                   | nicht teilgenommen | nicht teilgenommen | nicht teilgenommen | nicht teilgenommen | nicht teilgenommen |
| 1900      | 1                  | 1                  | 0                  |                                      |                    |                    |                    |                    |                    |
| 1904–1912 | nicht teilgenommen | nicht teilgenommen | nicht teilgenommen | nicht teilgenommen                   | nicht teilgenommen | nicht teilgenommen | nicht teilgenommen | nicht teilgenommen | nicht teilgenommen |
| 1920      | 16                 | 16                 | 0                  | Afrânio da Costa                     | 1                  | 1                  | 1                  | 3                  | 15                 |
| 1924      | 11                 | 11                 | 0                  | Alfredo Gomes                        |                    |                    |                    |                    |                    |
| 1928      | nicht teilgenommen | nicht teilgenommen | nicht teilgenommen | nicht teilgenommen                   | nicht teilgenommen | nicht teilgenommen | nicht teilgenommen | nicht teilgenommen | nicht teilgenommen |
| 1932      | 50                 | 49                 | 1                  | Lúcio de Castro                      |                    |                    |                    |                    |                    |
| 1936      | 73                 | 67                 | 6                  | Sylvio Padilha                       |                    |                    |                    |                    |                    |
| 1948      | 70                 | 59                 | 11                 | Sylvio Padilha                       |                    |                    | 1                  | 1                  | 34                 |
| 1952      | 97                 | 92                 | 5                  | Mário Jorge                          | 1                  |                    | 2                  | 3                  | 24                 |
| 1956      | 47                 | 46                 | 1                  | Adhemar da Silva                     | 1                  |                    |                    | 1                  | 24                 |
| 1960      | 72                 | 71                 | 1                  | Adhemar da Silva                     |                    |                    | 2                  | 2                  | 39                 |
| 1964      | 61                 | 60                 | 1                  | Wlamir Marques                       |                    |                    | 1                  | 1                  | 35                 |
| 1968      | 76                 | 73                 | 3                  | João Gonçalves Filho                 |                    | 1                  | 2                  | 3                  | 35                 |
| 1972      | 81                 | 78                 | 3                  | Luiz Cláudio Menon                   |                    |                    | 2                  | 2                  | 41                 |
| 1976      | 79                 | 72                 | 7                  | João Carlos de Oliveira              |                    |                    | 2                  | 2                  | 36                 |
| 1980      | 106                | 91                 | 15                 | João Carlos de Oliveira              | 2                  |                    | 2                  | 4                  | 17                 |
| 1984      | 147                | 126                | 21                 | Eduardo de Souza                     | 1                  | 5                  | 2                  | 8                  | 19                 |
| 1988      | 160                | 127                | 33                 | Wálter Carmona                       | 1                  | 2                  | 3                  | 6                  | 24                 |
| 1992      | 182                | 132                | 50                 | Aurélio Miguel                       | 2                  | 1                  |                    | 3                  | 25                 |
| 1996      | 221                | 156                | 65                 | Joaquim Cruz                         | 3                  | 3                  | 9                  | 15                 | 25                 |
| 2000      | 198                | 106                | 92                 | Sandra Pires                         |                    | 6                  | 6                  | 12                 | 53                 |
| 2004      | 243                | 124                | 119                | Torben Grael                         | 5                  | 2                  | 3                  | 10                 | 16                 |
| 2008      | 268                | 139                | 129                | Robert Scheidt                       | 3                  | 4                  | 10                 | 17                 | 22                 |
| 2012      | 248                | 131                | 117                | Rodrigo Pessoa                       | 3                  | 5                  | 9                  | 17                 | 22                 |
| 2016      | 465                | 256                | 209                | Yane Marques                         | 7                  | 6                  | 6                  | 19                 | 13                 |
| 2020      | 302                | 160                | 142                | Bruno Rezende und Ketleyn Quadros    | 7                  | 6                  | 8                  | 21                 | 12                 |
| 2024      | 277                | 123                | 154                | Isaquias Queiroz und Raquel Kochhann | 3                  | 7                  | 10                 | 20                 | 20                 |
| Gesamt    | Gesamt             | Gesamt             | Gesamt             | Gesamt                               | 40                 | 49                 | 81                 | 170                | 32                 |

### Winterspiele
| Jahr      | Athleten           | Athleten           | Athleten           | Flaggenträger                     | Medaillen          | Medaillen          | Medaillen          | Medaillen          | Medaillen          |
| Jahr      | Gesamt             | m                  | w                  | Flaggenträger                     |                    |                    |                    | Gesamt             | Rang               |
| --------- | ------------------ | ------------------ | ------------------ | --------------------------------- | ------------------ | ------------------ | ------------------ | ------------------ | ------------------ |
| 1924–1988 | nicht teilgenommen | nicht teilgenommen | nicht teilgenommen | nicht teilgenommen                | nicht teilgenommen | nicht teilgenommen | nicht teilgenommen | nicht teilgenommen | nicht teilgenommen |
| 1992      | 7                  | 6                  | 1                  | Hans Egger                        |                    |                    |                    |                    |                    |
| 1994      | 1                  | 1                  | 0                  | Lothar Munder                     |                    |                    |                    |                    |                    |
| 1998      | 1                  | 1                  | 0                  | Marcelo Apovian                   |                    |                    |                    |                    |                    |
| 2002      | 10                 | 8                  | 2                  | Mirella Arnhold                   |                    |                    |                    |                    |                    |
| 2006      | 9                  | 6                  | 3                  | Isabel Clark Ribeiro              |                    |                    |                    |                    |                    |
| 2010      | 5                  | 2                  | 3                  | Isabel Clark Ribeiro              |                    |                    |                    |                    |                    |
| 2014      | 13                 | 6                  | 7                  | Jaqueline Mourão                  |                    |                    |                    |                    |                    |
| 2018      | 9                  | 6                  | 3                  | Edson Bindilatti                  |                    |                    |                    |                    |                    |
| 2022      | 10                 | 6                  | 4                  | Jaqueline Mourão Edson Bindilatti |                    |                    |                    |                    |                    |
| Gesamt    | Gesamt             | Gesamt             | Gesamt             | Gesamt                            | 0                  | 0                  | 0                  | 0                  | -                  |

## Bewerbung und Ausrichtung Olympischer Spiele

### Bewerbungen

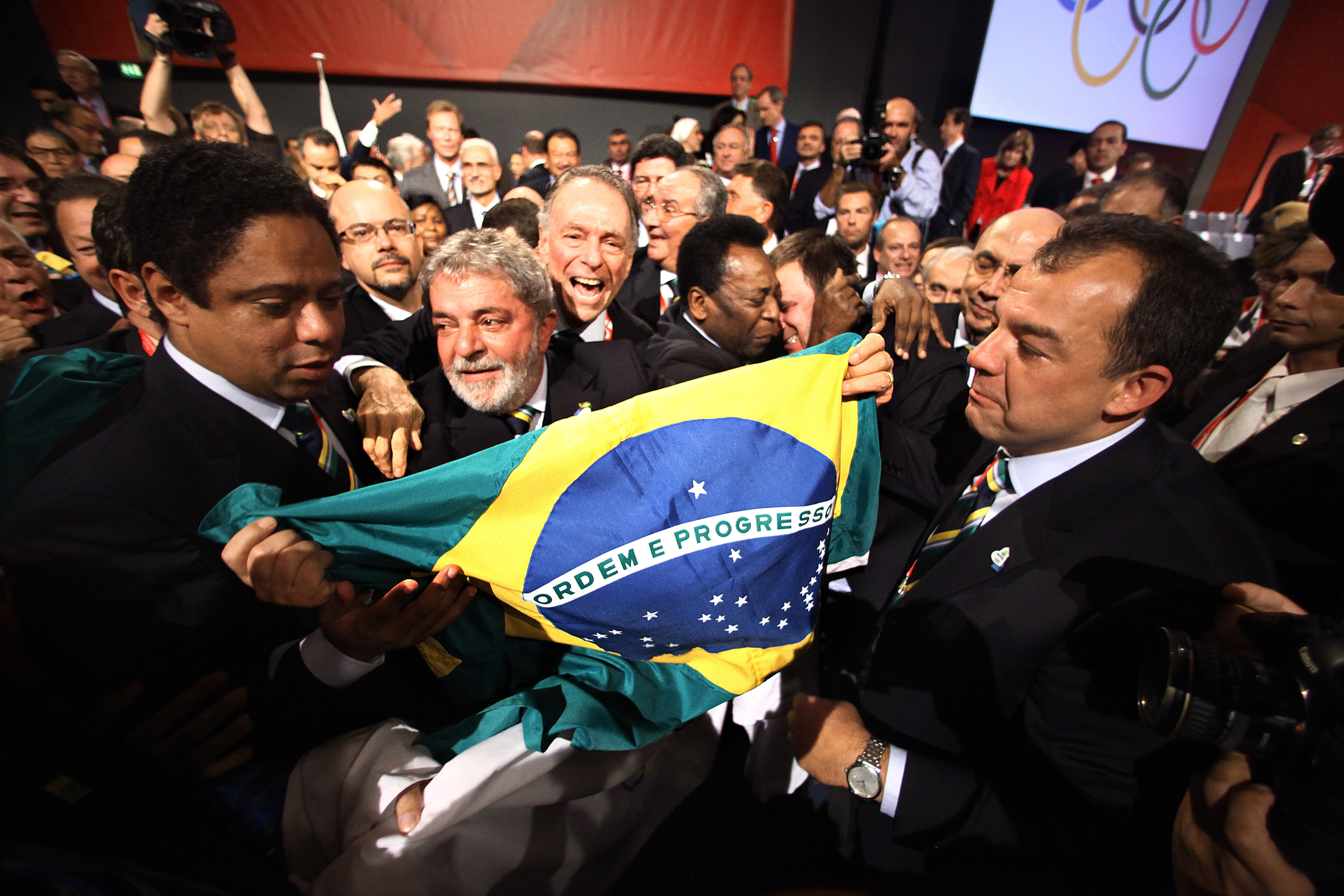
Jubel bei der brasilianischen Delegation bei der Vergabe der 31. Olympischen Spiele 2016 nach Rio de Janeiro
v. l. n. r.: Sportminister Orlando Silva, Präsident Luiz Inácio Lula da Silva, Präsident des OK Carlos Arthur Nuzman, Fußballlegende Pelé, Bürgermeister Eduardo Paes, Finanzminister Henrique Meirelles und Sérgio Cabral Filho, ehemaliger Gouverneur des Bundesstaates Rio de Janeiro

Rio de Janeiro hat sich sechs Mal für die Ausrichtung Olympischer Sommerspiele beworben. Zudem legte Rio eine Bewerbung für die Reiterspiele 1956 vor, da die Reitwettbewerbe auf Grund der strengen Quarantänebestimmungen für Pferde nicht im australischen Melbourne abgehalten werden konnte.
Rios erste Bewerbung wurde für die Spiele von 1936 eingereicht. Rio bekam im ersten Wahlgang keine einzige Stimme. Das Gleiche war bei der Bewerbung für die Spiele von 1940 der Fall. Ebenfalls im ersten Wahlgang scheiterte man bei der Bewerbung für die Reiterspiele 1956, allerdings erhielt man acht Stimmen. Stimmenlos im ersten Wahlgang schied Rio bei der Bewerbung für die Spiele von 1960 aus. Die Bewerbungen für die Spiele von 2004 und 2012 wurden vom IOC nicht akzeptiert und abgelehnt. Bei der Wahl für die Ausrichtung der Spiele von 2016 siegte Rio im dritten Wahlgang mit 66:32 Stimmen über Madrid.
Eine Bewerbung der brasilianischen Hauptstadt Brasília für die Ausrichtung der Spiele von 2000 wurde zurückgezogen.

### Ausrichtung

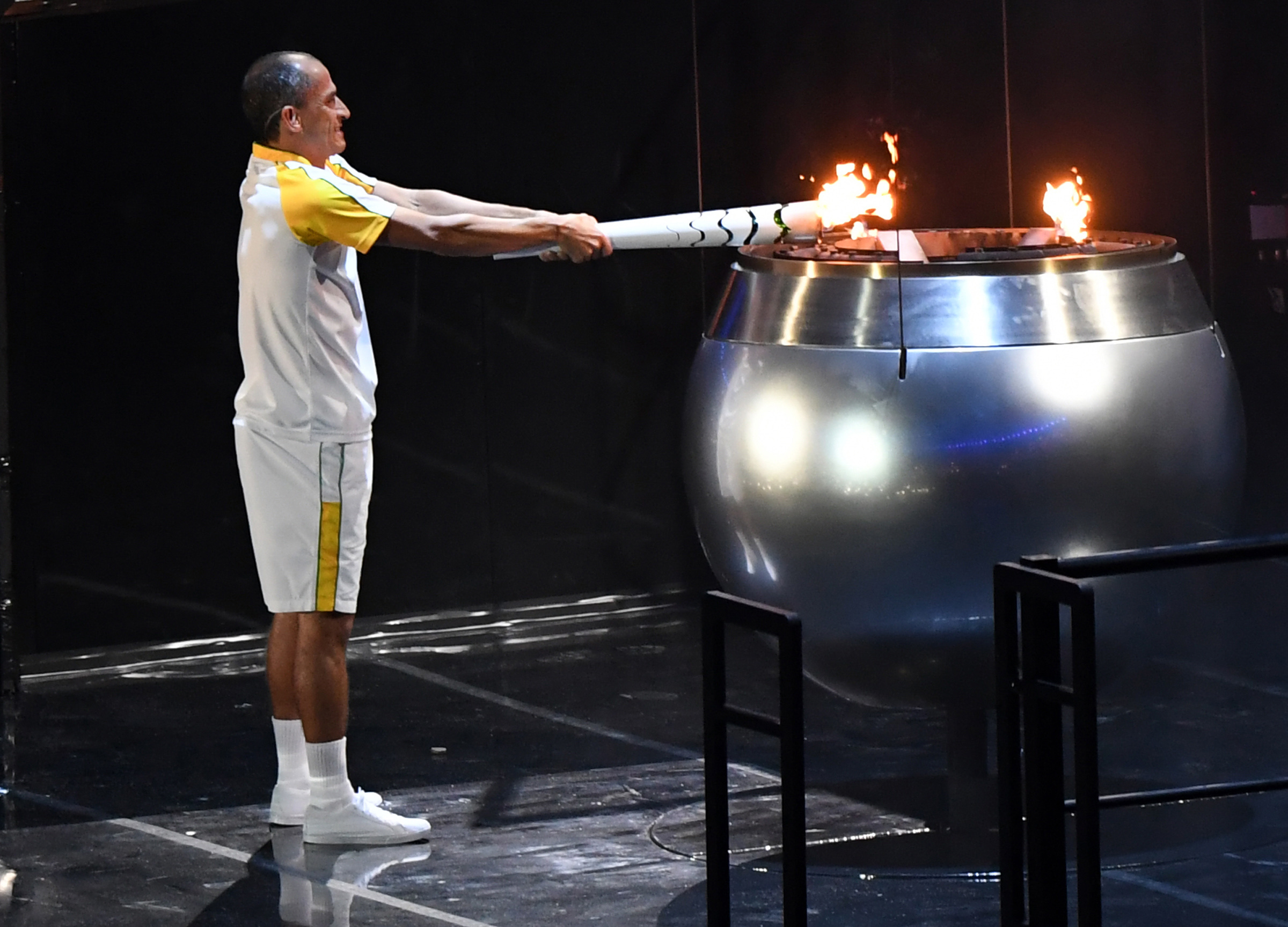
Vanderlei de Lima entzündet das olympische Feuer

Als erstes südamerikanisches Land richtete Brasilien die Olympischen Spiele aus. Die Eröffnungsfeier fand am 5. August 2016 in Rio de Janeiro statt. Einzelne Spiele des olympischen Fußballturniers wurden schon am 3. und 4. August ausgetragen. Die olympische Flamme wurde von Vanderlei de Lima, Bronzemedaillengewinner 2004 im Marathonlauf, entzündet. Der olympische Eid wurde für die Aktiven vom Segelsportler Robert Scheidt gesprochen. Den Eid der Kampfrichter legte Martinho Nobre ab, den der Trainer Adriana Santos.

## IOC-Mitglieder
Brasilien hat zwei IOC-Mitglieder. Carlos Arthur Nuzman, Präsident des brasilianischen NOKs, war von 2000 bis 2013 Mitglied. Seit 2013 ist er Ehrenmitglied. 2013 wurde Bernard Rajzman zum IOC-Mitglied gewählt. Rajzman war 1984 Mannschaftsmitglied der Volleyballmannschaft, die in Los Angeles Silber gewann.

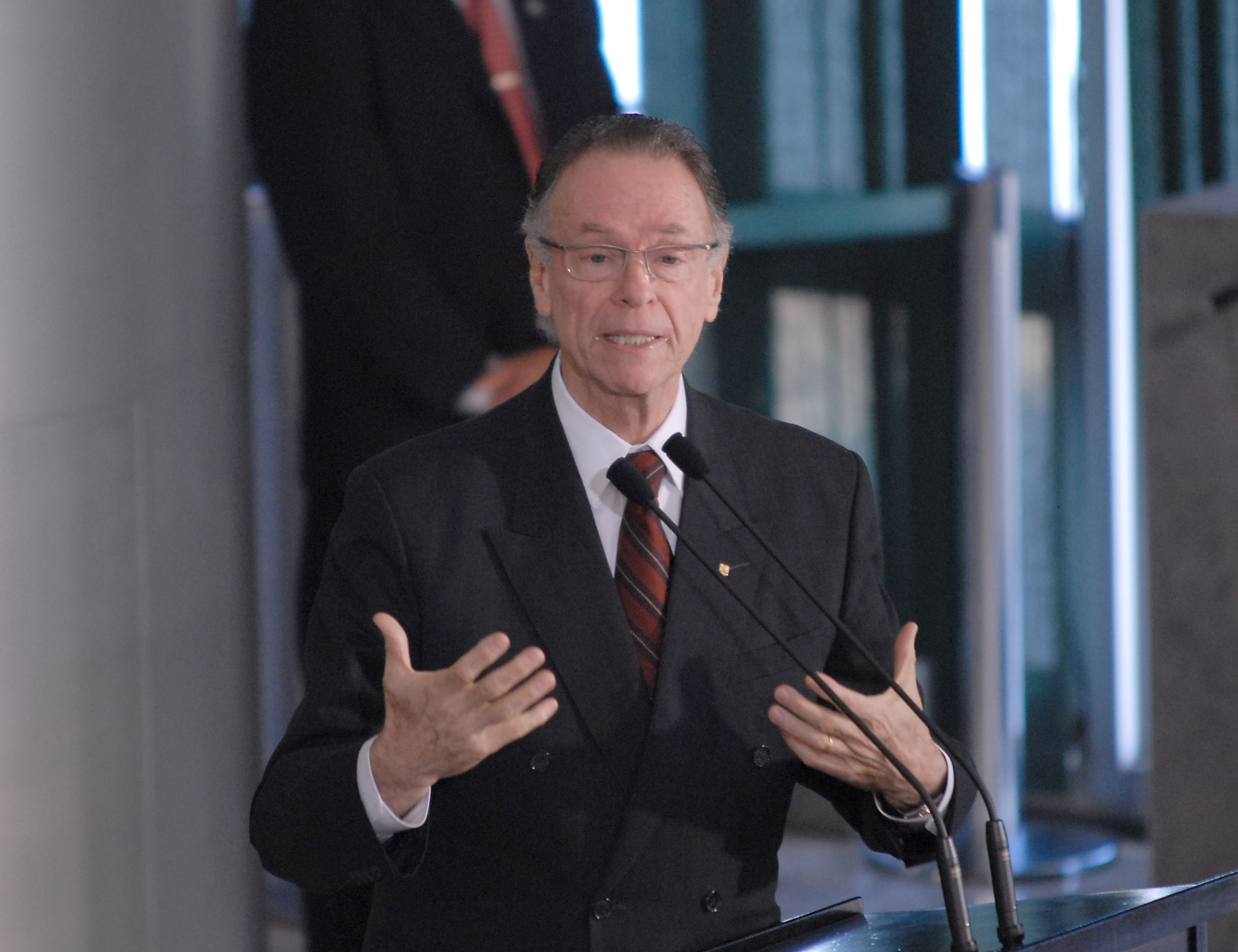
Carlos Arthur Nuzman (2007)
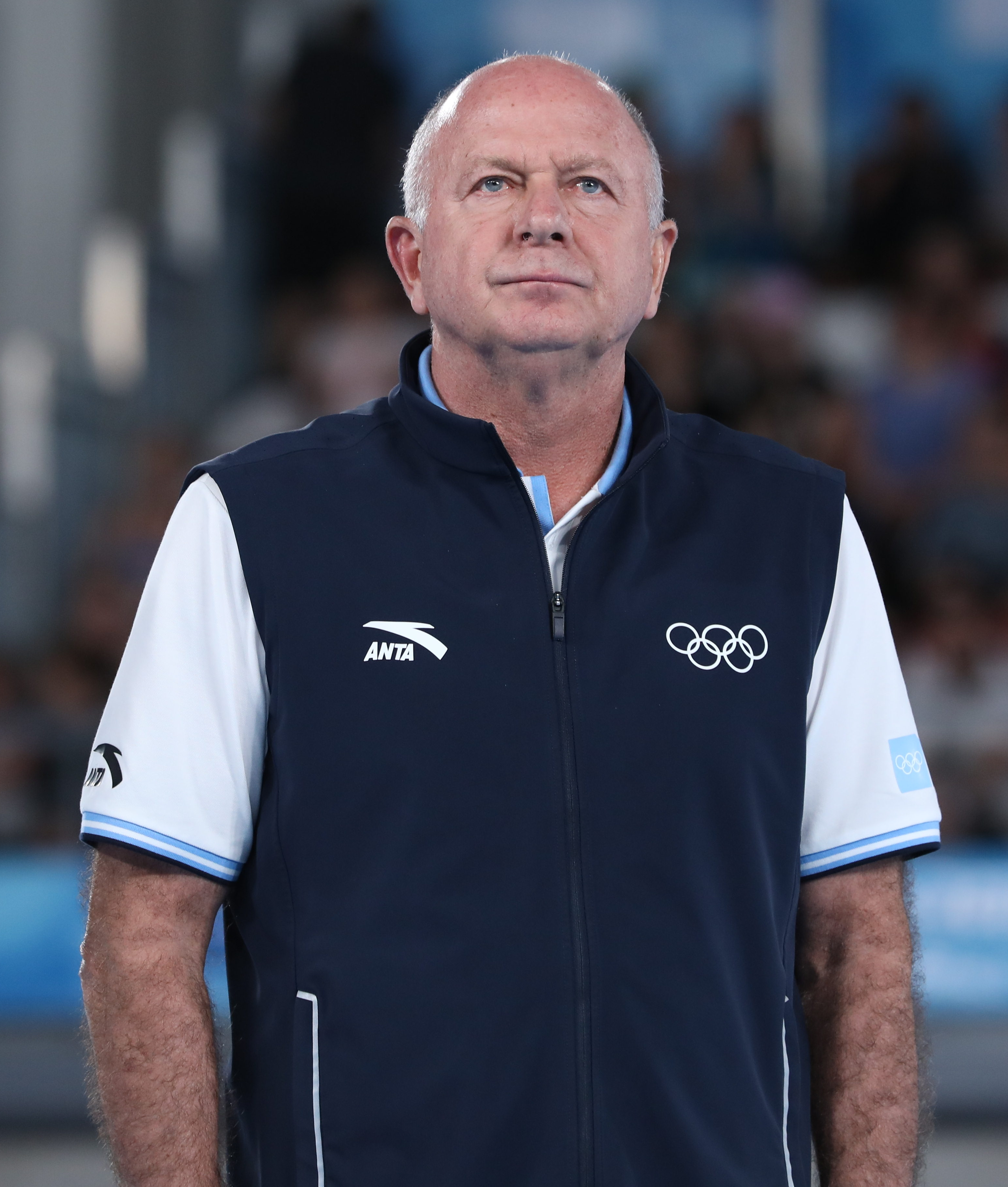
Bernard Rajzman (2018)

## Übersicht der Sportarten

### Sommerspiele

#### Badminton
| Gelbes Symbol für Goldmedaillen mit stilisierten Olympischen Ringen | Graues Symbol für Silbermedaillen mit stilisierten Olympischen Ringen | Braundes Symbol für Bronzemedaillen mit stilisierten Olympischen Ringen |
| ------------------------------------------------------------------- | --------------------------------------------------------------------- | ----------------------------------------------------------------------- |
| —                                                                   | —                                                                     | —                                                                       |

Im olympischen Badminton nahm Brasilien erstmals 2016 teil. Der erste Mann war Ygor Coelho, die erste Frau Lohaynny Vicente. Beide schieden mit jeweils zwei Niederlagen nach der Gruppenphase aus.

#### Basketball
| Gelbes Symbol für Goldmedaillen mit stilisierten Olympischen Ringen | Graues Symbol für Silbermedaillen mit stilisierten Olympischen Ringen | Braundes Symbol für Bronzemedaillen mit stilisierten Olympischen Ringen |
| ------------------------------------------------------------------- | --------------------------------------------------------------------- | ----------------------------------------------------------------------- |
| —                                                                   | 1                                                                     | 4                                                                       |

1936 in Berlin nahm erstmals eine brasilianische Mannschaft am olympischen Basketballturnier teil. Mit einem Sieg und drei Niederlagen endete das Turnier für Brasilien auf Platz 9. Doch schon beim nächsten Turnier 1948 in London stellte sich der Erfolg ein. Brasiliens Mannschaft gewann die Bronzemedaille. In der Gruppenphase schaffte Brasilien fünf Siege in fünf Spielen. Im Viertelfinale wurde die Tschechoslowakei mit 28:23 besiegt, im Halbfinale unterlag man Frankreich mit 33:43. Im Spiel um Bronze schlug Brasilien Mexiko mit 52:47.
1952 in Helsinki gab es Niederlagen gegen Argentinien (erste Gruppenphase) sowie die Sowjetunion und die USA (zweite Gruppenphase). Dadurch reichte es für Brasilien nur zu den Platzierungsspielen, bei denen man Platz 6 erreichte. Ebenso enttäuschend verlief das Turnier 1956 in Melbourne. Nach drei Niederlagen im Viertelfinale, das in vier Gruppen durchgeführt wurde, konnte man sich in der Platzierungsrunde wieder nur auf Platz 6 behaupten.
1960 in Rom begann die bis dahin erfolgreichste Zeitspanne für Brasiliens Auswahl. In Rom erreichte Brasilien nach fünf Siegen in fünf Spielen die Finalrunde. Man unterlag zuerst der Sowjetunion (62:64). Der Zweitrundensieg über Italien wurde mit in die Finalrunde übernommen, so blieb als letztes das Spiel gegen die USA. Mit 63:90 wurde das Spiel verloren, es reichte jedoch für die Bronzemedaille. 1964 in Tokio konnte Brasilien wieder Bronze gewinnen. Im Halbfinale unterlag man den USA mit 47:53. Im Spiel um Bronze wurde Puerto Rico mit 76:60 geschlagen. In Mexiko-Stadt 1968 erreichte Brasilien zum dritten Mal in Folge das Halbfinale. Wieder traf man auf die USA, wieder gab es eine Niederlage (63:75). Auch das Spiel um Bronze wurde verloren, diesmal gegen die Sowjetunion (53:70).
Nach dieser erfolgreichen Periode blieben die Erfolge für Brasilien eine Zeit lang aus. 1972 in München wurde die Mannschaft Siebter. Für die Spiele von Montreal 1976 konnte sich Brasilien nicht qualifizieren. 1980 in Moskau wurde Brasilien Fünfter. In Los Angeles 1984 gab es in der Vorrunde nur einen Sieg, dagegen aber vier Niederlagen, u. a. auch gegen die BRD (75:78). Die Platzierungsspiele wurden gewonnen, Brasilien belegte Platz 9. 1988 in Seoul erreichte die Mannschaft nach einer Viertelfinalniederlage gegen die Sowjetunion (105:110) wieder Platz 5.
Ebenfalls Platz 5 sprang 1992 in Barcelona heraus. Diesmal scheiterte die Mannschaft im Viertelfinale mit 96:114 an Litauen. In Barcelona nahm erstmals eine Frauenmannschaft am Turnier teil. Sie belegten Platz 7 von acht Mannschaften. Besser machten es die Frauen 1996 in Atlanta. Die Mannschaft erreichte das Halbfinale und schlug die Ukraine mit 81:60. Im Finale gegen die USA gab es eine 87:111-Niederlage. Die Männermannschaft wurde zum dritten Mal in Folge im Viertelfinale geschlagen. Diesmal war die USA die gegnerische Mannschaft, die mit 98:75 gewann. In der Platzierungsrunde reichte es für Brasilien zu Platz 6.
In Sydney 2000 ging nur die Frauenmannschaft an den Start. Sie erreichte wie schon vier Jahre zuvor in Atlanta das Halbfinale, scheiterte dort mit 52:64 an Australien. Im Spiel um Bronze wurde Südkorea mit 84:73 geschlagen. Auch 2004 in Athen war nur die Frauenmannschaft qualifiziert. Zum dritten Mal in Folge zog das Team ins Halbfinale ein. Wie schon in Sydney war Australien der Gegner und wie schon vor vier Jahren unterlag Brasilien, diesmal mit 75:88. Im Spiel um Bronze waren die Russinnen stärker und schluge Brasilien mit 71:62.
In Peking 2008 belegte die Frauenmannschaft Brasiliens den elften von zwölf Plätzen. Die Männer waren wieder nicht qualifiziert. Erst 2012 in London war das Männerteam wieder dabei. Im Viertelfinale stieß man auf Argentinien und verlor mit 77:82. Die Platzierungsspiele wurde gewonnen, es reichte somit zu Platz 5. Die Frauen wurden diesmal Neunte von zwölf Mannschaften. Bei den heimischen Spielen in Rio de Janeiro 2016 konnten beide Mannschaften das Viertelfinale nicht erreichen und schieden in den Vorrunden aus. Für die Spiele von Tokio 2020 konnte sich Brasilien nicht qualifizieren.
| Name                          | Spiele       | Disziplin     | Anmerkung                 |
| ----------------------------- | ------------ | ------------- | ------------------------- |
| Nationalmannschaft der Frauen | 1996 Atlanta | Frauenturnier | erste Medaille der Frauen |

| Name                          | Spiele      | Disziplin     | Anmerkung                 |
| ----------------------------- | ----------- | ------------- | ------------------------- |
| Nationalmannschaft der Männer | 1948 London | Männerturnier | erste Medaille der Männer |
| Nationalmannschaft der Männer | 1960 Rom    | Männerturnier |                           |
| Nationalmannschaft der Männer | 1964 Tokio  | Männerturnier |                           |
| Nationalmannschaft der Frauen | 2000 Sydney | Frauenturnier |                           |

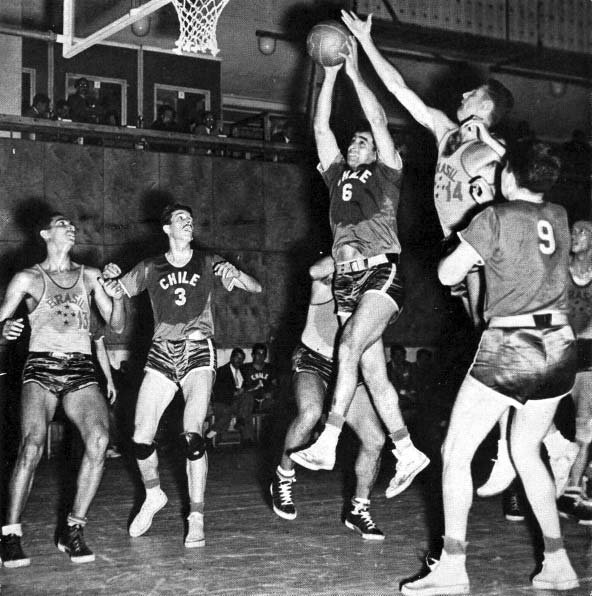
Szene aus dem Zweitrundenspiel gegen Chile, das Brasilien (helle Trikots) mit 75:44 gewann
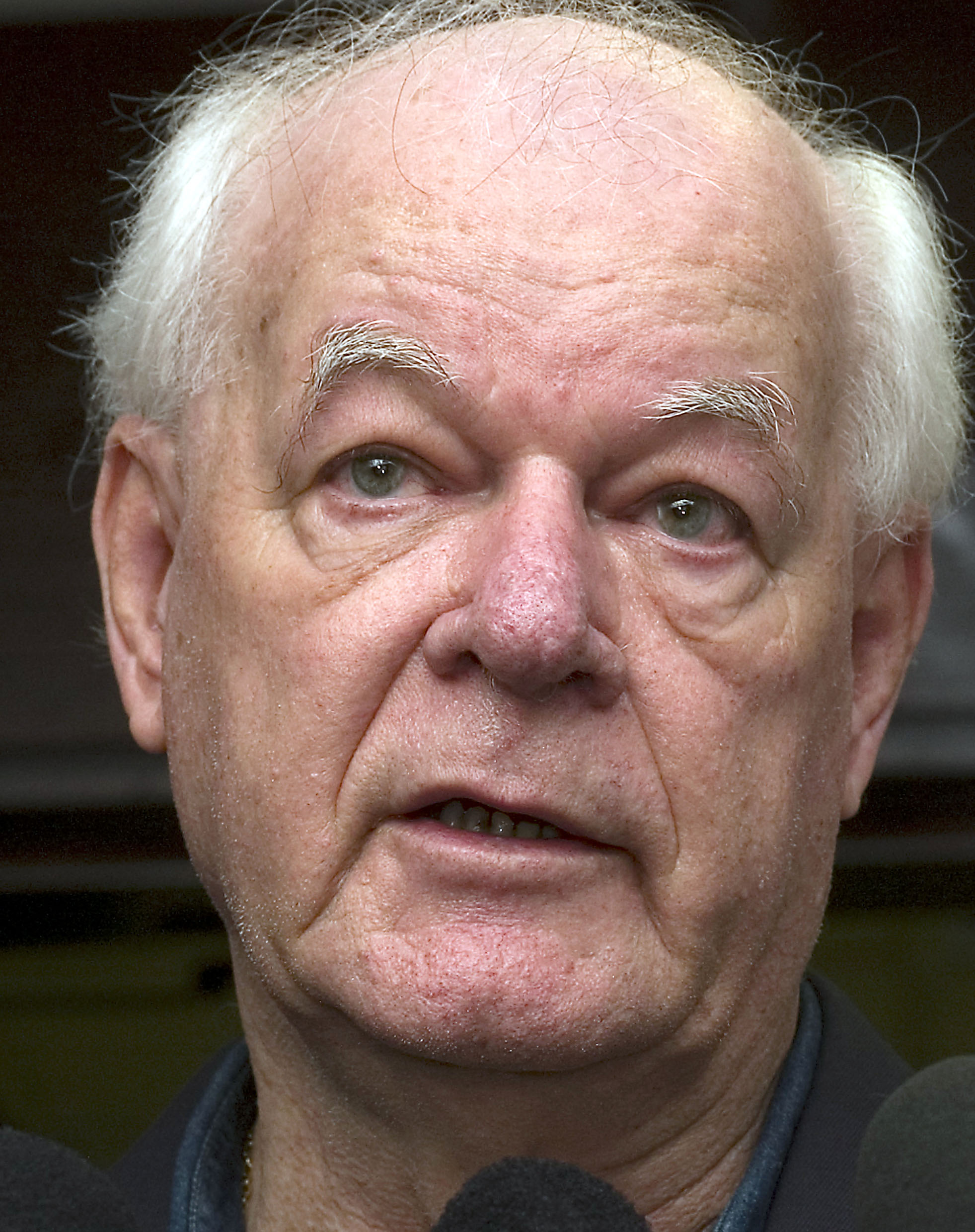
Wlamir Marques (2009)
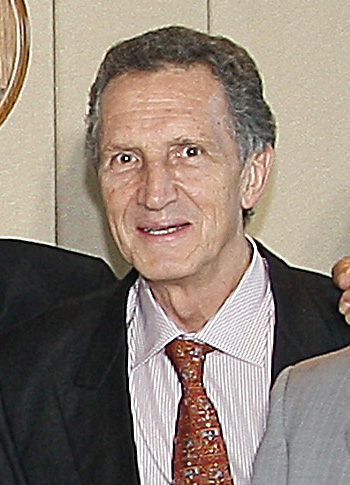
Eduardo Schall (2009)
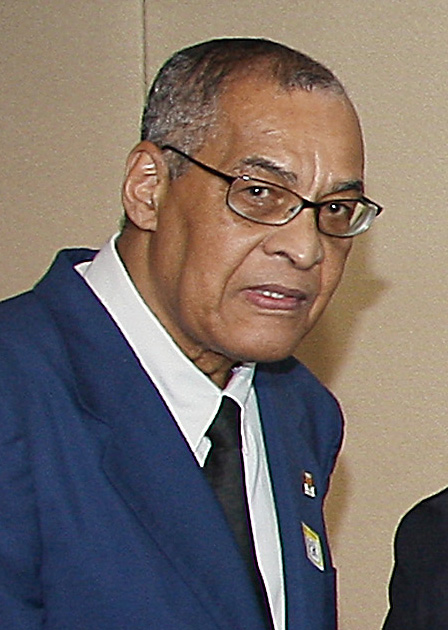
Edson Bispo (2009)
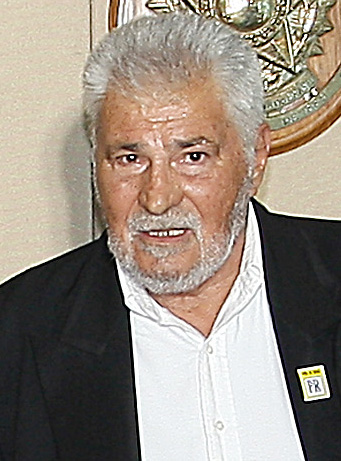
Waldyr Boccardo (2009)
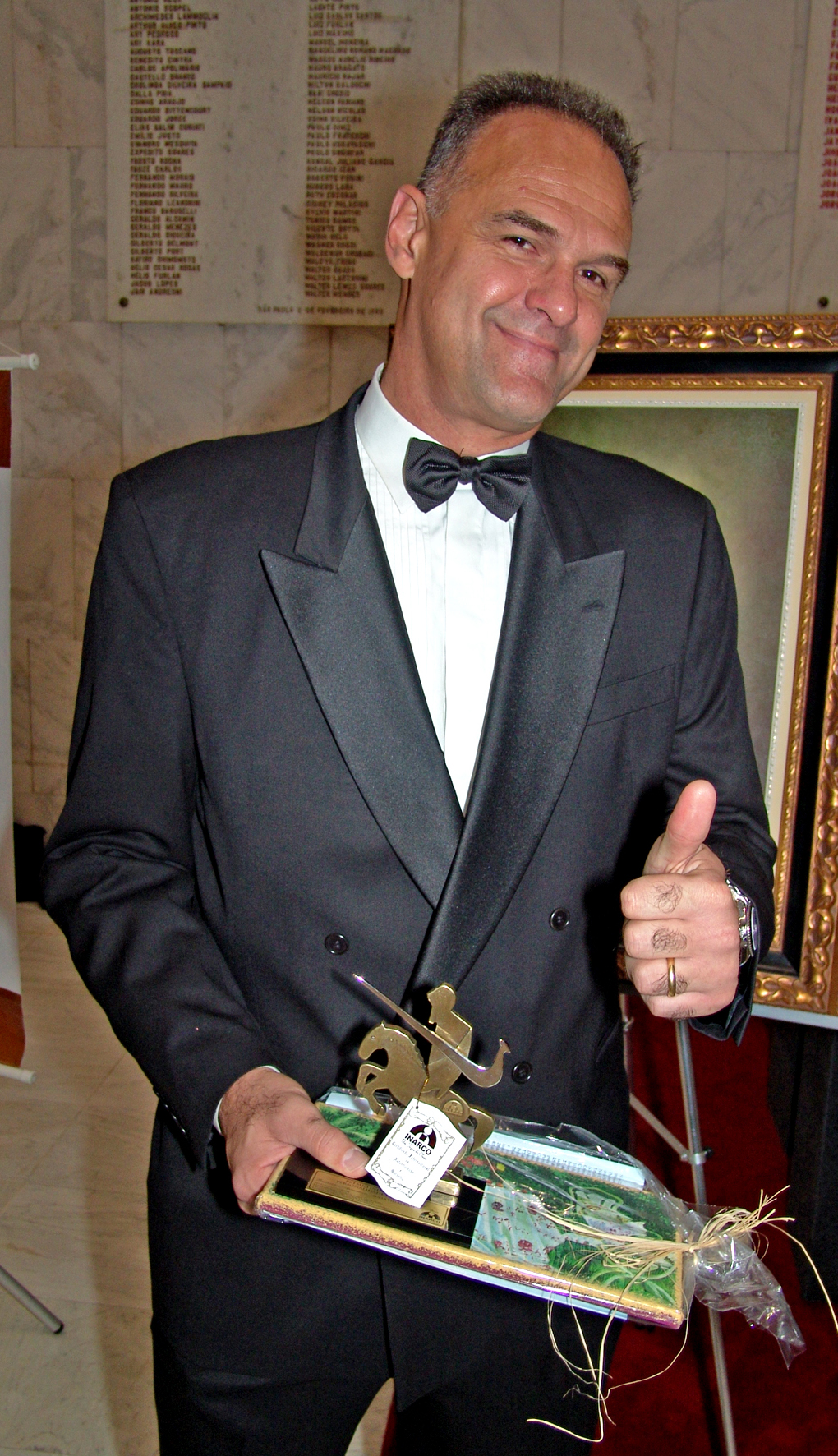
Oscar Schmidt, fünffacher Olympiateilnehmer 1980 bis 1996 (Foto von 2006)
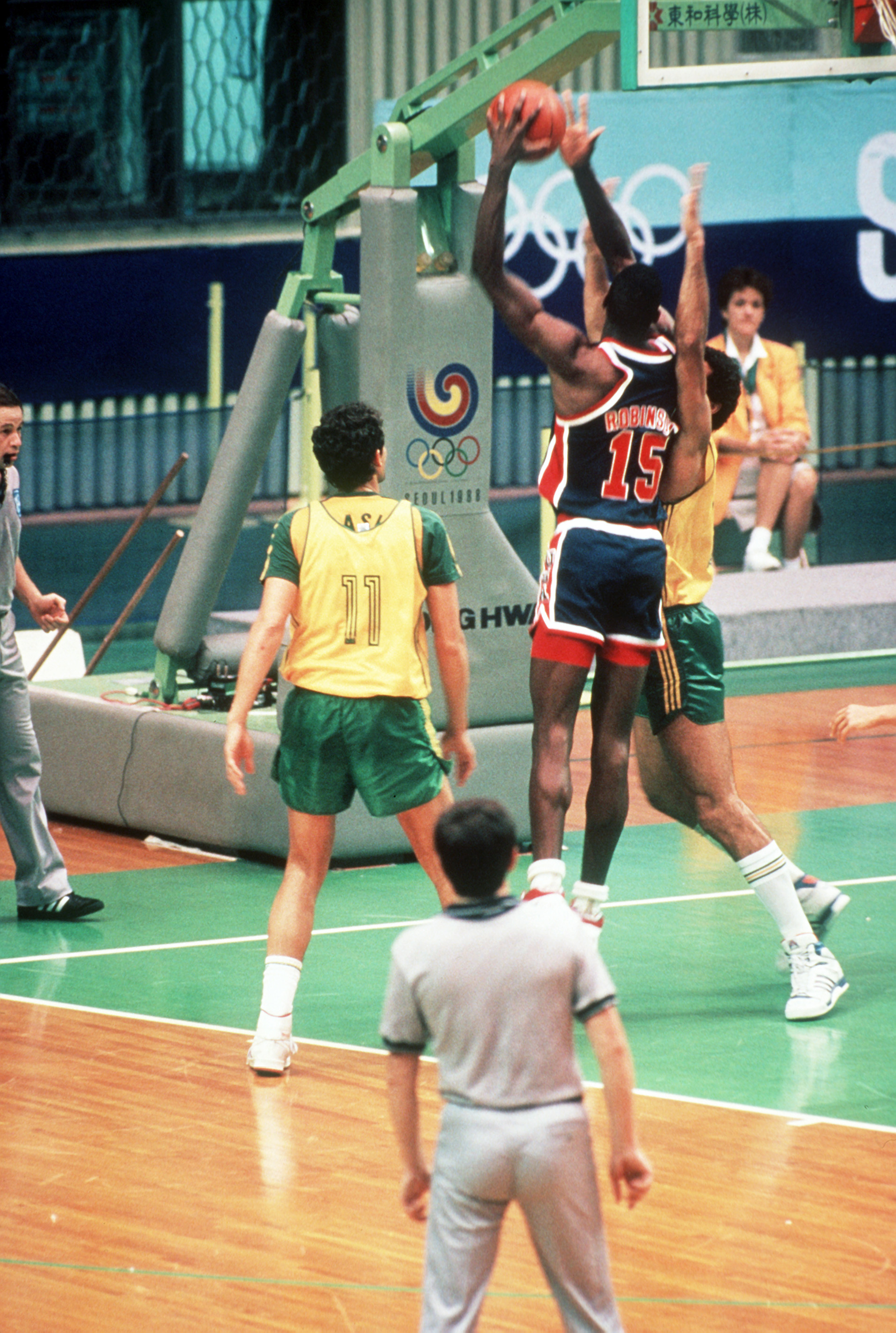
Szene aus dem Vorrundenspiel des Basketballturniers gegen die USA (87:102) in Seoul 1988

#### Beach-Volleyball
| Gelbes Symbol für Goldmedaillen mit stilisierten Olympischen Ringen | Graues Symbol für Silbermedaillen mit stilisierten Olympischen Ringen | Braundes Symbol für Bronzemedaillen mit stilisierten Olympischen Ringen |
| ------------------------------------------------------------------- | --------------------------------------------------------------------- | ----------------------------------------------------------------------- |
| 4                                                                   | 7                                                                     | 3                                                                       |

Schon bei der ersten Austragung der Sportart 1996 war Brasilien erfolgreich. Während beide Männerduos in der dritten Runde ausschieden. gab es bei den Frauen ein rein brasilianisches Finale. Das Duo Sandra Pires/Jackie Silva schlug das Duo Mônica Rodrigues/Adriana Samuel in zwei Sätzen.
Vier Jahre später in Sydney gab es drei Medaillen. Bei den Männern erreichte das Duo Zé Marco/Ricardo Santos nach einem Halbfinalsieg über das deutsche Duo Jörg Ahmann/Axel Hager das Finale und unterlag dort den US-Spielern Dain Blanton/Eric Fonoimoana und gewann Silber. Bei den Frauen erreichten beide Duos das Halbfinale. Shelda Bede/Adriana Behar siegten, Pires/Silva unterlagen ihren Gegnern. Im Spiel um Bronze konnten Pires/Silva jedoch ihre japanischen Gegnerinnen schlagen. Im Finale unterlagen Bede/Behar dem australischen Duo Natalie Cook/Kerri Pottharst.
In Athen 2004 erreichten bei den Männern und bei den Frauen je ein Duo das Finale. Das Männerduo Ricardo Santos/Emanuel Rego siegte über das spanische Duo in zwei Sätzen. Bei den Frauen unterlag das Duo Bede/Behar den US-Amerikanerinnen Kerri Walsh/Misty May-Treanor und gewannen so das zweite Mal in Folge Bronze.
Für die Frauen verlief das Turnier 2008 in Peking enttäuschend. Das Duo Ana Paula Connelly/Larissa França verlor im Viertelfinale, ihre Kameradinnen Talita Antunes/Renata Ribeiro scheiterten im Halbfinale und verloren auch das Spiel um die Bronzemedaille. Bei den Männern standen sich im Halbfinale beide brasilianischen Duos gegenüber. Márcio Araújo/Fábio Luiz schlugen Santos/Rego, verloren im Finale jedoch gegen die US-Amerikaner Todd Rogers/Phil Dalhausser. Santos/Rego konnten das Spiel um Bronze gegen ihre georgischen Gegner gewinnen.
2012 in London war das deutsche Duo Julius Brink/Jonas Reckermann von beiden brasilianischen Teams nicht zu schlagen. Im Viertelfinale besiegten Brink/Reckermann Pedro Cunha/Ricardo Santos, im Finale schlugen sie Alison Cerutti/Emanuel Rego. Bei den Frauen erreichten Juliana da Silva/Larissa França das Halbfinale, verloren dies und besiegten im Spiel um Bronze die Chinesinnen Xue Chen/Zhang Xi.
Alison Cerutti/Bruno Oscar Schmidt gewannen 2016 in Rio de Janeiro das Männerfinale. Bei den Frauen scheiterten beide Duos an den späteren Olympiasiegern Laura Ludwig/Kira Walkenhorst. Im Halbfinale verloren Antunes/França gegen das deutsche Duo. Die Brasilianerinnen verloren danach auch das Spiel um Bronze. Im Finale unterlagen dann auch Ágatha Bednarczuk/Bárbara Seixas den Deutschen.
Für Brasilien verlief das Turnier 2020 in Tokio enttäuschend, als konnte sich Brasilien das erste Mal keine Medaillen gewinnen.
Brasilien ist mit 13 gewonnenen Medaillen in dieser Sportart die erfolgreichste Nation, gemessen an der Medaillenzahl. Gemessen an Olympiasiegen sind die USA mit sieben Siegen erfolgreicher gegenüber drei Siegen Brasiliens.
| Name                                 | Spiele              | Disziplin     | Anmerkung |
| ------------------------------------ | ------------------- | ------------- | --- |
| Sandra Pires Jackie Silva            | 1996 Atlanta        | Frauenturnier | erster Olympiasieg, erster Medaillengewinn überhaupt, erste Olympiasiegerinnen und erster Medaillengewinn der Brasilianerinnen Frauen überhaupt |
| Emanuel Rego Ricardo Santos          | 2004 Athen          | Männerturnier | erster Olympiasieg der Männer |
| Alison Cerutti Bruno Oscar Schmidt   | 2016 Rio de Janeiro | Männerturnier | |
| Ana Patrícia Silva Ramos Duda Lisboa | 2024 Paris          | Frauenturnier | |

| Name                             | Spiele              | Disziplin     | Anmerkung                                                                                |
| -------------------------------- | ------------------- | ------------- | ---------------------------------------------------------------------------------------- |
| Mônica Rodrigues Adriana Samuel  | 1996 Atlanta        | Frauenturnier | zusammen mit Silva und Pires erste Medaillengewinn der Brasilianerinnen Frauen überhaupt |
| Zé Marco Ricardo Santos          | 2000 Sydney         | Männerturnier | erste Medaille der Männer                                                                |
| Shelda Bede Adriana Behar        | 2000 Sydney         | Frauenturnier |                                                                                          |
| Shelda Bede Adriana Behar        | 2004 Athen          | Frauenturnier |                                                                                          |
| Márcio Araújo Fábio Luiz         | 2008 Peking         | Männerturnier |                                                                                          |
| Alison Cerutti Emanuel Rego      | 2012 London         | Männerturnier |                                                                                          |
| Ágatha Bednarczuk Bárbara Seixas | 2016 Rio de Janeiro | Frauenturnier |                                                                                          |

| Name                            | Spiele      | Disziplin     | Anmerkung |
| ------------------------------- | ----------- | ------------- | --------- |
| Sandra Pires Adriana Samuel     | 2000 Sydney | Frauenturnier |           |
| Emanuel Rego Ricardo Santos     | 2008 Peking | Männerturnier |           |
| Larissa França Juliana da Silva | 2012 London | Frauenturnier |           |

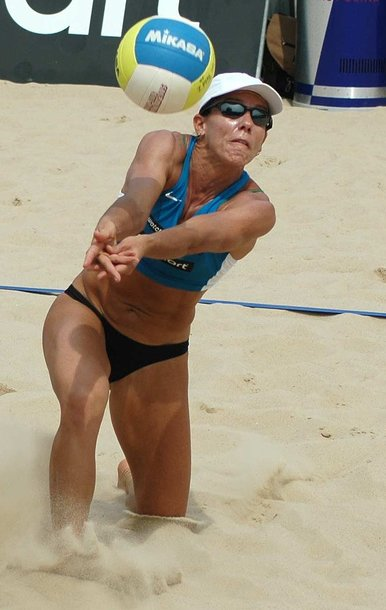
Sandra Pires (2005)
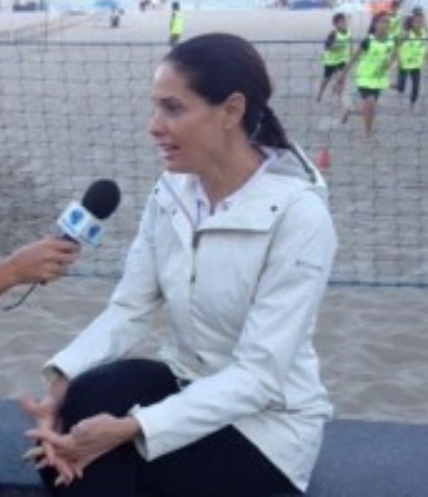
Adriana Samuel (2015)
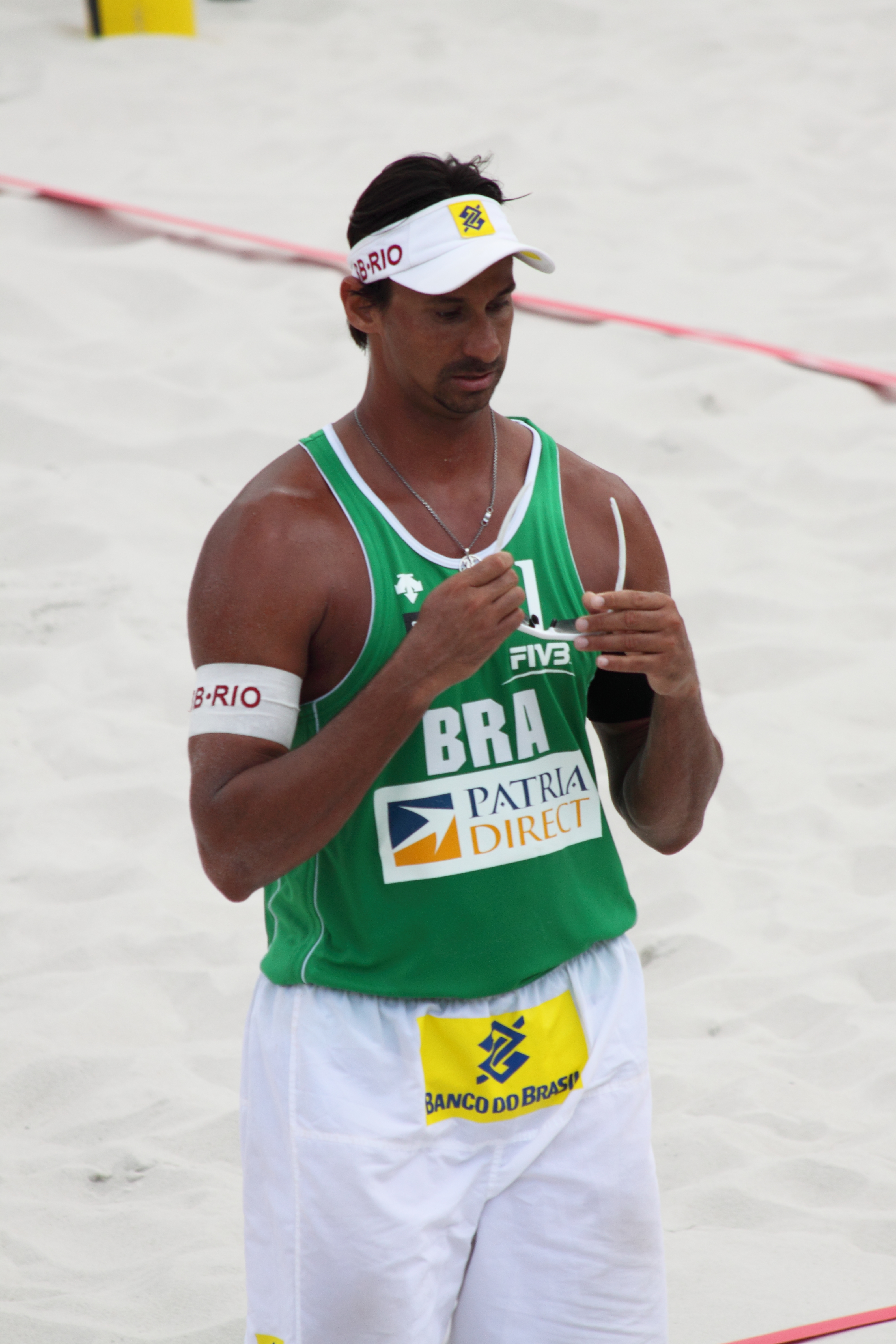
Ricardo Santos (2012)
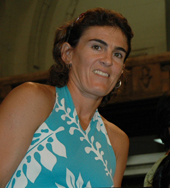
Shelda Bede (2005)
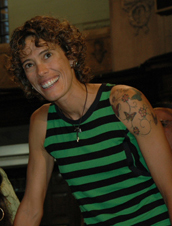
Adriana Behar (2005)
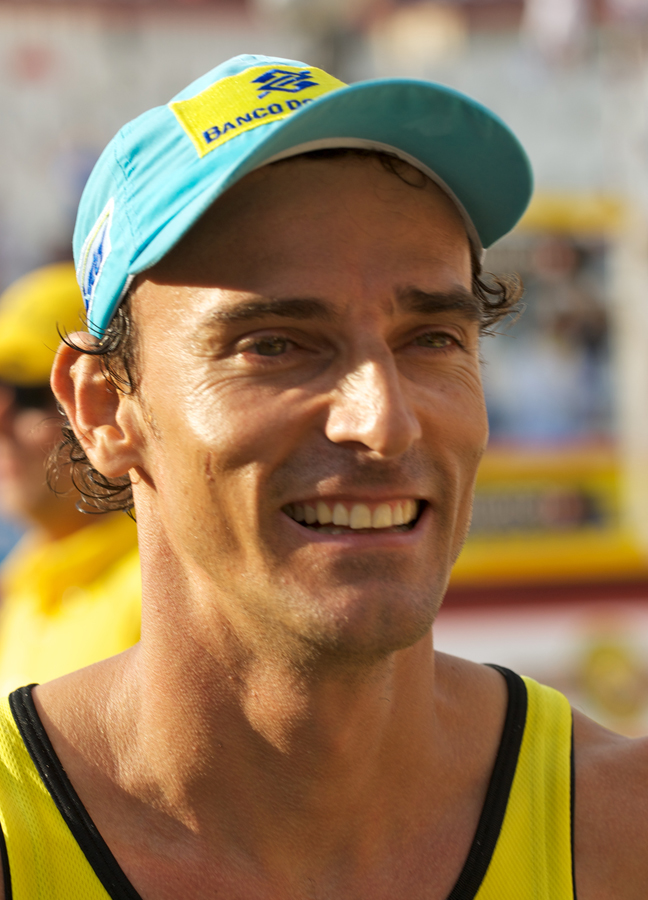
Emanuel Rego (2012)
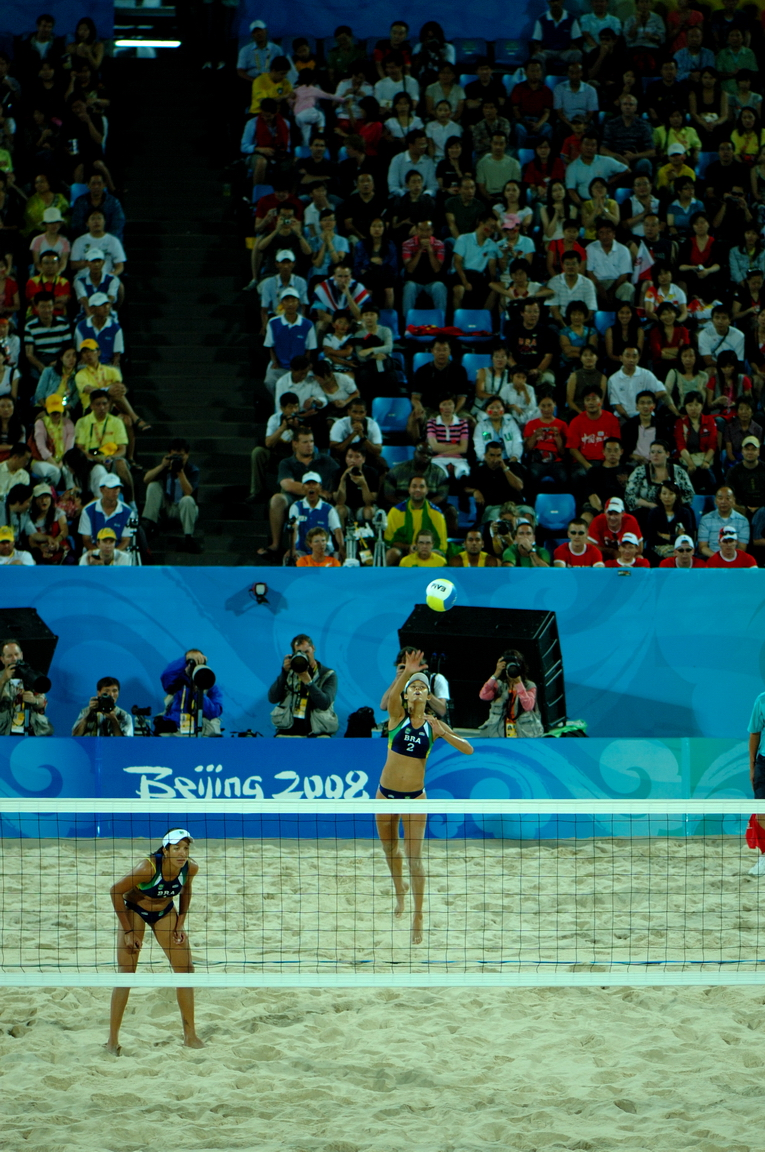
Viertelfinale gegen Australien: Antunes beim Aufschlag, vorne Ribeiro
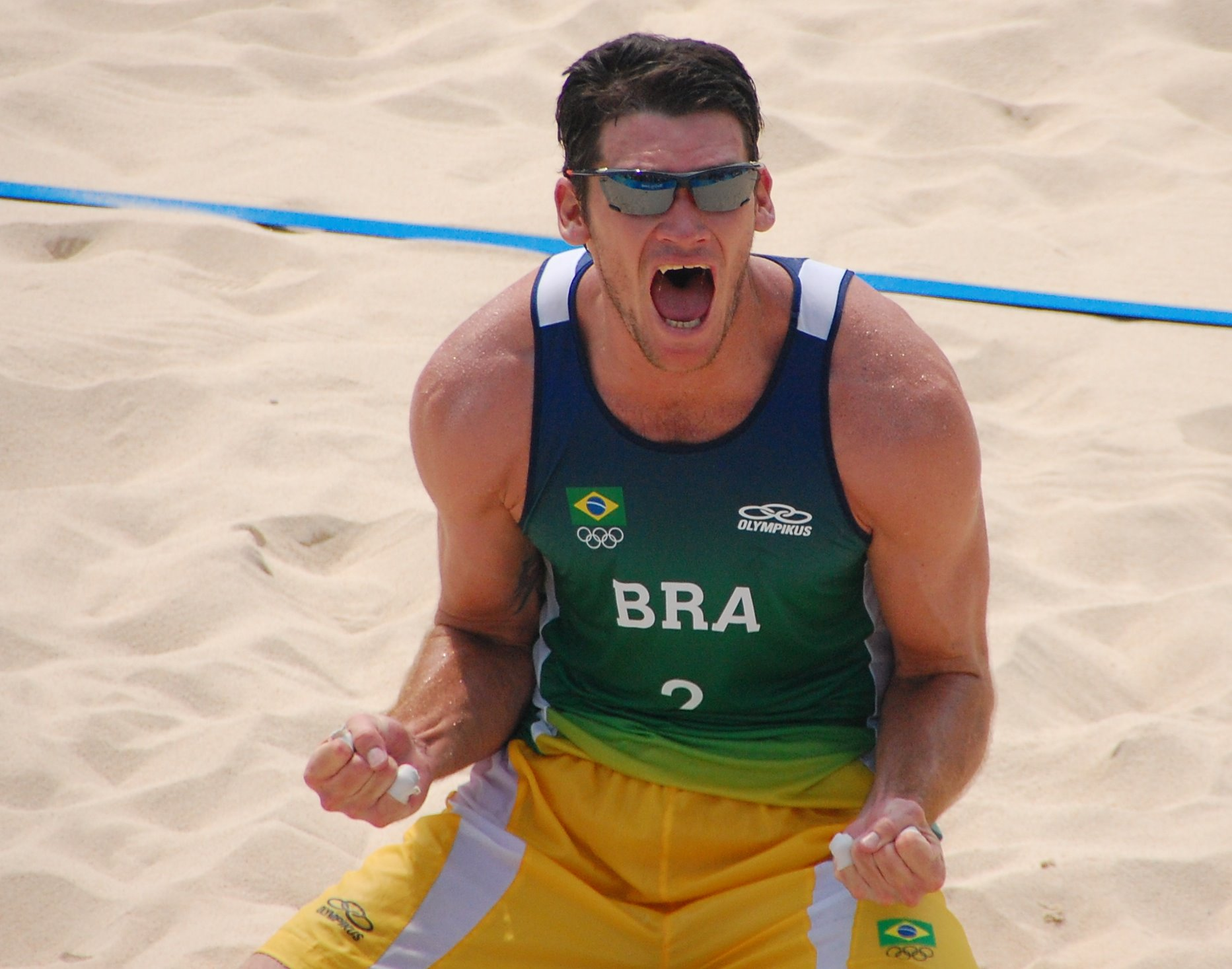
Fabio Luiz im Halbfinale 2008
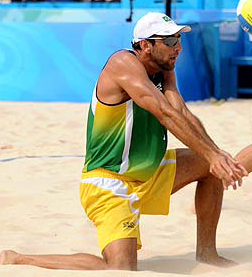
Márcio Araújo im Halbfinale 2008
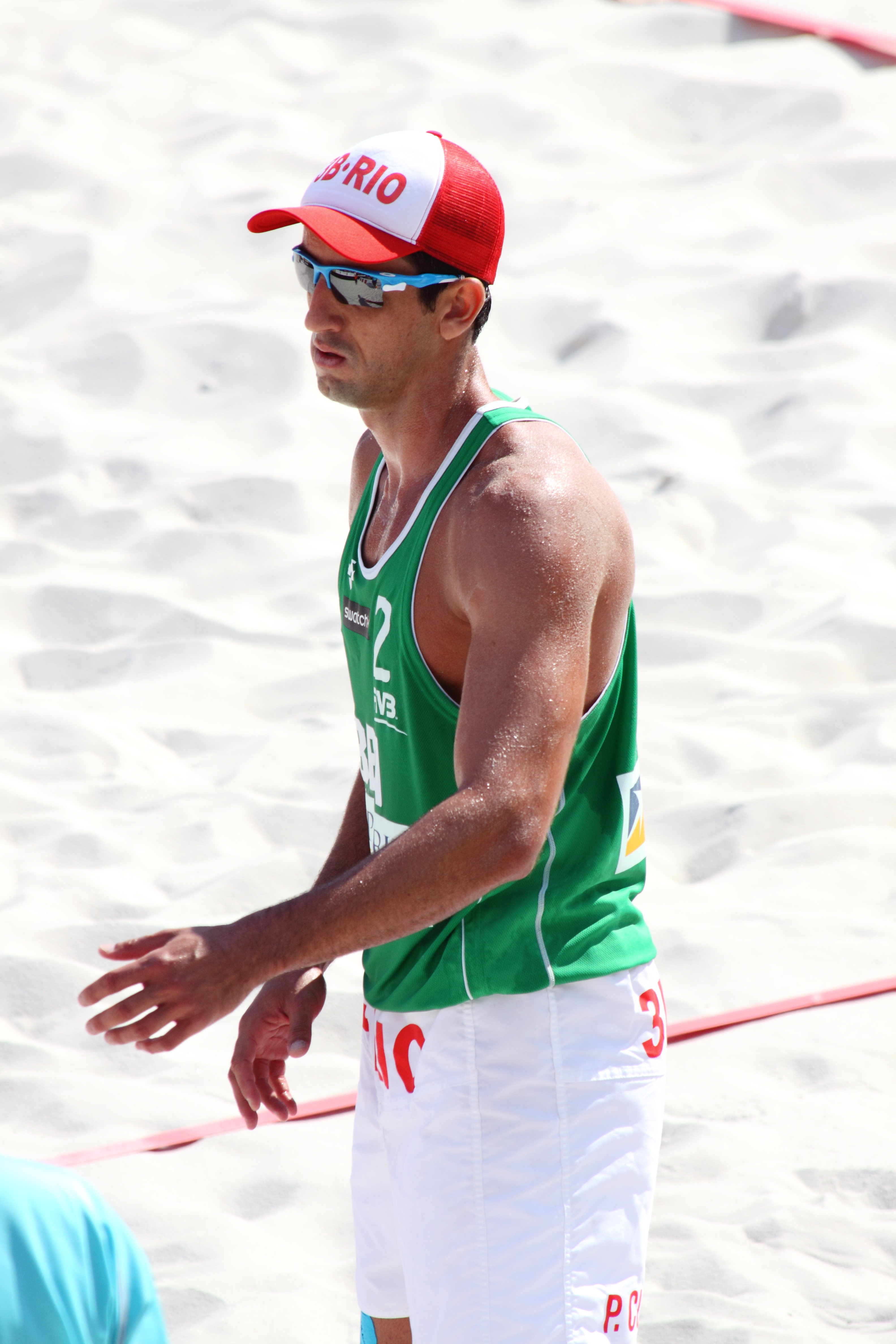
Pedro Cunha
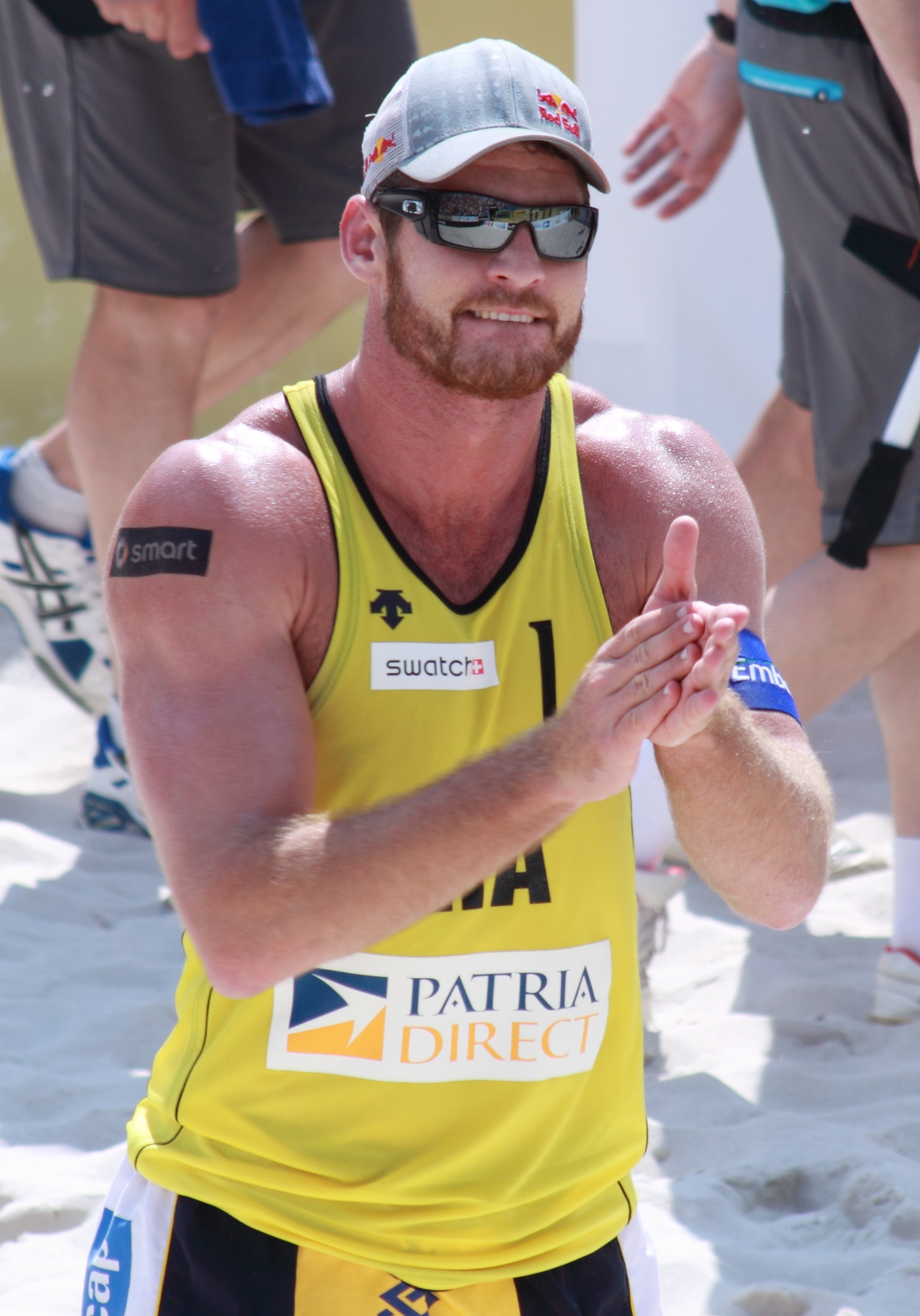
Alison Cerutti
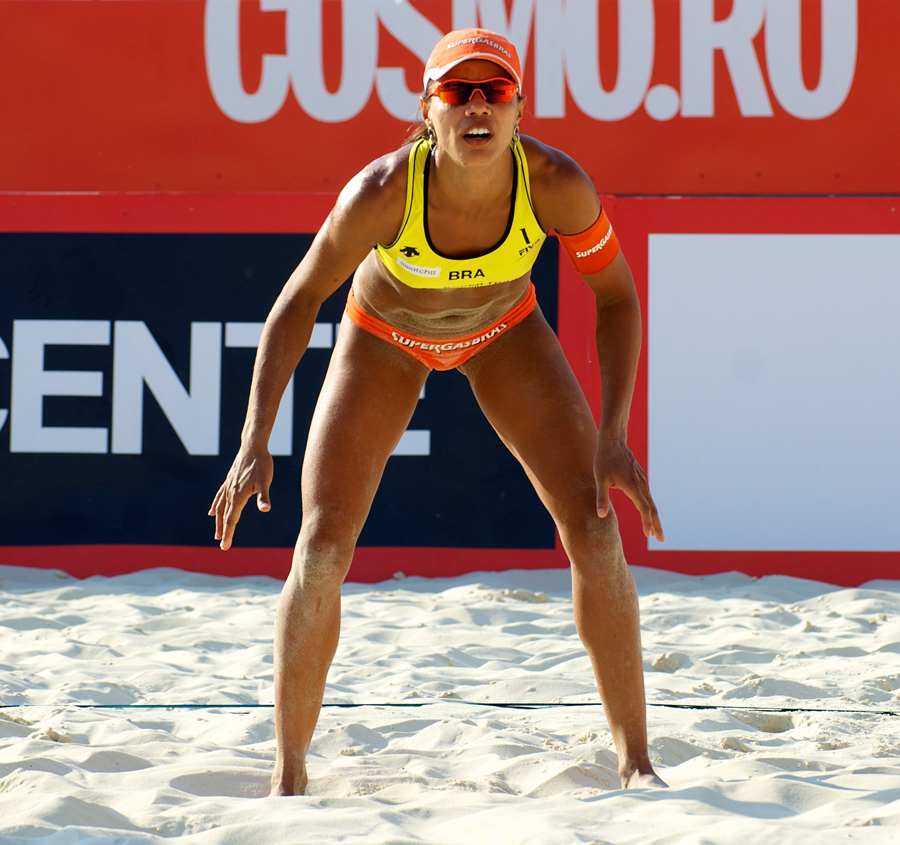
Juliana da Silva (2011)
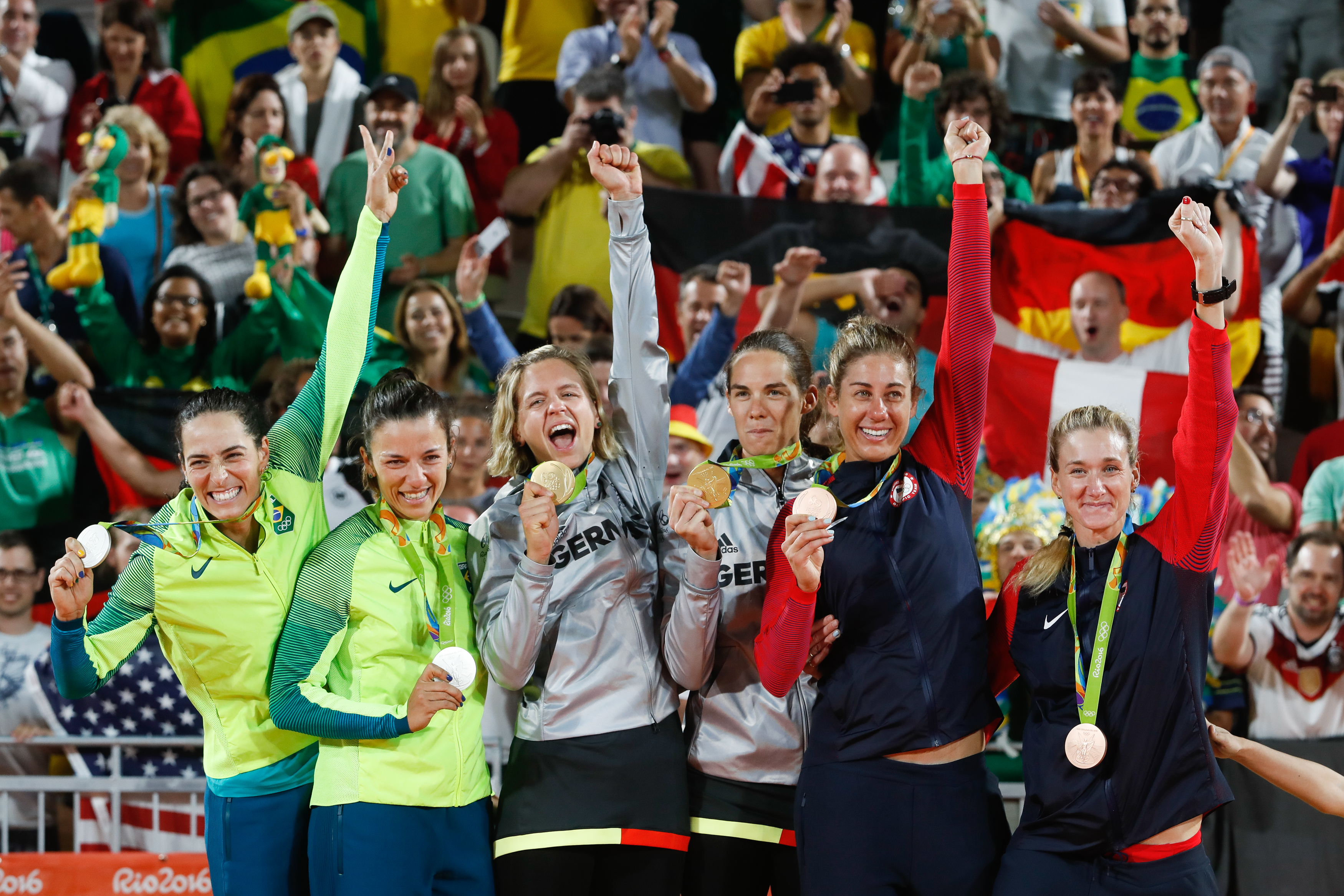
Siegerehrung 2016 im Frauenturnier, links das brasilianische Duo Bednarczuk/Seixas
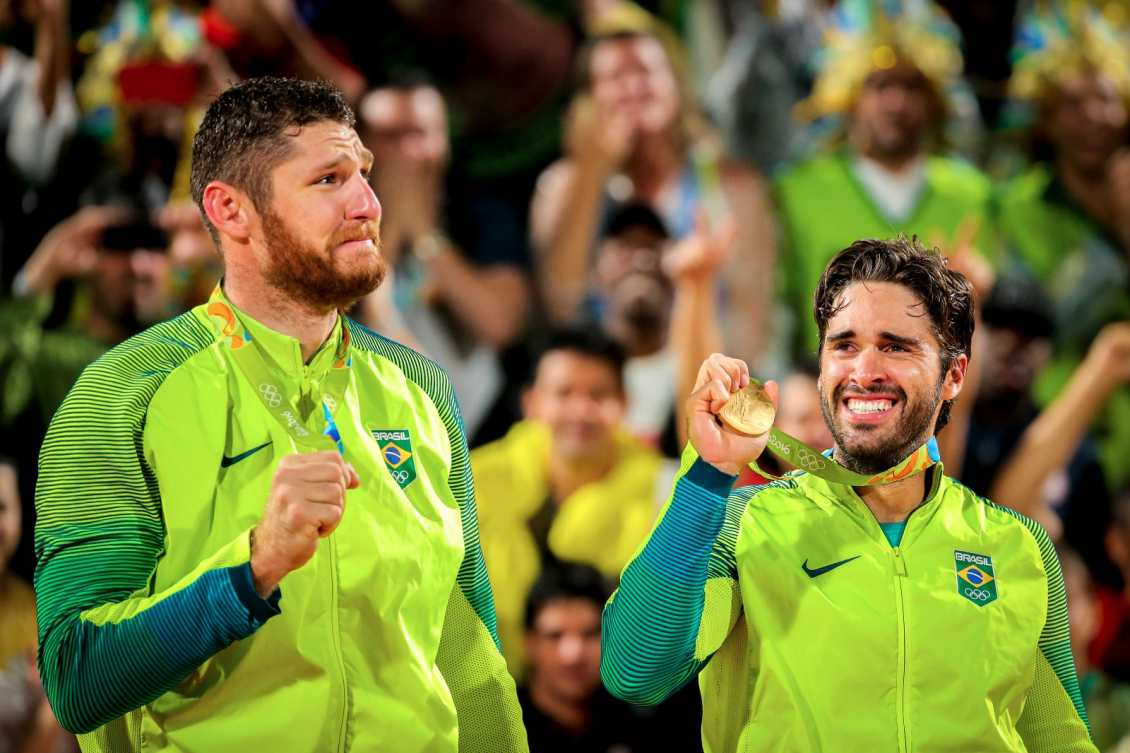
Siegerehrung 2016 bei den Männern: links Alison Cerutti, rechts Bruno Oscar Schmidt

#### Bogenschießen
| Gelbes Symbol für Goldmedaillen mit stilisierten Olympischen Ringen | Graues Symbol für Silbermedaillen mit stilisierten Olympischen Ringen | Braundes Symbol für Bronzemedaillen mit stilisierten Olympischen Ringen |
| ------------------------------------------------------------------- | --------------------------------------------------------------------- | ----------------------------------------------------------------------- |
| —                                                                   | —                                                                     | —                                                                       |

Emilio Dutra e Mello sowie Zélia Arci waren die ersten brasilianischen Athleten in dieser Sportart bei Olympischen Spielen. Beide traten 1980 in Moskau an. Dutra e Mello erreichte Platz 27, Arci Platz 28. Dutra e Mello nahm auch 1984 in Los Angeles, 1988 in Seoul und 1992 in Barcelona teil. 1996, 2000 und 2004 traten keine Bogenschützen an.
2016 traten sechs Schützen an. Erstmals nahm Brasilien auch an den Teamwettbewerben teil. Mit dem Erreichen der Achtelfinals mit beiden Teams sowie durch Ane Marcelle dos Santos im Einzel der Frauen wurden die bislang besten Ergebnisse in dieser Sportart erzielt.

#### Boxen
| Gelbes Symbol für Goldmedaillen mit stilisierten Olympischen Ringen | Graues Symbol für Silbermedaillen mit stilisierten Olympischen Ringen | Braundes Symbol für Bronzemedaillen mit stilisierten Olympischen Ringen |
| ------------------------------------------------------------------- | --------------------------------------------------------------------- | ----------------------------------------------------------------------- |
| 2                                                                   | 2                                                                     | 5                                                                       |

Manoel do Nascimento war der erste brasilianische Boxer. Er trat 1948 in London im Bantamgewicht an. Erfolge blieben in der Folgezeit aus, auch wenn brasilianische Boxer regelmäßig bei Olympischen Spielen antraten. Bis 1964 kam kein Boxer weiter als bis ins Viertelfinale. 1968 in Mexiko-Stadt erreichte Servilio de Oliveira das Halbfinale im Fliegengewicht. Er verlor seinen Kampf gegen den späteren Olympiasieger Ricardo Delgado aus Mexiko. Mit seiner Bronzemedaille wurde Oliveira der erste brasilianische Medaillengewinner im Boxen. Weitere Erfolge stellten sich erst 2012 in London ein. Esquiva Florentino gewann Silber im Mittelgewicht, sein Bruder Yamaguchi Falcão Bronze im Halbschwergewicht. In London wurde erstmals Frauenboxen durchgeführt. Adriana Araújo war im Leichtgewicht eine der ersten Brasilianerinnen im Ring. Sie gewann in ihrer Gewichtsklasse die Bronzemedaille.
Den ersten Olympiasieg im Boxen schaffte 2016 in Rio de Janeiro Robson Conceição. Der Leichtgewichtler besiegte im Finale den Franzosen Sofiane Oumiha nach Punkten.
| Name             | Spiele              | Disziplin     | Anmerkung                     |
| ---------------- | ------------------- | ------------- | ----------------------------- |
| Robson Conceição | 2016 Rio de Janeiro | Leichtgewicht | erster Olympiasieger im Boxen |
| Hebert Conceição | 2020 Tokio          | Mittelgewicht |                               |

| Name               | Spiele      | Disziplin     | Anmerkung |
| ------------------ | ----------- | ------------- | --------- |
| Esquiva Florentino | 2012 London | Mittelgewicht |           |
| Beatriz Ferreira   | 2020 Tokio  | Leichtgewicht |           |

| Name                 | Spiele            | Disziplin         | Anmerkung                         |
| -------------------- | ----------------- | ----------------- | --------------------------------- |
| Servilio de Oliveira | 1968 Mexiko-Stadt | Fliegengewicht    | erster Medaillengewinn            |
| Yamaguchi Falcão     | 2012 London       | Halbschwergewicht |                                   |
| Adriana Araújo       | 2012 London       | Leichtgewicht     | erster Medaillengewinn einer Frau |
| Abner Teixeira       | 2020 Tokio        | Schwergewicht     |                                   |
| Beatriz Ferreira     | 2024 Paris        | Leichtgewicht     |                                   |

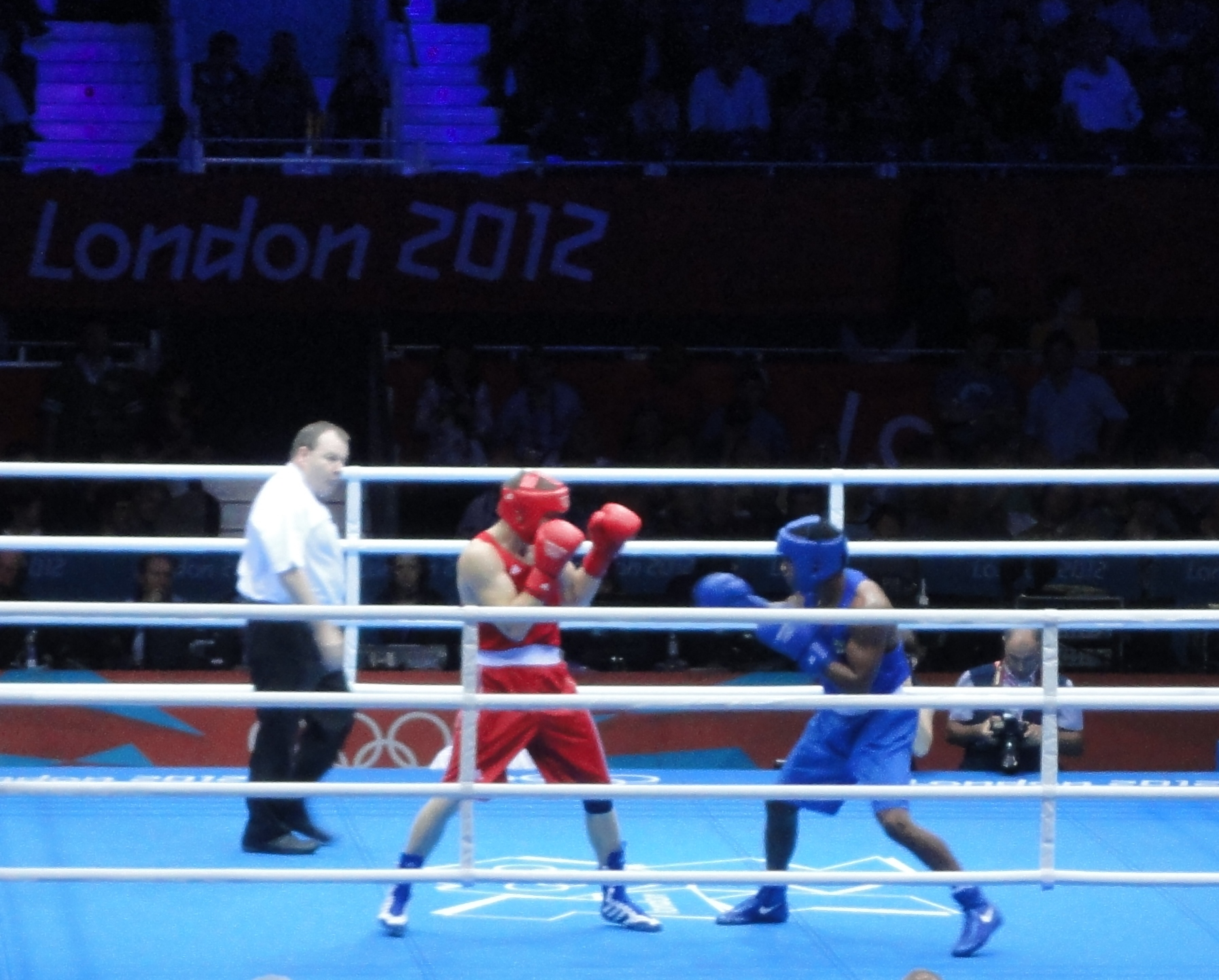
Achtelfinale 2012: Esquiva Florentino (blau) gegen Soltan Migitinow aus Aserbaidschan
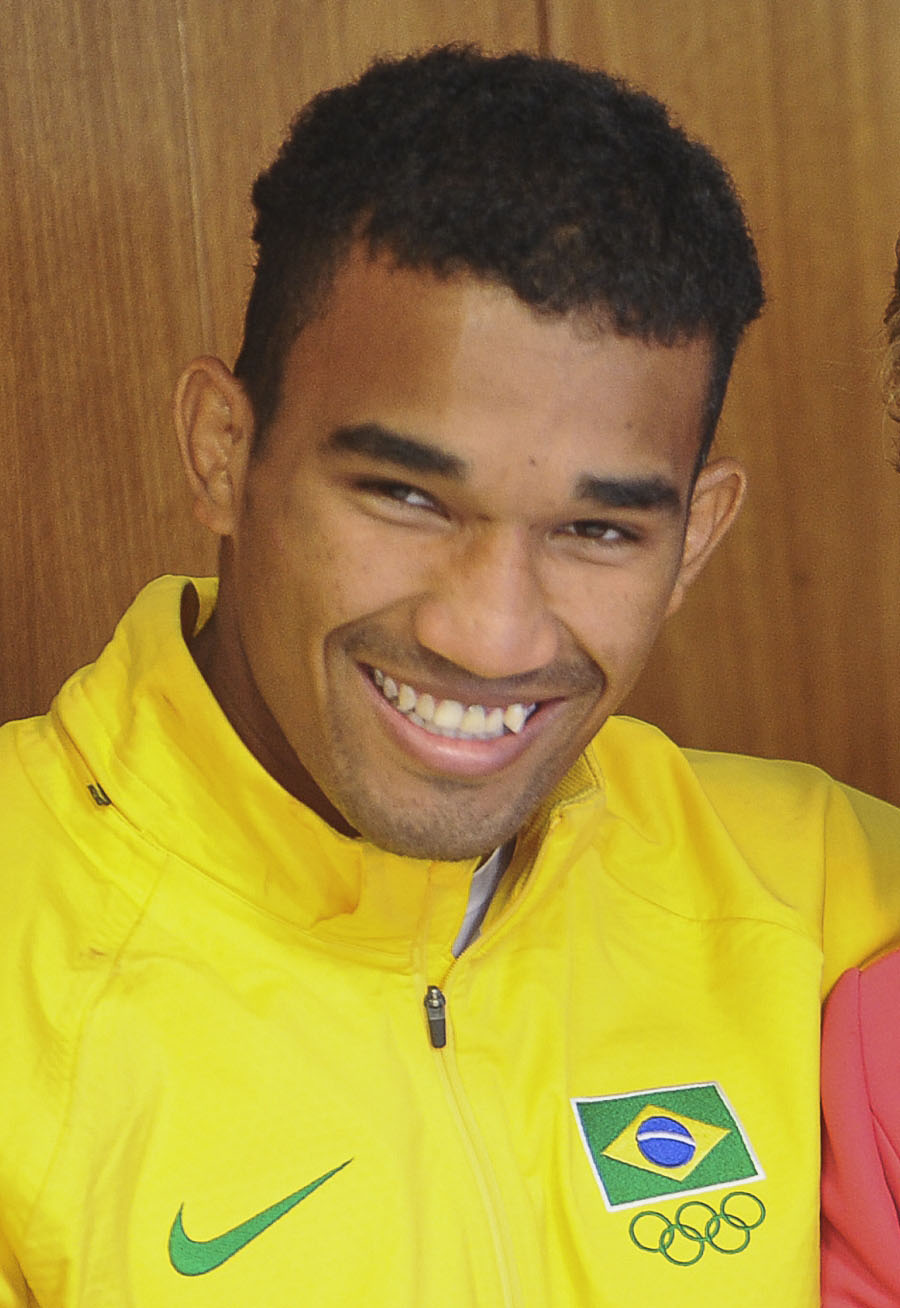
Esquiva Florentino gewann 2012 Silber im Mittelgewicht
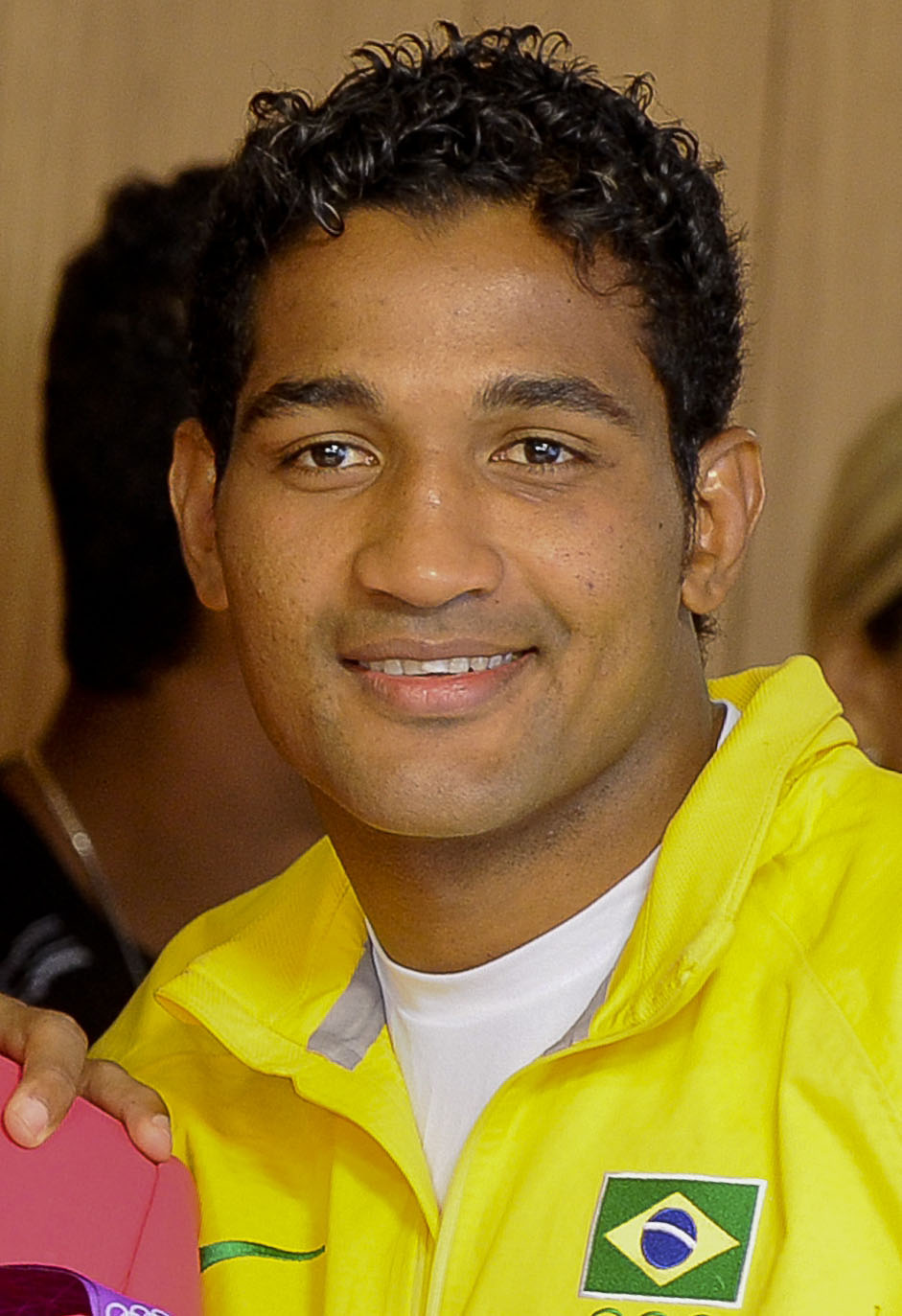
Yamaguchi Falcão gewann 2012 Bronze im Halbschwergewicht
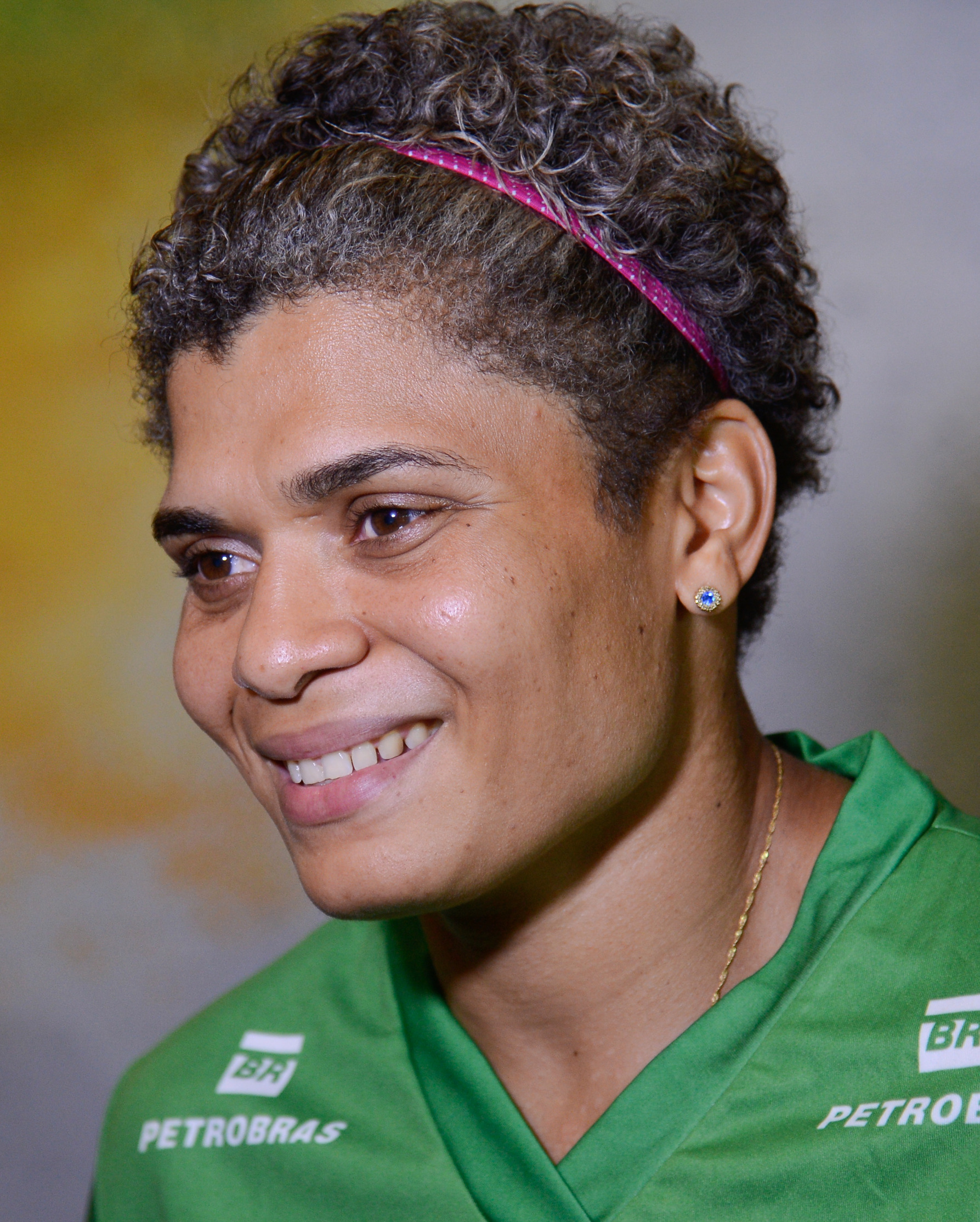
Adriana Araújo: Bronze 2012 im Leichtgewicht
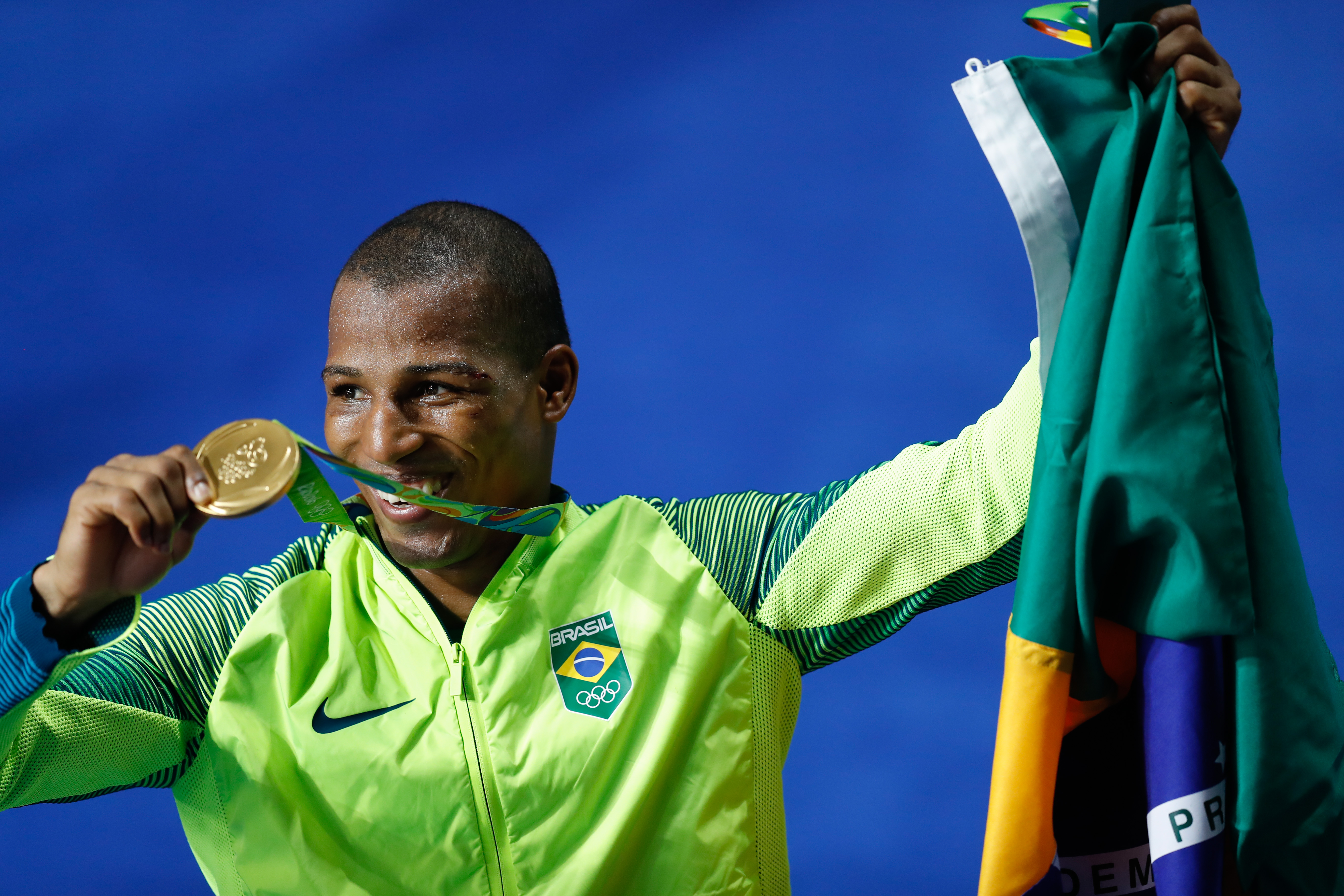
Der Leichtgewichtler Robson Conceição mit seiner Goldmedaille 2016

#### Fechten
| Gelbes Symbol für Goldmedaillen mit stilisierten Olympischen Ringen | Graues Symbol für Silbermedaillen mit stilisierten Olympischen Ringen | Braundes Symbol für Bronzemedaillen mit stilisierten Olympischen Ringen |
| ------------------------------------------------------------------- | --------------------------------------------------------------------- | ----------------------------------------------------------------------- |
| —                                                                   | —                                                                     | —                                                                       |

Im Fechten traten Brasilianer erstmals 1936 in Berlin in allen drei Fechtgattungen an. Die Florettfechter Ricardo Vagnotti, Ferdinando Alessandri und Moacyr Dunham waren am 1. August 1936 die ersten Fechter Brasiliens. Hilda von Puttkammer war die erste Fechterin Brasiliens bei Olympischen Spielen. Mit dem Erreichen des Viertelfinals schaffte sie das beste Ergebnis Brasiliens bis 2012.
Erst in Rio de Janeiro konnten brasilianische Fechter wieder bis ins Viertelfinale vorrücken. Dies schaffte bei den Männern der Florettfechter Guilherme Toldo sowie die Florettmannschaft, die in den Platzierungsrunden danach auf Platz 8 kam.

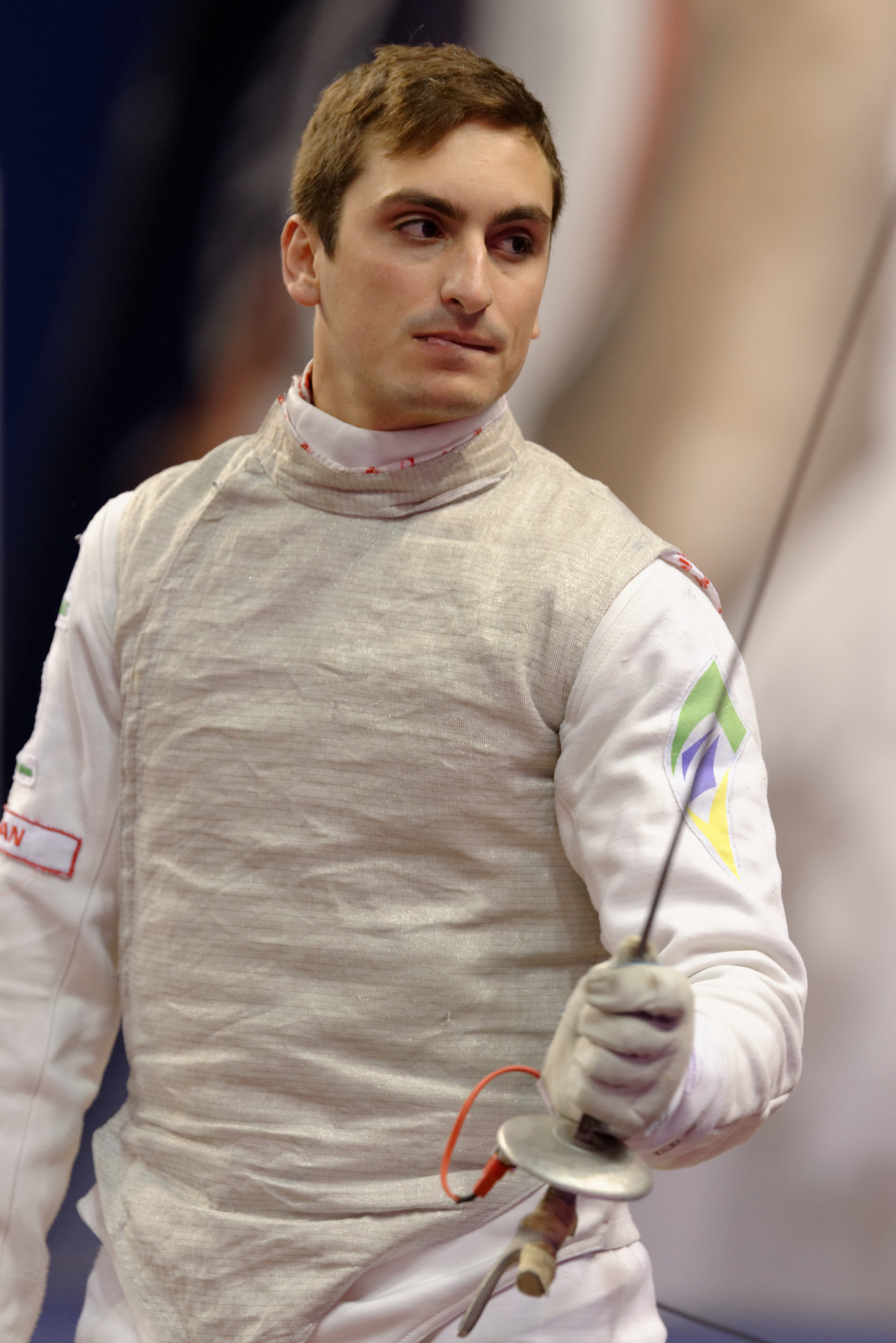
Guilherme Toldo

#### Fußball
| Gelbes Symbol für Goldmedaillen mit stilisierten Olympischen Ringen | Graues Symbol für Silbermedaillen mit stilisierten Olympischen Ringen | Braundes Symbol für Bronzemedaillen mit stilisierten Olympischen Ringen |
| ------------------------------------------------------------------- | --------------------------------------------------------------------- | ----------------------------------------------------------------------- |
| 2                                                                   | 6                                                                     | 2                                                                       |

Brasilien schickte erstmals eine Fußballmannschaft zum olympischen Turnier 1952. Die Mannschaft erreichte das Viertelfinale und unterlag Deutschland mit 2:4. 1960 schied Brasilien nach der Gruppenphase aus. Nach zwei Siegen und einer Niederlage (gegen Italien) belegte die Mannschaft Platz 2 der Gruppe. Da nur die Gruppenersten für das Halbfinale qualifiziert waren, schied Brasilien aus.
Auch 1964 schaffte es die Mannschaft nicht, die Gruppenphase zu überstehen. Nach einem Sieg, einem Unentschieden und einer Niederlage musste Brasilien abreisen. Zwei Unentschieden und eine Niederlage standen im olympischen Turnier 1964 nach der Gruppenphase zu Buche. Wieder schied Brasilien früh aus. Noch schlechter schnitt man 1972 ab. Ein Unentschieden und zwei Niederlagen bedeuteten den letzten Platz in der Gruppe.
Die Erfolglosigkeit Brasiliens wurde erst 1976 beendet. Die Mannschaft erreichte das Halbfinale, verlor dort jedoch 0:2 gegen Polen. Im Spiel um Bronze unterlag man der Sowjetunion ebenfalls mit 0:2. 1980 konnte sich Brasilien nicht für das Turnier qualifizieren. 1984 war man wieder dabei und kam bis ins Finale. In der Vorrunde hatte man im Gruppenspiel die BRD mit 1:0 schlagen können. Im Viertelfinale konnte sich Brasilien gegen Kanada erst im Elfmeterschießen durchsetzen. Es war das erste Spiel eines olympischen Turniers, das durch Elfmeterschießen entschieden werden musste. Im Halbfinale wurde Italien mit 2:1 nach Verlängerung bezwungen. Im Finale unterlag Brasilien Frankreich mit 0:2.
Auch 1988 erreichte Brasilien das Finale. Nach einer Vorrunde ohne Punktverlust traf man im Viertelfinale auf Argentinien. Brasilien siegte mit 1:0. Im Halbfinale war die BRD der Gegner. Nach einem 1:1 nach Verlängerung ging es ins Elfmeterschießen, das Brasilien mit 4:3 gewann. Im Finale unterlag Brasilien der Sowjetunion mit 1:2 nach Verlängerung. Zum Turnier 1992 konnte sich Brasilien nicht qualifizieren.
1996 nahm erstmals eine Frauenmannschaft teil. Die Männer erreichten ohne Punktverlust das Viertelfinale und besiegten dort Ghana mit 4:2. Im Halbfinale unterlag man Nigeria mit 3:4 nach Verlängerung. Im Spiel um die Bronzemedaille wurde Portugal mit 5:0 geschlagen. Die Frauen qualifizierten sich mit einem Sieg und zwei Unentschieden, u. a. einem 1:1 gegen Deutschland, für das Halbfinale. Hier verloren sie mit 2:3 gegen China. Auch das Spiel um Bronze verloren die Brasilianerinnen. Gegen Norwegen gab es eine 0:2-Niederlage.
Im olympischen Turnier 2000 erreichten die Männer das Viertelfinale, in dem sie mit 1:2 nach Verlängerung an Kamerun scheiterten. Die Frauen qualifizierten sich trotz einer 1:2-Niederlage gegen Deutschland in der Vorrunde für das Halbfinale. Hier unterlagen sie den US-Amerikanerinnen mit 0:1. Im Spiel um Bronze trafen sie wieder auf Deutschland und verloren abermals, diesmal 0:2.
Die Männer konnten sich nicht für das Turnier von 2004 qualifizieren. Die Frauen hatten sich mit zwei Siegen für das Viertelfinale qualifizieren können. Hier schlug man Mexiko mit 5:0 und im Halbfinale Schweden mit 1:0. Im Finale kam es zum Duell gegen die USA. Die US-Frauen gewannen mit 2:1 nach Verlängerung, die Brasilianerinnen gewannen mit Silber ihre erste Medaille.
2008 waren die Männer wieder dabei. Nach drei Siegen in der Vorrunde traf man im Viertelfinale wie schon 2000 auf Kamerun. Wieder gab es eine Verlängerung, diesmal jedoch gewann Brasilien mit 2:0. Halbfinalgegner war Argentinien, die Brasilien mit 3:0 schlugen. Im Spiel um Bronze konnte sich Brasilien gegen Belgien mit 3:0 durchsetzen. Die Frauen stießen in der Vorrunde wieder auf Deutschland. Das Spiel endete 0:0. Mit zwei Siegen zog man ins Viertelfinale ein. Gegner Norwegen wurde 2:1 besiegt. Im Halbfinale kam es zum zweiten Duell gegen Deutschland. Die Brasilianerinnen triumphierten mit 4:1. Im Finale unterlag man wie schon 2004 den USA, diesmal mit 0:1 nach Verlängerung.
2012 erreichte das Männerteam mit drei Siegen das Viertelfinale. Gegner Honduras wurde mit 3:2 bezwungen. Im Halbfinale gab es einen 3:0-Sieg über Südkorea. Im Finale traf Brasilien auf Mexiko, das überraschend mit 2:1 gewinnen konnte. Das Frauen-Team siegte in der Vorrunde zwei Mal, verlor jedoch gegen Gastgeber Großbritannien. Diesmal war im Viertelfinale Schluss, die Brasilianerinnen unterlagen Japan mit 0:2.
Im eigenen Land wurden 2016 zwei Goldmedaillen erwartet. Die Männer starteten mit zwei Unentschieden in der Gruppenphase ins Turnier. Gegen Südafrika und den Irak reichte es nur jeweils zu einem 0:0. Gegen Dänemark gewann man dann mit 4:0. Das Viertelfinale gegen Kolumbien gewann man mit 2:0, das Halbfinale gegen Honduras mit 6:0. Im Finale kam es zum Duell gegen Deutschland, welches nach dem 1:7-Debakel im WM-Halbfinale 2014 im eigenen Land mit großer Spannung erwartet wurde. Kapitän Neymar brachte sein Team mit 1:0 in Führung, doch die Deutschen konnten nach einer Stunde durch Meyer ausgleichen. Nach 90 Minuten hieß es 1:1, die Verlängerung brachte keine Änderung. Im Elfmeterschießen trafen zunächst bei beiden Mannschaften die ersten vier Schützen. Torwart Wéverton hielt den Elfmeter von Petersen, Neymar verwandelte seinen Elfmeter und bescherte Brasilien damit die erste Goldmedaille im Fußball.
Mit zwei Siegen und einem Unentschieden (auch hier ein 0:0 gegen Südafrika) qualifizierten sich die Frauen für das Viertelfinale gegen Australien. Nach 120 Minuten stand es 0:0, das Elfmeterschießen konnten die Brasilianerinnen mit 7:6 für sich entscheiden. Auch das Halbfinalspiel gegen Schweden musste, nachdem es nach 120 Minuten wiederum 0:0 stand, im Elfmeterschießen entschieden werden. Die Schwedinnen gewannen mit 4:3. Die enttäuschten Brasilianerinnen verloren danach auch das Spiel um Bronze gegen Kanada mit 1:2.
| Name                               | Spiele              | Disziplin     | Anmerkung                     |
| ---------------------------------- | ------------------- | ------------- | ----------------------------- |
| U-23-Nationalmannschaft der Männer | 2016 Rio de Janeiro | Männerturnier | erster Olympiasieg im Fußball |
| U-23-Nationalmannschaft der Männer | 2020 Tokio          | Männerturnier |                               |

| Name                               | Spiele           | Disziplin     | Anmerkung                 |
| ---------------------------------- | ---------------- | ------------- | ------------------------- |
| Nationalmannschaft der Männer      | 1984 Los Angeles | Männerturnier | erste Medaille der Männer |
| Nationalmannschaft der Männer      | 1988 Seoul       | Männerturnier |                           |
| Nationalmannschaft der Frauen      | 2004 Athen       | Frauenturnier | erste Medaille der Frauen |
| Nationalmannschaft der Frauen      | 2008 Peking      | Frauenturnier |                           |
| U-23-Nationalmannschaft der Männer | 2012 London      | Männerturnier |                           |
| Nationalmannschaft der Frauen      | 2024 Paris       | Frauenturnier |                           |

| Name                               | Spiele       | Disziplin     | Anmerkung |
| ---------------------------------- | ------------ | ------------- | --------- |
| U-23-Nationalmannschaft der Männer | 1996 Atlanta | Männerturnier |           |
| U-23-Nationalmannschaft der Männer | 2008 Peking  | Männerturnier |           |

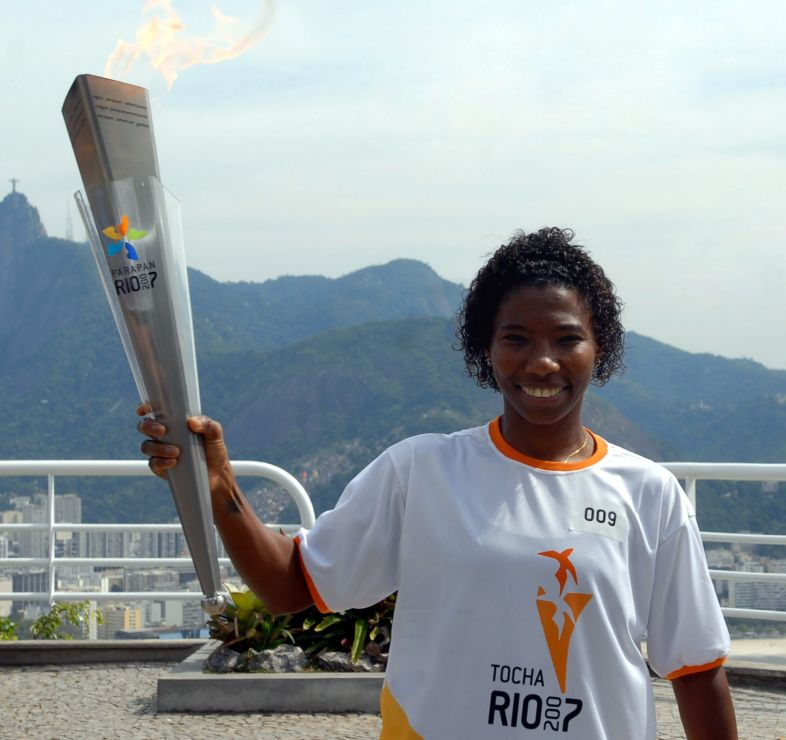
Pretinha, Silber 2004 und 2008
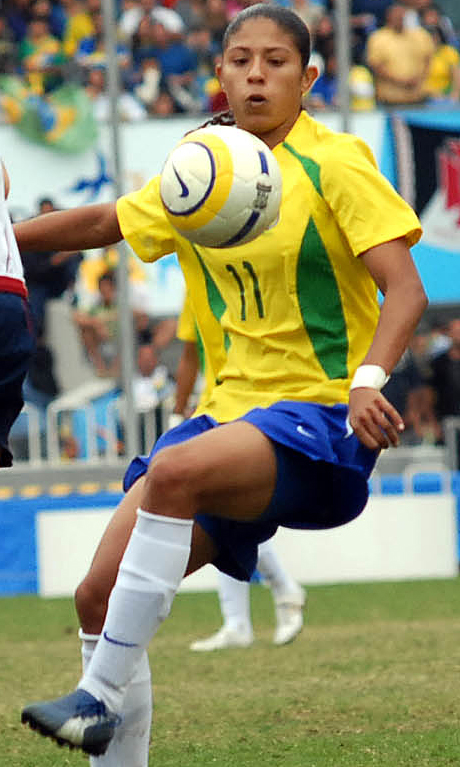
Cristiane, Silber 2004 und 2008
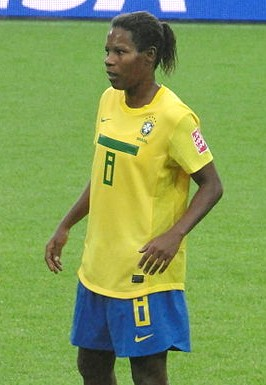
Formiga, fünffache Olympiateilnehmerin, Silber 2004 und 2008
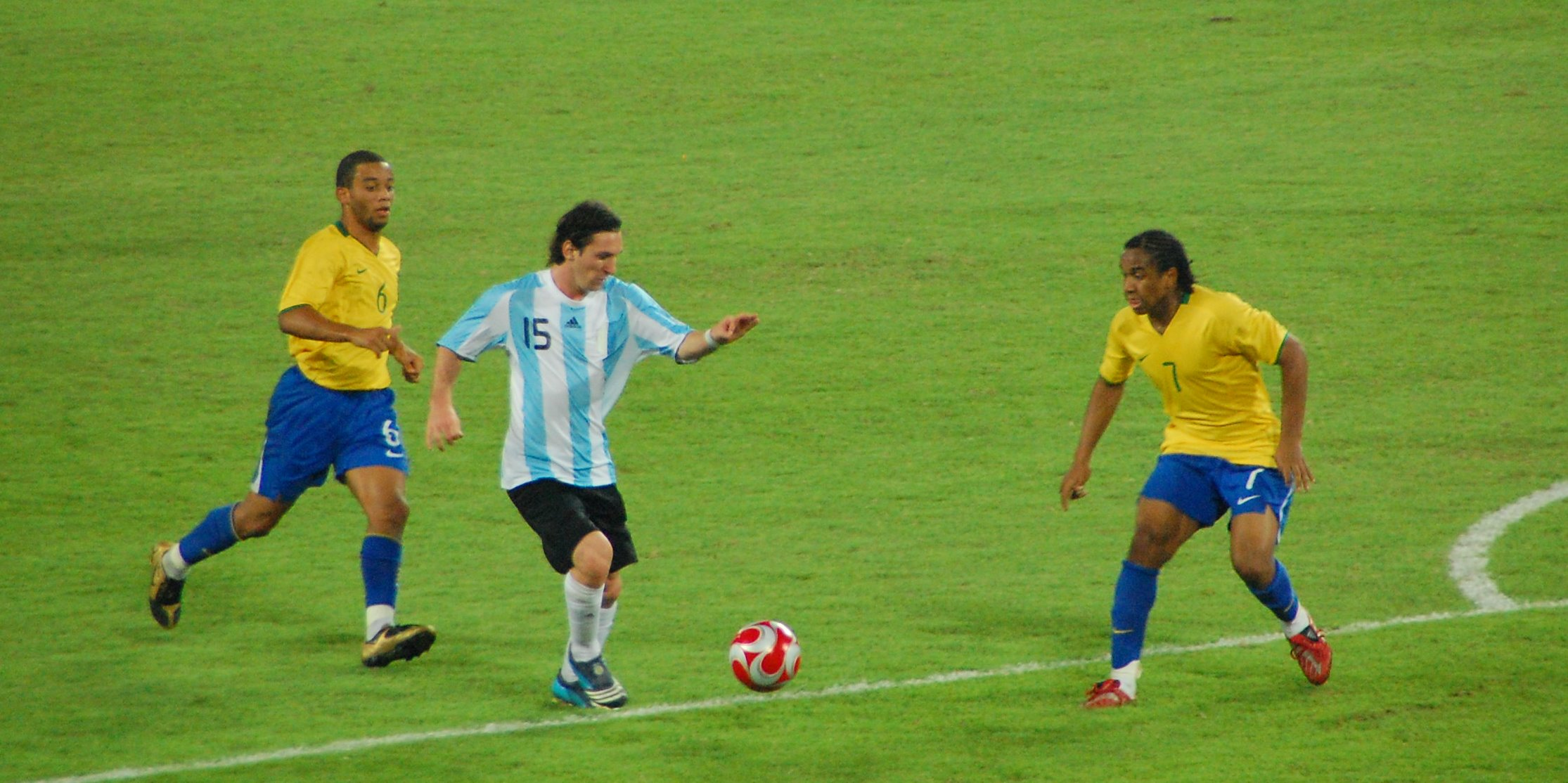
Halbfinale der Männer 2008: Lionel Messi (blau-weißes Trikot) im Duell mit Marcelo (6) und Anderson (7)
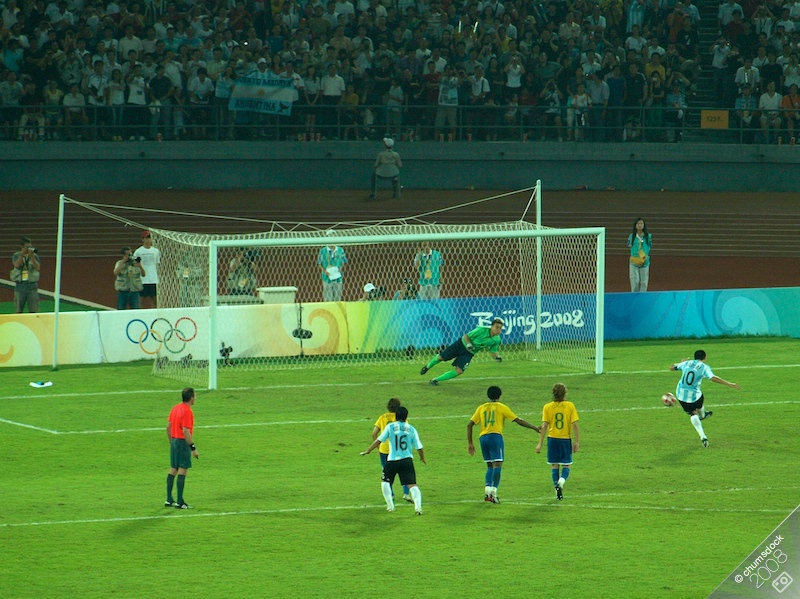
76. Minute des Halbfinals 2008 gegen Argentinien: Riquelme verwandelt einen Strafstoß zum 3:0-Endstand
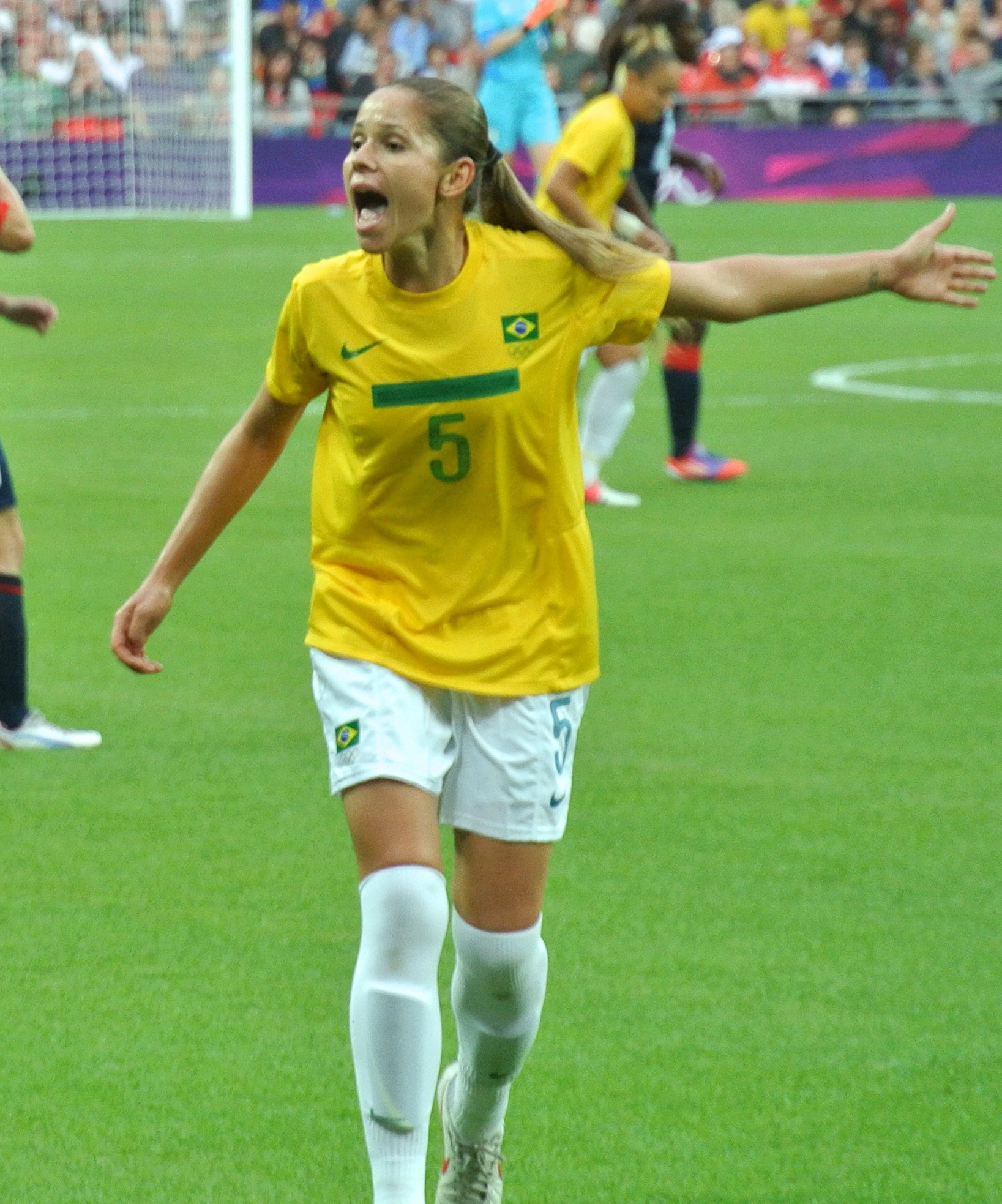
Érika im Turnier 2012
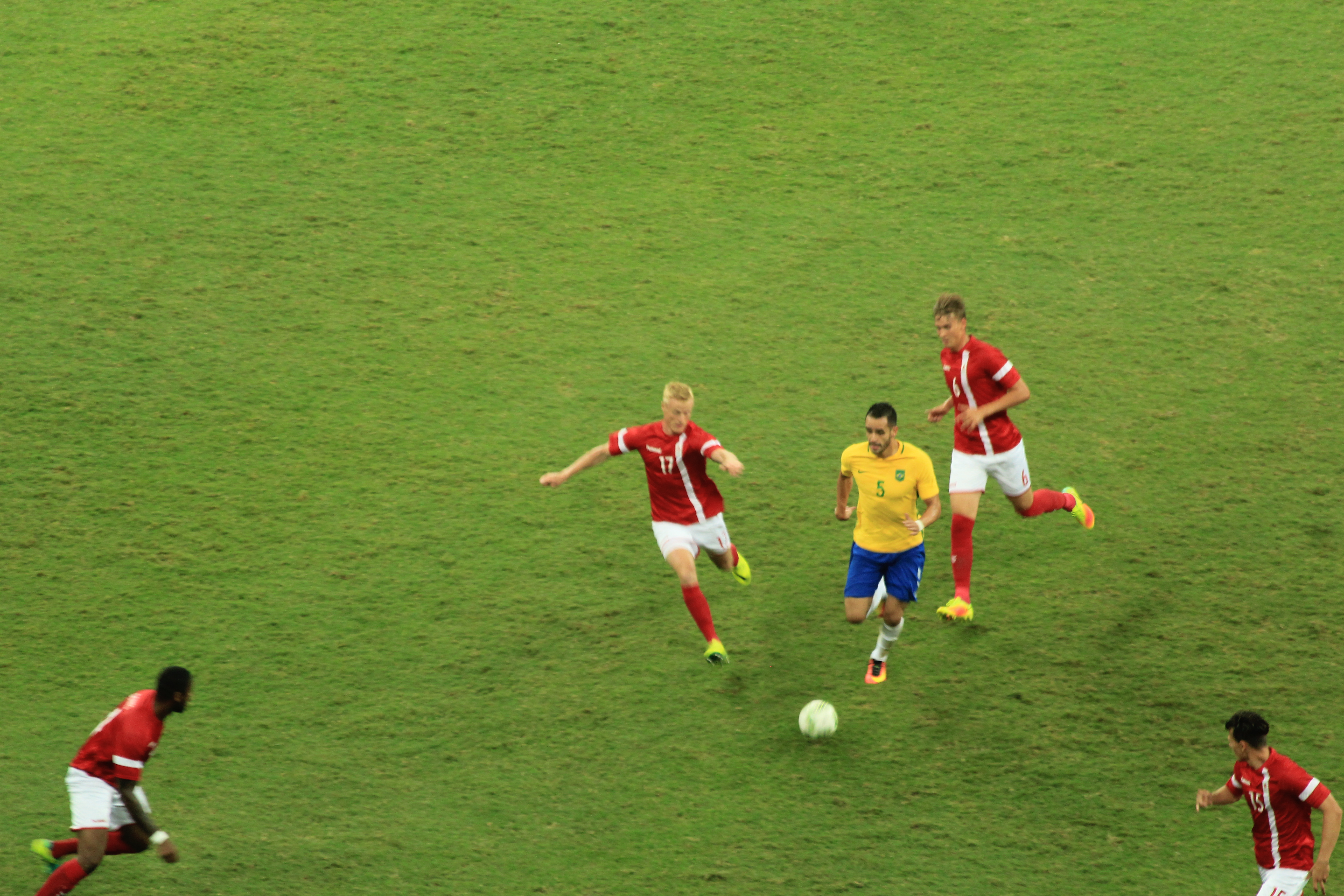
Szene aus dem Vorrundenspiel 2016 gegen Dänemark: Renato Augusto im Duell mit vier Dänen
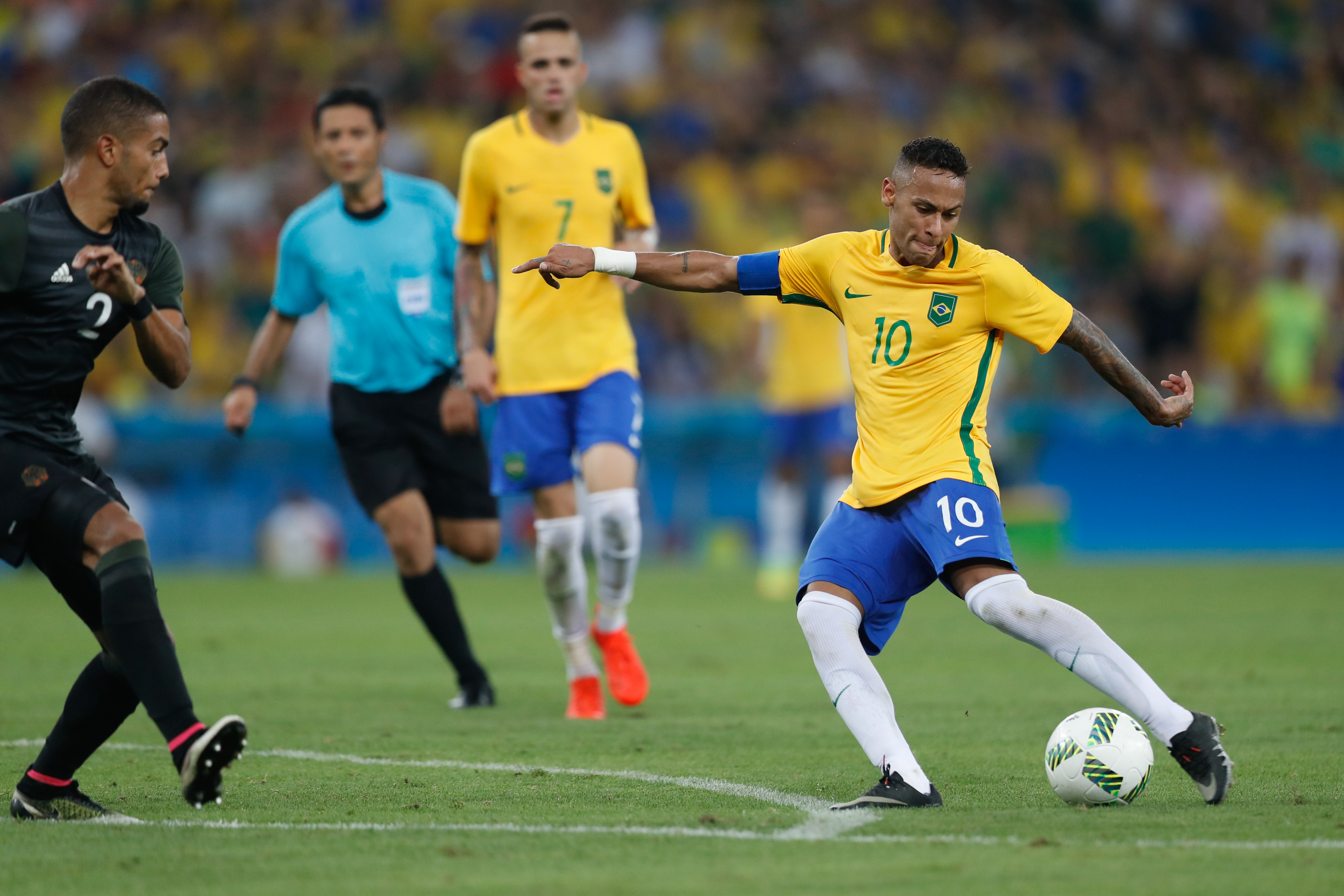
Finale 2016: Neymar (10) zieht ab, Jeremy Toljan (2) versucht zu blocken. Im Hintergrund Luan Vieira (7)
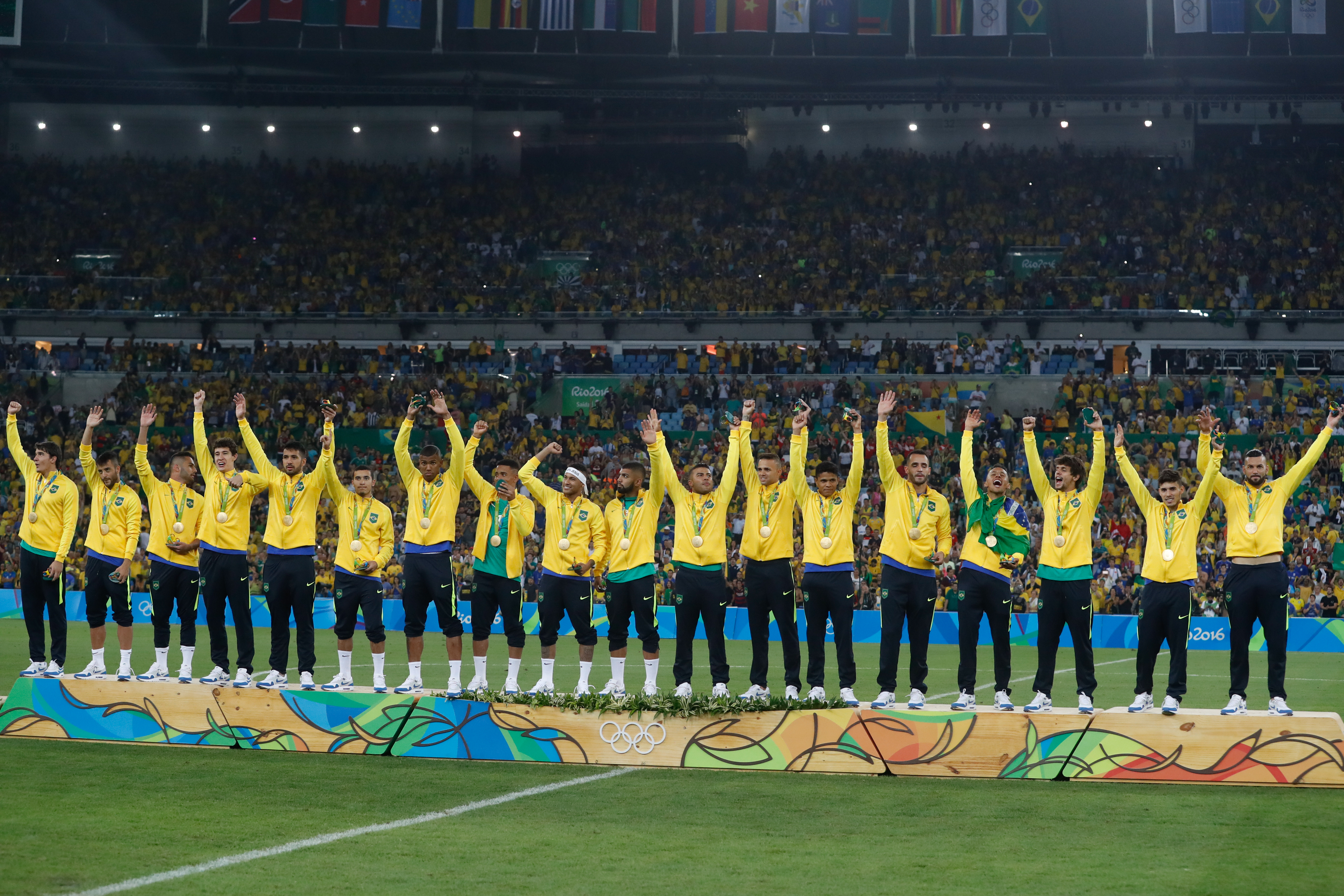
Die brasilianische Mannschaft bei der Siegerehrung 2016

#### Gewichtheben
| Gelbes Symbol für Goldmedaillen mit stilisierten Olympischen Ringen | Graues Symbol für Silbermedaillen mit stilisierten Olympischen Ringen | Braundes Symbol für Bronzemedaillen mit stilisierten Olympischen Ringen |
| ------------------------------------------------------------------- | --------------------------------------------------------------------- | ----------------------------------------------------------------------- |
| —                                                                   | —                                                                     | —                                                                       |

Die ersten brasilianischen Gewichtheber traten 1952 in Helsinki in drei Gewichtsklassen an. Alle blieben in der Folgezeit chancenlos. 2000 trat erstmals eine Brasilianerin im Gewichtheben an. Erst in Rio de Janeiro 2016 konnten sich Gewichtheber profilieren. Fernando Reis konnte in der Klasse über 105 kg Platz 5 belegen, die gleiche Platzierung schaffte Rosane Santos in der Klasse bis 53 kg.

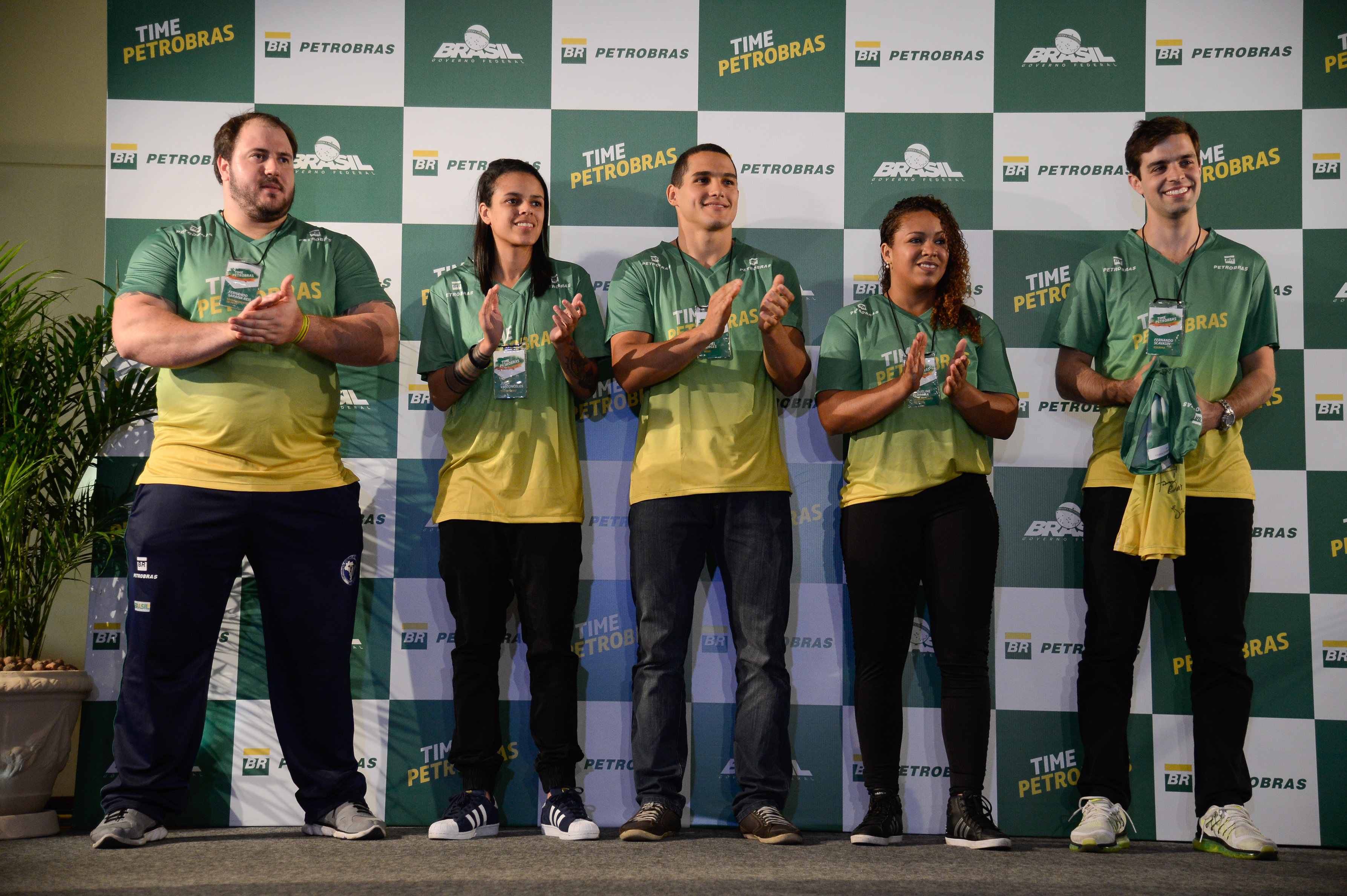
Die brasilianische Gewichthebermannschaft 2016 (v. l. n. r.): Fernando Reis, Rosane Santos, Mateus Gregório, Jaqueline Ferreira und Welisson Silva

#### Golf
| Gelbes Symbol für Goldmedaillen mit stilisierten Olympischen Ringen | Graues Symbol für Silbermedaillen mit stilisierten Olympischen Ringen | Braundes Symbol für Bronzemedaillen mit stilisierten Olympischen Ringen |
| ------------------------------------------------------------------- | --------------------------------------------------------------------- | ----------------------------------------------------------------------- |
| —                                                                   | —                                                                     | —                                                                       |

Golf war schon 1900 und 1904 olympische Sportart, Brasilien hatte bei den Spielen jedoch nicht teilgenommen. 2016 in Rio de Janeiro war Golf wieder ins olympische Programm genommen worden. Adilson da Silva war der erste Brasilianer, der teilnahm. Er wurde in der Endabrechnung 39. Die ersten Frauen waren Victoria Lovelady und Miriam Nagl. Nagl belegte Rang 52, Lovelady Rang 53.

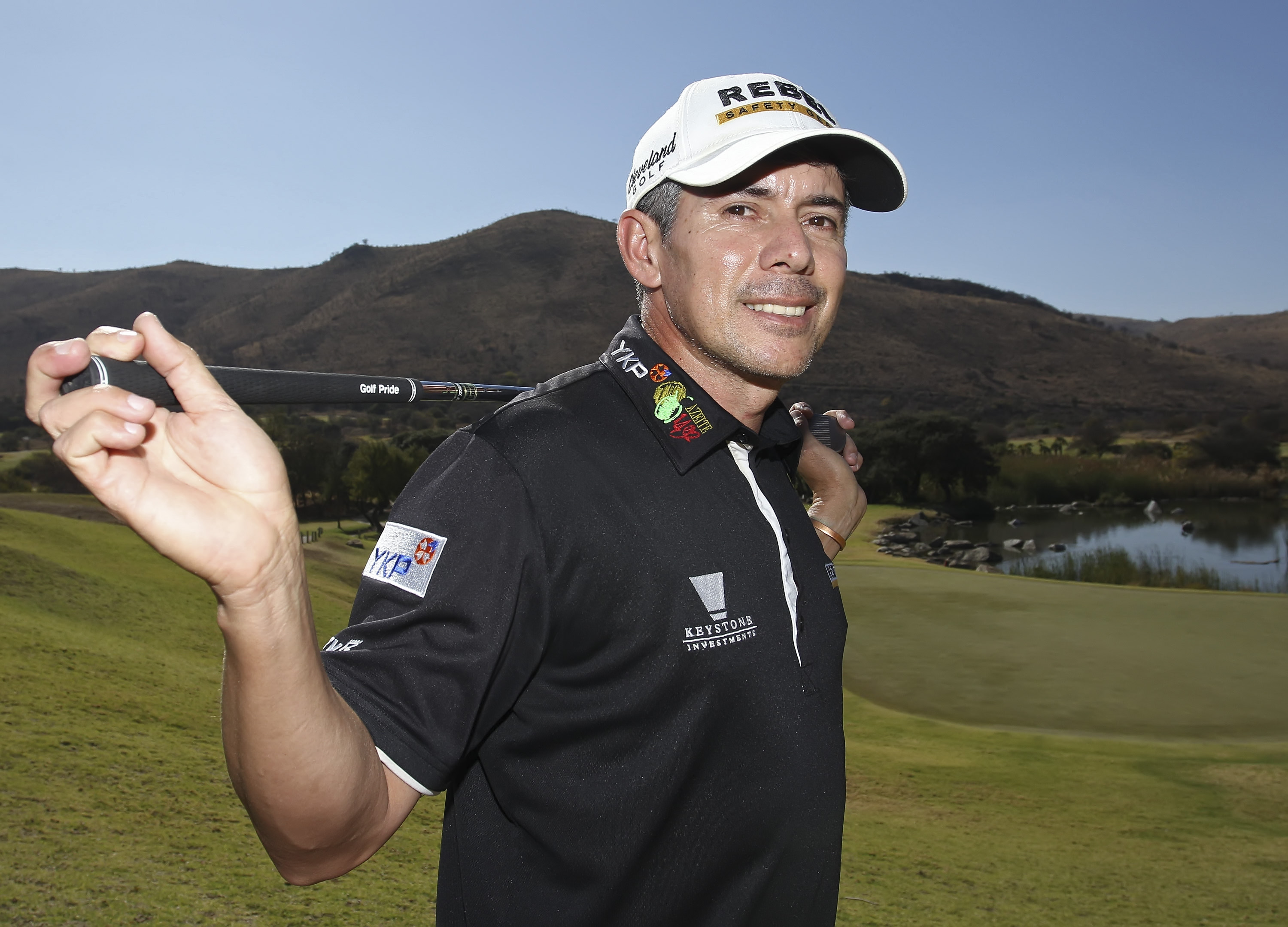
Adilson da Silva
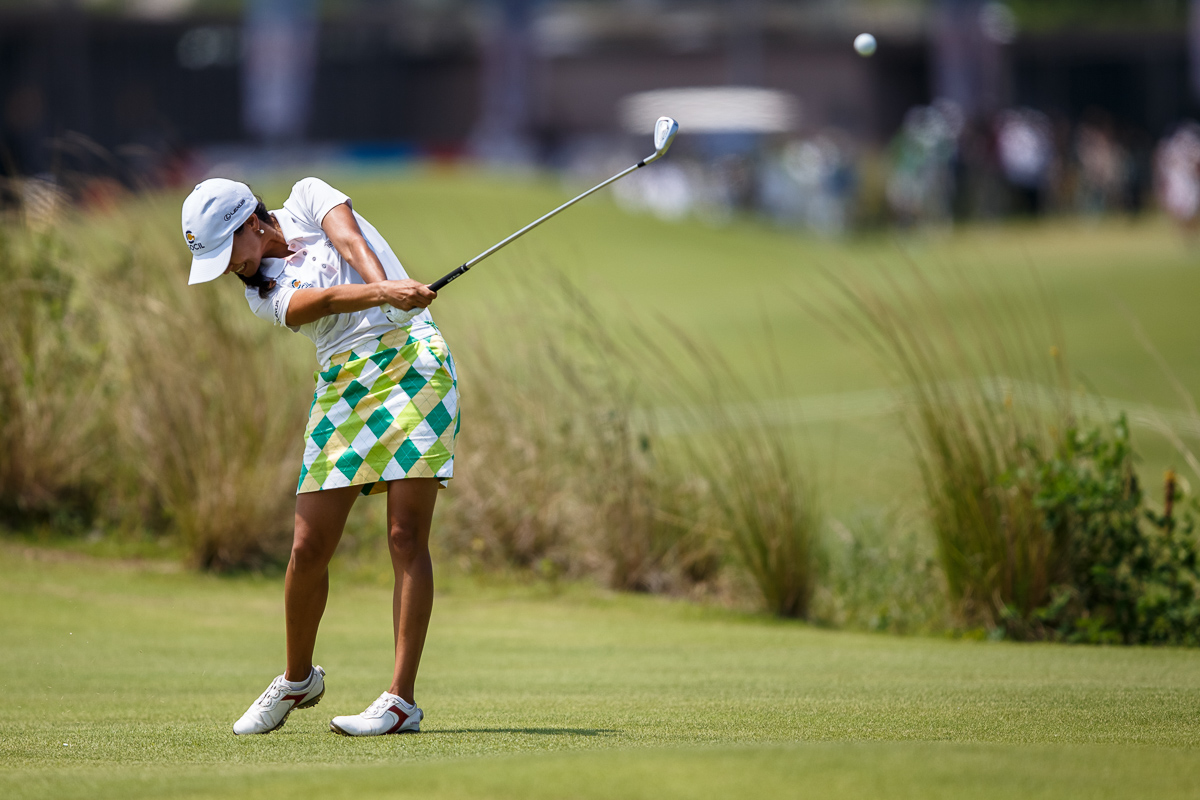
Victoria Lovelady
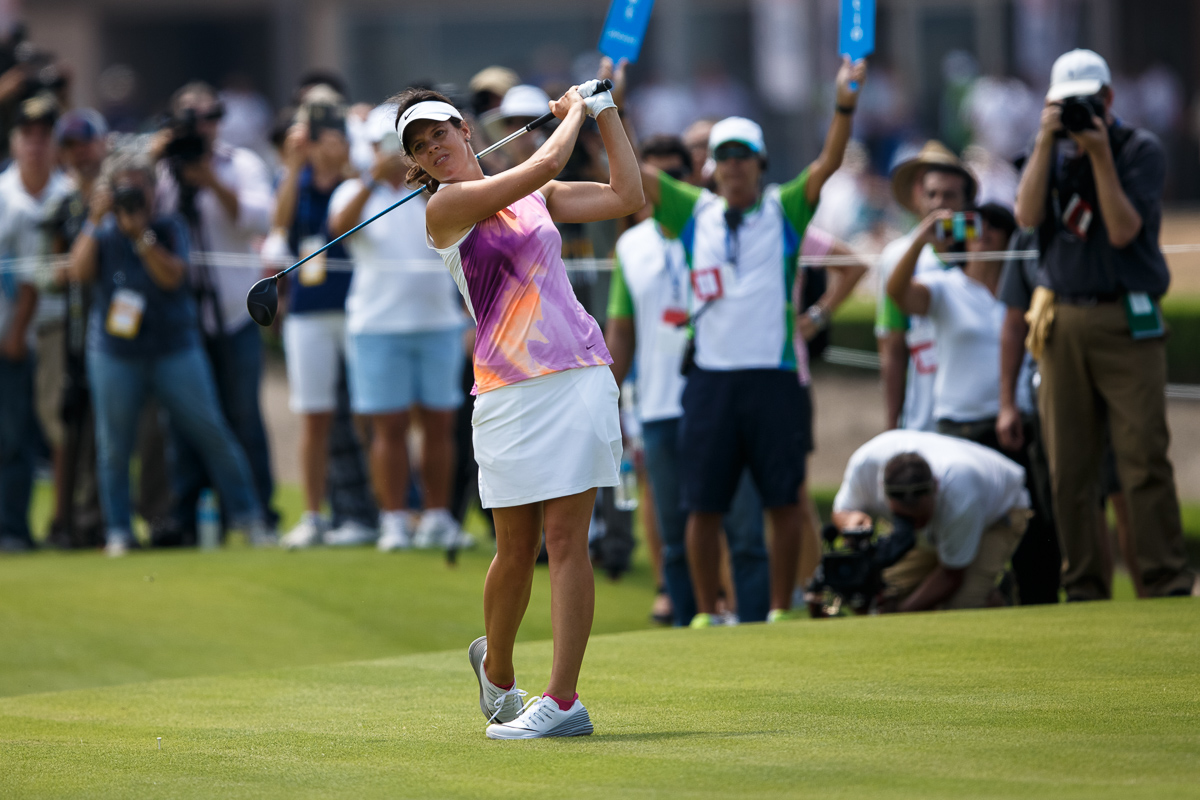
Miriam Nagl

#### Handball
| Gelbes Symbol für Goldmedaillen mit stilisierten Olympischen Ringen | Graues Symbol für Silbermedaillen mit stilisierten Olympischen Ringen | Braundes Symbol für Bronzemedaillen mit stilisierten Olympischen Ringen |
| ------------------------------------------------------------------- | --------------------------------------------------------------------- | ----------------------------------------------------------------------- |
| —                                                                   | —                                                                     | —                                                                       |

Der erste Auftritt einer brasilianischen Handballmannschaft fand 1992 statt. Ohne Punktgewinn schied die Männermannschaft jedoch schon nach der Vorrunde aus. Nicht viel besser war das Abschneiden 1996. Zwar gelang Brasilien ein Unentschieden gegen Algerien, schied jedoch wieder als Gruppenletzter aus.
2000 konnten sich die Männer nicht qualifizieren, dafür nahm erstmals eine Frauenmannschaft teil. Mit einem Sieg (32:19 gegen Australien) aus vier Spielen erreichten die Frauen das Viertelfinale gegen Südkorea, schieden hier jedoch nach einer 24:35-Niederlage aus. 2004 waren beide Mannschaften dabei. Die Männer schieden wieder nach der Vorrunde aus, ein 26:22 über Ägypten im letzten Spiel reichte nicht aus. Auch die Frauen schafften in ihrer Gruppe nur einen Sieg (29:21 über Griechenland), dies reichte jedoch aus, das Viertelfinale zu erreichen. Hier war wieder wie vor vier Jahren der Gegner Südkorea. Die Asiatinnen gewannen mit 26:24. In der Platzierungsrunde schafften die Brasilianerinnen mit einem 26:25 über China Platz 7.
Auch 2008 in Peking waren beide Mannschaften qualifiziert. Und wieder schieden die Männer mit nur einem Sieg, ein 29:22 über China, nach der Vorrunde aus. Die Frauen schafften einen Sieg (33:32 über Südkorea) und ein Unentschieden (28:28 gegen Ungarn), dennoch schieden auch sie nach der Vorrunde aus. Für das Turnier 2012 konnte sich das Männerteam nicht qualifizieren. Den Frauen gelangen in fünf Spielen vier Siege, im Viertelfinale schieden sie jedoch nach einem 19:21 gegen Norwegen aus.
Bei den Heimspielen 2016 konnten sich die Männer erstmals für eine weitere Runde qualifizieren. Nach zwei Siegen in der Vorrunde, darunter ein 33:30 über Deutschland, ging es im Viertelfinale gegen Frankreich. Die Franzosen als Topfavoriten besiegten Brasilien mit 34:27. Die Frauen konnten wie schon 2012 in der Vorrunde vier von fünf Spielen gewinnen. Und wieder schieden sie im Viertelfinale aus. Diesmal unterlagen sie den Niederlanden mit 23:32.

#### Hockey
| Gelbes Symbol für Goldmedaillen mit stilisierten Olympischen Ringen | Graues Symbol für Silbermedaillen mit stilisierten Olympischen Ringen | Braundes Symbol für Bronzemedaillen mit stilisierten Olympischen Ringen |
| ------------------------------------------------------------------- | --------------------------------------------------------------------- | ----------------------------------------------------------------------- |
| —                                                                   | —                                                                     | —                                                                       |

In der olympischen Geschichte wurde erst ein Mal eine brasilianische Mannschaft im Hockey eingesetzt. Dies geschah 2016 in Rio de Janeiro mit der Männermannschaft. Die Frauenmannschaft hatte sich gar nicht erst qualifiziert. Die Männer kassierten in fünf Spielen fünf Niederlagen. Einem 0:7 gegen Spanien folgte ein 0:12 gegen Belgien und ein 1:9 gegen Großbritannien. Hier brachte Stephane Smith Brasilien sogar in der vierten Minute mit 1:0 in Führung. Es sollte das einzige brasilianische Tor im gesamten Turnier sein. Gegen Neuseeland und Australien verlor die Mannschaft jeweils mit 0:9.

#### Judo
| Gelbes Symbol für Goldmedaillen mit stilisierten Olympischen Ringen | Graues Symbol für Silbermedaillen mit stilisierten Olympischen Ringen | Braundes Symbol für Bronzemedaillen mit stilisierten Olympischen Ringen |
| ------------------------------------------------------------------- | --------------------------------------------------------------------- | ----------------------------------------------------------------------- |
| 5                                                                   | 4                                                                     | 19                                                                      |

Schon bei der ersten Austragung bei Olympischen Spielen 1964 in Tokio war ein brasilianischer Judoka dabei. Der Mittelgewichtler Lhofei Shiozawa war der erste Brasilianer in einem olympischen Judoturnier. 1972 in München gewann erstmals ein brasilianischer Judoka eine Medaille. Chiaki Ishii gewann nach einer Halbfinal-Niederlage gegen den Briten David Starbrook die Bronzemedaille im Halbschwergewicht. Drei Medaillen wurden 1984 in Los Angeles erkämpft. Douglas Vieira gewann nach einer Finalniederlage gegen den Südkoreaner Ha Hyeoung-ju die Silbermedaille. Im Mittelgewicht gewann Wálter Carmona Bronze, ebenso wie Luiz Onmura im Leichtgewicht.
1988 in Seoul gab es den ersten brasilianischen Olympiasieg im Judo durch den Halbschwergewichtler Aurélio Miguel, der im Finale den Deutschen Marc Meiling besiegte. 1992 in Barcelona folgte der zweite Olympiasieg. Rogério Sampaio schlug im Halbleichtgewicht den Ungarn József Csák. In Barcelona kämpften erstmals auch brasilianische Frauen um Medaillen. Die erste Judoka des Landes war die Schwergewichtlerin Edilene Andrade.
1996 in Atlanta konnte Aurélio Miguel wieder eine Medaille gewinnen. Im Halbschwergewicht reichte es zu Bronze. Auch Henrique Guimarães gewann im Halbleichtgewicht Bronze. 2000 in Sydney folgte eine Silbermedaille durch Carlos Honorato im Mittelgewicht nach einer Finalniederlage gegen den Niederländer Mark Huizinga. Tiago Camilo gewann ebenfalls Silber. Im Finalkampf im Leichtgewicht unterlag er dem Italiener Giuseppe Maddaloni.
2004 in Athen gewannen Leandro Guilheiro im Leichtgewicht und Flávio Canto im Halbmittelgewicht jeweils Bronze. 2008 in Peking wiederholten beide Judoka ihren Erfolg mit jeweils einer weiteren Bronzemedaille. In Peking kam erstmals eine Brasilianerin auf das Siegertreppchen. Ketleyn Quadros gewann Bronze im Leichtgewicht.
In London 2012 gab es zwei Medaillen für die Männer. Felipe Kitadai im Extraleichtgewicht und Rafael Silva im Schwergewicht gewannen Bronze. Bronze gewann bei den Frauen auch Mayra Aguiar im Halbschwergewicht. Mit ihrem Finalsieg über die Rumänin Alina Dumitru wurde im Extraleichtgewicht Sarah Menezes die erste Frau Brasiliens, die einen Olympiasieg im Judo erkämpfte.
Bei den heimischen Spielen in Rio de Janeiro 2016 erkämpfte sich der Schwergewichtler Rafael Silva eine weitere Bronzemedaille. Mayra Aguiar konnte ihren Medaillengewinn von 2012 wiederholen und gewann im Halbschwergewicht wieder Bronze. Im Leichtgewicht setzte sich Rafaela Silva gegen die Mongolin Dorjsürengiin Sumiyaa durch und wurde Olympiasiegerin.
| Name            | Spiele              | Disziplin          | Anmerkung                     |
| --------------- | ------------------- | ------------------ | ----------------------------- |
| Aurélio Miguel  | 1988 Seoul          | Halbschwergewicht  | erster Olympiasieger im Judo  |
| Rogério Sampaio | 1992 Barcelona      | Halbleichtgewicht  |                               |
| Sarah Menezes   | 2012 London         | Extraleichtgewicht | erste Olympiasiegerin im Judo |
| Rafaela Silva   | 2016 Rio de Janeiro | Leichtgewicht      |                               |
| Beatriz Souza   | 2024 Paris          | Schwergewicht      |                               |

| Name            | Spiele           | Disziplin         | Anmerkung |
| --------------- | ---------------- | ----------------- | --------- |
| Douglas Vieira  | 1984 Los Angeles | Halbschwergewicht |           |
| Tiago Camilo    | 2000 Sydney      | Leichtgewicht     |           |
| Carlos Honorato | 2000 Sydney      | Mittelgewicht     |           |
| Willian Lima    | 2024 Paris       | Halbleichtgewicht |           |

| Name | Spiele              | Disziplin          | Anmerkung                                          |
| --- | ------------------- | ------------------ | -------------------------------------------------- |
| Chiaki Ishii | 1972 München        | Halbschwergewicht  | erster Medaillengewinner im Judo                   |
| Luis Onmura | 1984 Los Angeles    | Leichtgewicht      |                                                    |
| Wálter Carmona | 1984 Los Angeles    | Mittelgewicht      |                                                    |
| Henrique Guimarães | 1996 Atlanta        | Halbleichtgewicht  |                                                    |
| Aurélio Miguel | 1996 Atlanta        | Halbschwergewicht  |                                                    |
| Leandro Guilheiro | 2004 Athen          | Leichtgewicht      |                                                    |
| Flávio Canto | 2004 Athen          | Halbmittelgewicht  |                                                    |
| Tiago Camilo | 2008 Peking         | Halbmittelgewicht  |                                                    |
| Ketleyn Quadros | 2008 Peking         | Leichtgewicht      | erste Medaillengewinnerin                          |
| Leandro Guilheiro | 2008 Peking         | Leichtgewicht      |                                                    |
| Felipe Kitadai | 2012 London         | Extraleichtgewicht |                                                    |
| Rafael Silva | 2012 London         | Schwergewicht      |                                                    |
| Mayra Aguiar | 2012 London         | Halbschwergewicht  |                                                    |
| Rafael Silva | 2016 Rio de Janeiro | Schwergewicht      |                                                    |
| Mayra Aguiar | 2016 Rio de Janeiro | Halbschwergewicht  |                                                    |
| Mayra Aguiar | 2020 Tokio          | Halbschwergewicht  |                                                    |
| Daniel Cargnin | 2020 Tokio          | Leichtgewicht      |                                                    |
| Larissa Pimenta | 2024 Paris          | Halbleichtgewicht  |                                                    |
| Daniel Cargnin Leonardo Gonçalves Willian Lima Rafael Macedo Larissa Pimenta Ketleyn Quadros Guilherme Schimidt Rafael Silva Rafaela Silva Beatriz Souza | 2024 Paris          | Mixed Team         | erste Medaille eines Mixed-Mannschaftswettbewerbes |

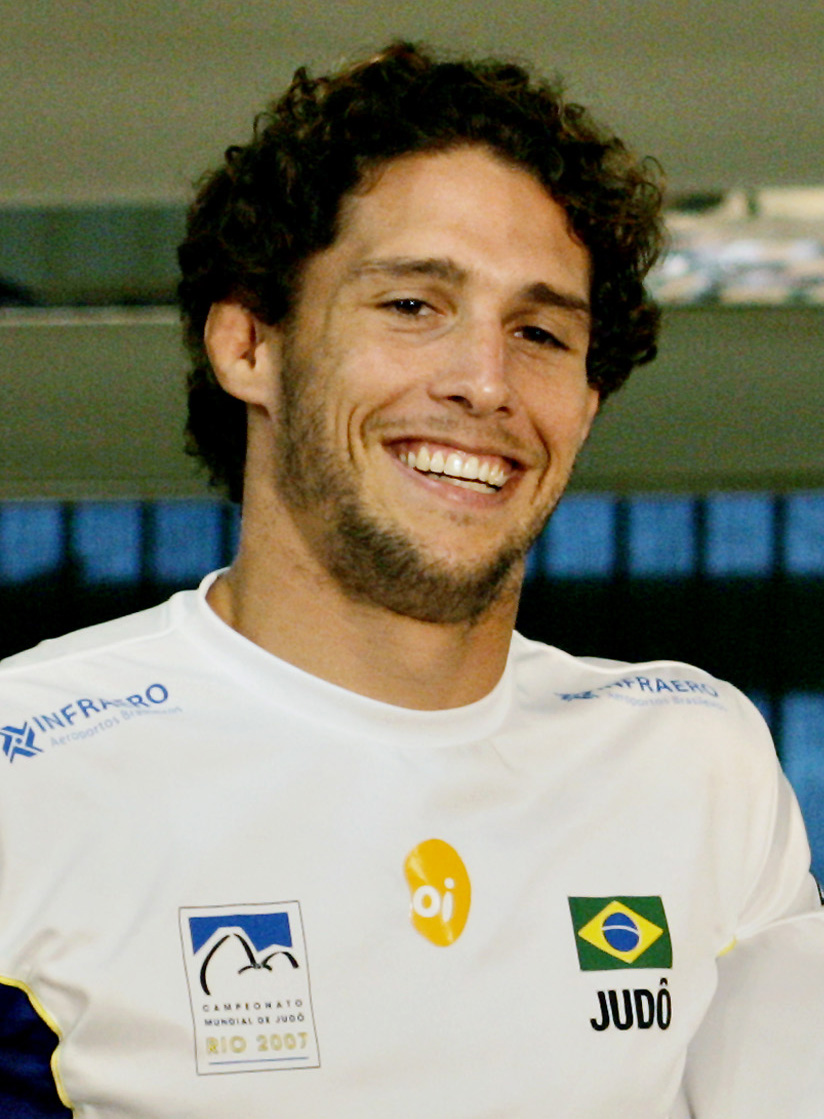
Flávio Canto
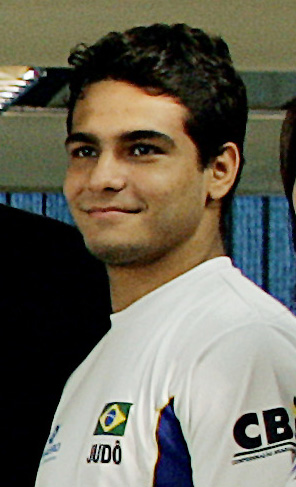
Leandro Guilheiro
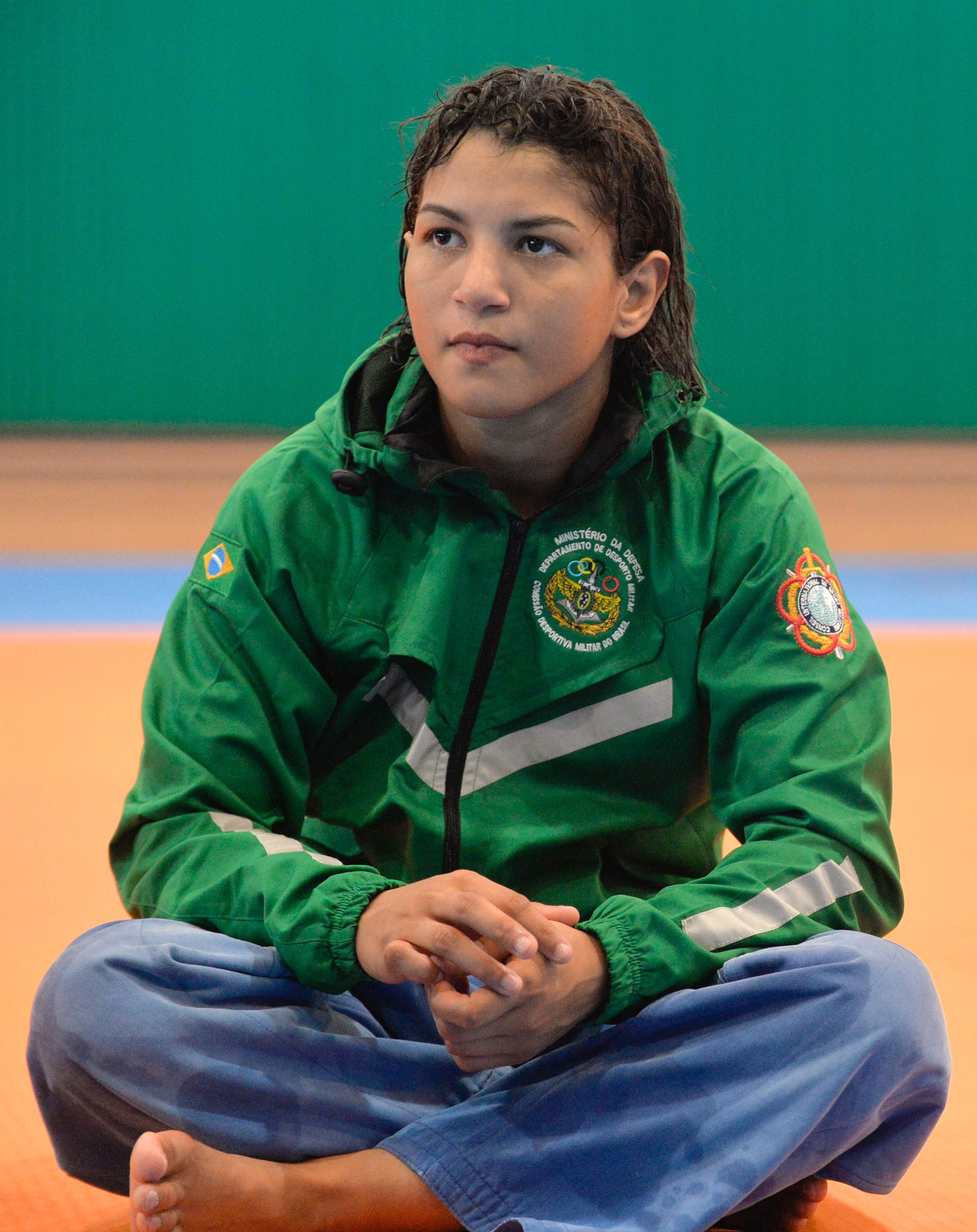
Sarah Menezes, Olympiasiegerin 2012
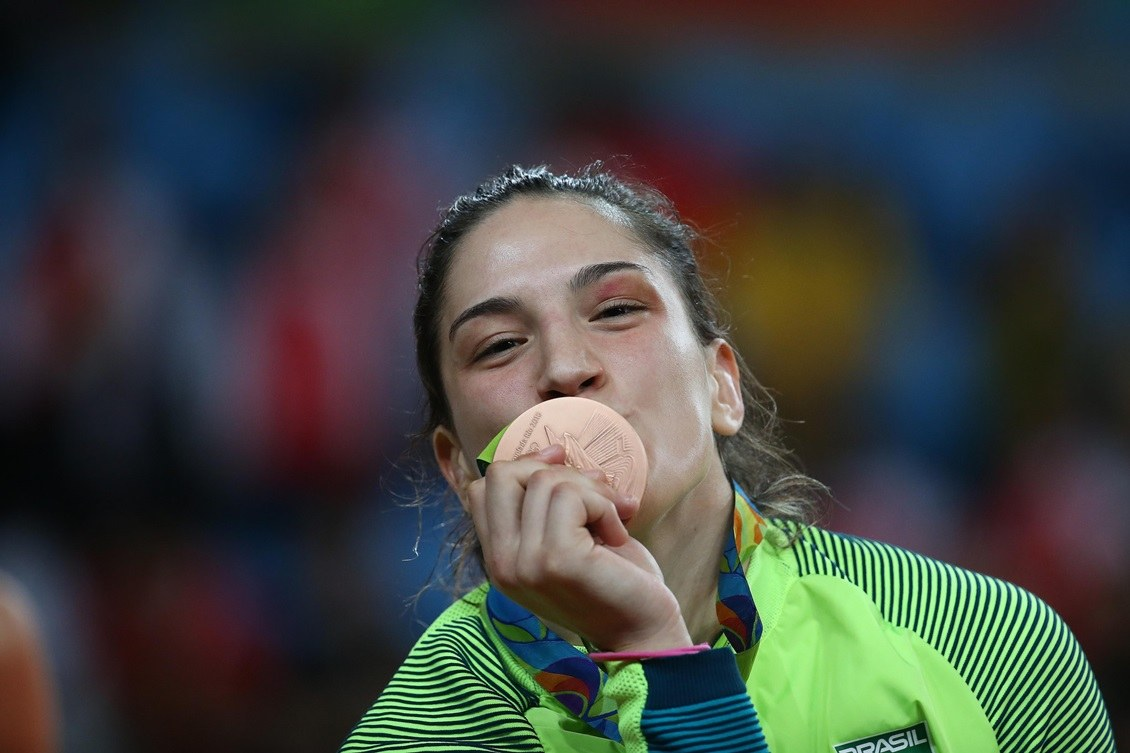
Mayra Aguiar mit ihrer Bronzemedaille 2016
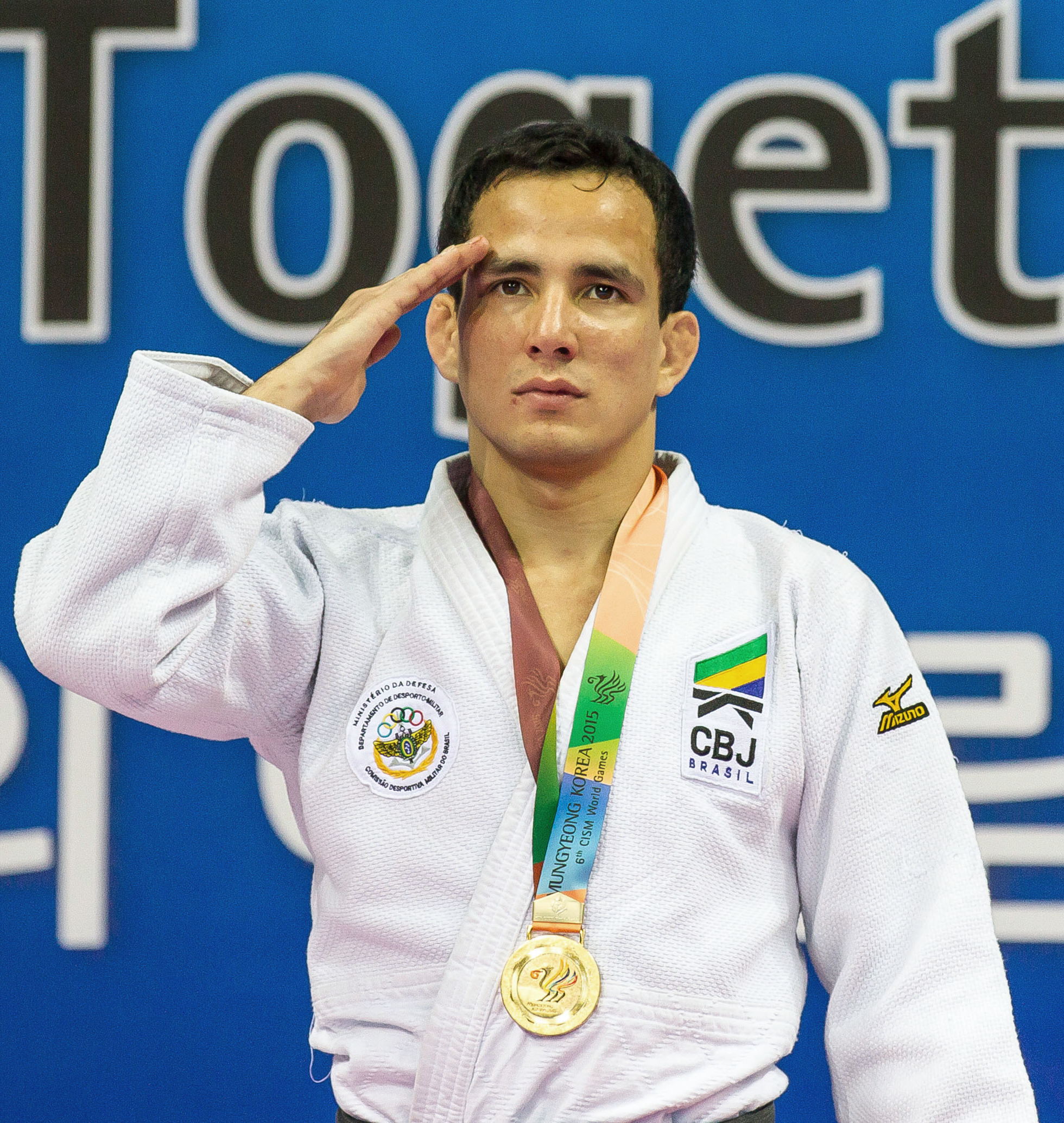
Felipe Kitadai
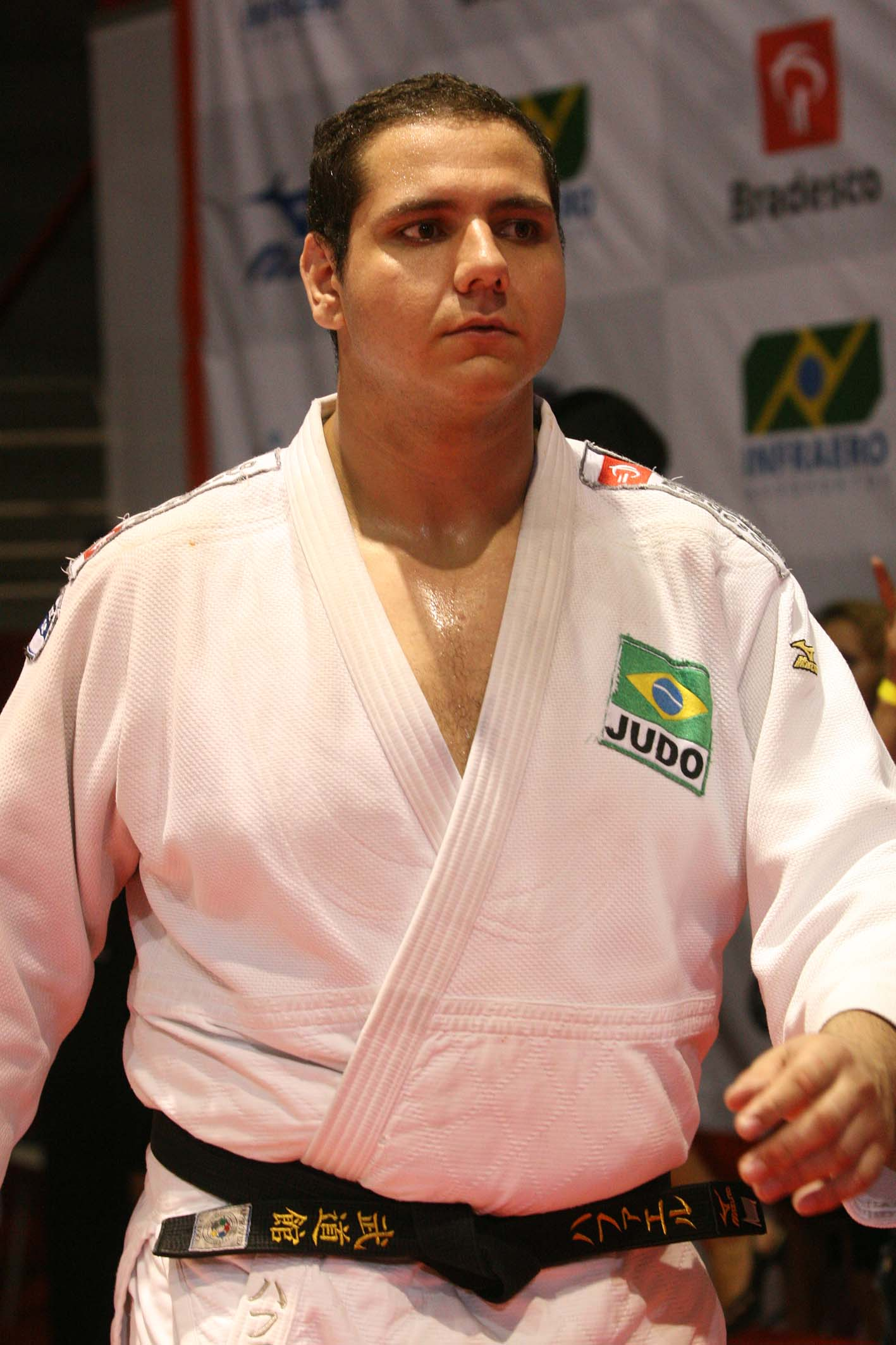
Rafael Silva
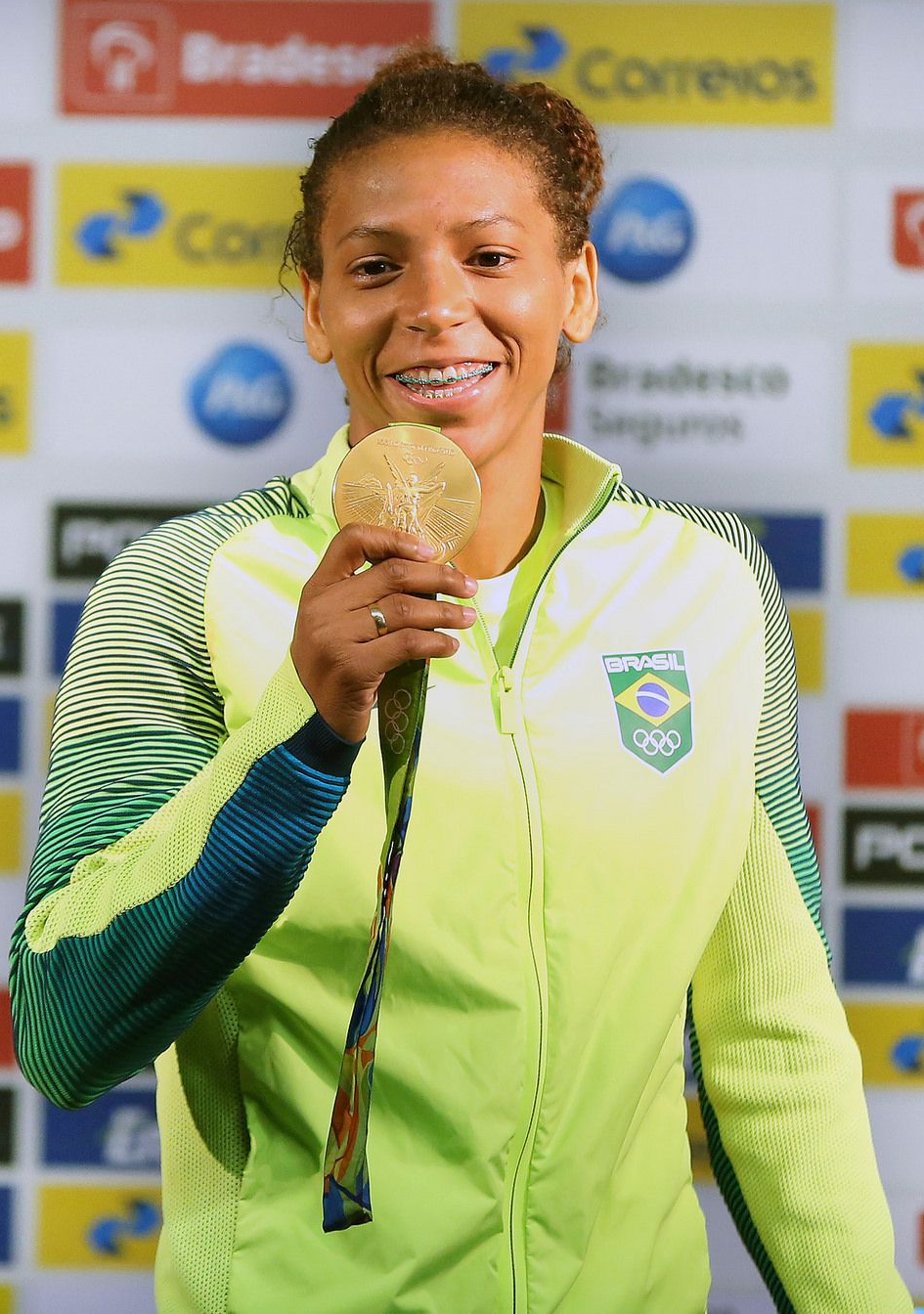
Rafaela Silva, Olympiasiegerin 2016

#### Kanusport
| Gelbes Symbol für Goldmedaillen mit stilisierten Olympischen Ringen | Graues Symbol für Silbermedaillen mit stilisierten Olympischen Ringen | Braundes Symbol für Bronzemedaillen mit stilisierten Olympischen Ringen |
| ------------------------------------------------------------------- | --------------------------------------------------------------------- | ----------------------------------------------------------------------- |
| 1                                                                   | 3                                                                     | 1                                                                       |

Seit 1992 gehen brasilianische Kanuten sowohl im Kajak als auch im Canadier bei Olympischen Spielen an den Start. Der erste Kanute war Leonardo Selbach im Wildwasser-Canadier. Dem Kajakfahrer Sebastián Cuattrin gelang 1996 in Atlanta im K-1 über 1000 Meter die erste Finalteilnahme. Er belegte Rang 7. In der Folgezeit konnte sich kein Brasilianer für ein Finale qualifizieren. 2008 in Peking ging mit der Wildwasserfahrerin Poliana de Paula die erste brasilianische Kanutin an den Start.
Erst bei den Spielen 2016 im eigenen Land stellten sich Erfolge ein. Isaquias Queiroz gewann drei Medaillen. Im Einer-Kanadier über 1000 Meter gewann er Silber, im Sprint Bronze. Zusammen mit Erlon Silva gewann er im Zweier-Kanadier über 1000 Meter nochmals Bronze. Zudem qualifizierte sich im Einer-Kajak-Slalom Pedro da Silva für das Finale und wurde Sechster.
| Name             | Spiele     | Disziplin  | Anmerkung                         |
| ---------------- | ---------- | ---------- | --------------------------------- |
| Isaquias Queiroz | 2020 Tokyo | C 1 1000 m | erster Olympiasieger in Kanusport |

| Name                         | Spiele              | Disziplin  | Anmerkung                           |
| ---------------------------- | ------------------- | ---------- | ----------------------------------- |
| Isaquias Queiroz             | 2016 Rio de Janeiro | C 1 1000 m | erster Medaillengewinn in Kanusport |
| Isaquias Queiroz Erlon Silva | 2016 Rio de Janeiro | C 2 1000 m |                                     |
| Isaquias Queiroz             | 2024 Paris          | C 1 1000 m |                                     |

| Name             | Spiele              | Disziplin | Anmerkung |
| ---------------- | ------------------- | --------- | --------- |
| Isaquias Queiroz | 2016 Rio de Janeiro | C 1 200 m |           |

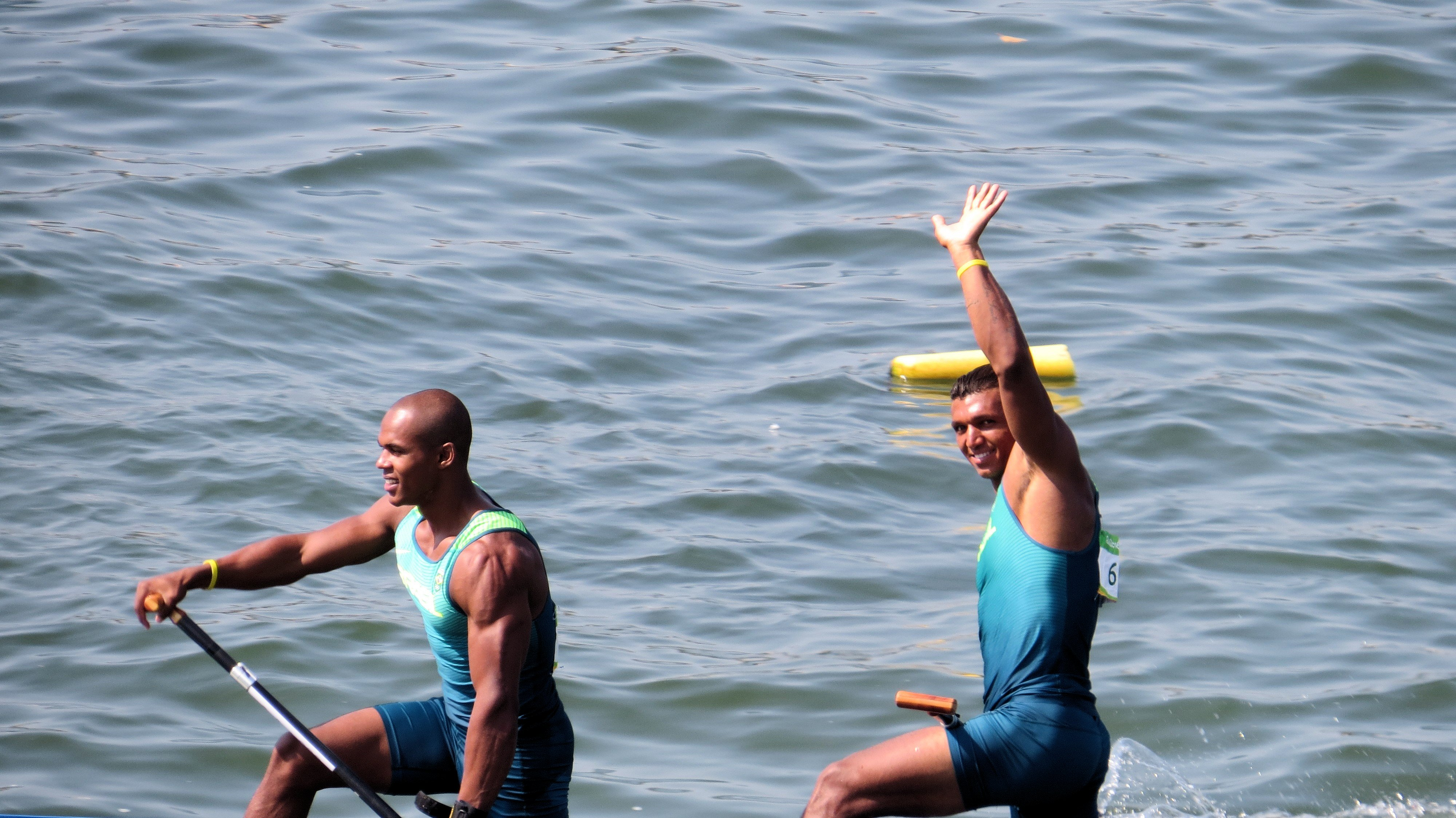
Zweier-Kanadier 2016: vorne Erlon Silva, hinten Isatquias Queiroz
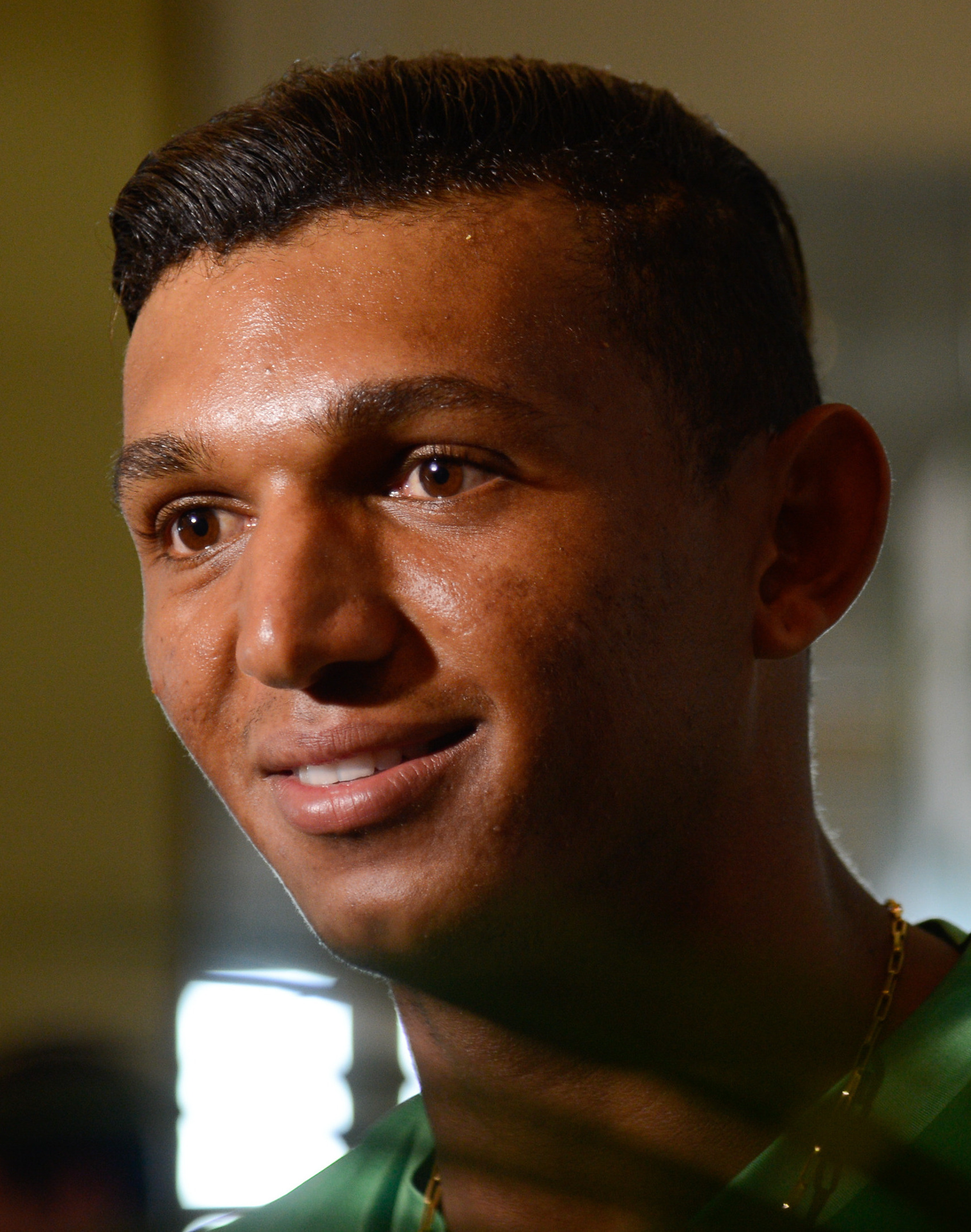
Isaquias Queiroz

#### Leichtathletik
| Gelbes Symbol für Goldmedaillen mit stilisierten Olympischen Ringen | Graues Symbol für Silbermedaillen mit stilisierten Olympischen Ringen | Braundes Symbol für Bronzemedaillen mit stilisierten Olympischen Ringen |
| ------------------------------------------------------------------- | --------------------------------------------------------------------- | ----------------------------------------------------------------------- |
| 5                                                                   | 4                                                                     | 12                                                                      |

Mit Ausnahme von 1920 waren brasilianische Leichtathleten bei allen Olympischen Spielen dabei. Die ersten Leichtathleten des Landes waren Álvaro Ribeiro im 100-Meter-Lauf, Narciso Costa im 800-Meter-Lauf und Guilherme Seewald im Speerwurf. Erst 1936 in Berlin gab es eine Finalteilnahme zu verzeichnen. Sylvio Padilha erreichte über 400 Meter Hürden Platz 5.
1948 in London kamen alle drei angetretenen Dreispringer ins Finale. Geraldo de Oliveira wurde Fünfter, Adhemar da Silva Achter und Hélio da Silva Elfter. In London gingen erstmals brasilianische Leichtathletinnen an den Start. Die ersten brasilianischen Frauen dieser Sportart waren die Sprinterinnen Helena de Menezes, Benedita de Oliveira und Elisabeth Müller.
In Helsinki 1952 wurden die ersten Medaillen in der Leichtathletik gewonnen. Der erste Brasilianer mit einer olympischen Leichtathletikmedaille war José Telles da Conceição, der Bronze im Hochsprung gewann. Adhemar da Silva gewann den Dreisprung und war damit der erste brasilianische Olympiasieger in der Leichtathletik. Geraldo de Oliveira erreichte bei dem Wettkampf Platz 7. Sieben Zentimeter fehlten Ary de Sá auf Platz 4 im Weitsprung zu einer Medaille.
Adhemar da Silva konnte seinen Olympiasieg von Helsinki vier Jahre später in Melbourne wiederholen. José Telles da Conceição kam im 200-Meter-Finale als Sechster ins Ziel. Nach einer erfolglosen Teilnahme 1960 in Rom, wurde zu den nächsten Wettbewerben 1964 in Tokio nur eine Leichtathletin geschickt. Die Hochspringerin Aída dos Santos wurde Vierte. Ein Dreispringer sorgte 1968 in Mexiko-Stadt für eine weitere Medaille. Nélson Prundêncio sprang auf Platz 2 und damit zur Silbermedaille. In München 1972 gewann er Bronze.
Die Dreisprungtradition führte 1976 in Montreal João Carlos de Oliveira mit einer Bronzemedaille fort. Im Weitsprung kam er ebenfalls ins Finale, hier belegte er Rang 5. Ebenfalls Rang 5 erreichte Ruy da Silva über 200 Meter. 1980 in Moskau gewann João Carlos de Oliveira eine weitere Bronzemedaille im Dreisprung. Im 800-Meter-Finale lief Agberto Guimarães auf Platz 4. Die 400-Meter-Staffel der Männer wurde Fünfte, die 100-Meter-Staffel der Männer Achte.
Joaquim Cruz konnte 1984 in Los Angeles die Goldmedaille über 800 Meter gewinnen. Der Sprinter João Batista da Silva kam im 200-Meter-Finale auf Platz 4. Die 100-Meter-Staffel der Männer wurde erneut Achte. 1988 in Seoul konnte Joaquim Cruz seinen Olympiasieg nicht verteidigen. Ihm blieb die Silbermedaille. José Luíz Barbosa wurde in dem Rennen Sechster. Robson da Silva gewann Bronze über 200 Meter und wurde über 100 Meter Fünfter.
Drei vierte Plätze waren die besten Ergebnisse 1992 in Barcelona. Neben der 400-Meter-Staffel der Männer belegten auch José Luíz Barbosa im 800-Meter-Lauf sowie Robson da Silva über 200 Meter diesen Platz. 1996 in Atlanta gewann die 100-Meter-Staffel der Männer Bronze. Éverson Teixeira und Eronilde de Araújo schafften den Einzug ins Finale über 400 Meter Hürden. Teixeira wurde Siebter, de Araújo Achter. Die 100-Meter-Staffel der Männer konnte sich 2000 in Sydney auf Platz 2 verbessern und somit die Silbermedaille gewinnen. Eronilde de Araújo wurde über 400 Meter Hürden Fünfter, Claudinei da Silva über 200 Meter Sechster. Sanderlei Parrela erreichte über 400 Meter Platz 4.
Die einzige Leichtathletikmedaille 2004 in Athen erlief Vanderlei de Lima mit Bronze im Marathon. Bei dem Lauf kam es zu einem Zwischenfall. De Lima hatte sich vom Feld absetzen können und hatte fünf Kilometer vor dem Ziel noch einen Vorsprung von einer halben Minute. Er wurde dann von dem aus der Zuschauermenge vorspringenden Cornelius Horan von der Straße gezerrt. De Lima verlor dadurch 20 Sekunden auf seine Verfolger und kam aus seinem Laufrhythmus. Kurz darauf wurde er vom Italiener Stefano Baldini und dem US-Amerikaner Mebrahtom Keflezighi überholt. De Lima konnte sich mit 15 Sekunden Vorsprung die Bronzemedaille sichern. Für seinen Sportsgeist wurde Vanderlei de Lima am 29. August 2004 von IOC-Präsident Jacques Rogge mit der Pierre-de-Coubertin-Medaille ausgezeichnet. Drei Finalteilnahmen waren zusätzlich in Athen zu verzeichnen. Der Dreispringer Jadel Gregório wurde Fünfter, der 110-Meter-Hürdenläufer Matheus Inocêncio Siebter und die 100-Meter-Staffel der Männer Achte.
Die Weitspringerin Maurren Maggi war 2008 in Peking die erste brasilianische Medaillengewinnerin und Olympiasiegerin in der Leichtathletik. Beide 100-Meter-Staffeln erreichten in ihren Finals Platz 3 und gewannen damit Bronze. Beide Staffeln kamen ursprünglich auf dem vierten Platz ins Ziel. Durch Dopingvergehen bei der jamaikanischen Männerstaffel und der russischen Frauenstaffel wurden diese Staffeln disqualifiziert, die nachfolgenden Mannschaften rückten jeweils einen Platz vor. Dreispringer Jadel Gregório wurde diesmal Sechster. Vier Jahre später in London konnte Brasilien keine Medaille gewinnen. Marílson dos Santos wurde Fünfter im Marathon, Mauro Vinícius da Silva Siebter im Weitsprung. Die Kugelstoßerin Geisa Arcanjo wurde Siebte, ebenso die 100-Meter-Staffel der Frauen.
Thiago Braz da Silva wurde 2016 in Rio de Janeiro Olympiasieger im Stabhochsprung. Er war dabei der erste Südamerikaner, der über 6 Meter sprang. Weitere Topergebnisse waren Platz 4 für den Geher Caio Bonfim über 20 Kilometer sowie Platz 6 der 100-Meter-Staffel und Platz 8 der 400-Meter-Staffel der Männer. Der Kugelstoßer Darlan Romani wurde Fünfter. Bei den Frauen hingegen konnte sich nur die Geherin Érica de Sena mit Platz 7 über 20 Kilometer unter den Top 10 platzieren.
| Name                 | Spiele              | Disziplin      | Anmerkung                                     |
| -------------------- | ------------------- | -------------- | --------------------------------------------- |
| Adhemar da Silva     | 1952 Helsinki       | Dreisprung     | erster Olympiasieger in der Leichtathletik    |
| Adhemar da Silva     | 1956 Melbourne      | Dreisprung     |                                               |
| Joaquim Cruz         | 1984 Los Angeles    | 800 Meter      |                                               |
| Maurren Maggi        | 2008 Peking         | Weitsprung     | erste Olympiasiegerin und Medaillengewinnerin |
| Thiago Braz da Silva | 2016 Rio de Janeiro | Stabhochsprung |                                               |

| Name                                                                                  | Spiele            | Disziplin         | Anmerkung |
| ------------------------------------------------------------------------------------- | ----------------- | ----------------- | --------- |
| Nelson Prudêncio                                                                      | 1968 Mexiko-Stadt | Dreisprung        |           |
| Joaquim Cruz                                                                          | 1988 Seoul        | 800 Meter         |           |
| Vicente de Lima Édson Ribeiro André da Silva Claudinei da Silva Cláudio Roberto Souza | 2000 Sydney       | 4 × 100 m Staffel |           |
| Caio Bonfim                                                                           | 2024 Paris        | 20 km Gehen       |           |

| Name                                                             | Spiele        | Disziplin         | Anmerkung                                      |
| ---------------------------------------------------------------- | ------------- | ----------------- | ---------------------------------------------- |
| José Telles da Conceição                                         | 1952 Helsinki | Hochsprung        | erster Medaillengewinner in der Leichtathletik |
| Nelson Prudêncio                                                 | 1972 München  | Dreisprung        |                                                |
| João Carlos de Oliveira                                          | 1976 Montreal | Dreisprung        |                                                |
| João Carlos de Oliveira                                          | 1980 Moskau   | Dreisprung        |                                                |
| Robson da Silva                                                  | 1988 Seoul    | 200 Meter         |                                                |
| Arnaldo da Silva Robson da Silva Édson Ribeiro André da Silva    | 1996 Atlanta  | 4 × 100 m Staffel |                                                |
| Vanderlei de Lima                                                | 2004 Athen    | Marathon          |                                                |
| Vicente de Lima Sandro Viana Bruno de Barros José Carlos Moreira | 2008 Peking   | 4 × 100 m Staffel |                                                |
| Rosemar Coelho Lucimar de Moura Thaíssa Presti Rosângela Santos  | 2008 Peking   | 4 × 100 m Staffel |                                                |
| Thiago Braz da Silva                                             | 2020 Tokyo    | Stabhochsprung    |                                                |
| Alison dos Santos                                                | 2020 Tokyo    | 400 m Hürden      |                                                |
| Alison dos Santos                                                | 2024 Paris    | 400 m Hürden      |                                                |

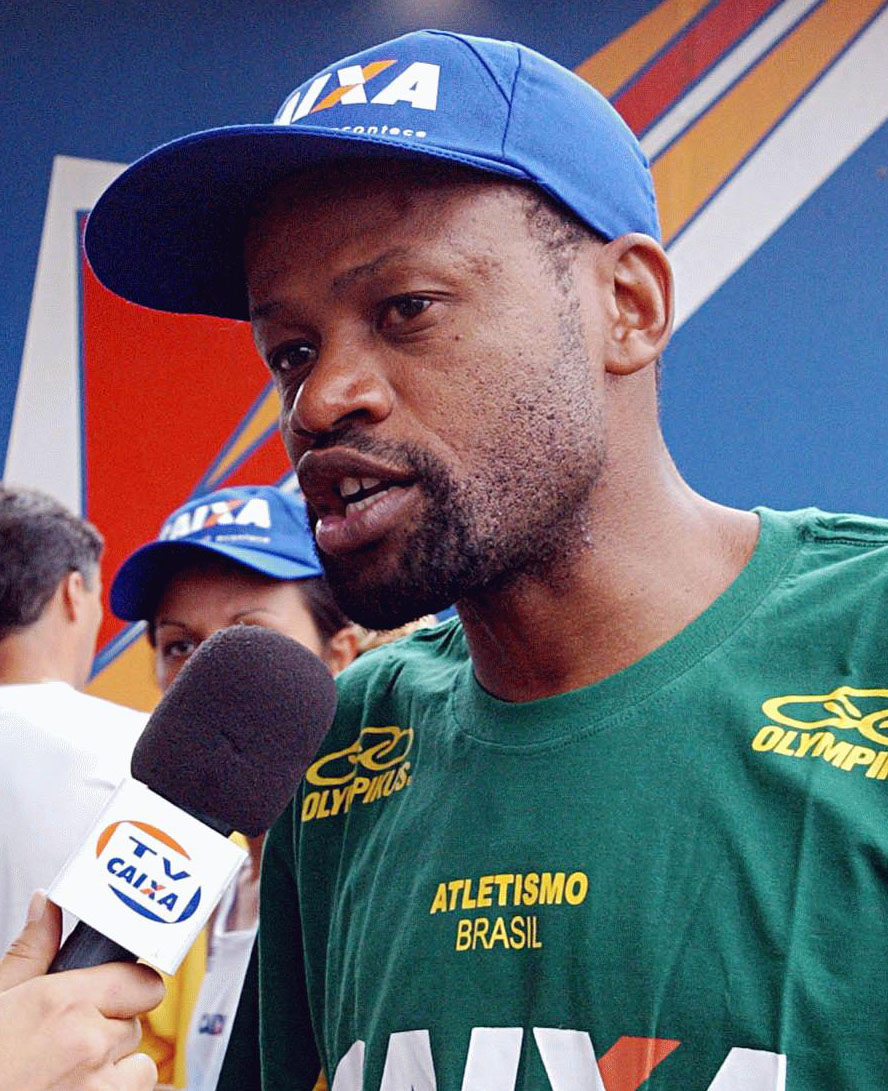
José Luíz Barbosa (2003)
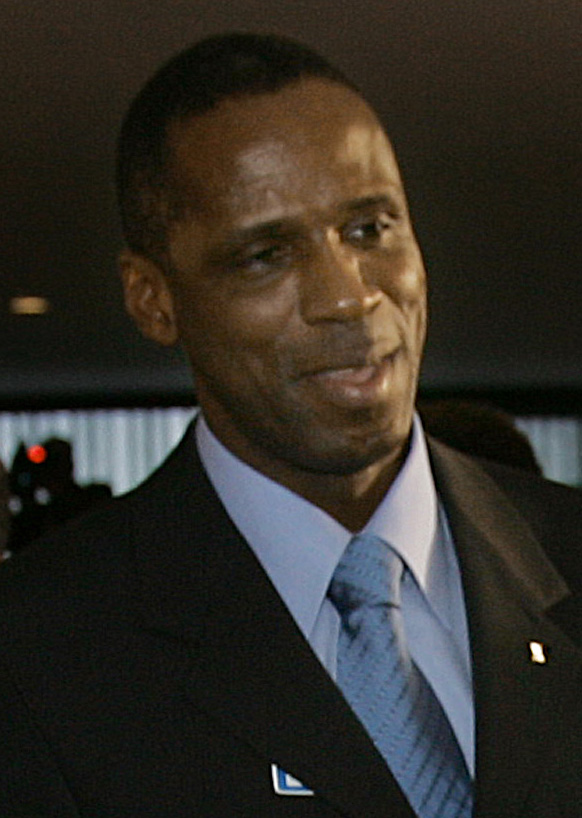
Robson da Silva, Bronze 1988 über 200 Meter (2005)
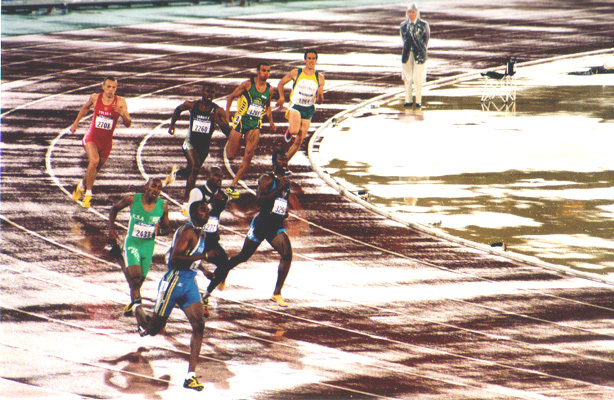
Das 400-Meter-Halbfinale von Sydney 2000: Sanderlei Parrela auf Bahn 2 im grünen Trikot
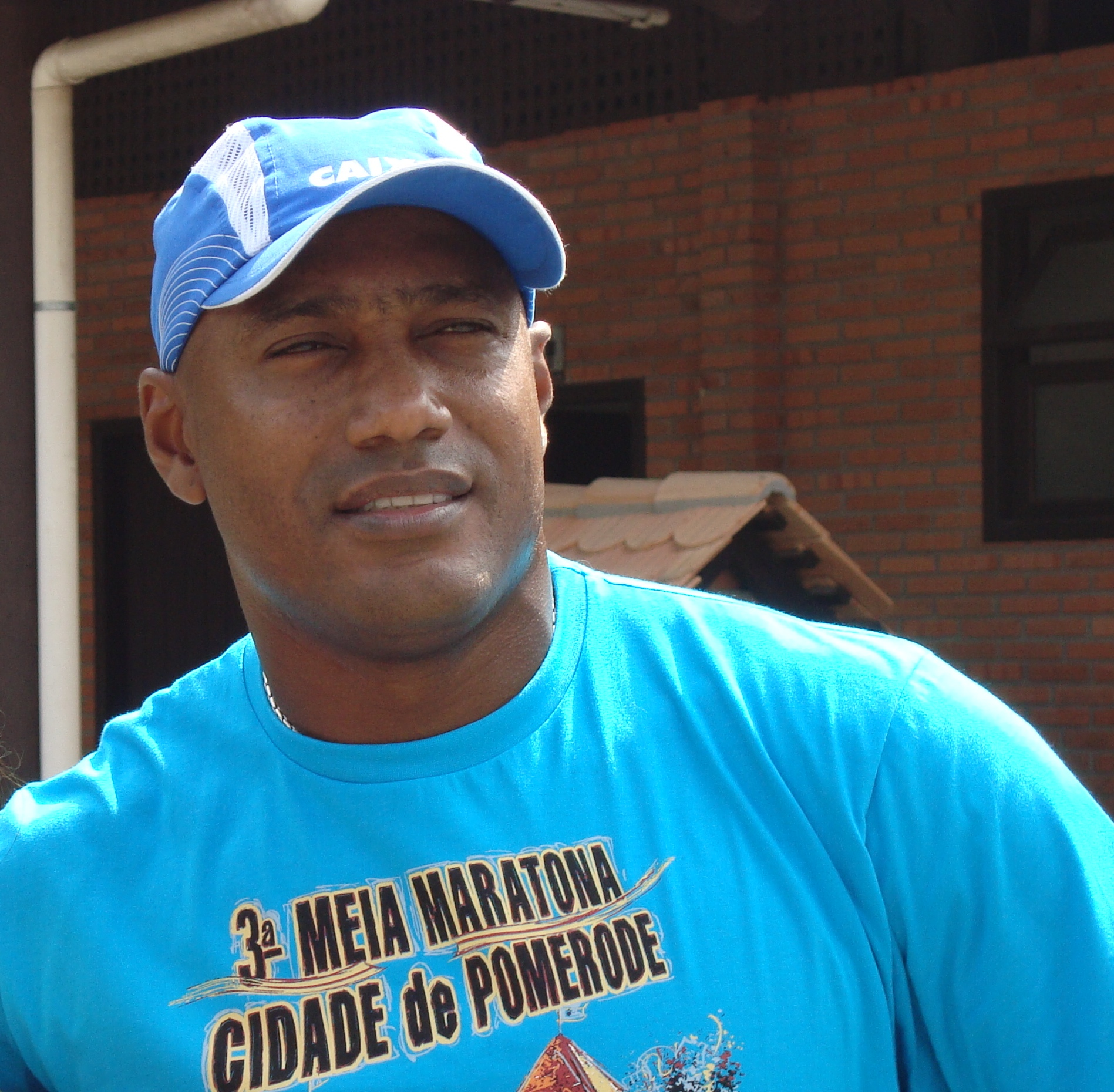
Claudinei da Silva (2010)
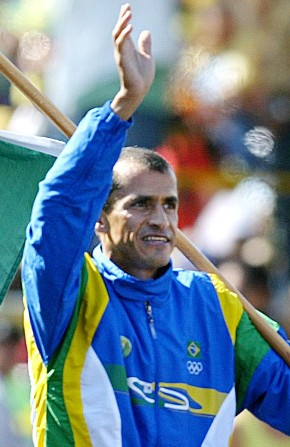
Vanderlei de Lima, Bronze im Marathon 2004
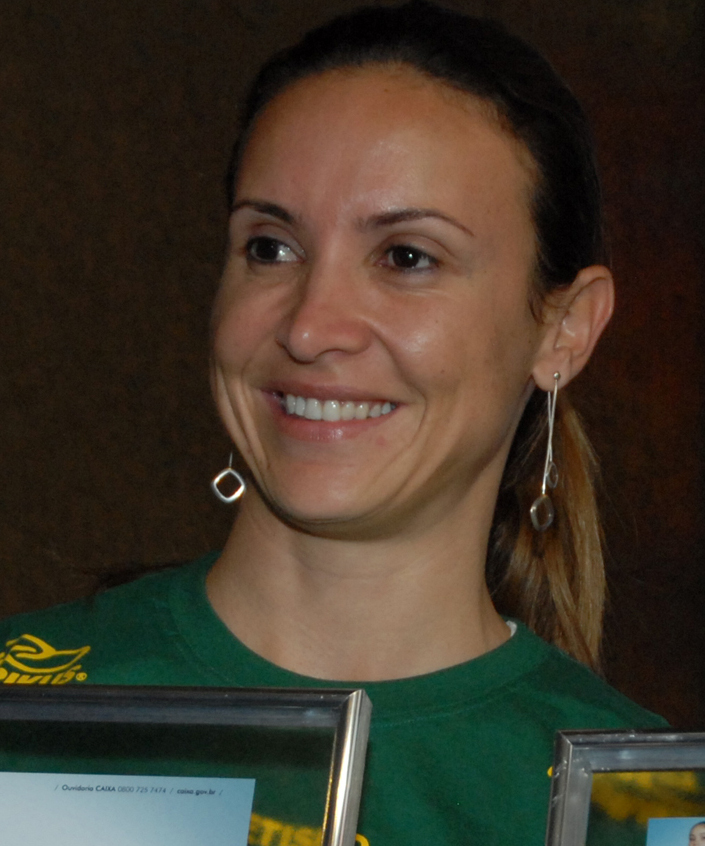
Maurren Maggi, Olympiasiegerin im Weitsprung 2008
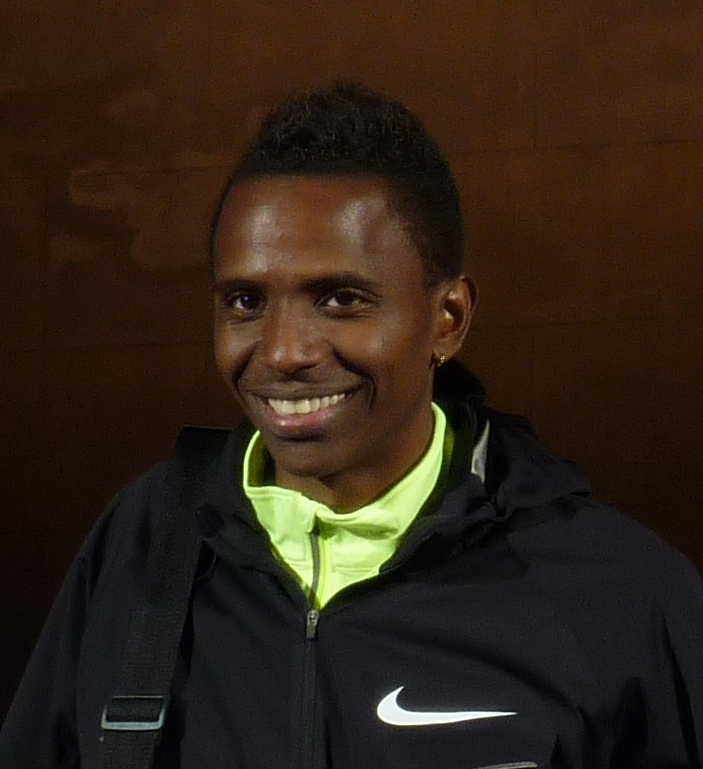
Mauro da Silva
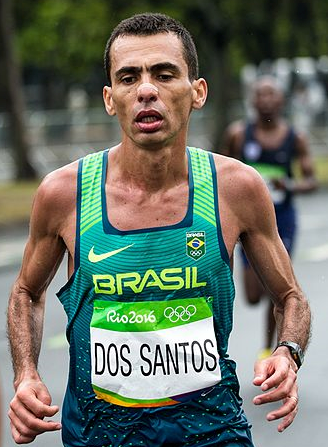
Marílson dos Santos beim olympischen Marathon von 2016
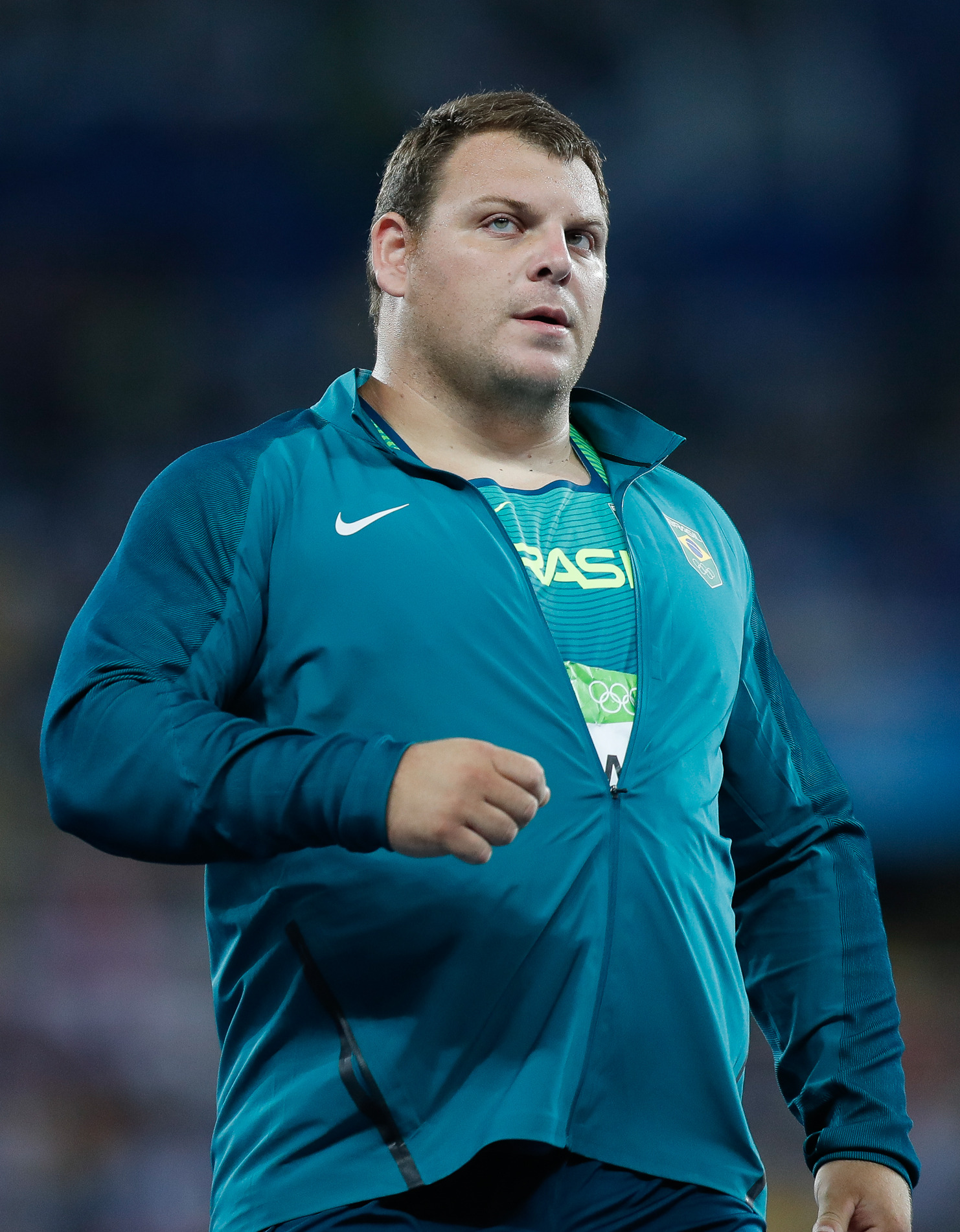
Darlan Romani

#### Moderner Fünfkampf
| Gelbes Symbol für Goldmedaillen mit stilisierten Olympischen Ringen | Graues Symbol für Silbermedaillen mit stilisierten Olympischen Ringen | Braundes Symbol für Bronzemedaillen mit stilisierten Olympischen Ringen |
| ------------------------------------------------------------------- | --------------------------------------------------------------------- | ----------------------------------------------------------------------- |
| —                                                                   | —                                                                     | 1                                                                       |

Die ersten brasilianischen Pentathleten gingen 1936 in Berlin an den Start. Guilherme Catambry, Rui Duarte und Anísio da Rocha belegten jedoch nur die hinteren Plätze. 1948 in London war das Ergebnis ähnlich.
1952 in Helsinki wurde Eduardo de Medeiros Zehnter von 50 Athleten. In der Teamwertung belegte Brasilien Platz 6. Bis 1968 nahmen Brasilianer an den Wettkämpfen teil, konnten sich aber nicht weiter vorne platzieren.
Erst 2004 in Athen waren wieder Pentathleten dabei. Mit Samantha Harvey startete in Athen erstmals eine weibliche Fünfkämpferin für Brasilien. Nach einem 18. Platz in Peking 2008 konnte Yane Marques 2012 in London mit der Bronzemedaille die erste olympische Medaille Brasiliens in dieser Sportart gewinnen.
| Name         | Spiele      | Disziplin | Anmerkung                                    |
| ------------ | ----------- | --------- | -------------------------------------------- |
| Yane Marques | 2012 London |           | erster Medaillengewinn im Modernen Fünfkampf |

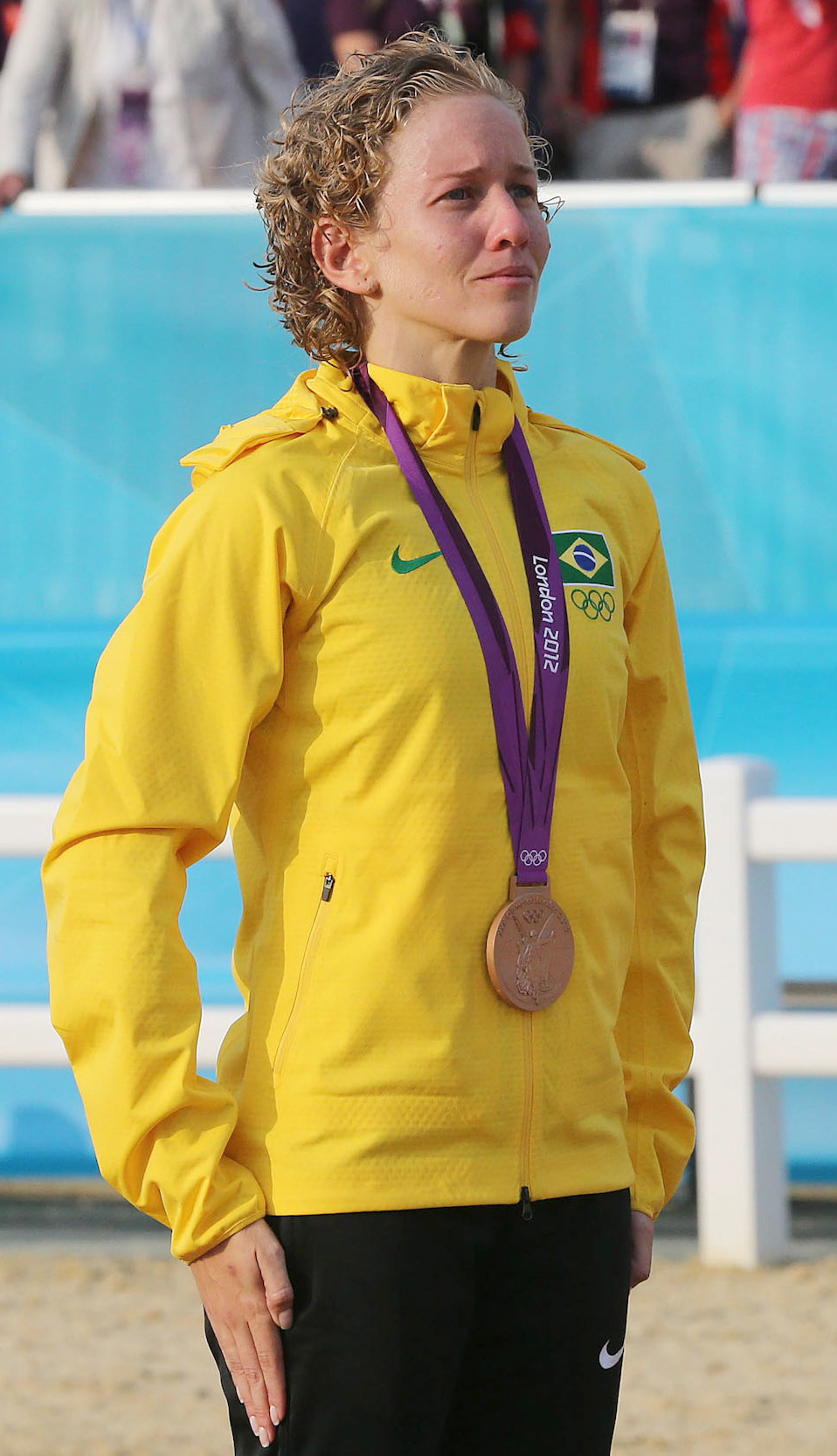
Yane Marques bei der Siegerehrung 2012

#### Radsport
| Gelbes Symbol für Goldmedaillen mit stilisierten Olympischen Ringen | Graues Symbol für Silbermedaillen mit stilisierten Olympischen Ringen | Braundes Symbol für Bronzemedaillen mit stilisierten Olympischen Ringen |
| ------------------------------------------------------------------- | --------------------------------------------------------------------- | ----------------------------------------------------------------------- |
| —                                                                   | —                                                                     | —                                                                       |

Dertônio Ferrer, José Magnani und Hermógenes Netto waren 1936 in Berlin die ersten Radrennfahrer Brasiliens bei Olympischen Spielen. Der Bahnfahrer Anésio Argenton belegte im 1000-Meter-Zeitfahren 1956 in Melbourne Platz 9. 1960 in Rom verbesserte er sich auf Platz 6. Im Sprint unterlag er im Viertelfinale dem späteren Olympiasieger, dem Italiener Sante Gaiardoni.
Nach einer zwölfjährigen Pause gingen brasilianische Radrennfahrer erst wieder 1972 in München an den Start. Erfolge stellten sich in der Folgezeit weder auf der Bahn noch auf der Straße ein. Cláudia Carceroni-Saintagne war 1992 in Barcelona die erste brasilianische Radrennfahrerin bei Olympischen Spielen.
Erst 2016 bei den heimischen Spielen in Rio de Janeiro konnte sich Flávia Oliveira mit Platz 7 im Straßenrennen auf einem vorderen Platz bringen.

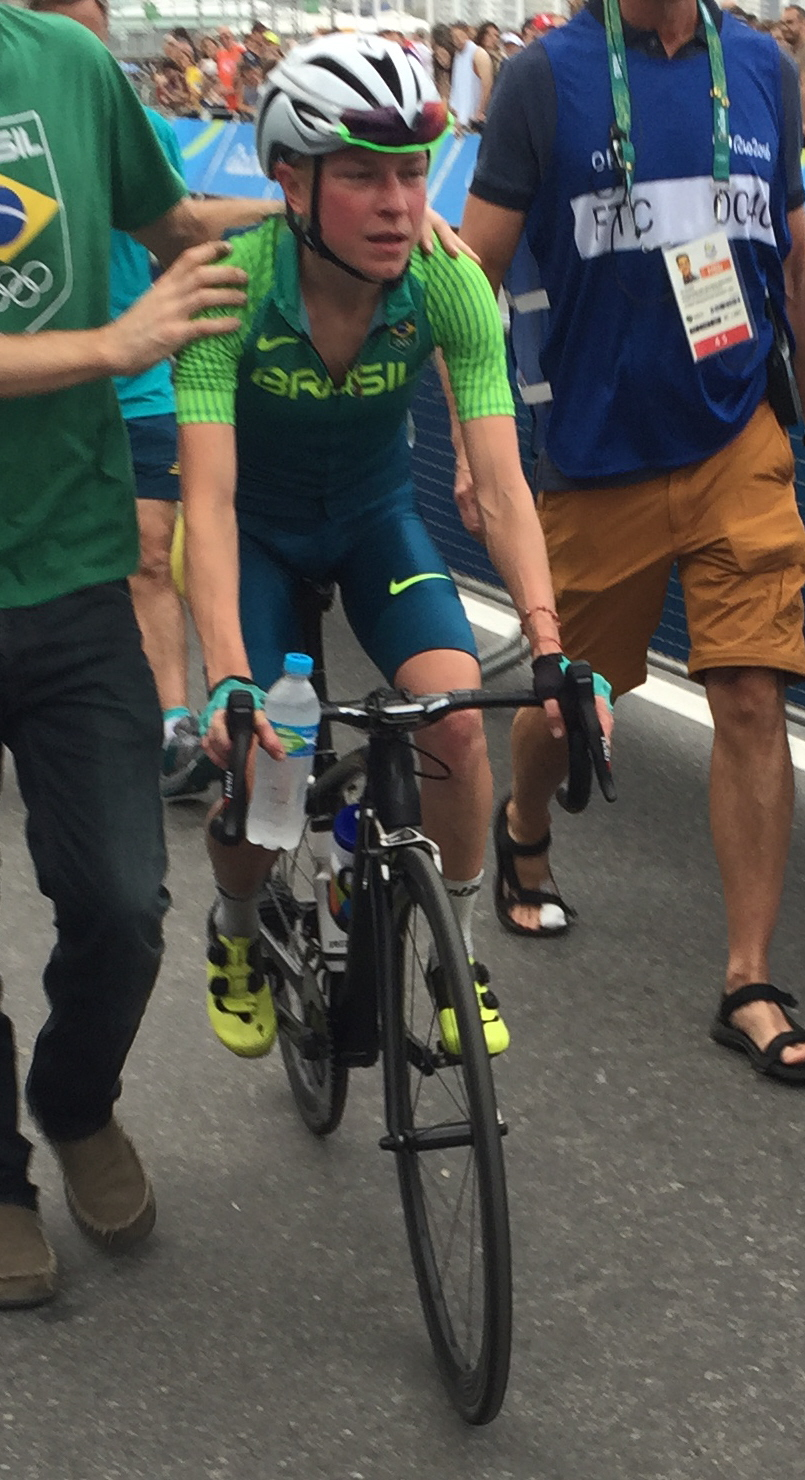
Flávia Oliveira
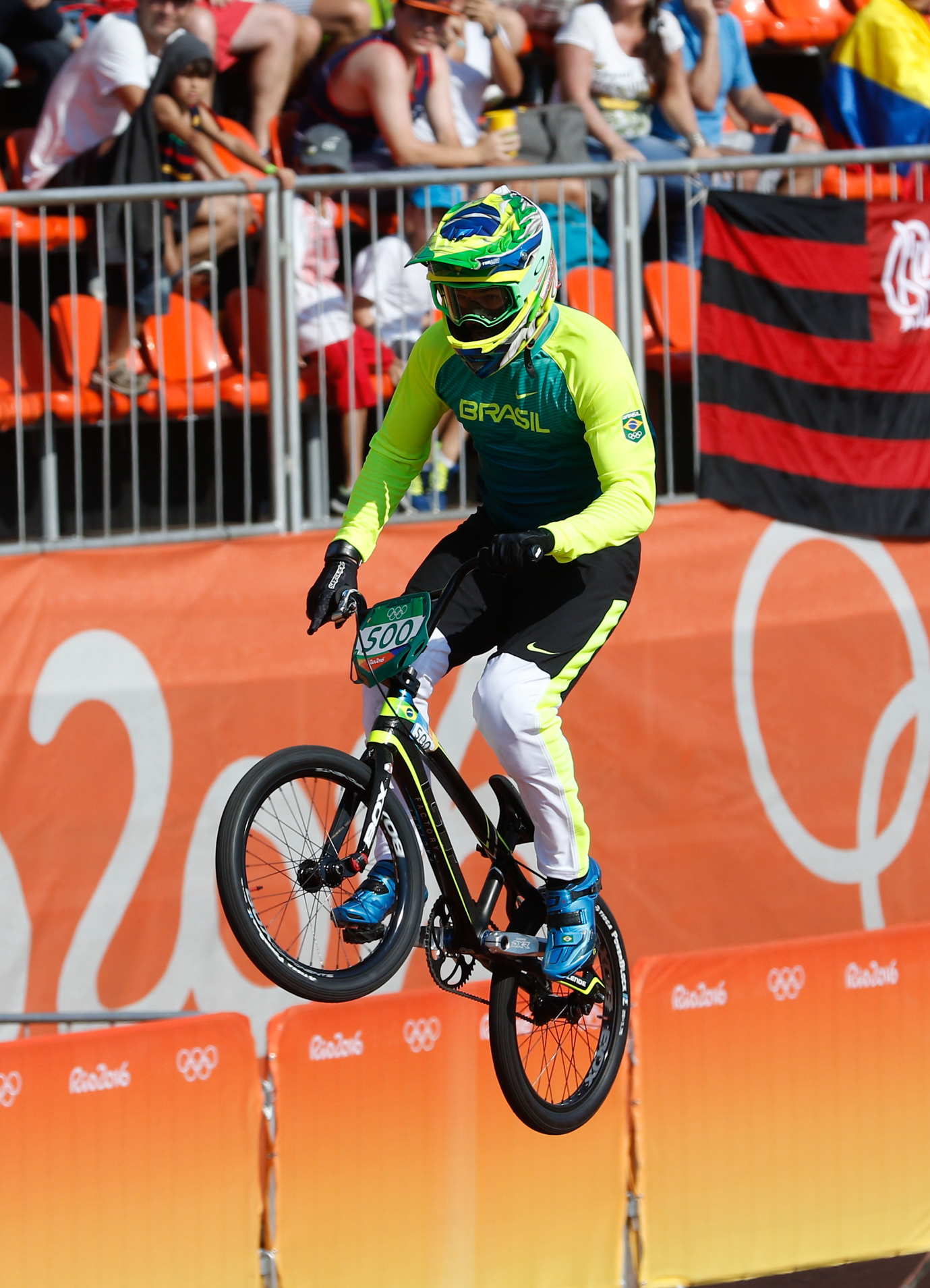
Renato Rezende 2016 auf dem BMX

#### Reiten
| Gelbes Symbol für Goldmedaillen mit stilisierten Olympischen Ringen | Graues Symbol für Silbermedaillen mit stilisierten Olympischen Ringen | Braundes Symbol für Bronzemedaillen mit stilisierten Olympischen Ringen |
| ------------------------------------------------------------------- | --------------------------------------------------------------------- | ----------------------------------------------------------------------- |
| 1                                                                   | —                                                                     | 2                                                                       |

Seit 1948 nimmt Brasilien an olympischen Reitturnieren teil. Die Militaryreiter Anísio de Rocha, der schon 1936 in Berlin im Modernen Fünfkampf startete, Renyldo Ferreira und Aëcio Coelho waren die ersten Reiter Brasiliens bei Olympischen Spielen. Coelho erreichte in der Einzelwertung mit seinem Pferd Guapo Platz 7.
Knapp an den Medaillenplätzen vorbei schrammten die Springreiter 1952 in Helsinki. Eloy de Menezes wurde mit seinem Pferd Biguá in der Einzelwertung Vierter. Auch die brasilianische Equipe belegte in der Teamwertung Rang 4. Bei den folgenden olympischen Reitturnieren 1956 und 1960 konnte sich kein brasilianischer Reiter vorne platzieren.
1964 in Tokio gelang Nelson Pessoa auf Huipil ein fünfter Platz. 1968 nahm mit Lucia Faria erstmals eine brasilianische Reiterin an Olympischen Spielen teil. Sie sorgte mit Platz 12 auch für die beste Platzierung innerhalb der brasilianischen Equipe. 1976 in Montreal und 1980 in Moskau verzichtete Brasilien auf einen Start im Reitturnier.
Rodrigo Pessoa, der Sohn von Nelson Pessoa, sprang mit seinem Pferd Special Envoy 1992 in Barcelona auf Platz 9. Einer seiner Teamkameraden war sein Vater Nelson, der mit 56 Jahren nach 20 Jahren Pause zum fünften Mal bei Olympischen Spielen teilnahm. In Atlanta 1996 kam Rodrigo Pessoa, diesmal auf Tomboy, wieder auf Platz 9. Sein Teamkollege Álvaro de Miranda erreichte auf Aspen sogar Platz 9. In der Teamwertung zusammen mit André Johannpeter auf Calei und Luiz Felipe de Azevedo auf Cassiana kam Brasilien auf Platz 3 und gewann damit die erste olympische Medaille im Reiten.
2000 in Sydney wurde Johannpeter auf Calei Vierter. Das Team Johannpeter, Rodrigo Pessoa auf Baloubet de Rouet, de Miranda auf Aspen und de Azevedo auf Ralph 12 wiederholten den Bronzerang von Atlanta. Vier Jahre später in Athen gelang Rodrigo Pessoa auf Baloubet de Rouet der erste Olympiasieg eines brasilianischen Reiters.
2008 in Peking (bzw. Hongkong, wo das Reitturnier stattfand) erreichte Rodrigo Pessoa mit seinem Pferd Rufus Platz 5 in der Einzelwertung. Rufus wurde positiv auf die Substanz Nonivamid getestet. Die FEI, der Reitsport-Dachverband, wertet Pessoa als disqualifiziert.
Pessoa trat 2012 in London wieder an, diesmal auf Rebozo. Pessoa war damit zum sechsten Mal bei Olympischen Spielen am Start. Bei den heimischen Spielen 2016 in Rio de Janeiro erreichte die brasilianische Springreiterequipe mit Stephan Barcha auf Landpeter do Feroleto, Álvaro de Miranda auf Cornetto K, Eduardo Menezes auf Quintol und Pedro Veniss auf Quabri de L'Isle Platz 5.
| Name                                 | Spiele     | Disziplin       | Anmerkung                    |
| ------------------------------------ | ---------- | --------------- | ---------------------------- |
| Rodrigo Pessoa auf Baloubet du Rouet | 2004 Athen | Springen Einzel | erster Olympiasieg im Reiten |

| Name | Spiele       | Disziplin            | Anmerkung                           |
| --- | ------------ | -------------------- | ----------------------------------- |
| Rodrigo Pessoa auf Tomboy Álvaro de Miranda auf Aspen Luiz Felipe de Azevedo auf Cassiana André Johannpeter auf Calei            | 1996 Atlanta | Springen Teamwertung | erster Medaillengewinn im Reitsport |
| Rodrigo Pessoa auf Baloubet du Rouet Álvaro de Miranda auf Aspen Luiz Felipe de Azevedo auf Ralph 12 André Johannpeter auf Calei | 2000 Sydney  | Springen Teamwertung |                                     |

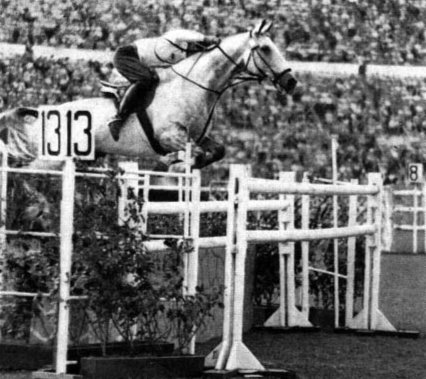
Eloy de Menezes auf Biguá 1952 in Helsinki
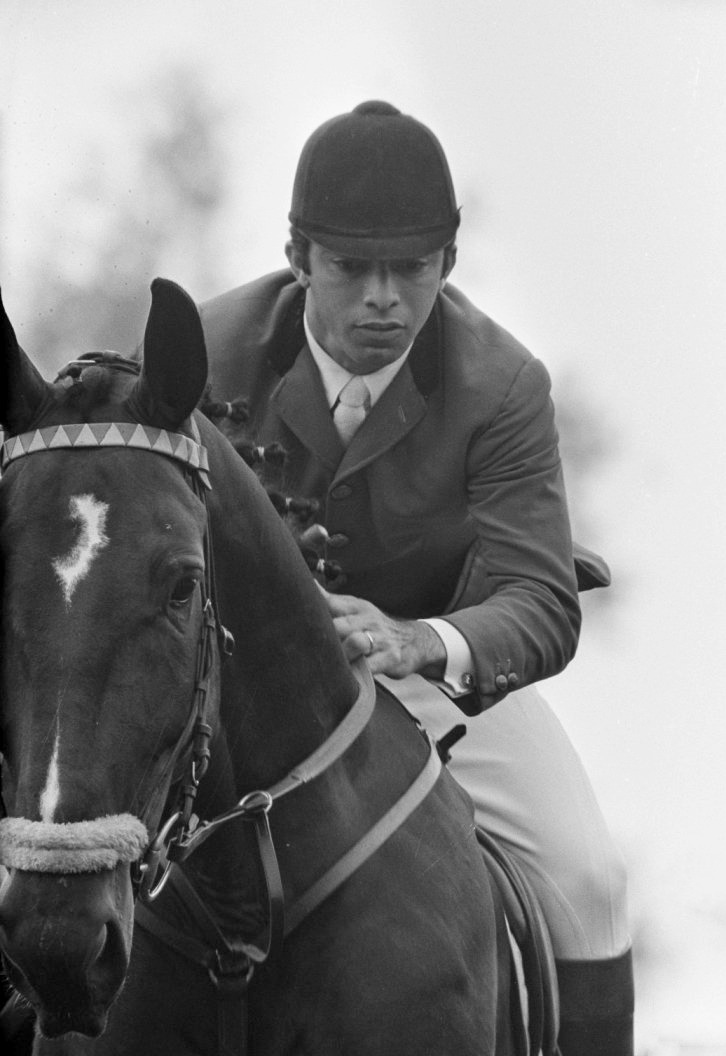
Nelson Pessoa auf Feldherr (Foto von 1968)
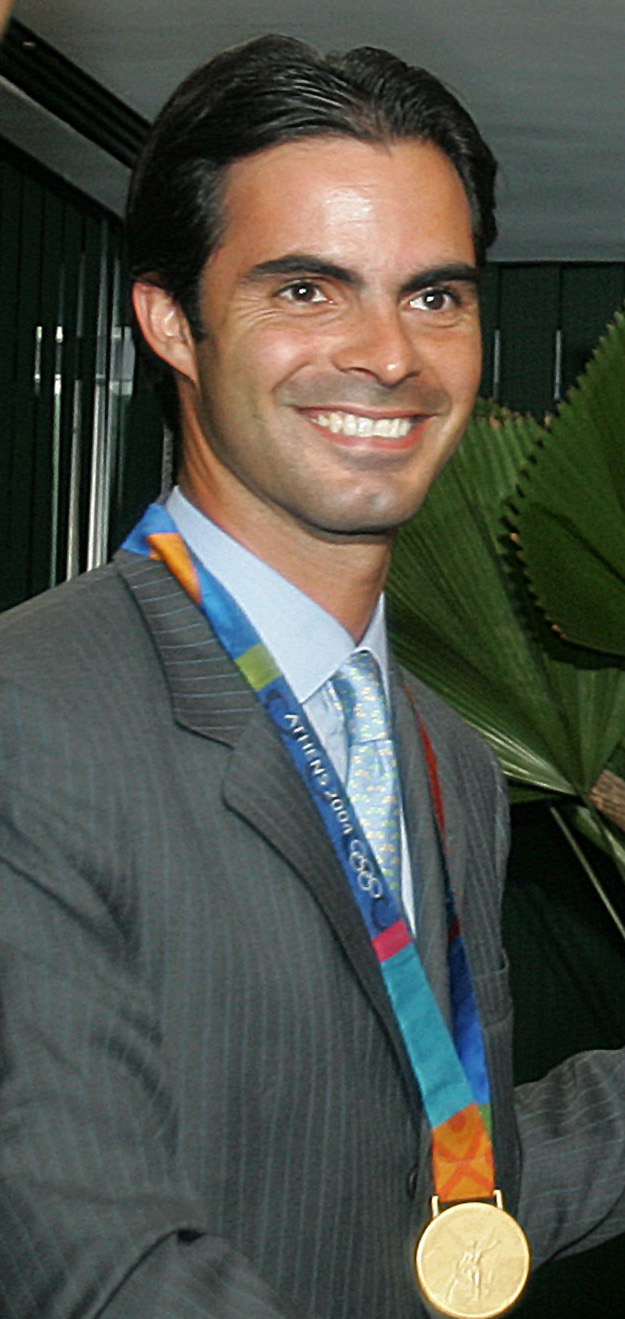
Rodrigo Pessoa, Olympiasieger von 2004
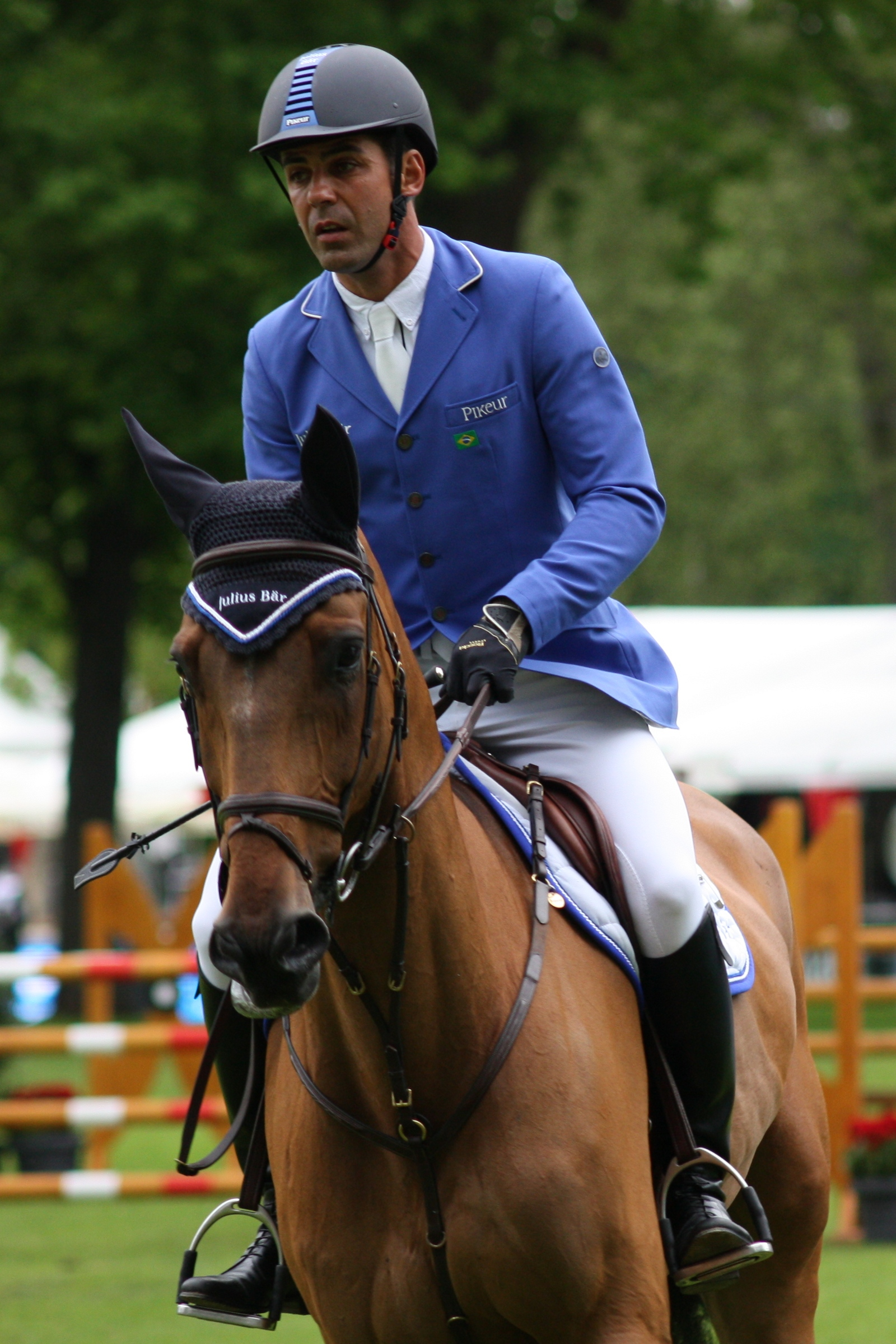
Álvaro de Miranda (2013)
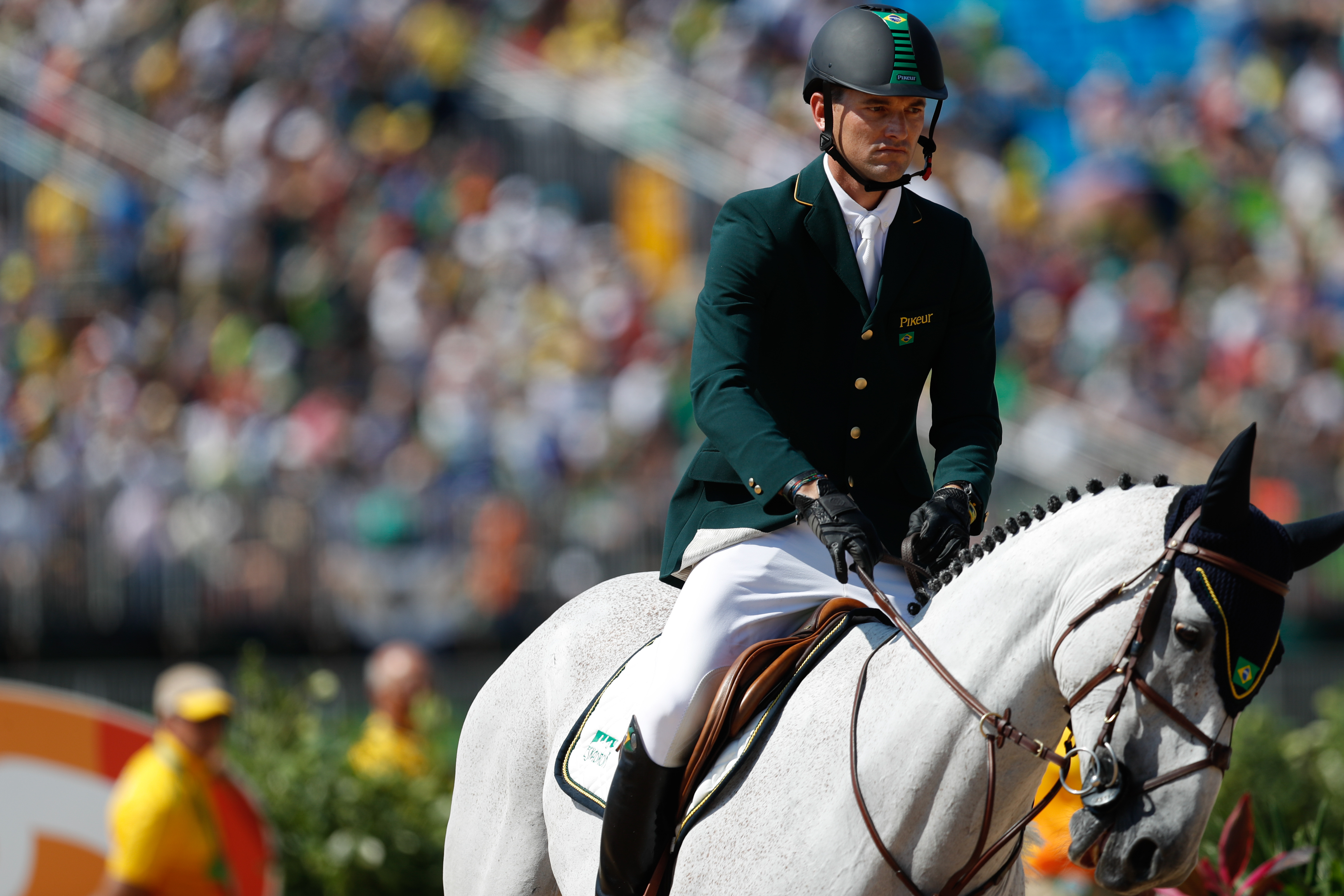
Eduardo Menezes 2016 in Rio
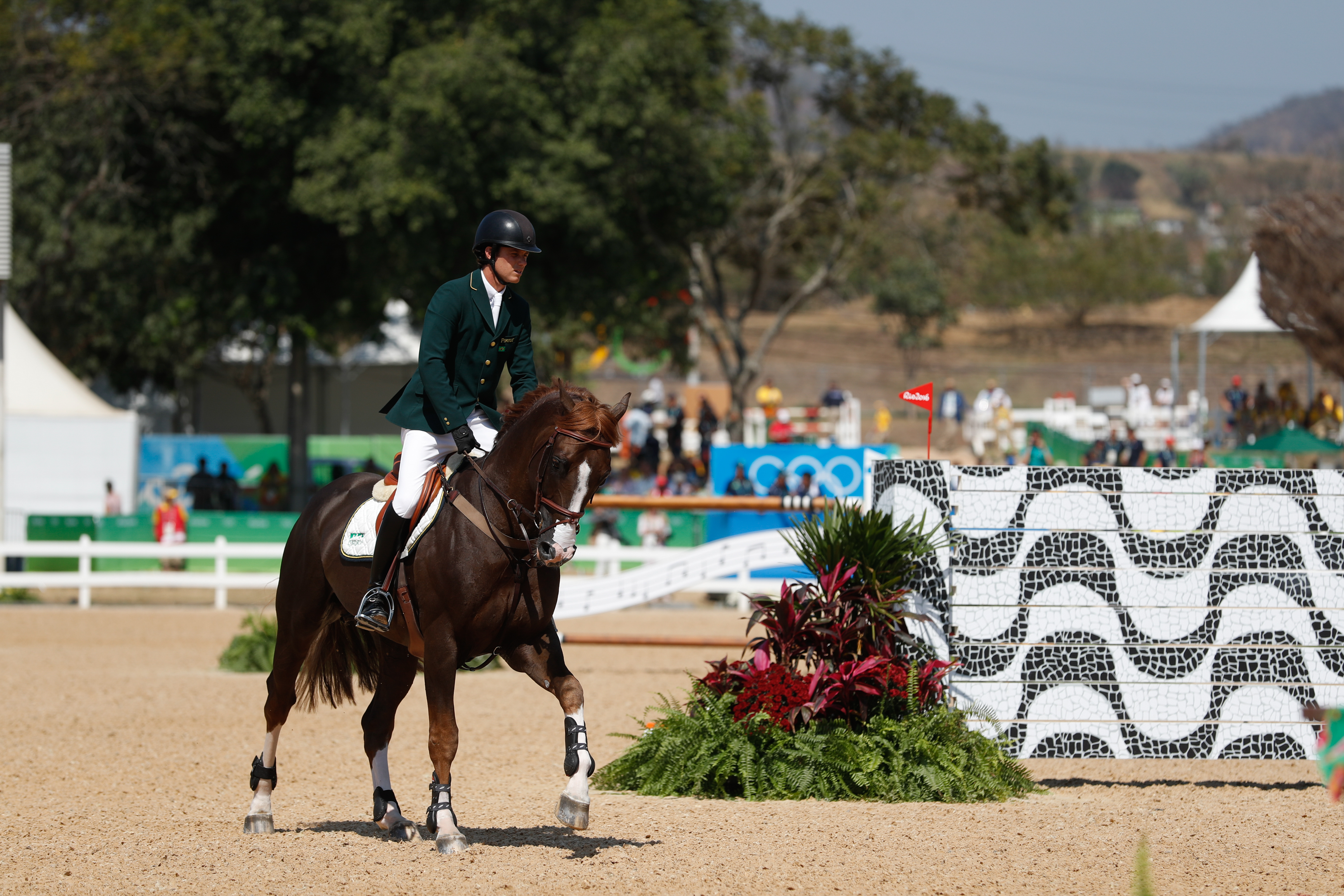
Pedro Veniss 2016 in Rio

#### Ringen
| Gelbes Symbol für Goldmedaillen mit stilisierten Olympischen Ringen | Graues Symbol für Silbermedaillen mit stilisierten Olympischen Ringen | Braundes Symbol für Bronzemedaillen mit stilisierten Olympischen Ringen |
| ------------------------------------------------------------------- | --------------------------------------------------------------------- | ----------------------------------------------------------------------- |
| —                                                                   | —                                                                     | —                                                                       |

Erstmals stand Ringen für Brasilien 1988 in Seoul auf dem Programm. Der erste Ringer des Landes war Roberto Neves im Halbschwergewicht im griechisch-römischen Stil. Die erste Frau auf der Matte war 2008 in Peking Rosângela Conceição, die im Schwergewicht des Freistils Achte wurde. Weitere Erfolge sind nicht zu verzeichnen.

#### Rudern
| Gelbes Symbol für Goldmedaillen mit stilisierten Olympischen Ringen | Graues Symbol für Silbermedaillen mit stilisierten Olympischen Ringen | Braundes Symbol für Bronzemedaillen mit stilisierten Olympischen Ringen |
| ------------------------------------------------------------------- | --------------------------------------------------------------------- | ----------------------------------------------------------------------- |
| —                                                                   | —                                                                     | —                                                                       |

Seit der ersten Teilnahme Brasiliens an Olympischen Spielen 1920 gehen Ruderer an den Start. Das erste olympische Boot Brasiliens war der Vierer mit Steuermann. Vier Jahre später in Paris erreichten die Brüder Carlos und Edmundo Branco im Doppelzweier den vierten Platz. Der Zweier mit Steuermann ruderte 1932 in Los Angeles ebenfalls auf Platz 4. Bis 1964 blieben die Teilnahmen an olympischen Ruderregatten für Brasilien erfolglos.
Im Doppelzweier kamen 1968 in Mexiko-Stadt Harri Klein und Edgard Gijsen im Finale auf Platz 7 ins Ziel. Erst 1984 in Los Angeles gelang ein gleich gutes Ergebnis eines brasilianischen Bootes. Der Zweier mit Steuermann wurde im Finale Vierter. 2004 in Athen ging die erste Ruderin des Landes an den Start. Fabiana Beltrame startete im Einer und wurde 14.

#### Rugby Sevens
| Gelbes Symbol für Goldmedaillen mit stilisierten Olympischen Ringen | Graues Symbol für Silbermedaillen mit stilisierten Olympischen Ringen | Braundes Symbol für Bronzemedaillen mit stilisierten Olympischen Ringen |
| ------------------------------------------------------------------- | --------------------------------------------------------------------- | ----------------------------------------------------------------------- |
| —                                                                   | —                                                                     | —                                                                       |

Rugby Sevens wurde erstmals 2016 in Rio de Janeiro ausgetragen. 1900, 1908, 1920 und 1924 wurde Rugby Union bei Olympischen Spielen ausgetragen, hier nahm Brasilien nicht teil.
In Rio starteten sowohl eine Männer- als auch eine Frauenmannschaft. Die Männer kassierten drei Niederlagen. Das erste Spiel endete mit 12:40 für Fidschi, danach 0:26 für die USA und schließlich 0:31 für Argentinien. In der Platzierungsrunde verlor Brasilien gegen die USA mit 12:24. Das Spiel um Platz 11 ging mit 0:24 gegen Kenia verloren. Damit wurde Brasilien 12. und Letzter.
Den Frauen gelang ein Sieg. Japan wurde im letzten Gruppenspiel mit 26:10 geschlagen. Zuvor gab es zwei Niederlagen, ein 3:29 gegen Großbritannien und ein 0:38 gegen Kanada. In der Platzierungsrunde wurde Kolumbien mit 24:0 geschlagen. Das Spiel um Platz 9 endete mit einem 33:5-Sieg gegen Japan.

#### Schießen
| Gelbes Symbol für Goldmedaillen mit stilisierten Olympischen Ringen | Graues Symbol für Silbermedaillen mit stilisierten Olympischen Ringen | Braundes Symbol für Bronzemedaillen mit stilisierten Olympischen Ringen |
| ------------------------------------------------------------------- | --------------------------------------------------------------------- | ----------------------------------------------------------------------- |
| 1                                                                   | 2                                                                     | 1                                                                       |

Seit 1920 in Antwerpen nimmt Brasilien an olympischen Schießturnieren teil. Die Schützen in Antwerpen waren auch die ersten Medaillengewinner des Landes. Zuerst gewann Afrânio da Costa am 2. August 1920 Silber mit der freien Pistole. In der Mannschaftswertung wurde Bronze gewonnen. Am folgenden Tag gewann Guilherme Parãense mit der Militärpistole die Goldmedaille und wurde so der erste Olympiasieger Brasiliens überhaupt.
Erst 1936 in Berlin konnte ein brasilianischer Schütze eine Topplatzierung erreichen. José Mello wurde mit dem Kleinkalibergewehr Fünfter. Mit der gleichen Waffe erreichte Severino Moreira 1952 in Helsinki und 1956 in Melbourne jeweils Platz 8. Ebenfalls auf Platz 8 kam 1972 Marcos Olsen im Trapschießen.
Mit Platz 4 knapp an einer Medaille vorbei schoss 1984 in Los Angeles Delival Nobre mit der Schnellfeuerpistole. In Los Angeles ging mit Débora Srour mit der Sportpistole die erste brasilianische Schützin an den Start.
2016 in Rio de Janeiro gewann nach 96 Jahren wieder ein brasilianischer Schütze eine Medaille. Felipe Almeida Wu gewann mit der Luftpistole die Silbermedaille.
| Name               | Spiele         | Disziplin      | Anmerkung                       |
| ------------------ | -------------- | -------------- | ------------------------------- |
| Guilherme Parãense | 1920 Antwerpen | Militärpistole | erster Olympiasieger Brasiliens |

| Name              | Spiele              | Disziplin     | Anmerkung                           |
| ----------------- | ------------------- | ------------- | ----------------------------------- |
| Afrânio da Costa  | 1920 Antwerpen      | freie Pistole | erster Medaillengewinner Brasiliens |
| Felipe Almeida Wu | 2016 Rio de Janeiro | Luftpistole   |                                     |

| Name                                                                               | Spiele         | Disziplin                 | Anmerkung |
| ---------------------------------------------------------------------------------- | -------------- | ------------------------- | --------- |
| Afrânio da Costa Guilherme Parãense Sebastião Wolf Dario Barbosa Fernando Soledade | 1920 Antwerpen | Militärpistole Mannschaft |           |

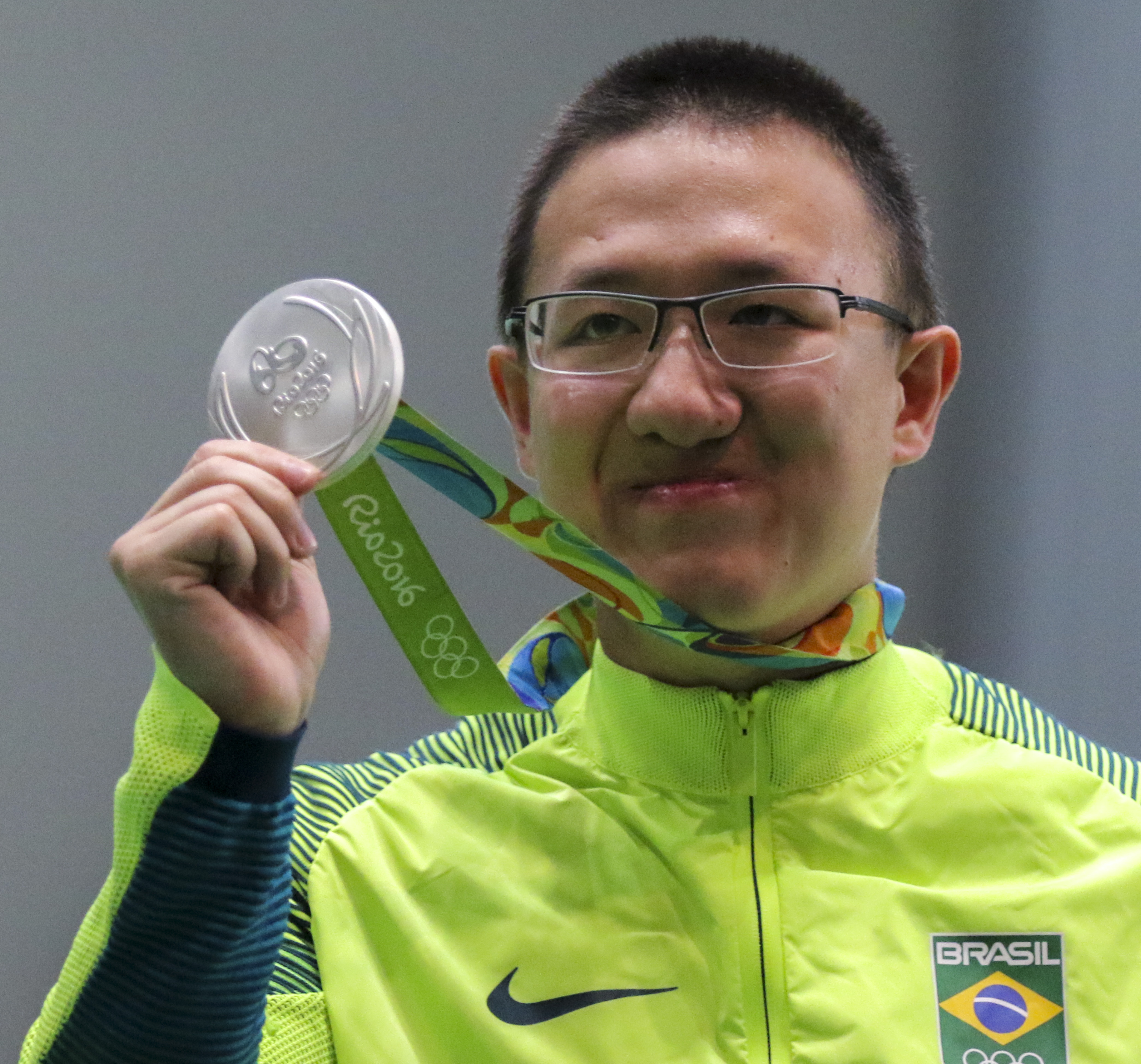
Felipe Almeida Wu mit seiner Silbermedaille 2016

#### Schwimmen
| Gelbes Symbol für Goldmedaillen mit stilisierten Olympischen Ringen | Graues Symbol für Silbermedaillen mit stilisierten Olympischen Ringen | Braundes Symbol für Bronzemedaillen mit stilisierten Olympischen Ringen |
| ------------------------------------------------------------------- | --------------------------------------------------------------------- | ----------------------------------------------------------------------- |
| 2                                                                   | 4                                                                     | 11                                                                      |

Der erste Schwimmer Brasiliens bei Olympischen Spielen war 1920 Ângelo Gammaro über 100 Meter Freistil. Monika Lenk war 1932 in Los Angeles die erste Frau Brasiliens, die beim olympischen Schwimmturnier teilnahm. Eine Frau sorgte 1936 in Berlin für eine Topplatzierung. Piedade Coutinho-Tavares wurde über 400 Meter Freistil Fünfte.
1948 wiederholte Coutinho-Tavares ihre Finalteilnahme, dieses Mal wurde sie Sechste. Auch die 100-Meter-Freistilstaffel der Frauen belegte Platz 6, genauso wie Willy Otto Jordan über 200 Meter Brust. Die 200-Meter-Freistilstaffel der Männer wurde Achte. 1952 konnte die erste Medaille im Schwimmen gewonnen werden. Tetsuo Okamoto gewann Bronze über 1500 Meter Freistil.
Nach erfolglosen Spielen in Melbourne 1956 konnte Manuel dos Santos 1960 in Rom mit Bronze über 100 Meter Freistil die zweite brasilianische Schwimmmedaille gewinnen. José Sylvio Fiolo erreichte 1968 in Mexiko-Stadt das Finale über 100 Meter Brust und verpasste auf Platz 4 die Bronzemedaille nur um 0,1 Sekunden.
In München 1972 wurde die 100-Meter-Freistilstaffel der Männer Vierte, die der Frauen Fünfte. José Sylvio Fiolo erreichte nochmals das 100-Brust-Finale, diesmal wurde er Sechster. Zwei vierte Plätze durch Djan Madruga über 400 und 1500 Meter Freistil waren die besten Platzierungen 1976 in Montreal. Den vierten Platz über 400 Meter wiederholte Madruga 1980 in Moskau, hinzu kam ein fünfter Platz über 400 Meter Lagen. Madruga konnte aber mit der 200-Meter-Freistilstaffel der Männer Bronze gewinnen.
1984 in Los Angeles konnte Ricardo Prado über 400 Meter Lagen Silber gewinnen. Es folgte ein vierter Platz über 200 Meter Rücken. Mit den Schwestern Paula und Tessa Carvalho nahmen die ersten Athletinnen Brasiliens beim Synchronschwimmen teil. Die einzige Finalteilnahme 1988 in Seoul schaffte Rogério Romero über 200 Meter Rücken. Im Finale wurde er Achter.
Erfolgreicher gestalteten sich die Schwimmwettbewerbe 1992 in Barcelona. Gustavo Borges gewann Silber über 100 Meter Freistil. Die 100-Meter-Freistilstaffel der Männer wurde Sechste, die 200-Meter-Freistilstaffel der Männer Siebte. 1996 in Atlanta wurden drei Medaillen gewonnen. Borges gewann Bronze über 100 und Silber über 200 Meter Freistil. Fernando Scherer, Fünfter über 100 Meter Freistil, gewann Bronze über 50 Meter Freistil. Die 100-Meter-Freistilstaffel der Männer kam als Vierte ins Ziel.
Diese Staffel gewann 2000 in Sydney Bronze. Bei seiner vierten Olympiateilnahme schwamm Rogério Romero über 200 Meter Rücken im Finale auf Platz 7. 2004 in Athen gab es fünf Finalteilnahmen. Gabriel Mangabeira wurde im Finale über 100 Meter Delphin Sechster. Thiago Pereira erreichte im 200-Meter-Lagenfinale Platz 5. Die gleiche Platzierung erreichte Joanna Maranhão über 400 Meter Lagen. Flávia Delaroli wurde Achte über 50 Meter Freistil. Die 200-Meter-Freistilstaffel der Frauen kam auf Platz 7 ins Ziel.
2008 in Peking war die brasilianische Mannschaft am erfolgreichsten bislang. César Cielo gewann zunächst Bronze über 100 Meter. Zwei Tage später wurde er mit dem Sieg über 50 Meter Freistil der erste brasilianischen Olympiasieger im Schwimmen. Thiago Pereira steigerte sich über 200 Meter Lagen auf Platz 4, über 400 Meter Lagen wurde er Achter. Kaio Almeida erreichte über 200 Meter Delphin Rang 7. Bei den Frauen wurde Gabriella Silva Siebte über 100 Meter Delphin. Ana Marcela Cunha wurde im Freiwasserschwimmen Fünfte, ihre Teamkameradin Poliana Okimoto Siebte. 2012 in London gewann César Cielo Bronze über 50 Meter Freistil vor seinem Teamkameraden Bruno Fratus. Cielo wurde über 100 Meter Freistil Sechster. Thiago Pereira wiederholte seinen vierten Platz über 200 Meter Lagen, über 400 Meter Lagen gewann er Silber.
2016 in Rio de Janeiro gab es acht Finalteilnahmen. Die Männerstaffel über 100 Meter Lagen wurde Sechste, die über 100 Meter Freistil Fünfte. Marcelo Chierighini belegte im Finale über 100 Meter Freistil Platz 8, Bruno Fratus über 50 Meter Freistil Platz 6. Felipe França Silva wurde Siebter über 100 Meter Brust, João Gomes Júnior Fünfter. Thiago Pereira wurde Siebter über 200 Meter Lagen. Bei den Frauen erreichte Etiene Medeiros das Finale über 50 Meter Freistil und wurde Achte. Im Freiwasserschwimmen gewann Poliana Okimoto mit Bronze die erste Schwimmmedaille einer Brasilianerin.
| Name              | Spiele      | Disziplin           | Anmerkung                          |
| ----------------- | ----------- | ------------------- | ---------------------------------- |
| César Cielo       | 2008 Peking | 50 Meter Freistil   | erster Olympiasieger im Schwimmen  |
| Ana Marcela Cunha | 2020 Tokyo  | Freiwasserschwimmen | erste Olympiasiegerin im Schwimmen |

| Name           | Spiele           | Disziplin          | Anmerkung |
| -------------- | ---------------- | ------------------ | --------- |
| Ricardo Prado  | 1984 Los Angeles | 400 Meter Lagen    |           |
| Gustavo Borges | 1992 Barcelona   | 100 Meter Freistil |           |
| Gustavo Borges | 1996 Atlanta     | 200 Meter Freistil |           |
| Thiago Pereira | 2012 London      | 200 Meter Lagen    |           |

| Name                                                            | Spiele              | Disziplin                 | Anmerkung                                |
| --------------------------------------------------------------- | ------------------- | ------------------------- | ---------------------------------------- |
| Tetsuo Okamoto                                                  | 1952 Helsinki       | 1500 Meter Freistil       | erste Medaille im Schwimmen              |
| Manuel dos Santos                                               | 1960 Rom            | 100 Meter Freistil        |                                          |
| Jorge Luiz Leite Marcus Mattioli Cyro Delgado Djan Madruga      | 1980 Moskau         | 100-Meter-Freistilstaffel |                                          |
| Fernando Scherer                                                | 1996 Atlanta        | 50 Meter Freistil         |                                          |
| Gustavo Borges                                                  | 1996 Atlanta        | 100 Meter Freistil        |                                          |
| Fernando Scherer Gustav Borges Carlos Jayme Edvaldo Silva Filho | 2000 Sydney         | 100-Meter-Freistilstaffel |                                          |
| César Cielo                                                     | 2008 Peking         | 100 Meter Freistil        |                                          |
| César Cielo                                                     | 2012 London         | 50 Meter Freistil         |                                          |
| Poliana Okimoto                                                 | 2016 Rio de Janeiro | Freiwasserschwimmen       | erster Medaillengewinn einer Schwimmerin |
| Fernando Scheffer                                               | 2020 Tokyo          | 200 Meter Freistil        |                                          |
| Bruno Fratus                                                    | 2020 Tokyo          | 50 Meter Freistil         |                                          |

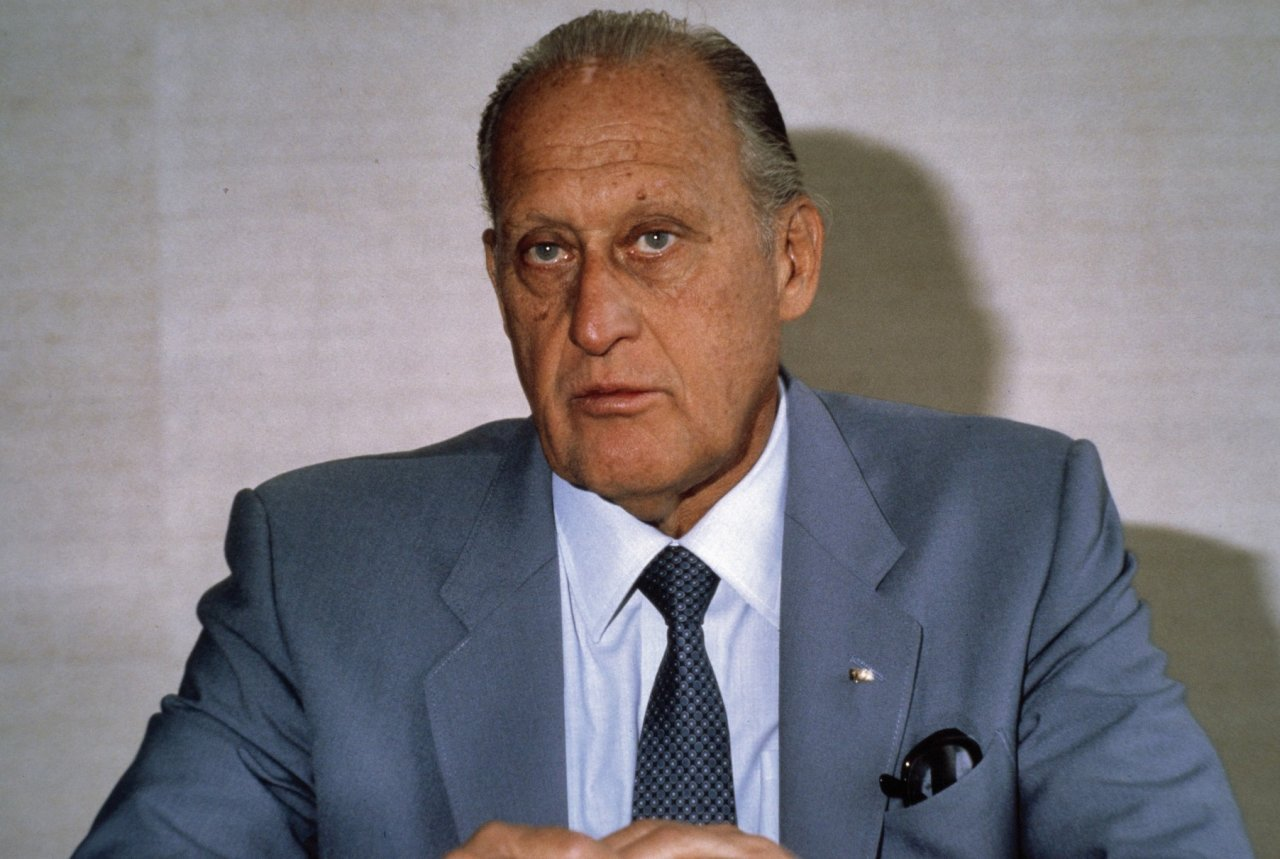
Der spätere FIFA-Präsident João Havelange (Foto von 1982) war zweifacher Olympionike: 1936 als Schwimmer, 1952 als Wasserballspieler
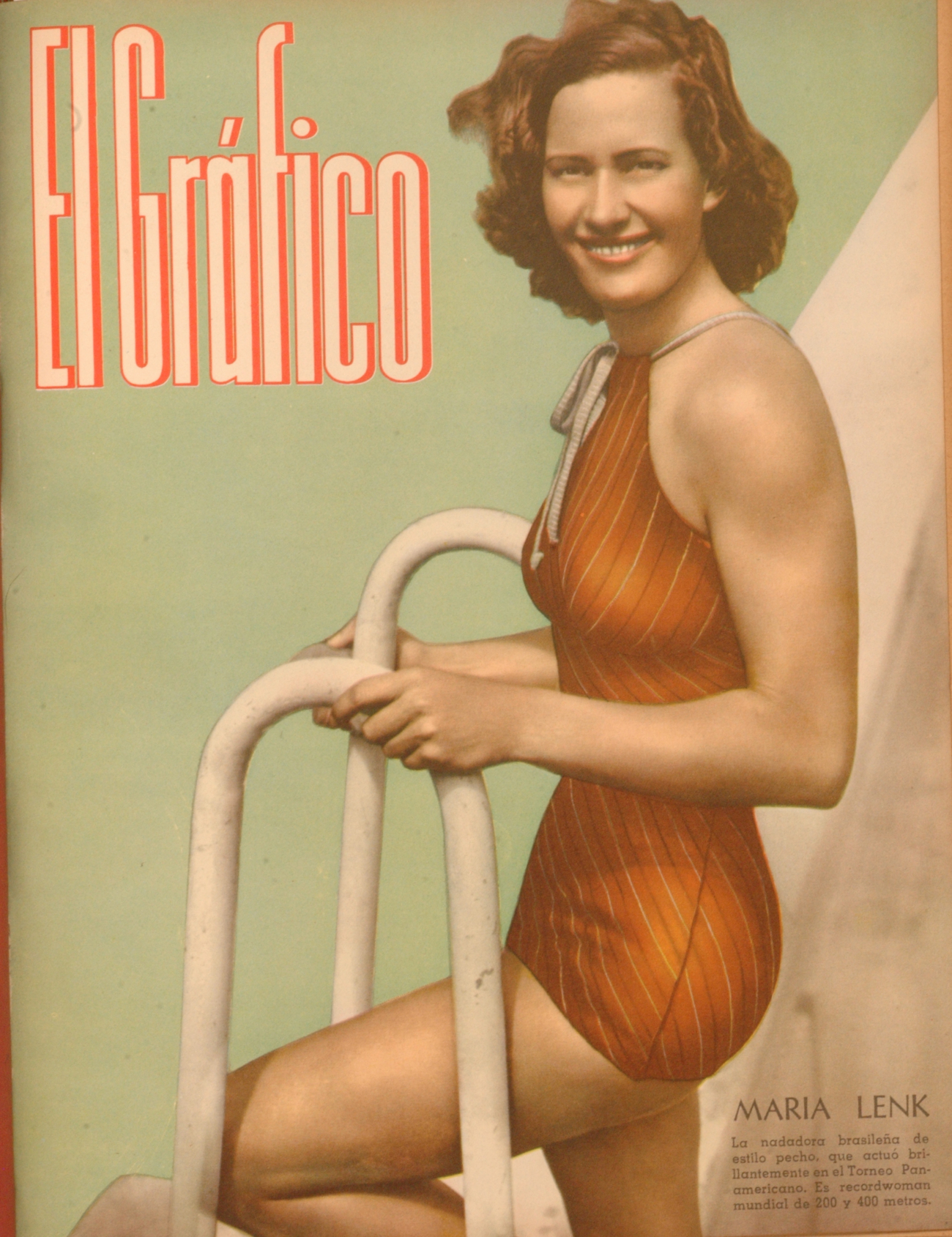
Maria Lenk, die erste Brasilianerin im Schwimmen, auf dem Titelblatt der Februar-Ausgabe 1940 des argentinischen Sportmagazins El Gráfico
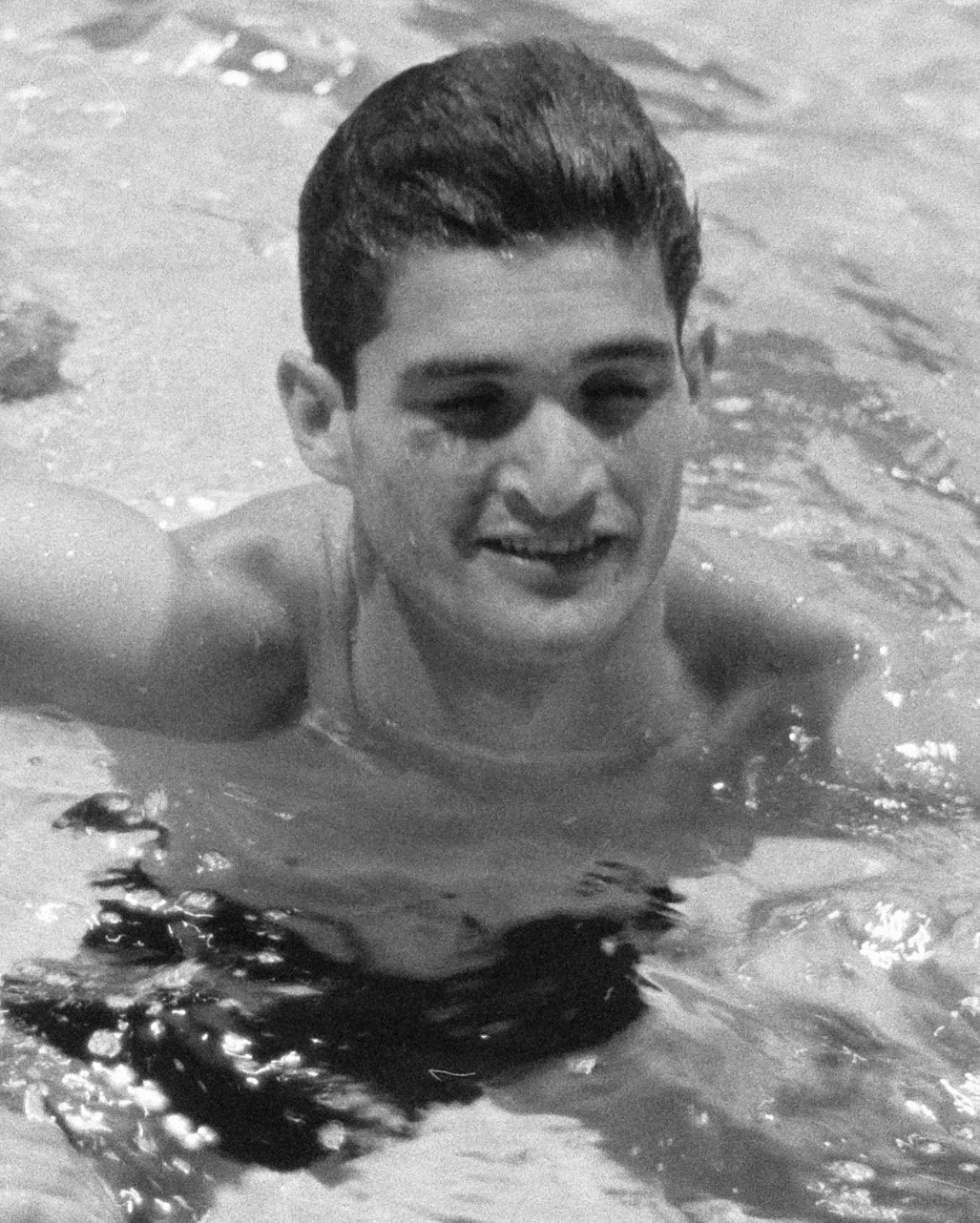
Manuel dos Santos gewann 1960 Bronze über 100 Meter Freistil
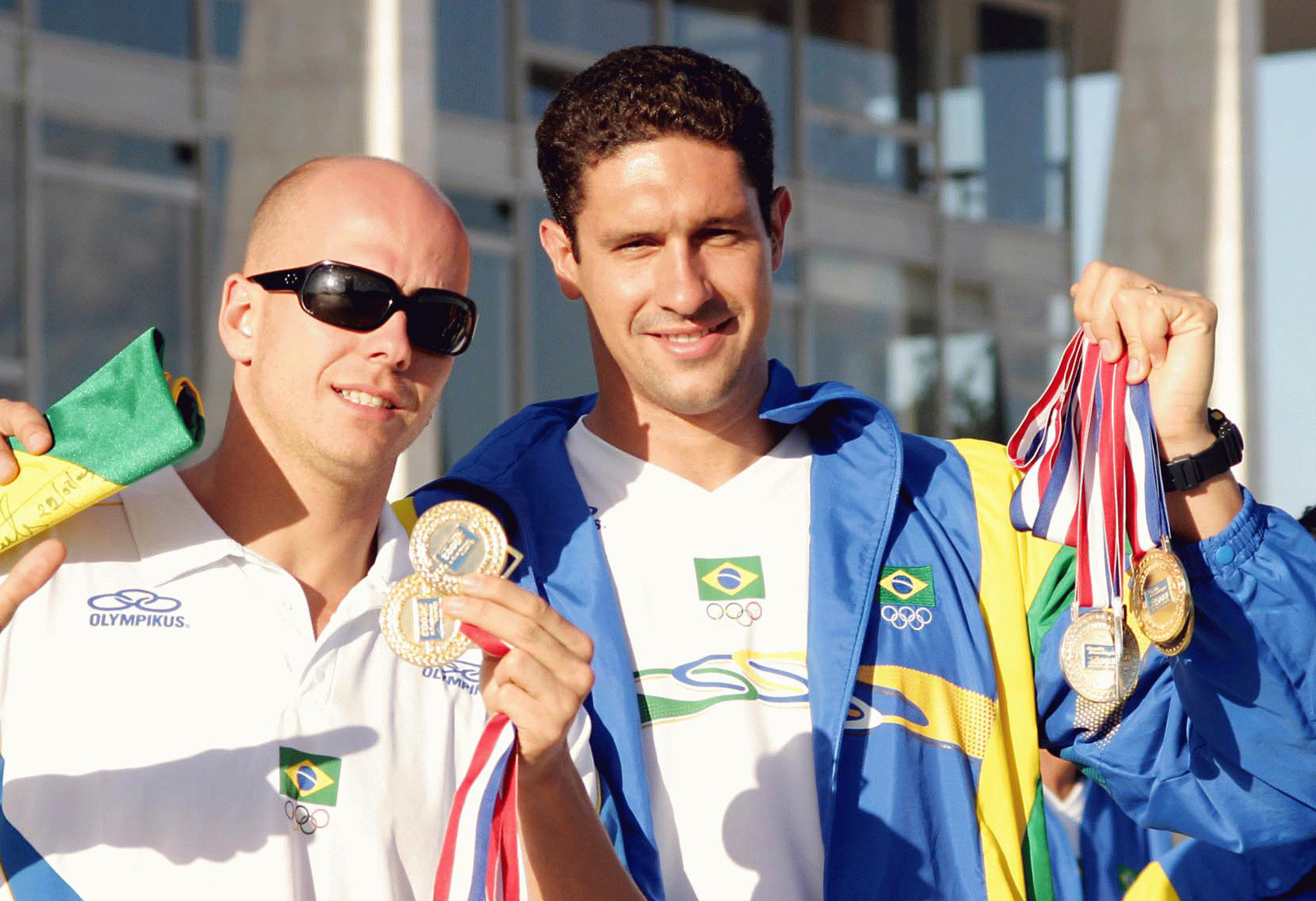
Fernando Scherer (l.) und Gustavo Borges (r.) im Jahre 2003
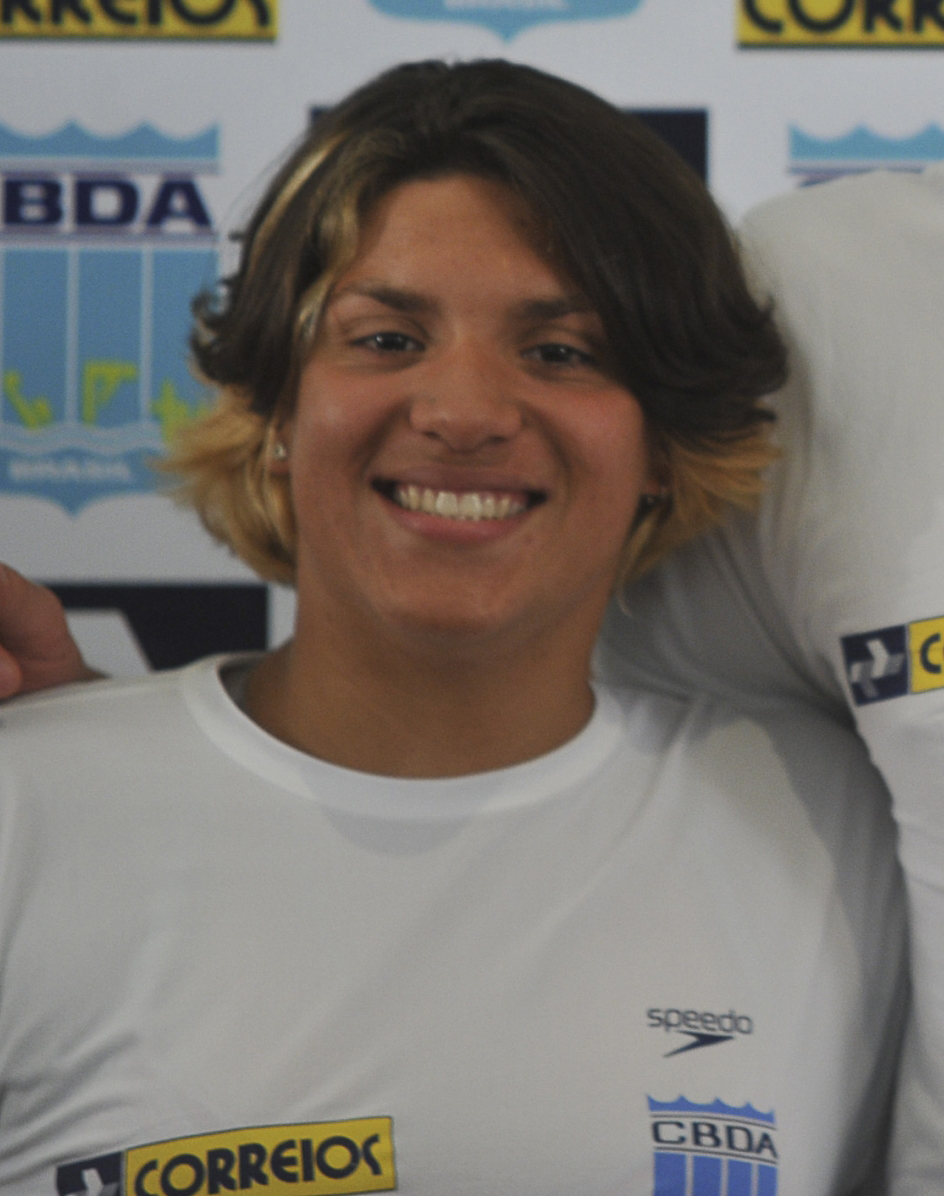
Ana Marcela Cunha (2011)
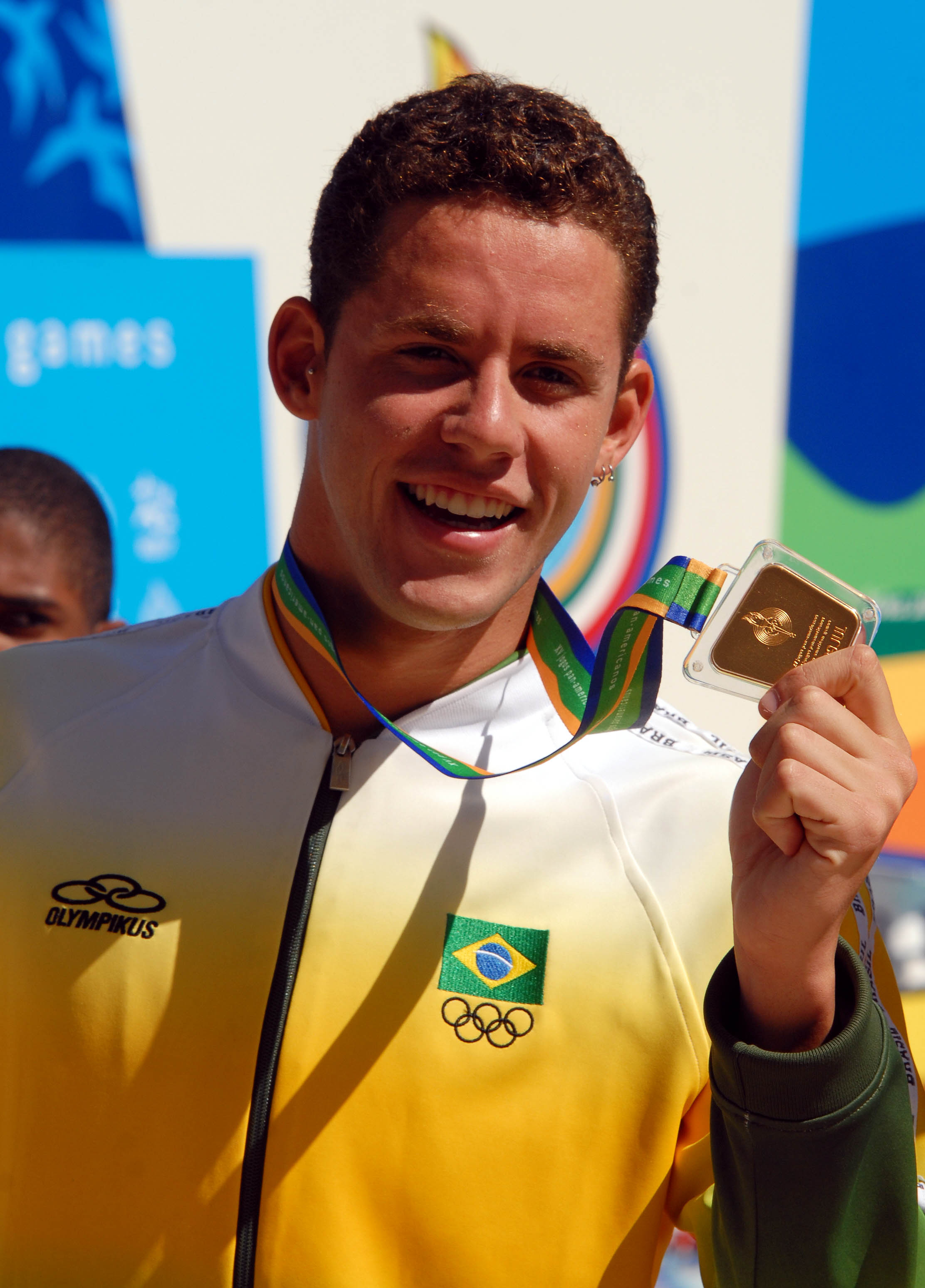
Thiago Pereira (2007)
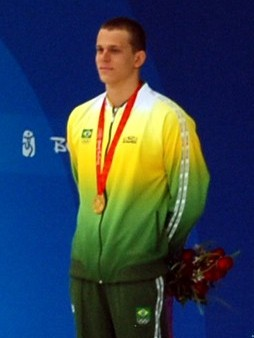
César Cielo, Olympiasieger von 2008, bei der Siegerehrung
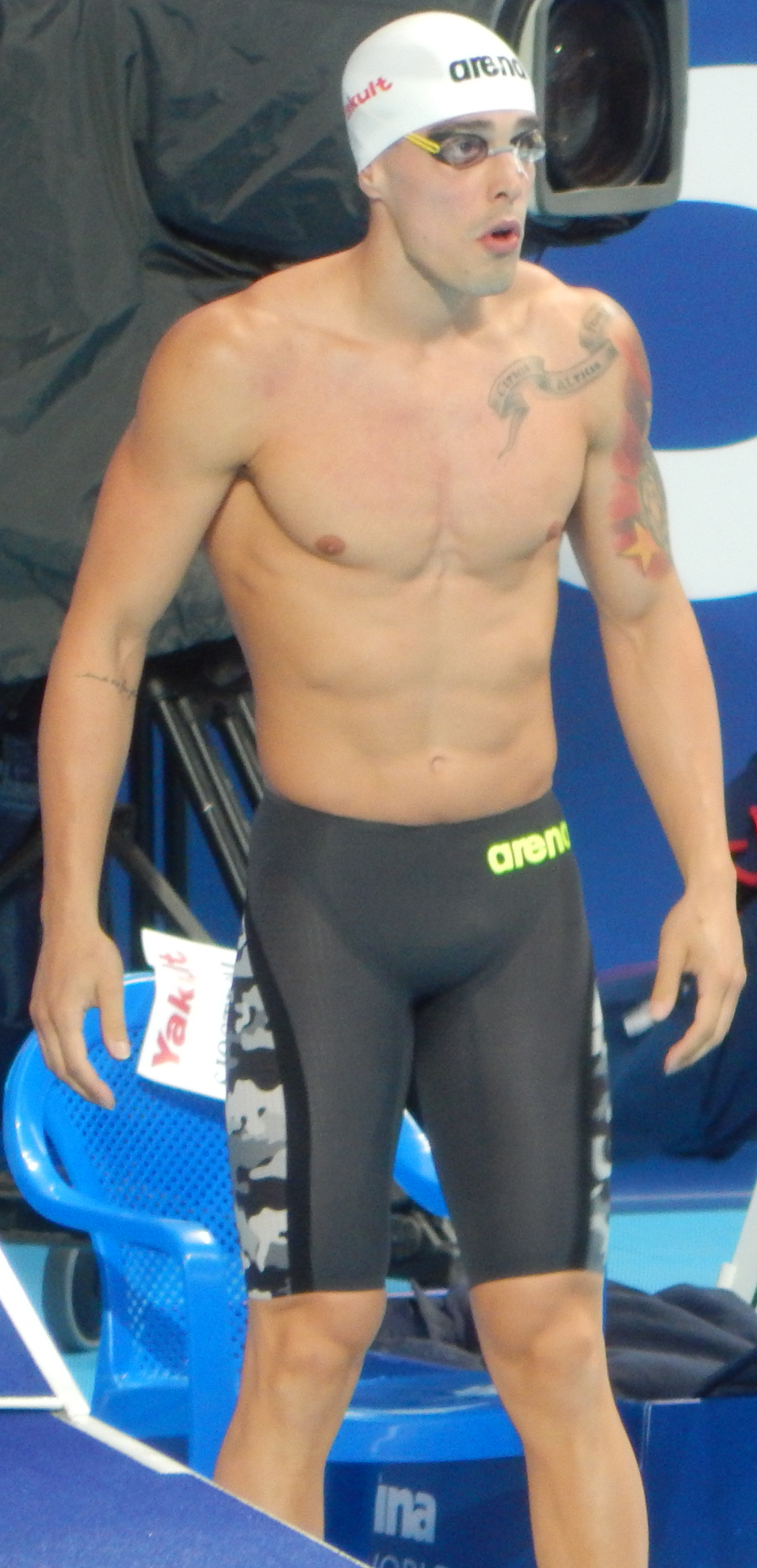
Bruno Fratus
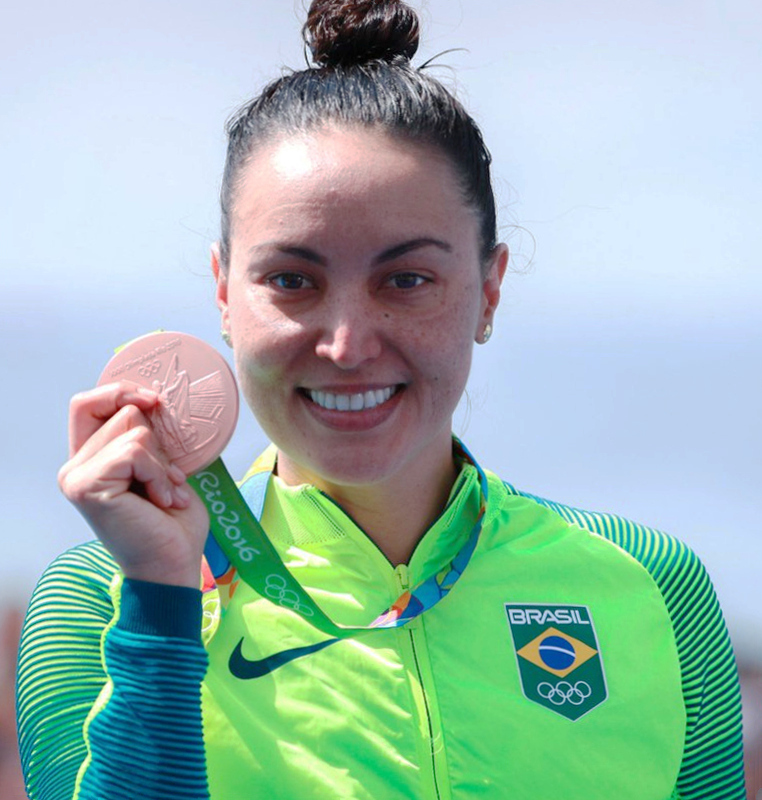
Poliana Okimoto mit Bronze 2016

#### Segeln
| Gelbes Symbol für Goldmedaillen mit stilisierten Olympischen Ringen | Graues Symbol für Silbermedaillen mit stilisierten Olympischen Ringen | Braundes Symbol für Bronzemedaillen mit stilisierten Olympischen Ringen |
| ------------------------------------------------------------------- | --------------------------------------------------------------------- | ----------------------------------------------------------------------- |
| 8                                                                   | 3                                                                     | 8                                                                       |

Seit 1936 nehmen brasilianische Segler an olympischen Regatten teil. Der erste Segler Brasiliens bei Olympischen Spielen war Walter Heuer im Finn-Dinghi. Die ersten Erfolge stellten sich 1960 in Rom ein, als Reinaldo Conrad im Finn-Dinghi Fünfter wurde. 1968 konnte Conrad zusammen mit Burkhard Cordes im Flying Dutchman mit Bronze die erste Segelmedaille für Brasilien gewinnen.
Cordes/Conrad wurden 1972 Vierter, ebenso wie Jan Willem Aten und Jörg Bruder im Starboot. 1976 gewann Conrad im Flying Dutchman, diesmal mit Peter Ficker, seine zweite Bronzemedaille. Cláudio Biekarck wurde im Finn-Dinghi Vierter. 1980 wiederholte Biekarck diese Platzierung. Bei diesen Segelregatten gab es für Brasilien die ersten Olympiasiege im Segeln. Lars Sigurd Björkström und Alexandre Welter gewannen Gold in der Tornado-Klasse, Marcos Soares und Eduardo Penido mit dem 470er.
In der Soling-Klasse gewannen Daniel Adler, Torben Grael und Ronaldo Senfft 1984 vor Los Angeles Silber. 1988 folgten zwei Bronzemedaillen durch Torben Grael und Nelson Falcão in der Starbootklasse sowie Lars Grael, Bruder von Torben, und Clinio Freitas in der Tornado-Klasse. Cinthia Knoth und Márcia Pellicano im 470er waren die ersten brasilianischen Seglerinnen bei Olympischen Spielen.
Die Regatten von 1992 blieben für Brasilien erfolglos. Dafür konnten 1996 zwei Olympiasiege gefeiert werden. Robert Scheidt gewann in der Laser-Klasse, Torben Grael und Marcelo Ferreira im Starboot. Hinzu kam eine Bronzemedaille für Lars Grael und Kiko Pellicano in der Tornadoklasse. 2000 konnten Grael und Ferreira ihren Sieg von 1996 nicht wiederholen. In der Starbootklasse kamen sie auf den Bronzerang. Auch Robert Scheidt konnte seinen Olympiasieg nicht verteidigen, er gewann Silber in der Laser-Klasse. 2004 hingegen schafften beide Boote in ihren Klassen den Olympiasieg. Torben Grael war mit seinen fünf Medaillen (zwei Gold-, eine Silber- und zwei Bronzemedaillen) der bislang erfolgreichste Brasilianer bei Olympischen Spielen.
2008 war Robert Scheidt in die Starbootklasse gewechselt. Zusammen mit Bruno Prada gewann er dort Silber. Die ersten Medaillen bei den Frauen gewannen mit Bronze im 470er Fernanda Oliveira und Isabel Swan. Scheidt und Prada gewannen 2012 noch einmal Bronze in der Starbootklasse. Scheidt zog mit Torben Grael in der Medaillenanzahl gleich. Auch er hatte nun fünf Medaillen geholt. Mit zwei Gold-, zwei Silber- und einer Bronzemedaille war er jedoch einen Hauch besser als sein Teamkollege.
Torben Graels Tochter Martine Grael führte 2016 vor Rio de Janeiro die Familientradition fort. Mit Kahena Kunze gewann sie Gold in der Klasse 49erFX. Robert Scheidt, wieder zurück in die Laser-Klasse gewechselt, wurde bei seiner sechsten Teilnahme an Olympischen Spielen Vierter. Auch Jorge Zarif wurde im Finn-Dinghi Vierter.
| Name                                    | Spiele              | Disziplin | Anmerkung                                                         |
| --------------------------------------- | ------------------- | --------- | ----------------------------------------------------------------- |
| Eduardo Penido Marcos Soares            | 1980 Moskau         | 470er     | zusammen mit Björkström/Welter die ersten Olympiasieger im Segeln |
| Lars Sigurd Björkström Alexandre Welter | 1980 Moskau         | Tornado   | zusammen mit Penido/Soares die ersten Olympiasieger im Segeln     |
| Robert Scheidt                          | 1996 Atlanta        | Laser     |                                                                   |
| Torben Grael Marcelo Ferreira           | 1996 Atlanta        | Star      |                                                                   |
| Robert Scheidt                          | 2004 Athen          | Laser     |                                                                   |
| Torben Grael Marcelo Ferreira           | 2004 Athen          | Star      |                                                                   |
| Martine Grael Kahena Kunze              | 2016 Rio de Janeiro | 49erFX    | erster Olympiasieg für Frauen                                     |
| Martine Grael Kahena Kunze              | 2020 Tokyo          | 49erFX    |                                                                   |

| Name                                     | Spiele           | Disziplin | Anmerkung |
| ---------------------------------------- | ---------------- | --------- | --------- |
| Torben Grael Daniel Adler Ronaldo Senfft | 1984 Los Angeles | Soling    |           |
| Robert Scheidt                           | 2000 Sydney      | Laser     |           |
| Robert Scheidt Bruno Prada               | 2008 Peking      | Star      |           |

| Name                            | Spiele            | Disziplin       | Anmerkung                  |
| ------------------------------- | ----------------- | --------------- | -------------------------- |
| Reinaldo Conrad Burkhard Cordes | 1968 Mexiko-Stadt | Flying Dutchman | erste Medaille im Segeln   |
| Reinaldo Conrad Peter Ficker    | 1976 Montreal     | Flying Dutchman |                            |
| Torben Grael Nelson Falcão      | 1988 Seoul        | Star            |                            |
| Lars Grael Clinio Freitas       | 1988 Seoul        | Tornado         |                            |
| Lars Grael Kiko Pellicano       | 1996 Atlanta      | Tornado         |                            |
| Torben Grael Marcelo Ferreira   | 2000 Sydney       | Star            |                            |
| Fernanda Oliveira Isabel Swan   | 2008 Peking       | 470er           | erste Medaillen für Frauen |
| Robert Scheidt Bruno Prada      | 2012 London       | Star            |                            |

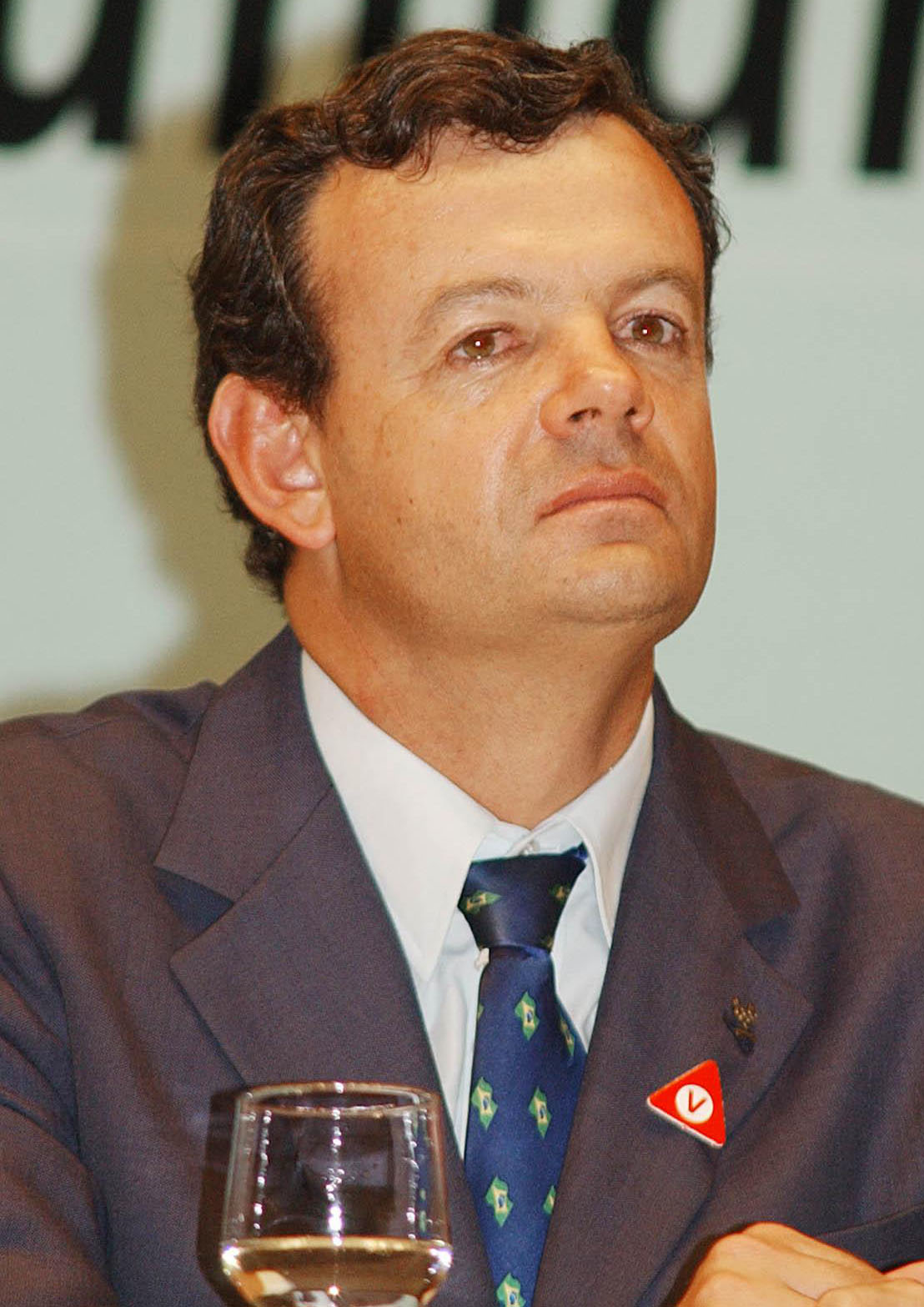
Lars Grael (2004)
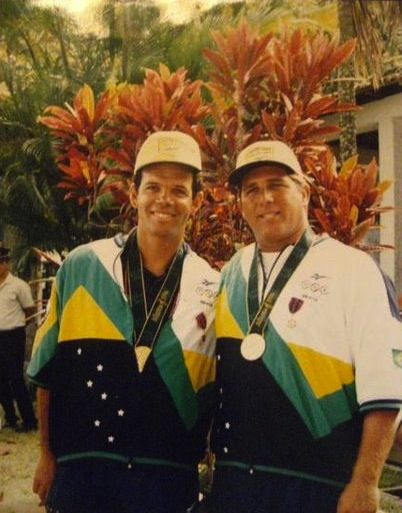
Torben Greal (l.) und Marcelo Ferreira im Jahr 2006
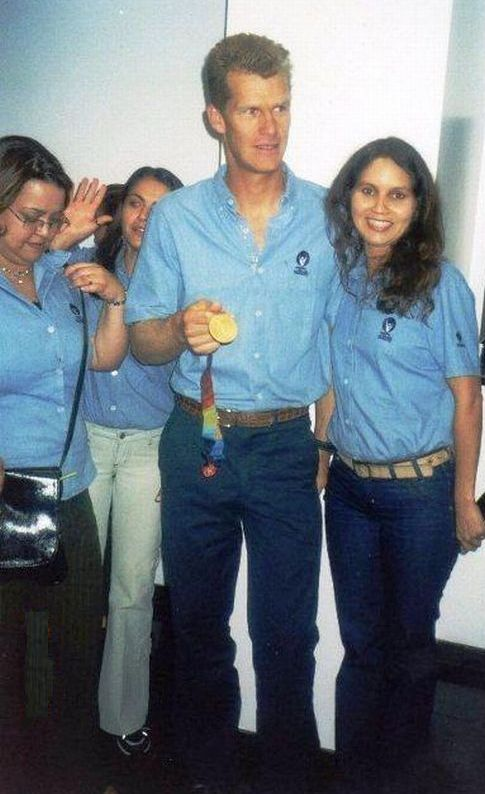
Robert Scheidt, der erfolgreichste Olympionike Brasiliens
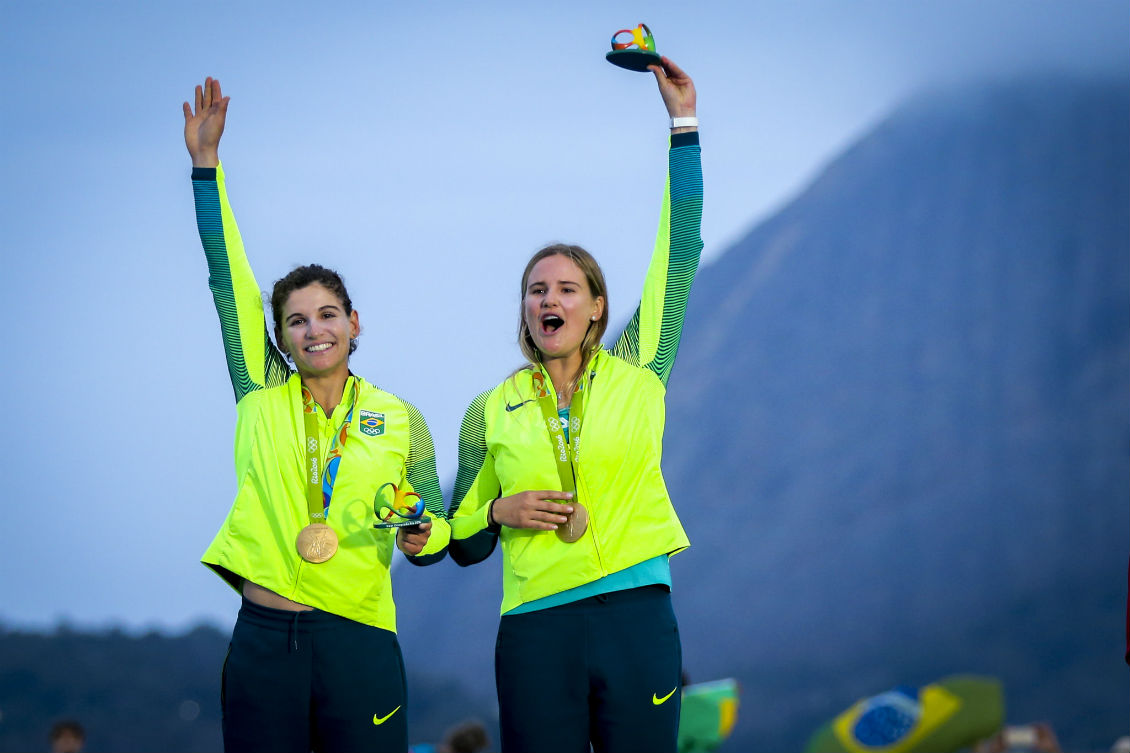
Martine Grael (l.) und Kahena Kunze auf dem Siegerpodest 2016

#### Surfen
| Gelbes Symbol für Goldmedaillen mit stilisierten Olympischen Ringen | Graues Symbol für Silbermedaillen mit stilisierten Olympischen Ringen | Braundes Symbol für Bronzemedaillen mit stilisierten Olympischen Ringen |
| ------------------------------------------------------------------- | --------------------------------------------------------------------- | ----------------------------------------------------------------------- |
| 1                                                                   | 1                                                                     | 1                                                                       |

| Name           | Spiele     | Disziplin  | Anmerkung                                            |
| -------------- | ---------- | ---------- | ---------------------------------------------------- |
| Italo Ferreira | 2020 Tokio | Shortboard | erster Olympiasieg, erster Medaillengewinn überhaupt |

| Name                | Spiele     | Disziplin  | Anmerkung                 |
| ------------------- | ---------- | ---------- | ------------------------- |
| Tatiana Weston-Webb | 2024 Paris | Shortboard | Erste Medaille einer Frau |

| Name           | Spiele     | Disziplin  | Anmerkung |
| -------------- | ---------- | ---------- | --------- |
| Gabriel Medina | 2024 Paris | Shortboard |           |

#### Skateboard
| Gelbes Symbol für Goldmedaillen mit stilisierten Olympischen Ringen | Graues Symbol für Silbermedaillen mit stilisierten Olympischen Ringen | Braundes Symbol für Bronzemedaillen mit stilisierten Olympischen Ringen |
| ------------------------------------------------------------------- | --------------------------------------------------------------------- | ----------------------------------------------------------------------- |
| —                                                                   | 3                                                                     | 2                                                                       |

| Name           | Spiele     | Disziplin | Anmerkung                               |
| -------------- | ---------- | --------- | --------------------------------------- |
| Kelvin Hoefler | 2020 Tokio | Street    | erster Medaillengewinn im Skateboard    |
| Rayssa Leal    | 2020 Tokio | Street    | erste Medaillengewinnerin im Skateboard |
| Pedro Barros   | 2020 Tokio | Park      |                                         |

| Name         | Spiele     | Disziplin | Anmerkung |
| ------------ | ---------- | --------- | --------- |
| Rayssa Leal  | 2024 Paris | Street    |           |
| Augusto Akio | 2024 Paris | Park      |           |

#### Taekwondo
| Gelbes Symbol für Goldmedaillen mit stilisierten Olympischen Ringen | Graues Symbol für Silbermedaillen mit stilisierten Olympischen Ringen | Braundes Symbol für Bronzemedaillen mit stilisierten Olympischen Ringen |
| ------------------------------------------------------------------- | --------------------------------------------------------------------- | ----------------------------------------------------------------------- |
| —                                                                   | —                                                                     | 3                                                                       |

Seit der olympischen Premiere von Taekwondo 2000 in Sydney nehmen brasilianische Athleten in dieser Sportart teil. Eine Frau vertrat zum ersten Mal die brasilianischen Farben bei einem olympischen Turnier. Carmen Silva startete im Federgewicht und schied in der ersten Runde aus. Marcel Wenceslau war 2004 in Athen der erste männliche Taekwondoin Brasiliens, er startete im Fliegengewicht. Im Federgewicht erreichte Diogo da Silva das Viertelfinale, verlor dort gegen den späteren Olympiasieger Hadi Saei Bonehkohal aus dem Iran. Im Kampf um Bronze unterlag er dem Südkoreaner Song Myeong-seob. Im Schwergewicht der Frauen erreichte Natália Falavigna das Halbfinale und verlor dort gegen die spätere Olympiasiegerin Chen Zhong. Im Kampf um Bronze unterlag sie dann der Venezolanerin Adriana Carmona.
2008 in Peking konnte Natália Falavigna die erste olympische Medaille im Taekwondo für Brasilien erkämpfen. Auch hier trat sie im Schwergewicht an. Im Halbfinale unterlag sie der Norwegerin Nina Solheim. Da es keinen Kampf um Bronze gab, erhielt sie zusammen mit der anderen unterlegenen Halbfinalistin, der Britin Sarah Stevenson, die Bronzemedaille.
Eine weitere Bronzemedaille kam 2016 in Rio de Janeiro im Schwergewicht hinzu. Nach einem Sieg in der Hoffnungsrunde der Viertelfinalverlierer über den Franzosen M'Bar N'Diaye siegte Maicon de Andrade im Kampf um Bronze gegen den Briten Mahama Cho.
| Name              | Spiele              | Disziplin     | Anmerkung                           |
| ----------------- | ------------------- | ------------- | ----------------------------------- |
| Natália Falavigna | 2008 Peking         | Schwergewicht | erster Medaillengewinn im Taekwondo |
| Maicon de Andrade | 2016 Rio de Janeiro | Schwergewicht | erster Medaillengewinn eines Mannes |
| Edival Pontes     | 2024 Paris          | Federgewicht  |                                     |

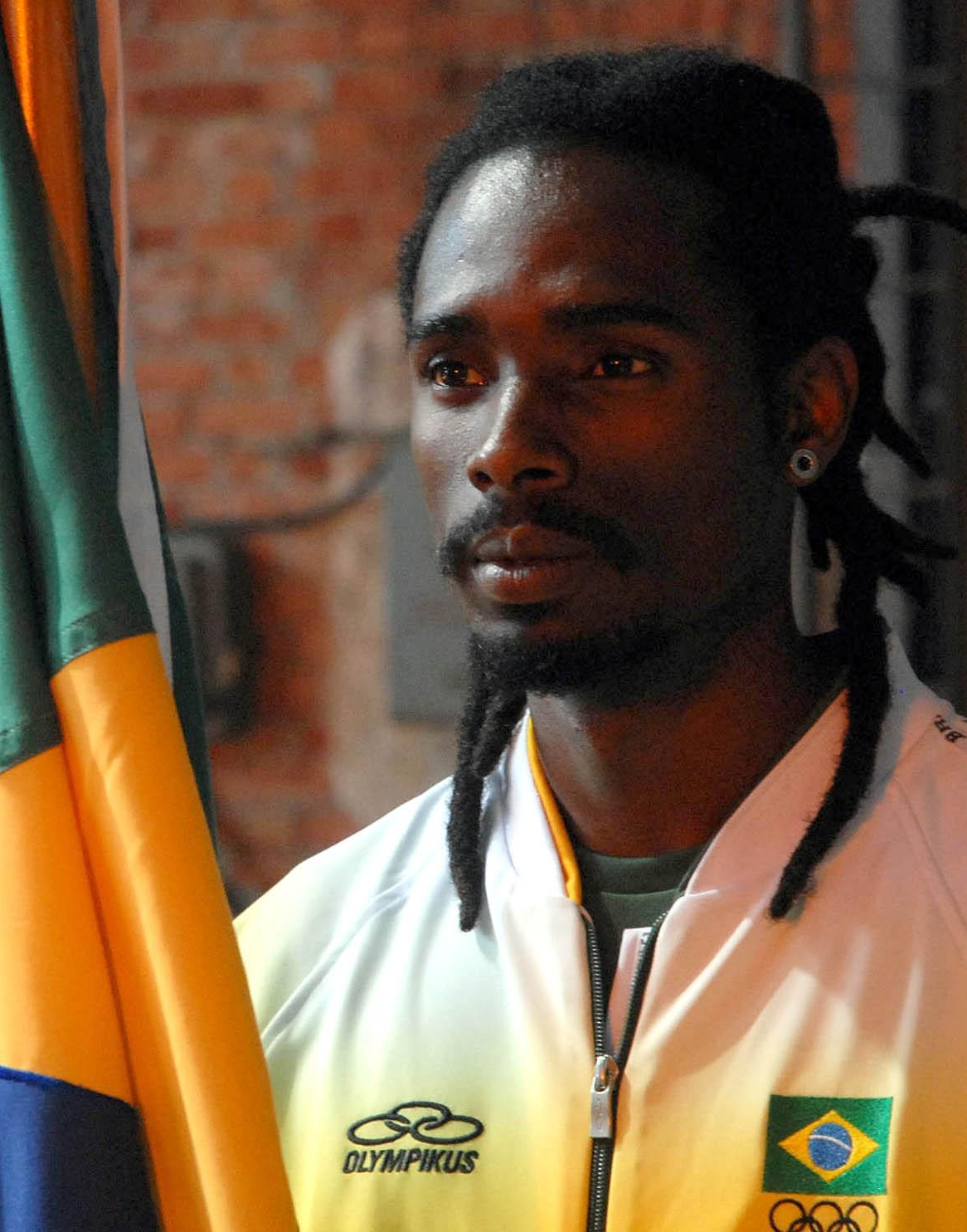
Diogo da Silva (2007)
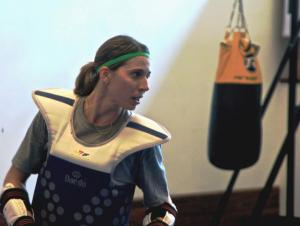
Natália Falavigna gewann 2008 Bronze
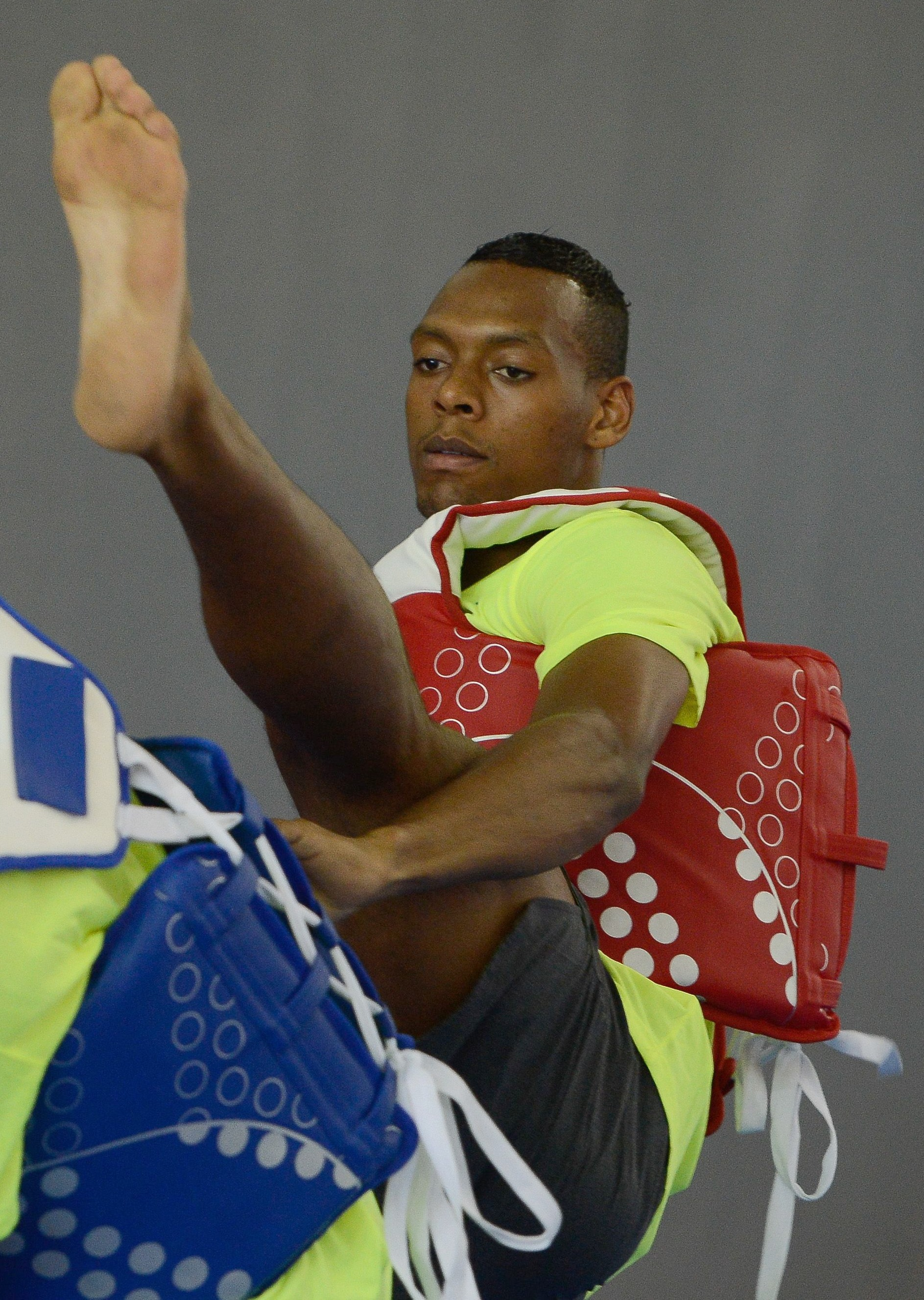
Maicon de Andrade gewann 2016 Bronze

#### Tennis
| Gelbes Symbol für Goldmedaillen mit stilisierten Olympischen Ringen | Graues Symbol für Silbermedaillen mit stilisierten Olympischen Ringen | Braundes Symbol für Bronzemedaillen mit stilisierten Olympischen Ringen |
| ------------------------------------------------------------------- | --------------------------------------------------------------------- | ----------------------------------------------------------------------- |
| —                                                                   | —                                                                     | 1                                                                       |

Seit Seoul 1988 nehmen brasilianische Tennisspieler an Olympischen Spielen teil. Erster Tennisspieler war Luiz Mattar im Herreneinzel, erste Tennisspielerin Gisele Miró im Dameneinzel. In Barcelona 1992 kam Jaime Oncins ins Viertelfinale und schied gegen Andrei Tscherkassow, der für das Vereinte Team der ehemaligen sowjetischen Republiken spielte, aus. 1996 in Atlanta erreichte Fernando Meligeni das Halbfinale in der Einzelkonkurrenz. Meligeni verlor in zwei Sätzen gegen den Spanier Sergi Bruguera. Mit 1:2 Sätzen verlor er auch das Spiel um Bronze gegen den Inder Leander Paes.
Gustavo Kuerten konnte sich 2000 in Sydney bis ins Viertelfinale vorkämpfen. Hier scheiterte er an dem Russen Jewgeni Kafelnikow, dem späteren Olympiasieger. Erst 2012 in London kamen brasilianische Tennisspieler wieder bis ins Viertelfinale. Das Herrendoppel Marcelo Melo/Bruno Soares verlor hier gegen die Franzosen Michaël Llodra/Jo-Wilfried Tsonga. 2016 in Rio de Janeiro wurde das Viertelfinale im Herren-Einzel und im Herrendoppel erreicht. Thomaz Bellucci verlor gegen den Spanier Rafael Nadal, das Duo Melo/Soares scheiterte an den Rumänen Florin Mergea/Horia Tecău.
| Name                            | Spiele     | Disziplin   | Anmerkung                              |
| ------------------------------- | ---------- | ----------- | -------------------------------------- |
| Laura Pigossi und Luisa Stefani | 2020 Tokyo | Damendoppel | erste Medaillengewinnerinnen im Tennis |

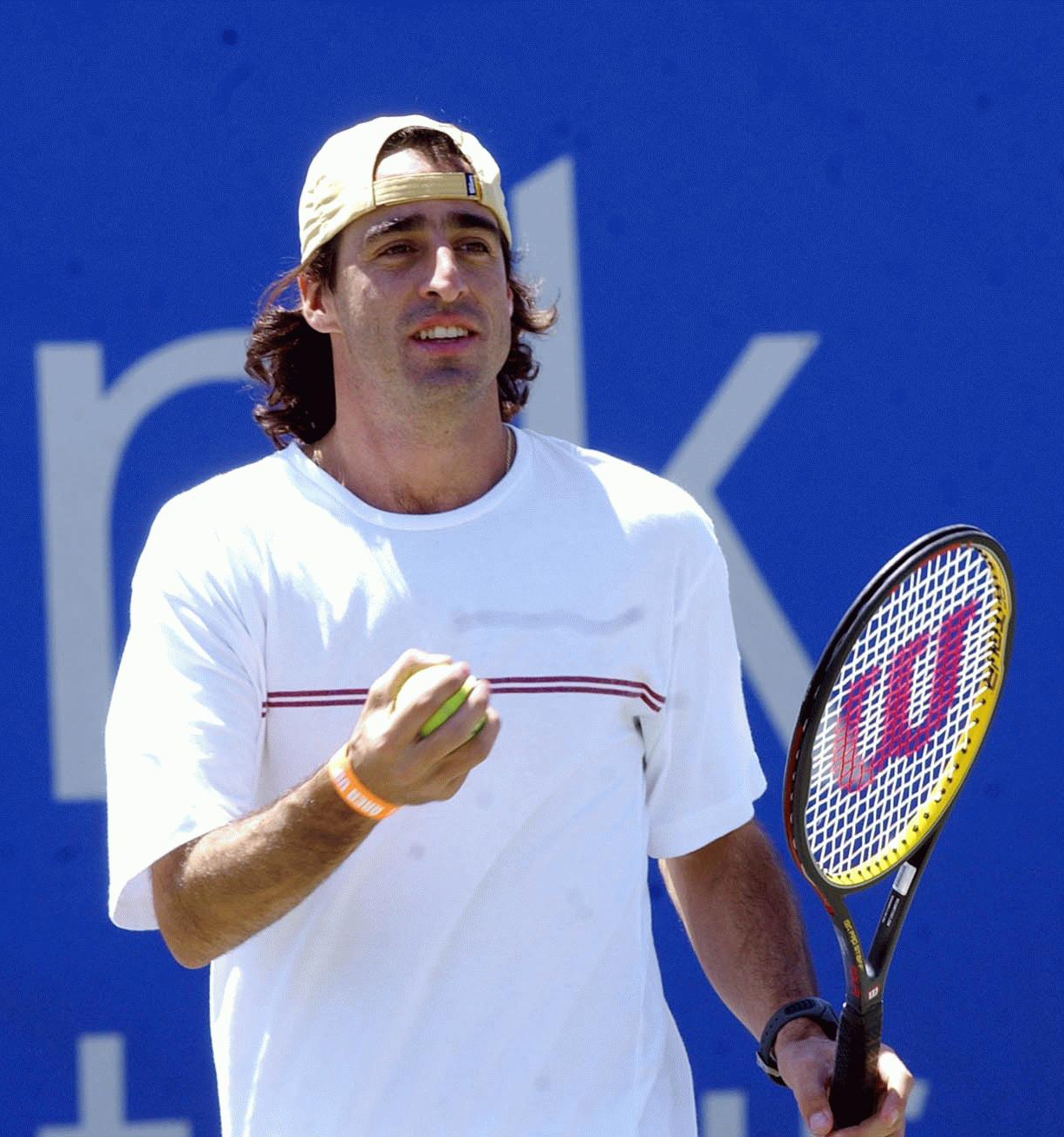
Fernando Meligeni (2003)
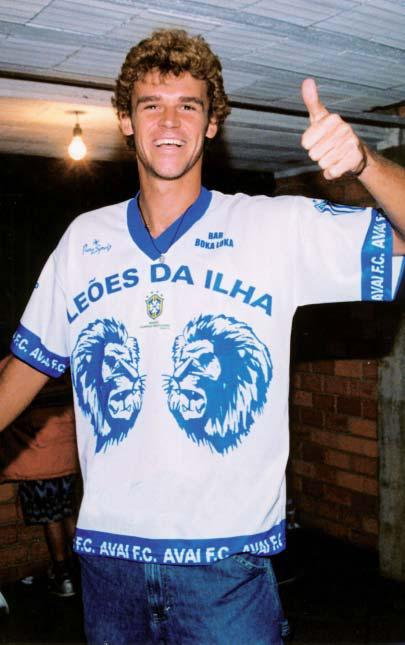
Gustavo Kuerten (2008)
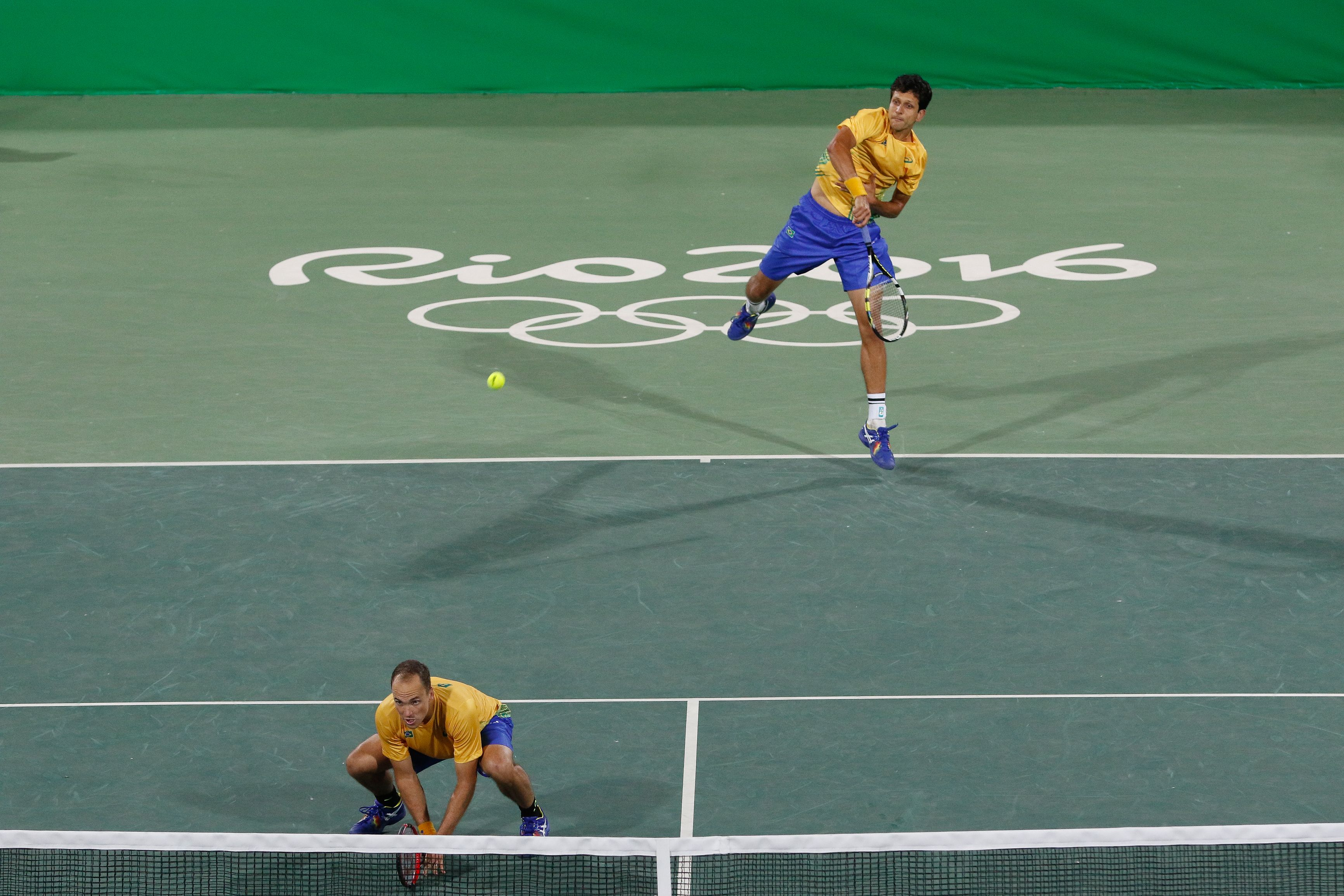
Marcelo Melo (hinten) und Bruno Soares im Achtelfinale gegen das serbische Doppel Novak Đoković/Nenad Zimonjić in Rio 2016
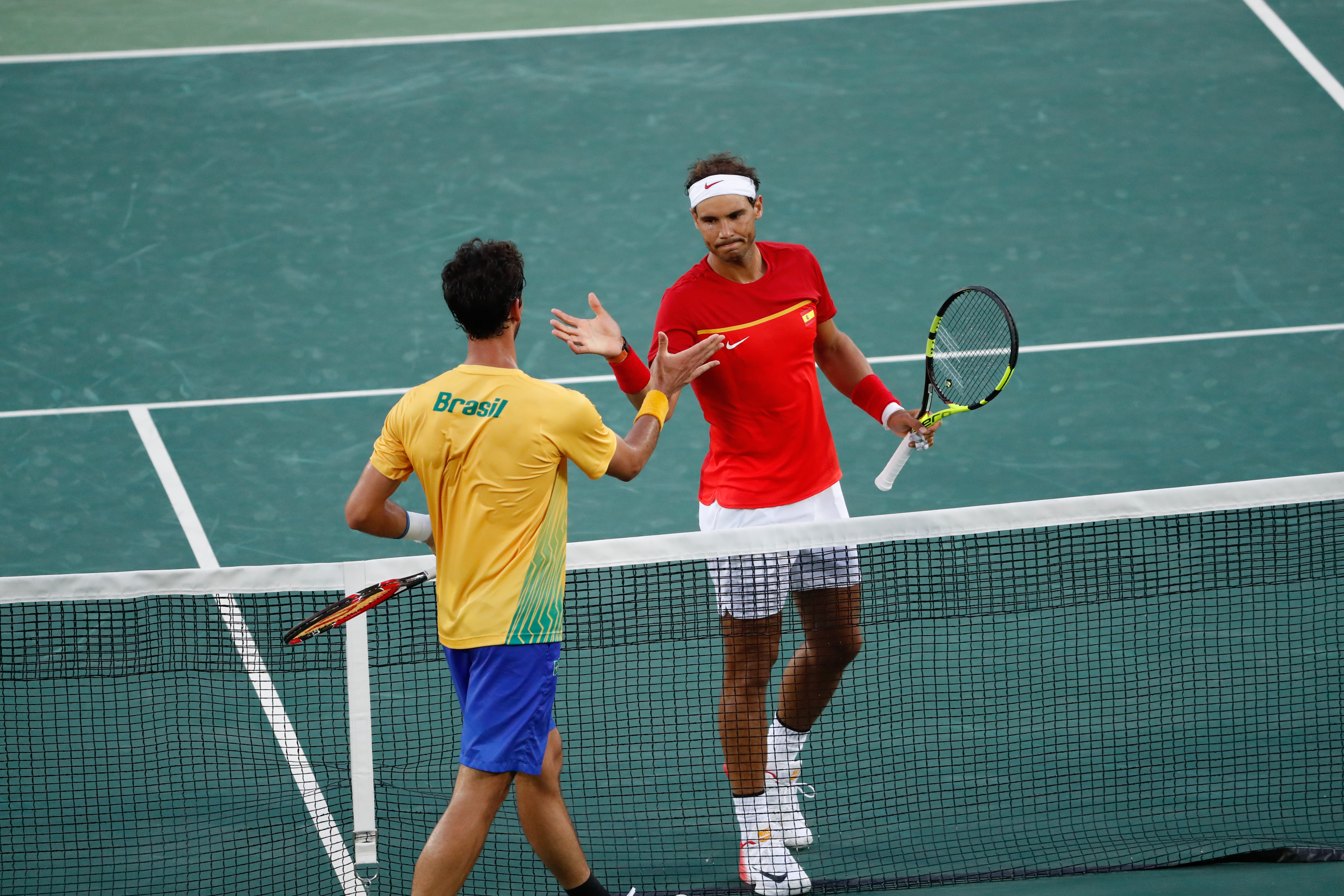
Thomaz Bellucci (l.) gratuliert Rafael Nadal zum Sieg im Viertelfinale 2016

#### Tischtennis
| Gelbes Symbol für Goldmedaillen mit stilisierten Olympischen Ringen | Graues Symbol für Silbermedaillen mit stilisierten Olympischen Ringen | Braundes Symbol für Bronzemedaillen mit stilisierten Olympischen Ringen |
| ------------------------------------------------------------------- | --------------------------------------------------------------------- | ----------------------------------------------------------------------- |
| —                                                                   | —                                                                     | —                                                                       |

Brasilianer nehmen seit 1988 am olympischen Tischtennisturnier teil. Die ersten Spieler waren Cláudio Kano und Carlos Kawai. Frauen stiegen 1992 ins olympische Tischtennis ein. Die ersten Spielerinnen waren Lyanne Kosaka und Monica Doti. In zwei Fällen war das Erreichen des Achtelfinals das beste Ergebnis brasilianischer Teilnehmer. 1996 verlor Hugo Hoyama im Achtelfinale gegen den Tschechen Petr Korbel, scheiterte Hugo Calderano am Japaner Jun Mizutani.

#### Triathlon
| Gelbes Symbol für Goldmedaillen mit stilisierten Olympischen Ringen | Graues Symbol für Silbermedaillen mit stilisierten Olympischen Ringen | Braundes Symbol für Bronzemedaillen mit stilisierten Olympischen Ringen |
| ------------------------------------------------------------------- | --------------------------------------------------------------------- | ----------------------------------------------------------------------- |
| —                                                                   | —                                                                     | —                                                                       |

Im Triathlon, seit 2000 in Sydney olympisch, nehmen brasilianische Sportler von Beginn an teil. Erste Triathleten waren bei den Männern Leandro de Macedo, Juraci Moreira und Armando Barcellos und bei den Frauen Sandra Soldan, Mariana Ohata und Carla Moreno. Platz 11 von Sandra Soldan und Platz 14 und Leandro de Macedo waren die bis heute besten Platzierungen von brasilianischen Athleten im olympischen Triathlon.

#### Turnen
| Gelbes Symbol für Goldmedaillen mit stilisierten Olympischen Ringen | Graues Symbol für Silbermedaillen mit stilisierten Olympischen Ringen | Braundes Symbol für Bronzemedaillen mit stilisierten Olympischen Ringen |
| ------------------------------------------------------------------- | --------------------------------------------------------------------- | ----------------------------------------------------------------------- |
| 3                                                                   | 5                                                                     | 2                                                                       |

Im Turnen ist Brasilien seit 1980 vertreten. Der erste brasilianische Turner war João Luiz Ribeiro, die erste Turnerin Cláudia Costa. Mit Rosana Favila trat 1984 erstmals eine rhythmische Sportgymnastin an.
Die Ergebnisse blieben in der Folgezeit schwach. Weder im Mehrkampf noch in den Gerätedisziplinen oder in der Gymnastik konnten sich brasilianische Teilnehmer platzieren. Erst 2004 in Athen erreichte Daiane dos Santos ein Gerätefinale. Am Boden turnte sie sich auf Platz 5. Bei den Männern qualifizierte sich Diego Hypólito 2008 in Peking für das Finale, in dem er Sechster wurde. Auch in Peking konnte Daiane dos Santos das Bodenfinale erreichen, sie wurde diesmal Sechste. Auf Platz 7 kam Jade Barbosa im Pferdsprung.
In London 2012 schaffte Arthur Zanetti an den Ringen den ersten Medaillengewinn und Olympiasieg. 2016 in Rio de Janeiro turnte er sich an den Ringen auf den Silberrang. Ebenfalls Silber gewann Diego Hypólito am Boden. Bronze ging in dieser Disziplin an Arthur Mariano. Francisco Barretto kam am Reck auf Platz 5. Bei den Frauen erreichte Flávia Saraiva das Finale am Schwebebalken und wurde Fünfte.
Mit sechs Olympiamedaillen (2× Gold, 3× Silber und 1× Bronze) ist Rebeca Andrade die erfolgreichste weibliche Olympionikin Brasiliens.
| Name           | Spiele      | Disziplin | Anmerkung                                        |
| -------------- | ----------- | --------- | ------------------------------------------------ |
| Arthur Zanetti | 2012 London | Ringe     | erster Olympiasieg und Medaillengewinn im Turnen |
| Rebeca Andrade | 2020 Tokio  | Sprung    | erste Olympiasiegerin im Turnen                  |
| Rebeca Andrade | 2024 Paris  | Boden     |                                                  |

| Name           | Spiele              | Disziplin       | Anmerkung                           |
| -------------- | ------------------- | --------------- | ----------------------------------- |
| Arthur Zanetti | 2016 Rio de Janeiro | Ringe           |                                     |
| Diego Hypólito | 2016 Rio de Janeiro | Boden           |                                     |
| Rebeca Andrade | 2020 Tokio          | Einzelmehrkampf | erste Medaillengewinnerin im Turnen |
| Rebeca Andrade | 2024 Paris          | Einzelmehrkampf |                                     |
| Rebeca Andrade | 2024 Paris          | Sprung          |                                     |

| Name                                                                     | Spiele              | Disziplin            | Anmerkung |
| ------------------------------------------------------------------------ | ------------------- | -------------------- | --------- |
| Arthur Mariano                                                           | 2016 Rio de Janeiro | Boden                |           |
| Rebeca Andrade Jade Barbosa Lorrane Oliveira Flávia Saraiva Julia Soares | 2024 Paris          | Mehrkampf Mannschaft |           |

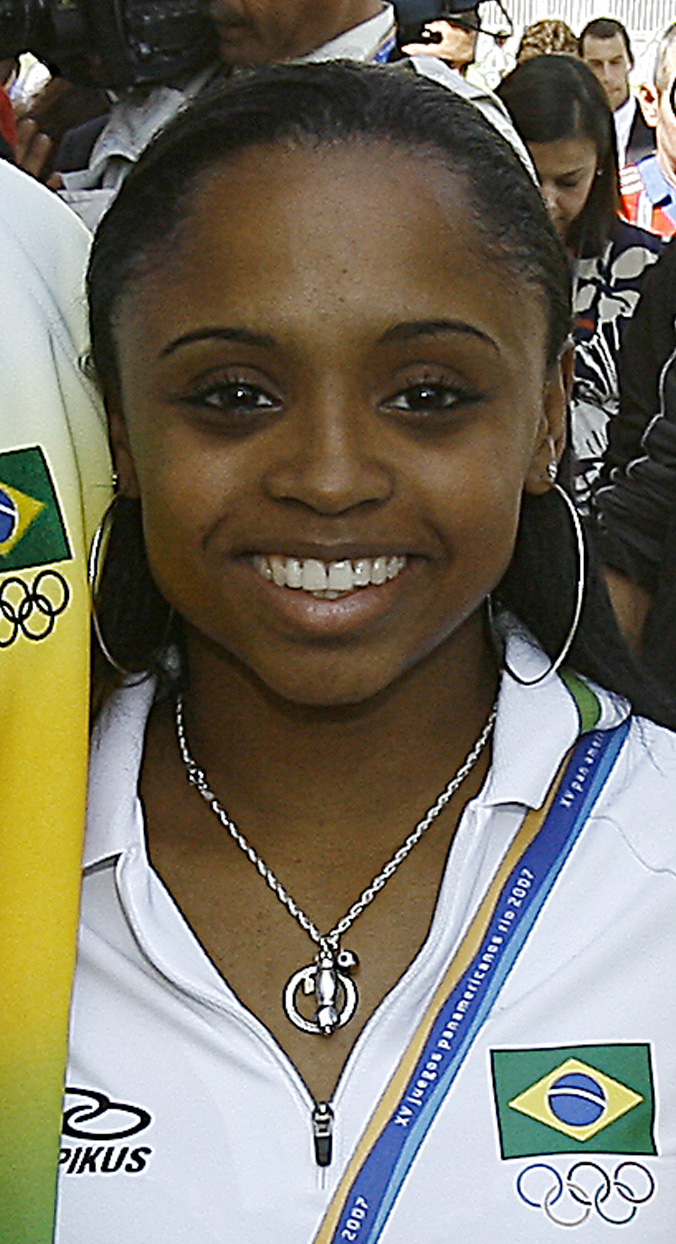
Daiane dos Santos (2007)
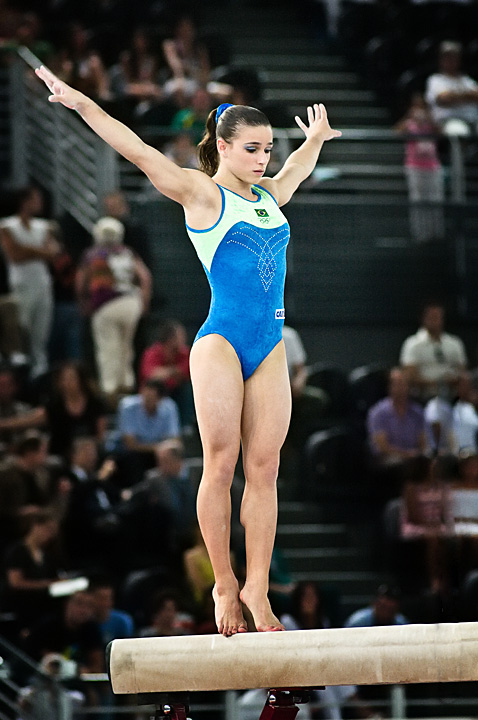
Jade Barbosa (2008)
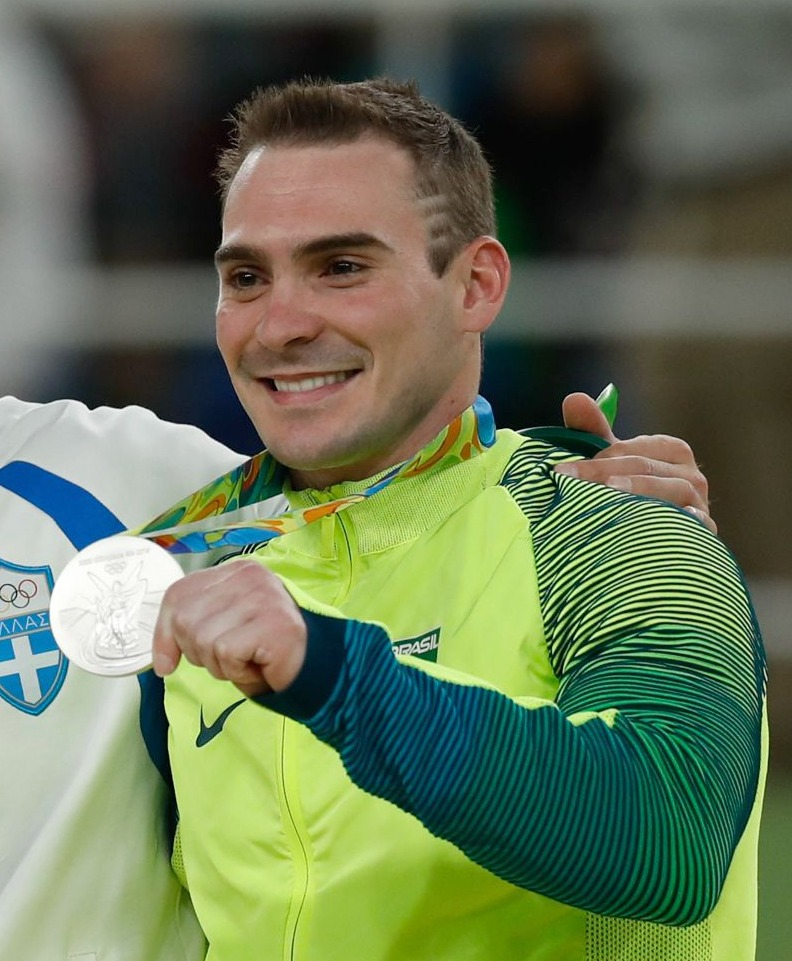
Arthur Zanetti, Olympiasieger an den Ringen 2012, mit seiner Silbermedaille 2016
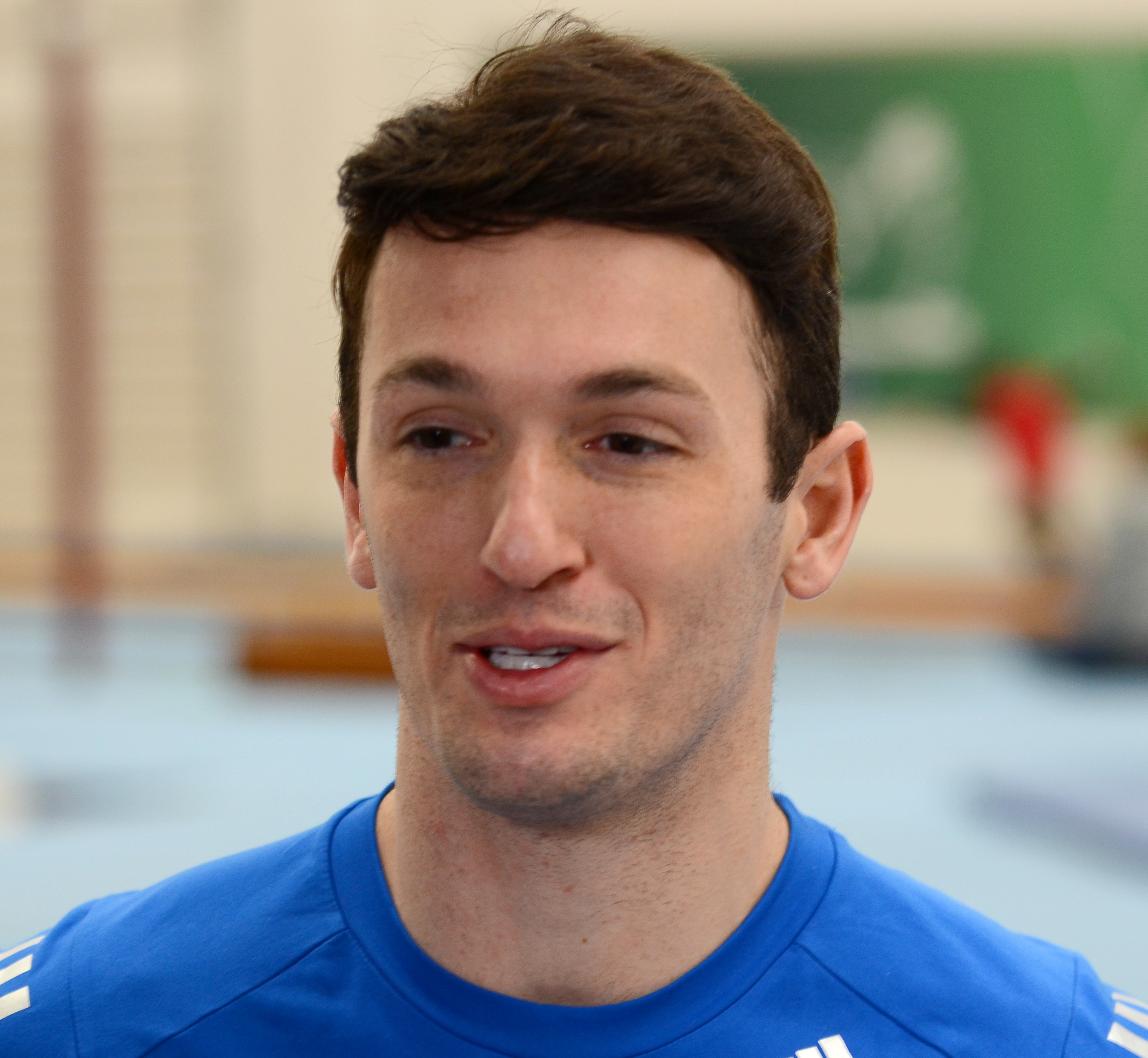
Diego Hypólito gewann 2016 Silber am Boden
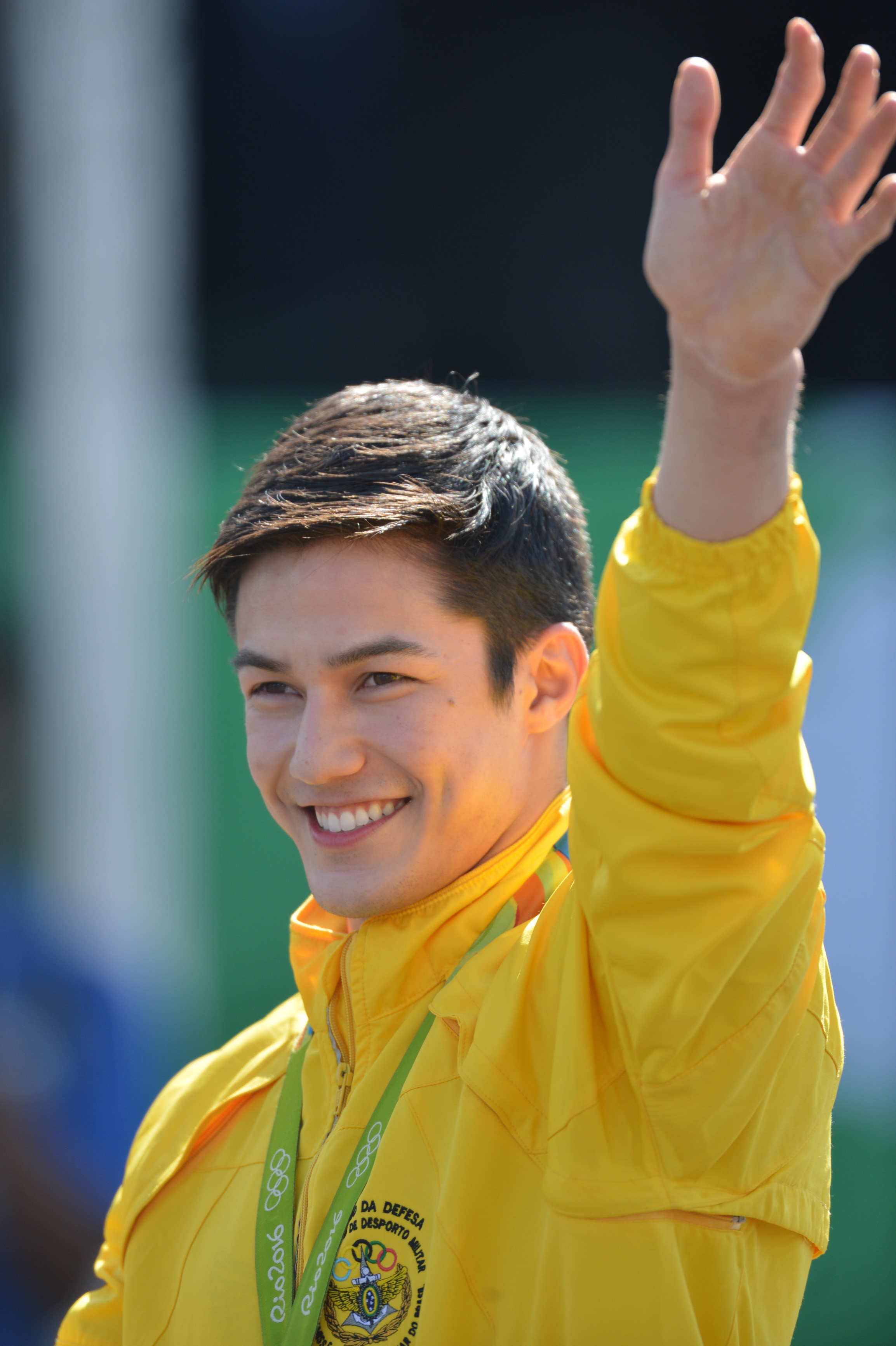
Arthur Mariano gewann 2016 Bronze am Boden
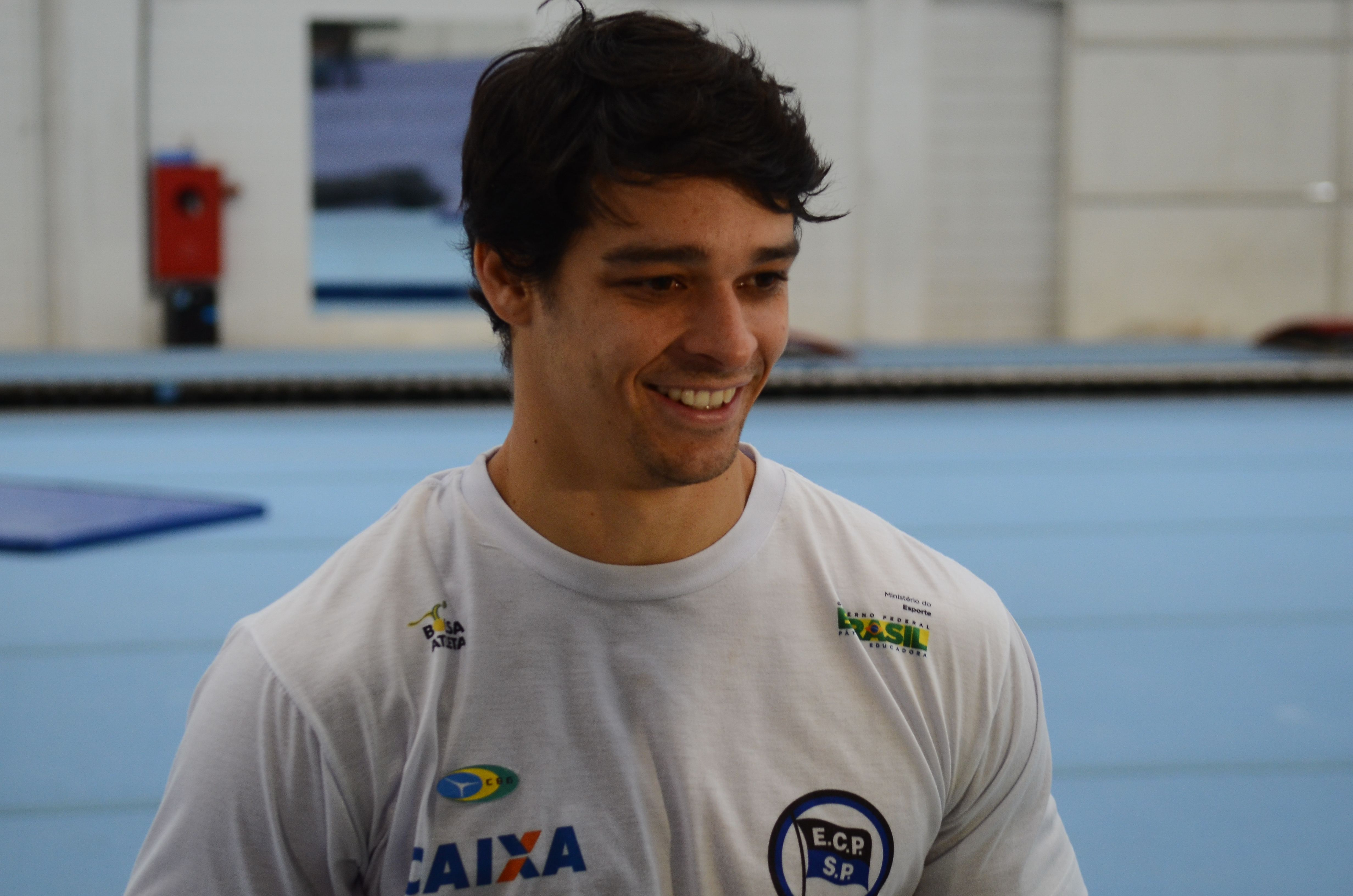
Francisco Barretto

#### Volleyball
| Gelbes Symbol für Goldmedaillen mit stilisierten Olympischen Ringen | Graues Symbol für Silbermedaillen mit stilisierten Olympischen Ringen | Braundes Symbol für Bronzemedaillen mit stilisierten Olympischen Ringen |
| ------------------------------------------------------------------- | --------------------------------------------------------------------- | ----------------------------------------------------------------------- |
| 5                                                                   | 4                                                                     | 3                                                                       |

Volleyball ist seit 1964 eine olympische Sportart. Von Beginn an nahm Brasilien am Volleyballturnier teil. Bis 1976 waren nur Männermannschaften vertreten und blieben dabei relativ erfolglos. Die erste Frauenmannschaft ging 1980 an den Start. Der erste Erfolg kam 1984 in Los Angeles zu Stande. Die Männermannschaft erreichte das Halbfinale und schlug dort Italien mit 3:1. Im Finale unterlag man den USA mit 0:3, gewann aber mit Silber die erste olympische Medaille im Volleyball.
1988 in Seoul kam die brasilianische Männermannschaft wieder ins Halbfinale, verlor dort jedoch mit 0:3 gegen die USA. Auch das Spiel um Platz 3 ging mit 2:3 gegen Argentinien verloren. Die Frauenmannschaft zog 1992 mit dem Einzug ins Halbfinale nach. Dort verlor sie gegen das Vereinte Team der ehemaligen Sowjetrepubliken mit 1:3 und scheiterte im Spiel um Bronze mit 0:3 an den USA. Die Männer waren erfolgreicher. Sie schlugen im Halbfinale die USA mit 3:1 und im Finale die Niederlande mit 3:0 und wurden damit erstmals Olympiasieger.
Die Frauen gewannen 1996 in Atlanta ihre erste Medaille. Im Halbfinale unterlag man Kuba mit 2:3, gewann aber im Anschluss das Spiel um Bronze mit 3:2 gegen Russland. Die Bronzemedaille konnte 2000 in Sydney wiederholt werden nach einer erneuten Halbfinalniederlage gegen Kuba, abermals mit 2:3. Im Spiel um Bronze wurden die USA mit 3:0 geschlagen. Während die Frauen 2004 in Athen auch ihr Spiel um Bronze mit 1:3 gegen Kuba verloren, im Halbfinale unterlag man mit 2:3 den Russinnen, konnten die Männer ihren zweiten Olympiasieg feiern. Einem 3:0 über die USA im Halbfinale folgte ein 3:1 im Finale über Italien.
2008 in Peking gewannen beide Mannschaften Medaillen. Die Männer mussten sich im Finale den USA mit 1:3 geschlagen geben, nachdem im Halbfinale Italien mit 3:1 besiegt wurde. Die Frauen hingegen wurden erstmals Olympiasiegerinnen. Im Halbfinale wurden die Gastgeberinnen mit 3:0 geschlagen, im Finale dann die USA mit 3:1.
Die gleichen Medaillen gewann Brasilien auch 2012 in London. Die Männer gewannen ihr Halbfinale gegen Italien mit 3:0, verloren aber das Finale gegen Russland mit 2:3. Die Frauen zogen nach einem 3:0 über Japan ins Finale ein. Dort schlugen sie die USA mit 3:1 und wurden zum zweiten Mal in Folge Olympiasiegerinnen.
In Rio de Janeiro 2016 scheiterten die Frauen schon früh mit einem 2:3 im Viertelfinale gegen China. Die Männer erreichten das Halbfinale, gewannen hier mit 3:0 gegen Russland und schlugen im Finale Italien ebenfalls mit 3:0. Die Männermannschaft wurde damit zum dritten Mal Olympiasieger.
| Name                          | Spiele              | Disziplin     | Anmerkung                        |
| ----------------------------- | ------------------- | ------------- | -------------------------------- |
| Nationalmannschaft der Männer | 1992 Barcelona      | Männerturnier | erster Olympiasieg im Volleyball |
| Nationalmannschaft der Männer | 2004 Athen          | Männerturnier |                                  |
| Nationalmannschaft der Frauen | 2008 Peking         | Frauenturnier | erster Olympiasieg der Frauen    |
| Nationalmannschaft der Frauen | 2012 London         | Frauenturnier |                                  |
| Nationalmannschaft der Männer | 2016 Rio de Janeiro | Männerturnier |                                  |

| Name                          | Spiele           | Disziplin     | Anmerkung                 |
| ----------------------------- | ---------------- | ------------- | ------------------------- |
| Nationalmannschaft der Männer | 1984 Los Angeles | Männerturnier | erste Medaille der Männer |
| Nationalmannschaft der Männer | 2008 Peking      | Männerturnier |                           |
| Nationalmannschaft der Männer | 2012 London      | Männerturnier |                           |
| Nationalmannschaft der Frauen | 2020 Tokio       | Frauenturnier |                           |

| Name                          | Spiele       | Disziplin     | Anmerkung                         |
| ----------------------------- | ------------ | ------------- | --------------------------------- |
| Nationalmannschaft der Frauen | 1996 Atlanta | Frauenturnier | erster Medaillengewinn der Frauen |
| Nationalmannschaft der Frauen | 2000 Sydney  | Frauenturnier |                                   |
| Nationalmannschaft der Frauen | 2024 Paris   | Frauenturnier |                                   |

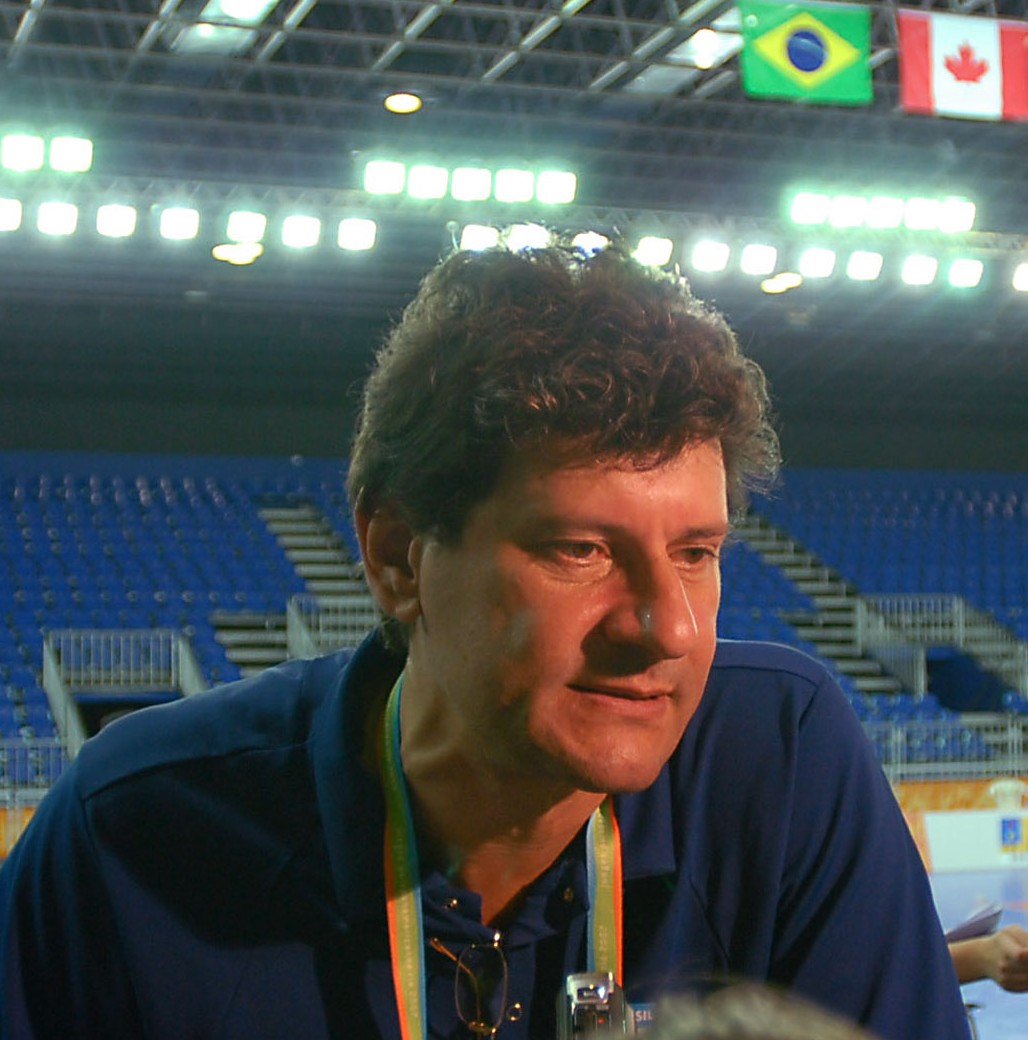
Amauri Ribeiro, Olympiasieger 1992 (Foto von 2007)
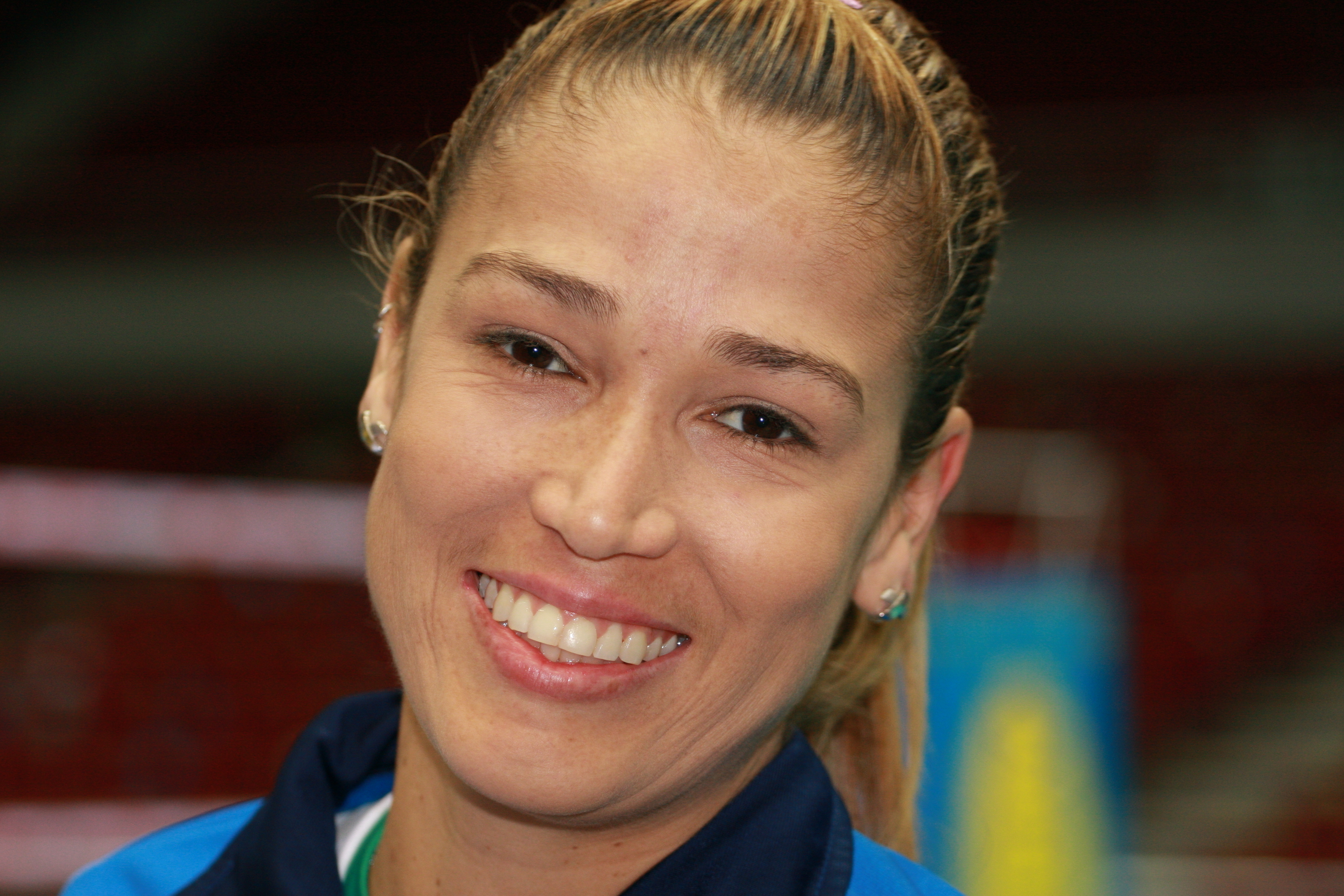
Erika Coimbra, Bronze 2000 (Foto von 2012)
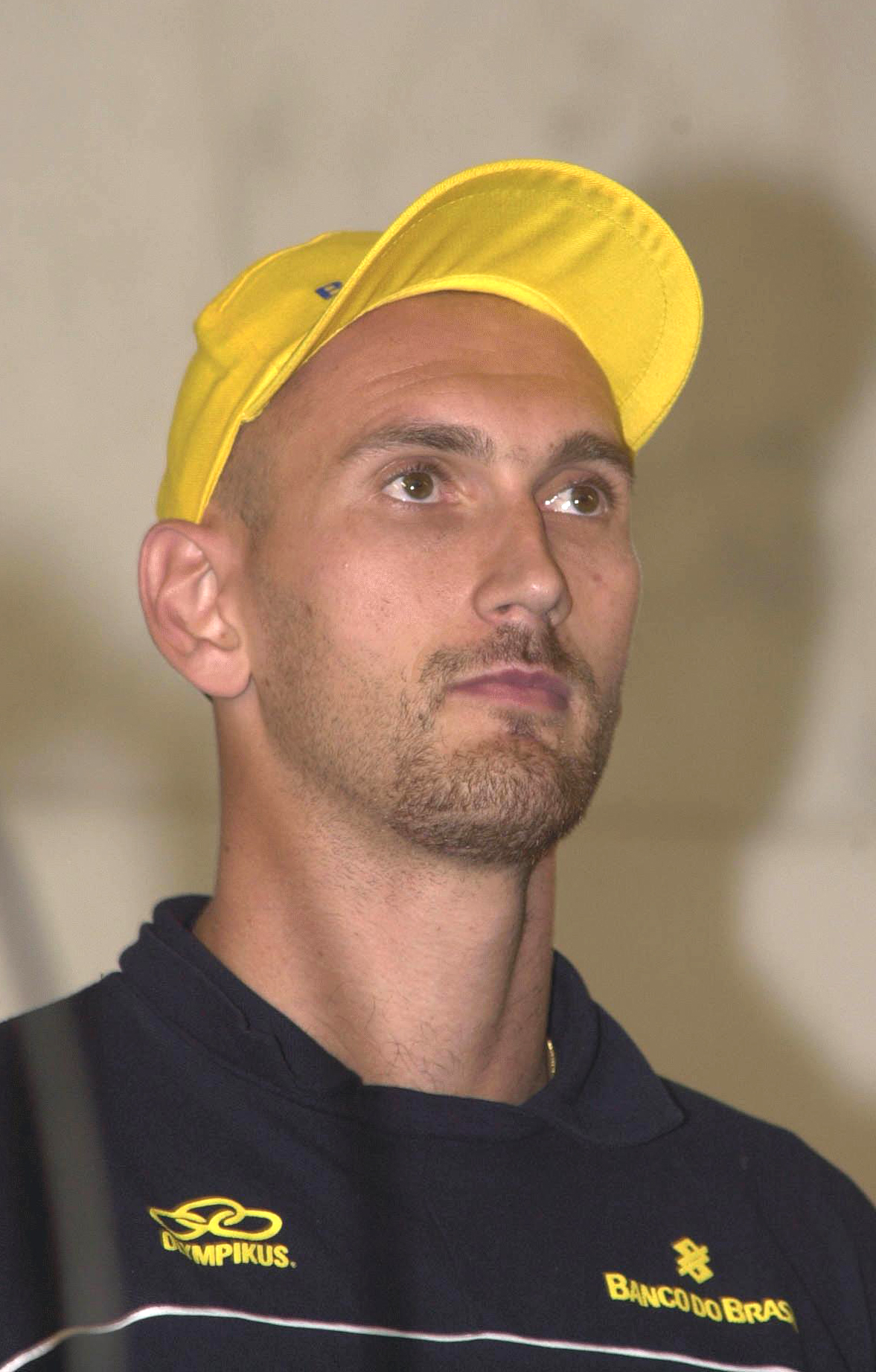
Nalbert Bitencourt, Olympiasieger 2004
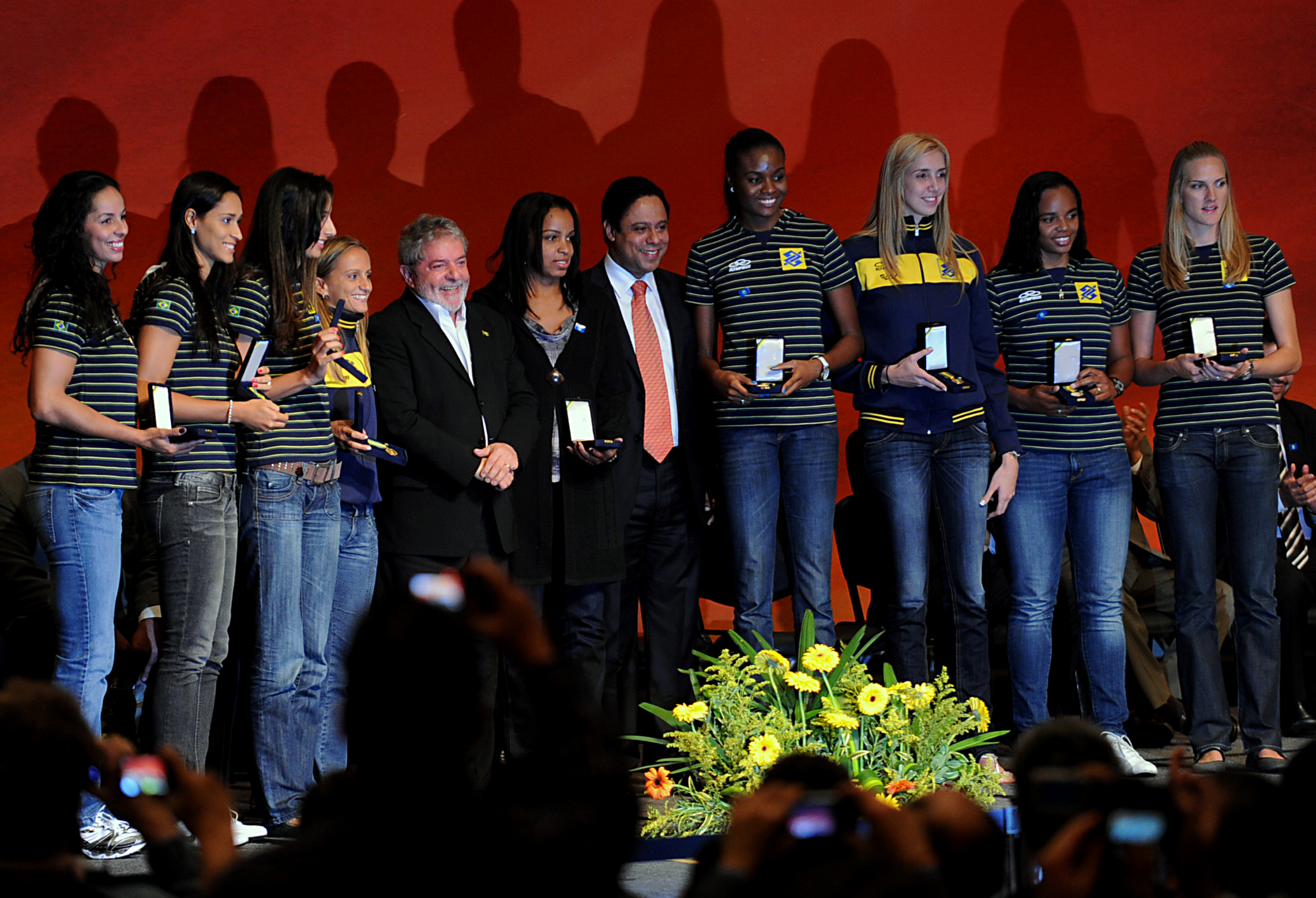
Präsident Luiz Inácio Lula da Silva empfängt die Siegerinnen von 2008: Paula Pequeno (l.), Jaqueline Carvalho (2. v. l.), Fabiana Oliveira (4. v. l.), Präsident da Silva, Hélia Souza (r. neben da Silva), Fabiana Claudino (4. v. r.), Thaísa Menezes (3. v. r.), Wélissa de Souza (2. v. r.), Marianne Steinbrecher (r.)
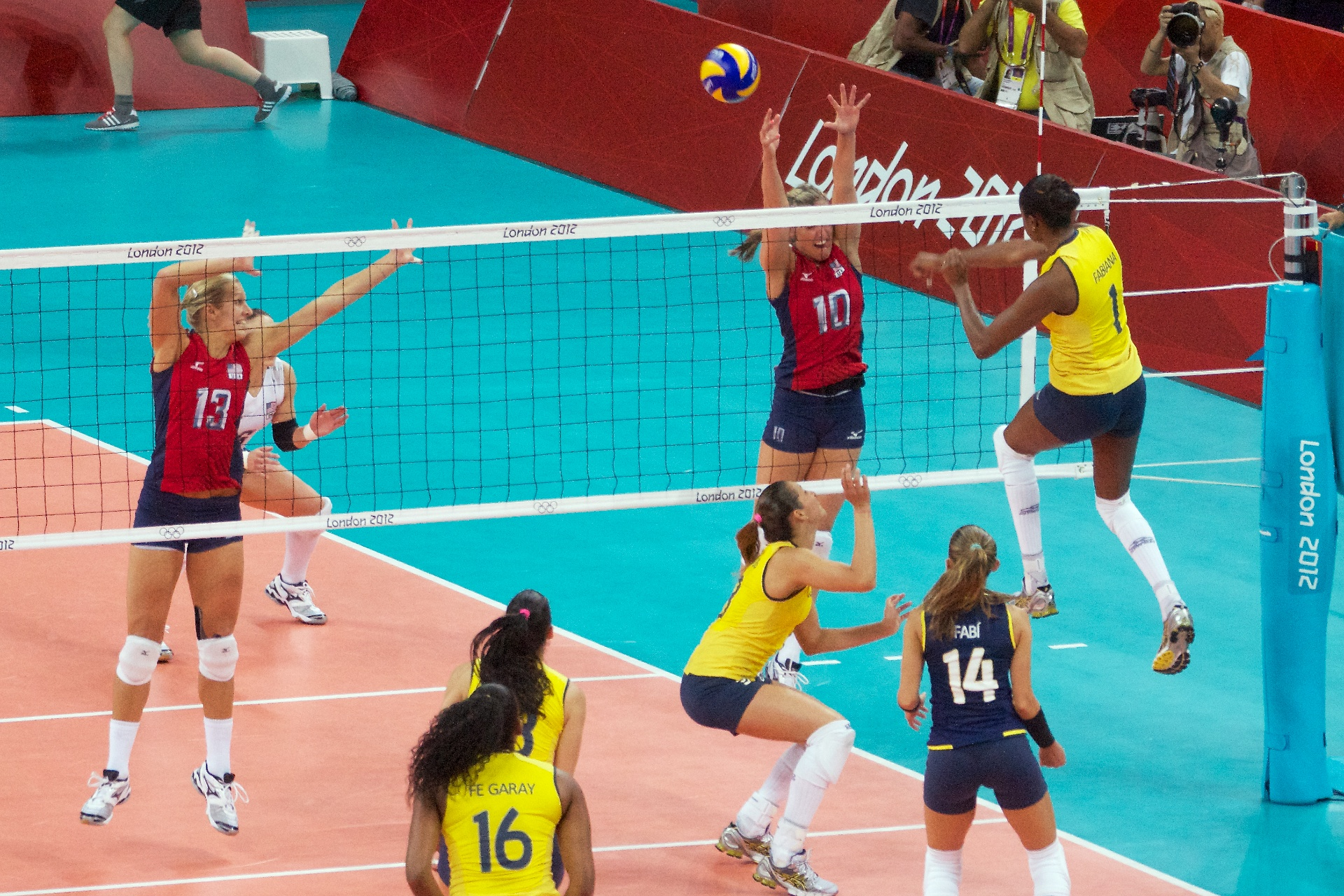
Szene aus dem Vorrundenspiel der Frauen 2012 gegen die USA (1:3)
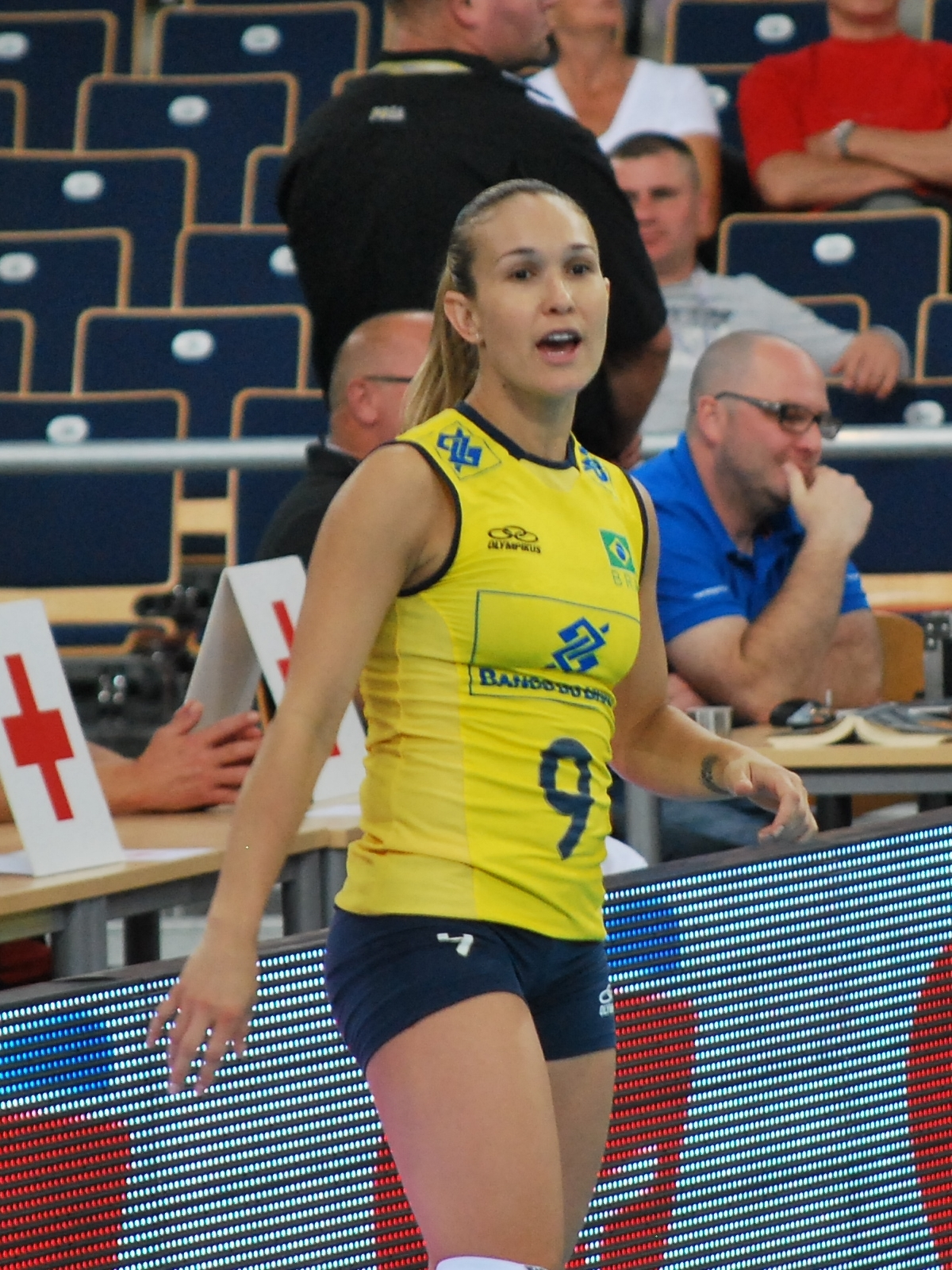
Fernanda Ferreira, Olympiasiegerin 2012
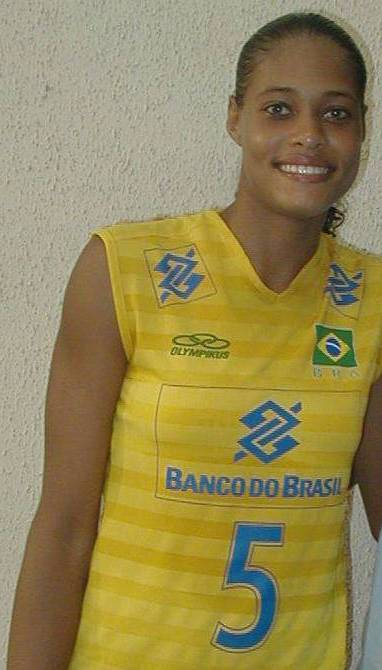
Adenízia Silva, Olympiasiegerin 2012
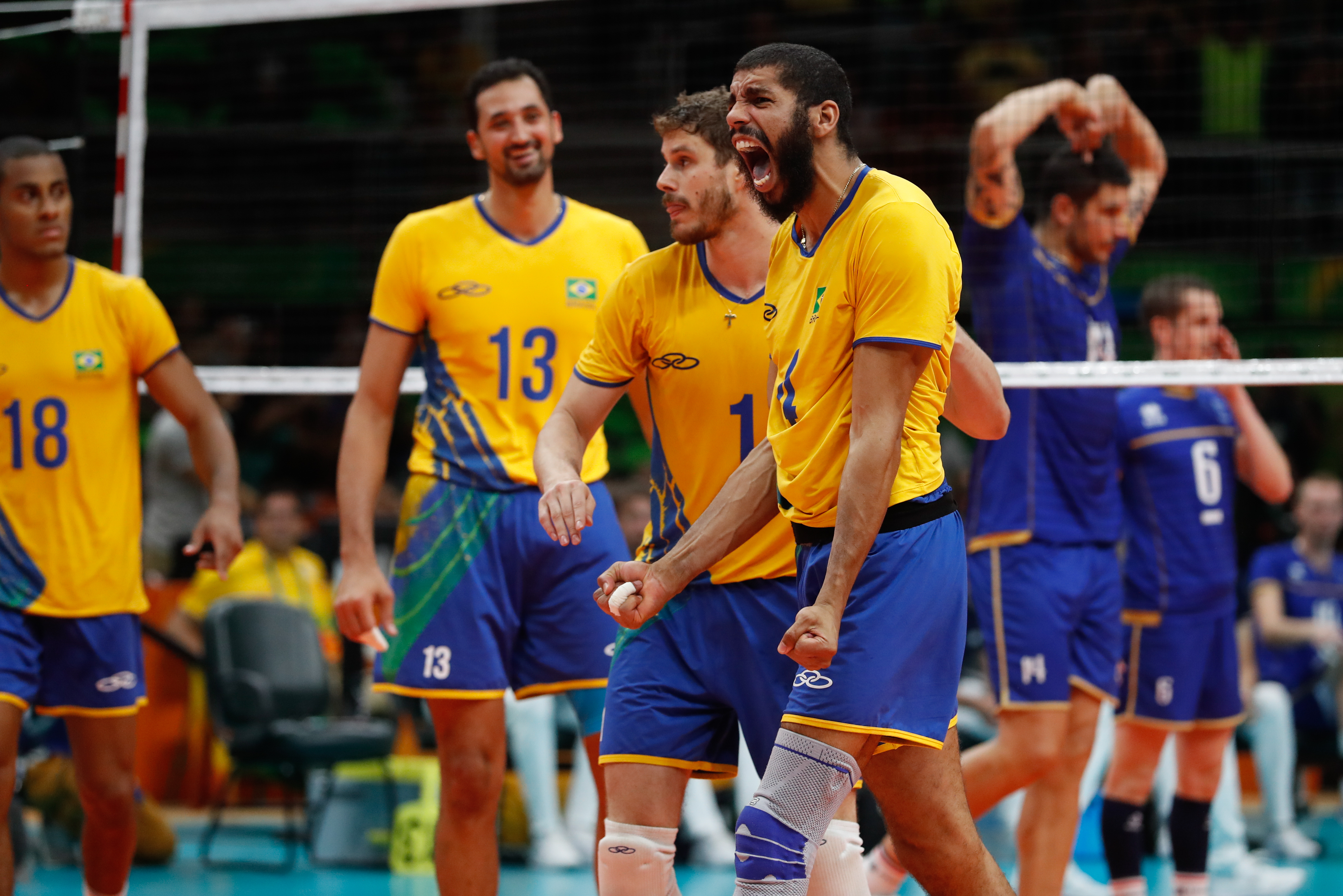
Szene aus dem Gruppenspiel der Männer 2016 gegen Frankreich (3:1)
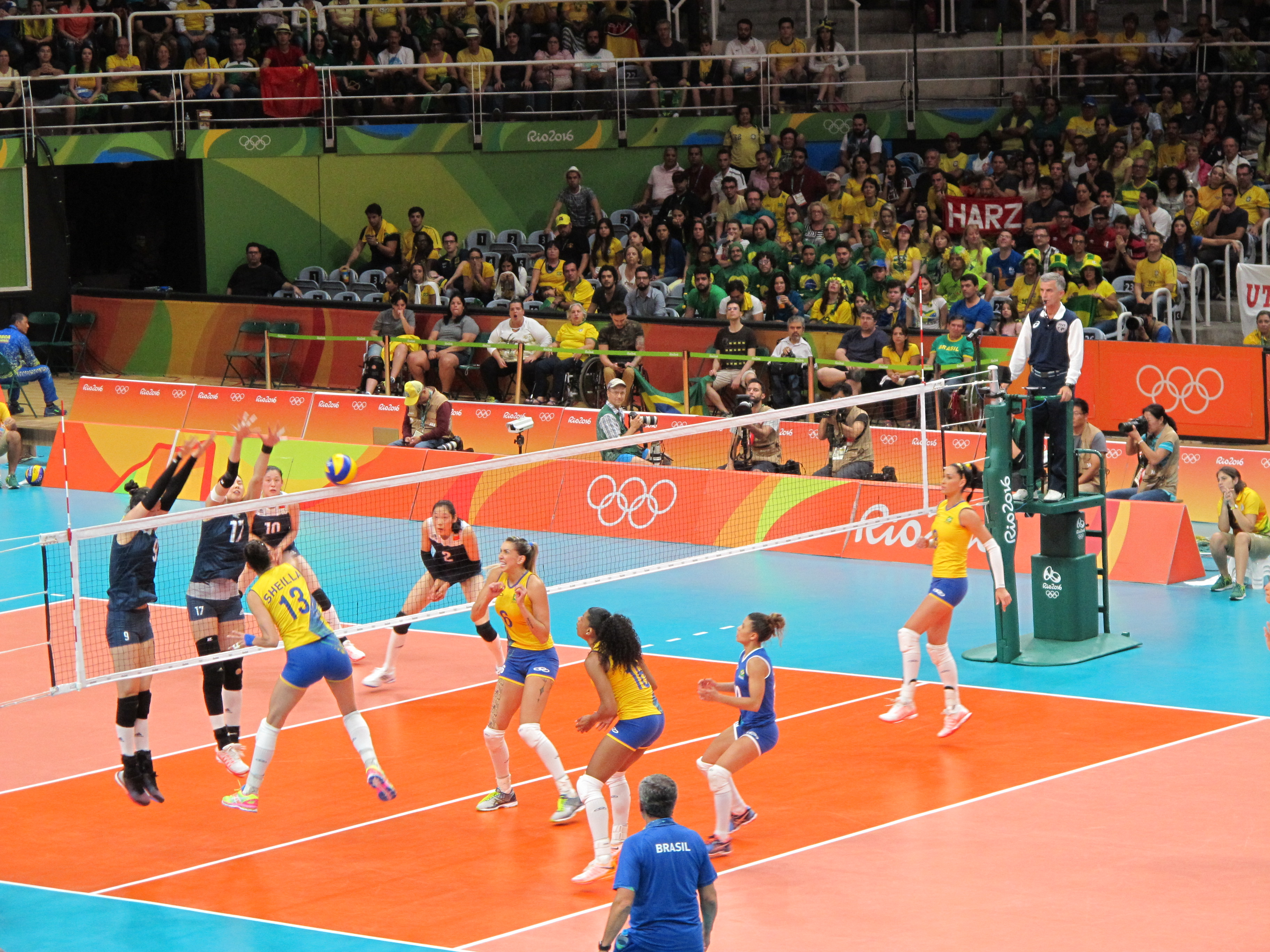
Szene aus dem Viertelfinalspiel der Frauen 2016 gegen China (in blau)

#### Wasserball
| Gelbes Symbol für Goldmedaillen mit stilisierten Olympischen Ringen | Graues Symbol für Silbermedaillen mit stilisierten Olympischen Ringen | Braundes Symbol für Bronzemedaillen mit stilisierten Olympischen Ringen |
| ------------------------------------------------------------------- | --------------------------------------------------------------------- | ----------------------------------------------------------------------- |
| —                                                                   | —                                                                     | —                                                                       |

Schon 1920 nahm Brasilien am Wasserballturnier teil. Im Viertelfinale scheiterte man mit 3:7 an Schweden. Die folgenden Turniere, an denen Brasilien teilnahm, verliefen erfolglos. Erst 2016 in Rio de Janeiro, hier nahm erstmals auch eine Frauenmannschaft teil, konnte sich Brasilien besser platzieren. Beide Mannschaften erreichten Platz 8.

#### Wasserspringen
| Gelbes Symbol für Goldmedaillen mit stilisierten Olympischen Ringen | Graues Symbol für Silbermedaillen mit stilisierten Olympischen Ringen | Braundes Symbol für Bronzemedaillen mit stilisierten Olympischen Ringen |
| ------------------------------------------------------------------- | --------------------------------------------------------------------- | ----------------------------------------------------------------------- |
| —                                                                   | —                                                                     | —                                                                       |

Das Wasserspringen gehört seit 1920 zu den Sportarten, bei denen Brasilien aktiv war. Der erste brasilianische Wasserspringer war in Antwerpen Adolpho Wellisch. Erst 1952 gelang Milton Busin im Kunstspringen ein sechster Finalplatz. Mary Proença war 1956 in Melbourne die erste brasilianische Wasserspringerin.
Eine Platzierung unter den besten 10 konnte erst wieder 2004 erreicht werden. César Castro erreichte im Kunstspringen Platz 9. 2016 in Rio de Janeiro schaffte er das gleiche Ergebnis. In Rio sprangen Ian Matos und Luiz Outerelo im Synchron-Kunstspringen auf Platz 8, ebenso wie Hugo Parisi und Jackson Rondinelli im Synchron-Turmspringen. Auch die weiblichen Synchronspringer-Duos erreichten beide Platz 8, Tammy Takagi und Juliana Veloso im Kunstspringen, Ingrid Oliveira und Giovanna Pedroso im Turmspringen.

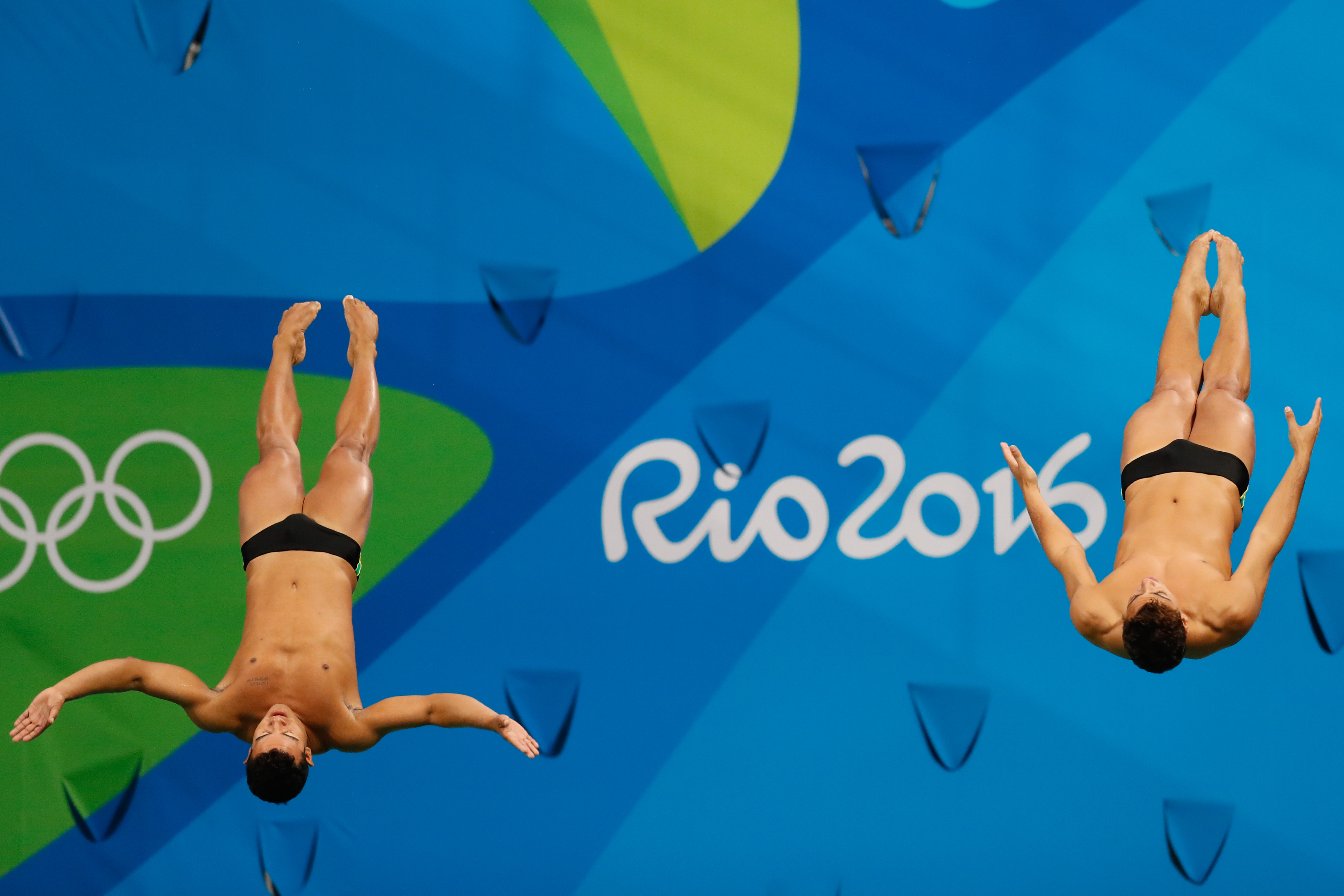
Ian Matos (l.) und Luiz Outerelo 2016
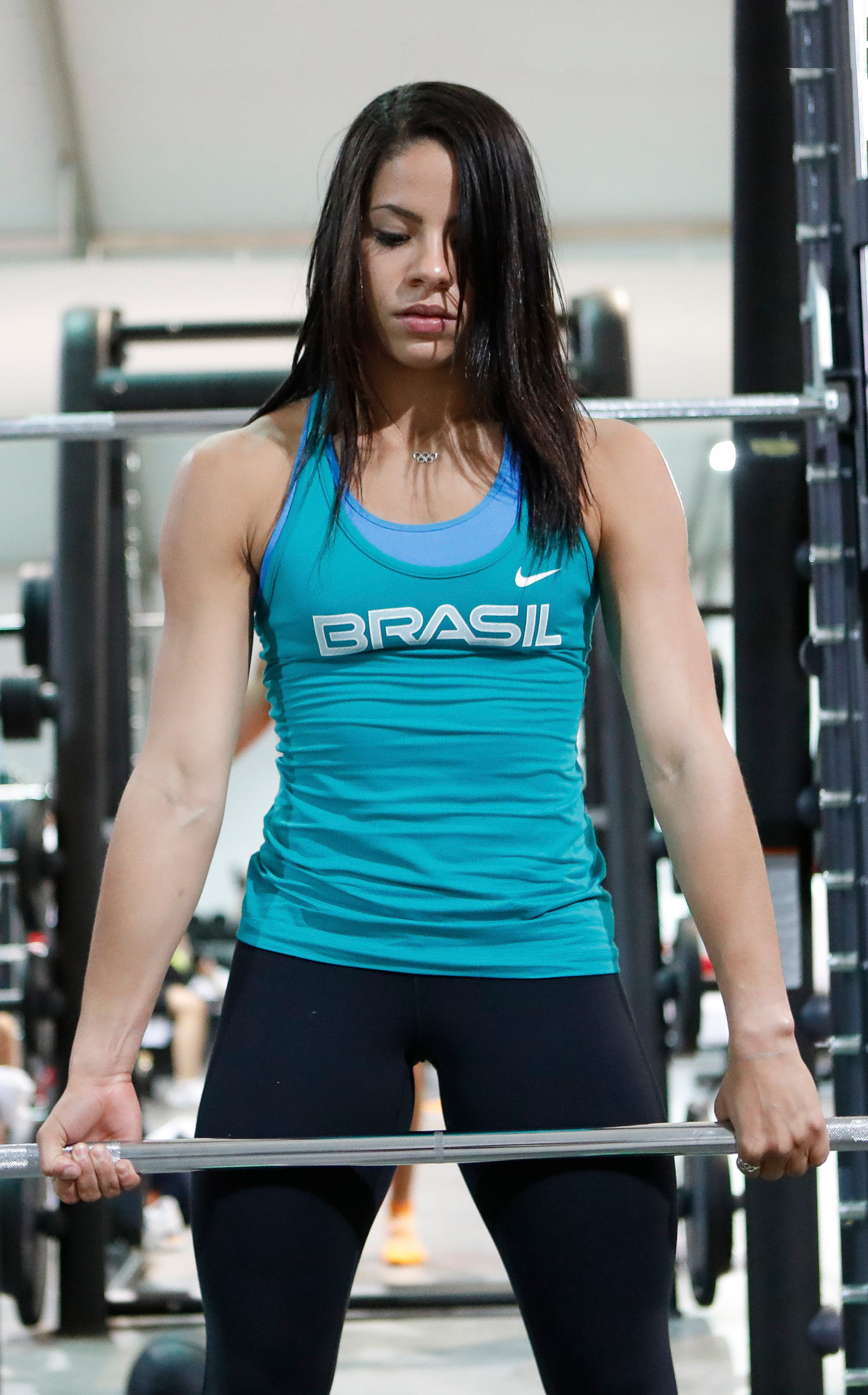
Ingrid Oliveira

### Winterspiele

#### Biathlon
| Gelbes Symbol für Goldmedaillen mit stilisierten Olympischen Ringen | Graues Symbol für Silbermedaillen mit stilisierten Olympischen Ringen | Braundes Symbol für Bronzemedaillen mit stilisierten Olympischen Ringen |
| ------------------------------------------------------------------- | --------------------------------------------------------------------- | ----------------------------------------------------------------------- |
| —                                                                   | —                                                                     | —                                                                       |

Jaqueline Mourão, die schon 2006 und 2010 im Skilanglauf antrat, war 2014 in Sotschi Brasiliens erste Biathletin. Im Sprint wurde sie 77. von 84 Startern, über 15 Kilometer erreichte sie Rang 76 von 78 ins Ziel gekommenen Läuferinnen. Jaqueline Mourão ist eine der wenigen Athletinnen, die sowohl bei Winter- als auch bei Sommerspielen antrat. 2004 in Athen und 2008 in Peking nahm sie an den olympischen Mountainbikerennen teil.

#### Bobsport
| Gelbes Symbol für Goldmedaillen mit stilisierten Olympischen Ringen | Graues Symbol für Silbermedaillen mit stilisierten Olympischen Ringen | Braundes Symbol für Bronzemedaillen mit stilisierten Olympischen Ringen |
| ------------------------------------------------------------------- | --------------------------------------------------------------------- | ----------------------------------------------------------------------- |
| —                                                                   | —                                                                     | —                                                                       |

Bobsport wurde von Brasilianern erstmals in Salt Lake City 2002 durchgeführt. Der erste brasilianische Bob war hierbei der Viererbob Brasilien 1. Der erste Frauenbob war der Zweierbob von 2014. Alle Bobs belegten die hinteren Plätze in den Klassements.

#### Eiskunstlauf
| Gelbes Symbol für Goldmedaillen mit stilisierten Olympischen Ringen | Graues Symbol für Silbermedaillen mit stilisierten Olympischen Ringen | Braundes Symbol für Bronzemedaillen mit stilisierten Olympischen Ringen |
| ------------------------------------------------------------------- | --------------------------------------------------------------------- | ----------------------------------------------------------------------- |
| —                                                                   | —                                                                     | —                                                                       |

Erste Eiskunstläuferin war 2014 in Sotschi Isadora Williams, die in der Einzelkonkurrenz Platz 30 erreichte.

#### Freestyle Ski
| Gelbes Symbol für Goldmedaillen mit stilisierten Olympischen Ringen | Graues Symbol für Silbermedaillen mit stilisierten Olympischen Ringen | Braundes Symbol für Bronzemedaillen mit stilisierten Olympischen Ringen |
| ------------------------------------------------------------------- | --------------------------------------------------------------------- | ----------------------------------------------------------------------- |
| —                                                                   | —                                                                     | —                                                                       |

Im Freestyle Ski trat erstmals 2014 Sotschi eine brasilianische Teilnehmerin an. Josi dos Santos wurde im Springen 22.

#### Rodeln
| Gelbes Symbol für Goldmedaillen mit stilisierten Olympischen Ringen | Graues Symbol für Silbermedaillen mit stilisierten Olympischen Ringen | Braundes Symbol für Bronzemedaillen mit stilisierten Olympischen Ringen |
| ------------------------------------------------------------------- | --------------------------------------------------------------------- | ----------------------------------------------------------------------- |
| —                                                                   | —                                                                     | —                                                                       |

Im Rodeln nahmen brasilianische Athleten erstmals und bis heute einzigen Mal 2002 teil. Die ersten Rodler waren in der Einzelkonkurrenz Ricardo Raschini und Renato Mizoguchi. Raschini erreichte Platz 45, Mizoguchi Platz 46 von 50 Teilnehmern.

#### Ski Alpin
| Gelbes Symbol für Goldmedaillen mit stilisierten Olympischen Ringen | Graues Symbol für Silbermedaillen mit stilisierten Olympischen Ringen | Braundes Symbol für Bronzemedaillen mit stilisierten Olympischen Ringen |
| ------------------------------------------------------------------- | --------------------------------------------------------------------- | ----------------------------------------------------------------------- |
| —                                                                   | —                                                                     | —                                                                       |

Die alpinen Skirennfahrer waren die ersten brasilianischen Wintersportler bei Olympischen Spielen. Der Abfahrer Lothar Munder war 1992 der erste männliche Wintersportler, Evelyn Schuler im Super G die erste weibliche Wintersportlerin Brasiliens. Die besten Platzierungen erzielten bei den Männern Nikolai Hentsch mit Platz 30 im Riesenslalom von 2006 bei 83 Startern. Bei den Frauen schnitt Maya Harrisson mit Platz 39 in Slalom 2014 ab. An den Start gingen 85 Teilnehmerinnen.

#### Skilanglauf
| Gelbes Symbol für Goldmedaillen mit stilisierten Olympischen Ringen | Graues Symbol für Silbermedaillen mit stilisierten Olympischen Ringen | Braundes Symbol für Bronzemedaillen mit stilisierten Olympischen Ringen |
| ------------------------------------------------------------------- | --------------------------------------------------------------------- | ----------------------------------------------------------------------- |
| —                                                                   | —                                                                     | —                                                                       |

Brasilianische Skilangläufer waren erstmals 2002 in Salt Lake City am Start. Erster Langläufer war Alexander Penna im Rennen über 50 Kilometer. Erste Langläuferin war Francisca Becskehazy auf der 10-Kilometer-Strecke. Penna wurde 57. von 61 Läufern, Becskehazy ebenfalls, was die bis heute besten Platzierungen brasilianier Langläufer bedeutet.

#### Snowboard
| Gelbes Symbol für Goldmedaillen mit stilisierten Olympischen Ringen | Graues Symbol für Silbermedaillen mit stilisierten Olympischen Ringen | Braundes Symbol für Bronzemedaillen mit stilisierten Olympischen Ringen |
| ------------------------------------------------------------------- | --------------------------------------------------------------------- | ----------------------------------------------------------------------- |
| —                                                                   | —                                                                     | —                                                                       |

Isabel Clark war 2006 in Turin die erste Brasilianerin auf dem Snowboard. Im Boardercross wurde sie Neunte.

## Teilnehmer nach Sportart

### Sommerspiele
| Badminton          |   |   |   |    |    |    |    |    |    |    |    |    |    |    |    |    |    |    |    |    |    |    | 2  | 2  |  |  |
| Basketball         |   |   |   |    | 8  | 10 | 13 | 12 | 12 | 12 | 12 | 11 |    | 11 | 12 | 12 | 24 | 24 | 12 | 12 | 12 | 23 | 24 |    |  |  |
| Beach-Volleyball   |   |   |   |    |    |    |    |    |    |    |    |    |    |    |    |    |    | 8  | 8  | 8  | 8  | 8  | 8  | 8  |  |  |
| Bogenschießen      |   |   |   |    |    |    |    |    |    |    |    |    |    | 2  | 1  | 2  | 2  |    |    |    | 1  | 1  | 6  | 2  |  |  |
| Boxen              |   |   |   |    |    | 3  | 6  | 2  | 5  | 3  | 2  | 2  | 4  | 4  |    | 3  | 4  | 6  | 6  | 5  | 6  | 10 | 9  | 7  |  |  |
| Fechten            |   |   |   |    | 6  | 7  | 5  |    |    |    | 4  |    | 1  |    |    | 4  | 4  |    | 1  | 3  | 2  | 3  | 13 | 2  |  |  |
| Fußball            |   |   |   |    |    |    | 11 |    | 14 | 12 | 16 | 17 | 17 |    | 16 | 16 |    | 33 | 33 | 17 | 35 | 34 | 36 | 36 |  |  |
| Gewichtheben       |   |   |   |    |    |    | 3  | 2  | 1  |    | 1  | 2  | 1  | 2  |    | 2  | 1  | 1  | 1  |    | 1  | 2  | 5  | 2  |  |  |
| Golf               |   |   |   |    |    |    |    |    |    |    |    |    |    |    |    |    |    |    |    |    |    |    | 3  |    |  |  |
| Handball           |   |   |   |    |    |    |    |    |    |    |    |    |    |    |    |    | 14 | 16 | 14 | 30 | 28 | 14 | 28 | 28 |  |  |
| Hockey             |   |   |   |    |    |    |    |    |    |    |    |    |    |    |    |    |    |    |    |    |    |    | 16 |    |  |  |
| Judo               |   |   |   |    |    |    |    |    |    | 1  |    | 2  | 3  | 7  | 7  | 7  | 14 | 12 | 12 | 12 | 13 | 13 | 14 | 13 |  |  |
| Kanusport          |   |   |   |    |    |    |    |    |    |    |    |    |    |    |    |    | 6  | 3  | 4  | 2  | 2  | 3  | 13 | 5  |  |  |
| Leichtathletik     | 1 |   | 8 | 19 | 10 | 12 | 10 | 6  | 5  | 1  | 3  | 2  | 8  | 11 | 20 | 20 | 24 | 40 | 18 | 34 | 41 | 30 | 67 | 53 |  |  |
| Moderner Fünfkampf |   |   |   |    | 3  | 3  | 3  | 3  | 3  | 1  |    |    |    |    |    |    |    |    |    | 2  | 1  | 1  | 2  | 1  |  |  |
| Radsport           |   |   |   |    | 3  |    |    | 1  | 1  |    |    | 2  |    | 6  | 7  | 8  | 7  | 8  | 4  | 6  | 5  | 9  | 10 | 5  |  |  |
| Reiten             |   |   |   |    |    | 6  | 4  | 3  | 3  | 1  | 3  | 3  |    |    | 4  | 4  | 6  | 9  | 11 | 9  | 10 | 9  | 12 | 7  |  |  |
| Ringen             |   |   |   |    |    |    |    |    |    |    |    |    |    |    |    | 2  | 1  |    |    | 1  | 1  | 1  | 5  | 3  |  |  |
| Rudern             |   | 5 | 2 | 9  | 22 | 2  | 3  | 5  | 5  |    | 2  | 2  | 7  | 10 | 10 | 10 | 8  | 6  | 1  | 4  | 6  | 4  | 4  | 1  |  |  |
| Rugby Sevens       |   |   |   |    |    |    |    |    |    |    |    |    |    |    |    |    |    |    |    |    |    |    | 24 | 12 |  |  |
| Schießen           |   | 7 | 1 | 6  | 4  | 7  | 8  | 4  | 3  |    | 2  | 4  | 8  | 5  | 8  | 4  | 2  | 1  |    | 1  | 2  | 2  | 9  | 1  |  |  |
| Schwimmen          |   | 2 |   | 8  | 16 | 13 | 12 | 4  | 5  | 4  | 4  | 12 | 9  | 9  | 9  | 18 | 12 | 10 | 13 | 25 | 27 | 21 | 45 | 27 |  |  |
| Segeln             |   |   |   |    | 1  | 5  | 6  | 3  | 5  | 5  | 5  | 10 | 8  | 12 | 12 | 16 | 17 | 14 | 12 | 14 | 12 | 9  | 15 | 13 |  |  |
| Skateboard         |   |   |   |    |    |    |    |    |    |    |    |    |    |    |    |    |    |    |    |    |    |    |    | 12 |  |  |
| Surfen             |   |   |   |    |    |    |    |    |    |    |    |    |    |    |    |    |    |    |    |    |    |    |    | 4  |  |  |
| Taekwondo          |   |   |   |    |    |    |    |    |    |    |    |    |    |    |    |    |    |    | 1  | 3  | 3  | 2  | 4  | 3  |  |  |
| Tennis             |   |   |   |    |    |    |    |    |    |    |    |    |    |    |    | 3  | 4  | 3  | 4  | 3  | 4  | 4  | 7  | 6  |  |  |
| Tischtennis        |   |   |   |    |    |    |    |    |    |    |    |    |    |    |    | 2  | 4  | 4  | 3  | 5  | 4  | 6  | 6  | 6  |  |  |
| Triathlon          |   |   |   |    |    |    |    |    |    |    |    |    |    |    |    |    |    |    | 6  | 6  | 3  | 3  | 2  | 3  |  |  |
| Turnen             |   |   |   |    |    |    |    |    |    |    |    |    |    | 2  | 3  | 2  | 3  |    | 8  | 13 | 13 | 8  | 17 | 12 |  |  |
| Volleyball         |   |   |   |    |    |    |    |    |    | 10 | 12 | 12 | 12 | 24 | 24 | 24 | 24 | 24 | 24 | 24 | 24 | 24 | 24 | 24 |  |  |
| Wasserball         |   | 8 |   | 8  |    |    | 11 |    | 9  | 11 | 10 |    |    |    | 13 |    |    |    |    |    |    |    | 26 |    |  |  |
| Wasserspringen     |   | 1 |   |    |    | 3  | 2  | 2  | 1  |    |    |    | 1  | 1  | 1  | 1  | 1  |    | 2  | 4  | 4  | 3  | 9  | 4  |  |  |

### Winterspiele
| Sportart      | Jahr | Jahr | Jahr | Jahr | Jahr | Jahr | Jahr | Jahr | Jahr |
| Sportart      | 1992 | 1994 | 1998 | 2002 | 2006 | 2010 | 2014 | 2018 | 2022 |
| ------------- | ---- | ---- | ---- | ---- | ---- | ---- | ---- | ---- | ---- |
| Biathlon      |      |      |      |      |      |      | 1    |      |      |
| Bobsport      |      |      |      | 4    | 4    |      | 6    | 4    | 4    |
| Eiskunstlauf  |      |      |      |      |      |      | 1    | 1    |      |
| Freestyle Ski |      |      |      |      |      |      | 1    |      | 1    |
| Rodeln        |      |      |      | 2    |      |      |      |      |      |
| Skeleton      |      |      |      |      |      |      |      |      | 1    |
| Ski Alpin     | 7    | 1    | 1    | 2    | 2    | 2    | 2    | 1    | 1    |
| Skilanglauf   |      |      |      | 2    | 2    | 2    | 1    | 2    | 3    |
| Snowboard     |      |      |      |      |      |      | 1    | 1    |      |

## Medaillen nach Sportart
| Sportart           | Gold | Silber | Bronze | Gesamt |
| Segeln             | 8    | 3      | 8      | 19     |
| Judo               | 5    | 4      | 19     | 28     |
| Leichtathletik     | 5    | 4      | 12     | 21     |
| Volleyball         | 5    | 4      | 3      | 12     |
| Beach-Volleyball   | 4    | 7      | 3      | 14     |
| Turnen             | 3    | 5      | 2      | 10     |
| Fußball            | 2    | 6      | 2      | 10     |
| Schwimmen          | 2    | 4      | 11     | 17     |
| Boxen              | 2    | 2      | 5      | 9      |
| Kanusport          | 1    | 3      | 1      | 5      |
| Schießen           | 1    | 2      | 1      | 4      |
| Reiten             | 1    | 0      | 2      | 3      |
| Surfen             | 1    | 1      | 1      | 3      |
| Skateboard         | 0    | 3      | 2      | 5      |
| Basketball         | 0    | 1      | 4      | 5      |
| Taekwondo          | 0    | 0      | 3      | 3      |
| Moderner Fünfkampf | 0    | 0      | 1      | 1      |
| Tennis             | 0    | 0      | 1      | 1      |
| Gesamt             | 40   | 49     | 81     | 170    |